# Zweiter Weltkrieg

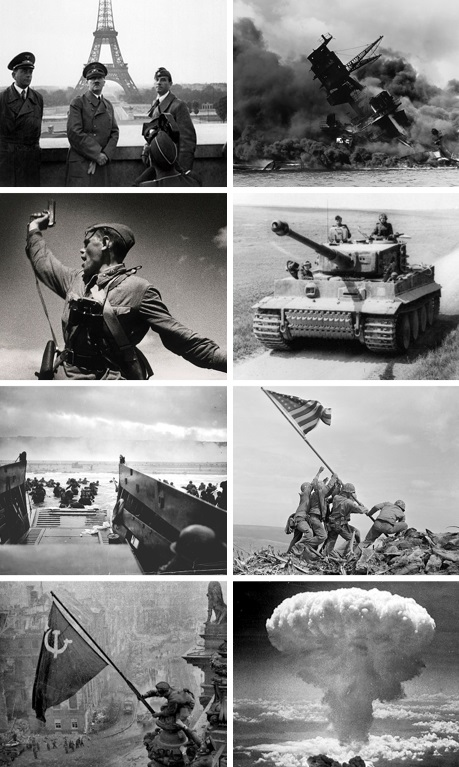
Aufnahmen aus der Zeit des Zweiten Weltkriegs: Albert Speer, Adolf Hitler, Arno Breker vor dem Eiffelturm, Juni 1940 • sinkende Arizona nach dem Angriff auf Pearl Harbor, 7. Dezember 1941 • sowjetischer Bataillonskommandeur, der mit seiner Pistole zum Angriff führt, 12. Juli 1942 (Foto von Max Wladimirowitsch Alpert) • deutscher Panzer „Tiger“, März 1944, Nordfrankreich • Foto der Landung der 1st US-Infantry-Division am 6. Juni 1944 am Omaha Beach • GIs hissen US-Flagge am 23. Februar 1945, Iwojima • sowjetische Flagge auf dem Reichstag, Mai 1945 • Atompilz des „Fat Man“ über Nagasaki, 9. August 1945

Als Zweiter Weltkrieg (1. September 1939 – 2. September 1945) wird der zweite global geführte Krieg sämtlicher Großmächte im 20. Jahrhundert bezeichnet. Über 60 Staaten waren direkt oder indirekt beteiligt, mehr als 110 Millionen Menschen trugen Waffen. Schätzungen zufolge wurden über 65 Millionen Menschen getötet.
In Europa begann der Zweite Weltkrieg am 1. September 1939 mit dem von Adolf Hitler befohlenen Überfall auf Polen. In Ostasien befand sich das Kaiserreich Großjapan unter Kaiser Hirohito bereits seit Juli 1937 im Zweiten Japanisch-Chinesischen Krieg mit der Republik China und ab Mitte 1938 in einem Grenzkrieg mit der Sowjetunion. Der japanische Angriff auf Pearl Harbor Anfang Dezember 1941 eröffnete den Pazifikkrieg. Japan erklärte am selben Tag den Vereinigten Staaten und Großbritannien den Krieg. Kriegserklärungen Deutschlands und Italiens an die USA folgten kurz darauf.
Im Kriegsverlauf bildeten sich zwei militärische Allianzen, die als Achsenmächte und Alliierte (Anti-Hitler-Koalition) bezeichnet werden. Hauptgegner des nationalsozialistischen Deutschen Reiches waren Frankreich (jedoch 1940 besiegt und teilweise besetzt), das Vereinigte Königreich mit den Commonwealth-Staaten unter dem Kriegskabinett von Premierminister Winston Churchill, ab Juni 1941 die unter der Diktatur Josef Stalins stehende Sowjetunion sowie ab Dezember 1941 die USA unter Präsident Franklin D. Roosevelt.
Mit der bedingungslosen Kapitulation der Wehrmacht endeten die Kampfhandlungen in Europa am 8. Mai 1945; die Atombombenabwürfe auf Hiroshima und Nagasaki führten zur Kapitulation Japans am 2. September 1945 und damit zum Kriegsende.

## Überblick
Der Zweite Weltkrieg bestand in Europa aus Blitzkriegen, Eroberungsfeldzügen gegen die deutschen Nachbarländer mit Eingliederung besetzter Gebiete, der Einsetzung von Marionettenregierungen und Flächenbombardements. In den von den Achsenmächten eroberten Gebieten entstand nach anfänglicher weitverbreiteter Kollaboration mit den Besatzungsbehörden allmählich ein immer stärker werdender Widerstand gegen den Nationalsozialismus, der auch in Deutschland anwuchs. Für die deutsche Wehrmacht kann der Verlauf auf den Kriegsschauplätzen in Europa und dem Mittelmeerraum zeitlich in drei Hauptphasen unterteilt werden:
- Erste Phase: Angriffe (mit schnellen Siegen durch Blitzkriege) auf Polen, Dänemark/Norwegen, die Benelux-Länder und Frankreich, Jugoslawien und Griechenland sowie in Nordafrika.
- Die zweite Phase begann mit dem deutschen Überfall auf die Sowjetunion am 22. Juni 1941. Nach schnellem Vormarsch bis kurz vor Moskau erfolgten erste Rückschläge.
- Die dritte Phase folgte im Westen mit der Landung der Alliierten in der Normandie am 6. Juni 1944. Im Osten eröffnete rund zwei Wochen später die Rote Armee ihre erfolgreiche Operation Bagration.[1]

| Zweiter Weltkrieg – Kriegsparteien und Frontverläufe in Europa 1939–1945 |
|                                                                          |
| Hier klicken für eine hochauflösende Version der Datei                   |

Sechs europäische Staaten blieben offiziell neutral und beteiligten sich nicht direkt an den Kämpfen: Irland, Schweden, die Schweiz, Spanien (jedoch die Achsenmächte unterstützend), Portugal und die Türkei (letztere nur bis Februar 1945). Die US-Regierung von Präsident Franklin D. Roosevelt hatte zu Beginn des europäischen Krieges die Neutralität der USA erklärt, aber ab November 1939 erlaubten das neue Neutralitätsgesetz und die Cash-and-carry-Klausel kriegführenden Staaten, Waffen und Munition in den Vereinigten Staaten zu kaufen und auf eigenen Schiffen abzutransportieren. Direkte Lieferungen der USA ermöglichte das im Februar 1941 verabschiedete Leih- und Pachtgesetz. Im August 1940 gab der US-Kongress seine Zustimmung für den Bau einer großen Flotte, die im Atlantik und im Pazifik einsetzbar sein sollte. Im Rahmen des Leih- und Pachtgesetzes lieferten die USA ab 1941 allein an die Sowjetunion über 15 Millionen Tonnen militärische Ausrüstung und Treibstoff.
Mit dem Kriegseintritt des von Benito Mussolini regierten faschistischen Italiens, das mit dem Deutschen Reich verbündet war, wurden ab Juni 1940 Teile Ost- und Nordafrikas sowie der Mittelmeerraum ebenfalls zum Kriegsschauplatz. Italienische Truppen griffen im Ostafrikafeldzug Britisch-Somaliland an. Im parallel geführten Afrikafeldzug fiel Italien in das britisch besetzte Ägypten ein und wurde nach Rückschlägen ab Februar 1941 durch das Deutsche Afrikakorps verstärkt. Dieses drang tief nach Ägypten vor und bedrohte Alexandria, Kairo und den Suez-Kanal. Nach den zwei Schlachten bei El-Alamein im Juli 1942 und Oktober/November 1942 landeten anglo-amerikanische Truppen in Marokko und Algerien (Operation Torch) und die deutschen und italienischen Truppen mussten nach dem Tunesienfeldzug im Mai 1943 kapitulieren.
Der Krieg gegen die Sowjetunion wurde vom deutschen Heer, Waffen-SS und Luftwaffe als Vernichtungskrieg mit der Absicht geführt, Osteuropa bis zum Ural als (neuen) deutschen Siedlungsraum für ein künftiges „Großgermanisches Reich“ zu gewinnen. Nach anfänglichem schnellen Vormarsch der Wehrmacht und ihrer Verbündeten bis kurz vor Moskau erfolgte die Wende des Krieges in der Schlacht um Moskau (Winter 1941/1942) und in der Schlacht von Stalingrad 1942/43. Die östlichsten Punkte des deutschen Vormarsches wurden in etwa vom Westufer der Wolga bei Stalingrad und Narimanov, von der Ortschaft Terekli-Mekteb nahe des Kaspischen Meers sowie von der in der Kalmückischen Steppe liegenden (bereits buddhistisch geprägten) Stadt Elista markiert. Nach den zwei großen deutschen Sommeroffensiven 1942 (Unternehmen Blau) und 1943 (Unternehmen Zitadelle) verlor die Wehrmacht endgültig die Initiative und die Rote Armee setzte zum Gegenschlag an – von 1943 bis Ende 1944 wurden die besetzten Gebiete der Sowjetunion schrittweise durch die Rote Armee zurückerobert. Die Operation Bagration im Sommer 1944 führte unausweichlich zur deutschen Niederlage. Die Wehrmacht zog sich bis an die damaligen östlichen Reichsgrenzen zurück. Der gemeinsame Angriff der Westmächte (Großbritannien, USA und Kanada) an drei Fronten in Europa – Landung auf Sizilien (Juli 1943), Landung in der Normandie (Juni 1944) und Landung in Südfrankreich (August 1944) – leitete das absehbare Ende aller Kämpfe in Europa ein.
Im Oktober 1944 wurde die deutsche Westgrenze im Raum Aachen durch die Westalliierten und die Ostgrenze durch die Rote Armee in Ostpreußen kämpfend überschritten. In ihrer Winteroffensive 1945 erreichten Truppen der Roten Armee auf breiter Front die Oder und eröffneten Mitte April die Schlacht um Berlin. Am 25. April 1945 stießen an der Elbe US-amerikanische auf sowjetische Truppen. Nachdem Hitler am 30. April 1945 im Berliner Führerbunker Selbstmord begangen hatte, kapitulierten zwei Tage später die deutschen Truppen der Stadt. Am 8. Mai 1945 unterschrieb Generalfeldmarschall Keitel die bedingungslose Kapitulation der Wehrmacht; der Krieg in Europa war damit beendet. Das Kriegsende wurde von den Siegermächten mit mehreren Paraden gefeiert, darunter die Moskauer Siegesparade von 1945 und die Berliner Siegesparade 1945.
| Zweiter Weltkrieg – Kriegsschauplatz Ostasien und Pazifik bis 1942 |
|                                                                    |

Das seit 1940 im Dreimächtepakt mit dem Deutschen Reich und Italien verbündete Kaiserreich Japan hatte am 7. Dezember 1941 bei dem Angriff auf Pearl Harbor den größten Teil der US-Pazifikflotte zerstört. Nun erklärten die USA Japan den Krieg, dem folgten Kriegserklärungen Deutschlands und Italiens an die USA. Die UdSSR blieb gemäß dem Neutralitätspakt vom 13. April 1941 gegenüber Japan vorerst neutral.
Auf der Arcadia-Konferenz in Washington (Dezember 1941/Januar 1942) beschlossen die USA und Großbritannien, zuerst Deutschland als den gefährlichsten Gegner zu besiegen („Germany first“). Aber von 1942 bis 1945 fanden auch in Ostasien (China, Burma, British Malaya, Thailand, Französisch-Indochina, Niederländisch-Indien), auf den Philippinen und vielen Inseln im Pazifik (unter anderem auf Neuguinea) langwierige Kämpfe statt. Die japanischen Truppen konnten bis Mitte 1942 viele der europäischen Kolonien und weitere Länder wie Thailand und die Philippinen besetzen. Erst die Schlacht um Midway Anfang Juni 1942, in der die Kaiserlich Japanische Marine vier ihrer sechs großen Flugzeugträger verlor, bewirkte die Wende im Pazifikkrieg. Die alliierten Soldaten konnten in der Folge im „Inselspringen“ auch kleinere Pazifikinseln oft nur mit großen Verlusten besetzen. Um das Ende der Kämpfe in Ostasien zu beschleunigen, befahl der neue US-Präsident Harry S. Truman im Juli 1945, je eine Atombombe auf Hiroshima und Nagasaki abwerfen zu lassen. Am 2. September 1945 endete der Zweite Weltkrieg mit der Kapitulation Japans.
„Dieser Krieg war ein historisch beispielloser Angriff auf die Menschlichkeit, eine Zerstörung aller kulturellen Ideale, die die Aufklärung hervorgebracht hatte, ein Absturz, wie es ihn bis dahin nicht gegeben hatte. Er war Europas Armageddon.“ Neben der Vernichtung von Menschenleben gingen durch die Zerstörung ganzer Städte viele historische Stadtteile und Bauten unwiederbringlich verloren. Auf diesen Verlust folgte der Wiederaufbau betroffener europäischer Städte, deren Stadtbild durch Krieg und Neuerrichtung wie ausgewechselt sein würde. Die Zahlen der Opfer im Krieg lassen sich nur schätzen. Bei den Kampfhandlungen zu Lande, auf See und im Luftkrieg wurden mehr als 60 Millionen Menschen getötet. Schätzungen, die Opfer von Holocaust (Shoa), Porajmos und andere Massenmorde, Vertreibung, Zwangsarbeit sowie Kriegsverbrechen und Kriegsfolgen einbeziehen, reichen bis zu 80 Millionen.
Im Ergebnis des Zweiten Weltkriegs änderten sich auch die politischen und sozialen Strukturen in der ganzen Welt. Die Organisation der Vereinten Nationen (UNO) wurde gegründet, deren ständige Mitglieder im Sicherheitsrat die Hauptsiegermächte des Zweiten Weltkriegs wurden: USA, Sowjetunion, China, Großbritannien und Frankreich. Die europäischen Kolonialmächte Großbritannien und Frankreich verloren ihre Übersee-Besitzungen, die meisten ihrer Kolonien wurden unabhängig. „Erst mit dem Fall der Mauer 1989 und dem Ende des Kalten Krieges ging die vom Zweiten Weltkrieg […] geprägte Phase der Geschichte zu Ende.“

## Vorgeschichte

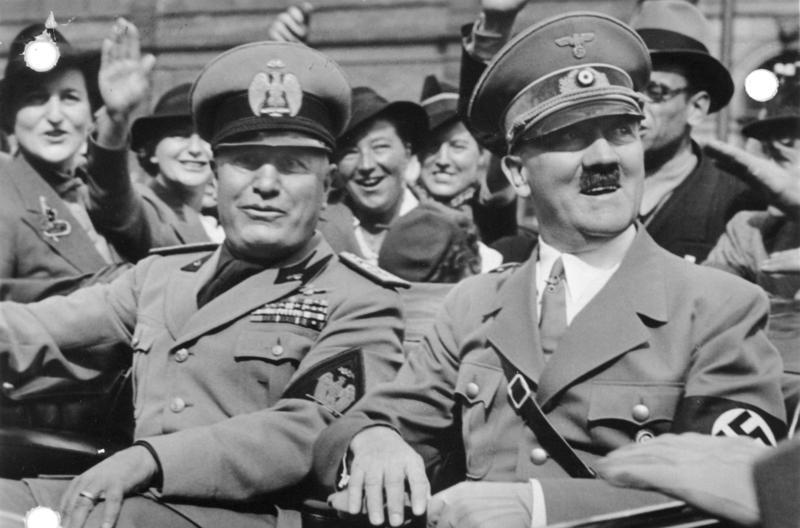
Benito Mussolini und Adolf Hitler kurz nach ihrer Ankunft in München, 28. September 1938

Die Revision der internationalen Ordnung nach dem Versailler Vertrag von 1919 war ein Ziel aller deutschen Parteien und Regierungen und gehörte 1920 auch zum 25-Punkte-Programm der NSDAP, die 1933 in Deutschland die Macht übernommen hatte. Vom Juliputsch, der Ermordung des österreichischen Bundeskanzlers durch Nationalsozialisten samt gescheiterter Machtübernahme im Jahr 1934, musste sich Hitler noch distanzieren. Die Regierung Hitler löste ab 1935 mit der Wiedereinführung der allgemeinen Wehrpflicht, dem Einmarsch in das entmilitarisierte Rheinland im März 1936, dem Anschluss Österreichs (März 1938) und der Abtrennung des Sudetenlandes von der Tschechoslowakei im Münchner Abkommen (30. September 1938) die Versailler Friedensordnung schrittweise auf. Begünstigt wurde dies durch die britische und französische Appeasement-Politik, die auf eine friedliche Verständigung mit dem nationalsozialistischen Deutschland abzielte. Nach der Zerschlagung der Tschechoslowakei im März 1939 protestierten nur die britische Regierung und die französische Regierung. Kurz darauf gab Litauen unter deutschem Druck das Memelland an Deutschland zurück. Die Erste Slowakische Republik wurde ein deutscher Vasallenstaat, der durch einen „Schutzvertrag“ eng an Deutschland gebunden war. Großbritannien und Frankreich wollten das deutsche Expansionsstreben eingrenzen und gaben am 31. März 1939 eine Garantieerklärung für Polen ab, die kurze Zeit später in ein förmliches Bündnis umgewandelt wurde.
Die japanische Expansionspolitik begann in den 1930er-Jahren, als der Einfluss der militärischen Führung auf die kaiserliche Regierung stärker wurde. Japan verstand sich als Schutz- und Ordnungsmacht, die dazu auserkoren sei, die anderen ostasiatischen Völker zu beherrschen. Die Rohstoffvorkommen und das Reservoir an Arbeitskräften, das die Nachbarländer boten, sollten der japanischen Wirtschaft zugutekommen. Das Hauptinteresse galt zunächst der Republik China, deren stark industrialisierte Region Mandschurei bereits 1931 annektiert und zum Protektorat Mandschukuo erklärt wurde. Als Reaktion auf die internationalen Proteste trat Japan 1933 aus dem Völkerbund aus. Ende 1936 schlossen Deutschland und Japan den Antikominternpakt. Mitte 1937 begann Japan den Zweiten Japanisch-Chinesischen Krieg. Italien pflegte enge Beziehungen zum Deutschen Reich. Im Oktober 1935 griff es Äthiopien an und besetzte am 7. April 1939 Albanien.
Im Spanischen Bürgerkrieg bekämpften sich von 1936 bis 1939 eine hauptsächlich von Republikanern, Sozialisten und Kommunisten geführte Volksfrontregierung und Anhänger einer Militärrevolte des Generals Francisco Franco. Die Sowjetunion und die französische Volksfront lieferten der „Volksfront“ Waffen und Kriegsmaterial. Italien und Deutschland unterstützten die Truppen der Nationalisten Francos. Die deutsche Regierung entsandte die Legion Condor, die italienische den Corpo Truppe Volontarie (CTV), die entscheidend zum Sieg des Franquismus beitrugen.

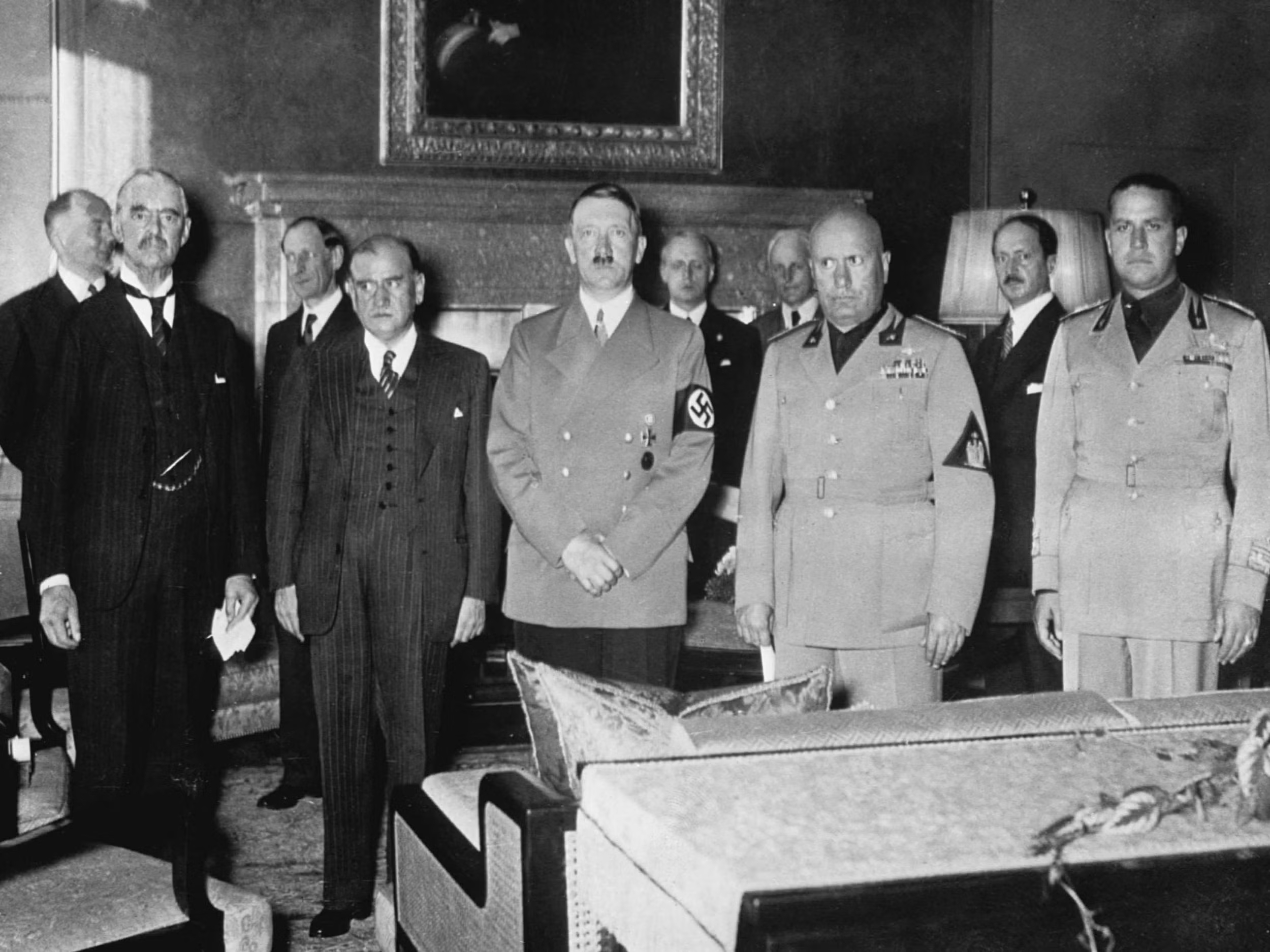
Von links: Chamberlain, Daladier, Hitler, Mussolini und Graf Ciano, München 29. September 1938

Im Münchner Abkommen (September 1938) verständigten sich Deutschland, Großbritannien, Frankreich und Italien auf eine friedliche Lösung der Sudetenkrise, obwohl Hitler insgeheim schon damals eine kriegerische Lösung bevorzugt hätte.
Am 23. August 1939 schloss Deutschland mit der Sowjetunion zur Absicherung des geplanten Überfalls auf Polen für viele überraschend den „Deutsch-sowjetischer Nichtangriffspakt“, später „Hitler-Stalin-Pakt“ genannt. In einem geheimen Zusatzprotokoll wurde die Aufteilung Europas in geographisch genau bezeichnete, aber ansonsten nicht näher definierte „Interessensphären“ verabredet. Dies lief letztlich hinaus auf die Aufteilung Polens zwischen Deutschland und der Sowjetunion sowie die einseitige Eroberung und Besetzung weiterer Gebiete (unter anderem der baltischen Staaten sowie Teilen von Finnland und Großrumänien) durch die UdSSR.

## Kriegsziele und -führung der Großmächte
Die Möglichkeit, dass ein umfassender Krieg eintreten könnte, wurde von den Großmächten einkalkuliert, sodass sie entsprechende Vorbereitungen trafen. Die Kriegsvorbereitungen umfassten daher beispielsweise die Bevorratung von kriegswichtigen Ressourcen und Gütern sowie die Ausdehnung von Zivilschutzprogrammen.

### Achsenmächte
Mit der Unterzeichnung des Antikominternpaktes zwischen Deutschland und Japan wurde bereits 1936 der Grundstein für die spätere Achse Deutschland–Japan–Italien gelegt. Nach dem Hitler-Stalin-Pakt verschlechterte sich das Verhältnis zu Japan zunächst, aber weil sich Japan Zugriff auf die französischen, niederländischen und britischen Kolonien in Asien erhoffte, ging es Ende September 1940 mit Deutschland und Italien den Dreimächtepakt ein, dem fünf südosteuropäische Staaten beitraten. Die Initiative dazu ergriff Japan schon im Juni 1940; aber erst, nachdem Hitler klar geworden war, dass es nicht gelingen würde, Großbritannien durch eine Invasion militärisch auszuschalten, war dieser bereit, ein Bündnis mit Japan abzuschließen. Mit diesem verpflichteten sich die drei Partner, sich gegenseitig zu unterstützen, falls einer der Partner von einer Macht angegriffen werden würde, „die gegenwärtig nicht in den europäischen Krieg oder in den chinesisch-japanischen Konflikt verwickelt ist.“ Da der Vertrag „in keiner Weise den politischen Status berühren“ sollte, „der gegenwärtig zwischen den drei vertragschließenden Teilen und Sowjetrußland besteht“, wurde deutlich, dass der Vertrag vorwiegend die USA von einem Kriegseintritt abhalten sollte.

#### Deutschland
Die Empörung über den Versailler Vertrag, insbesondere die harten und als ungerecht empfundenen Reparationsforderungen sowie die einseitige Schuldzuweisung an die Mittelmächte fanden in weiten Teilen der deutschen Bevölkerung Widerhall. Die Revision des Versailler Vertrags und die Rückkehr des Deutschen Reiches in den Kreis der Großmächte waren stets mit besonderem Nachdruck von der deutschen Generalität, dem monarchistisch und antirepublikanisch gesinnten Teil des deutschen Bürgertums und der wirtschaftlichen Elite angestrebt worden. Für die Nationalsozialisten waren sie lediglich ein Etappenziel.
In der geheimen Denkschrift zum Vierjahresplan forderte Hitler im August 1936 die Einsatzfähigkeit der deutschen Armee und die Kriegsfähigkeit der Wirtschaft innerhalb von vier Jahren, um eine kriegerische „Erweiterung des Lebensraumes bzw. der Rohstoff- und Ernährungsbasis“ für das Deutsche Reich zu erzielen. Am 5. November 1937 präzisierte er vor den militärischen und außenpolitischen Führungskräften des Reiches seine Kriegsziele. Er lehnte Autarkie und Rückkehr Deutschlands zum Welthandel ab; nur der Erwerb eines größeren Lebensraumes sei ein Ausweg. Sein unabänderlicher Entschluss sei, spätestens 1943/45 die deutsche Raumfrage zu lösen.
Im europäischen Kontext war der Zweite Weltkrieg ein vom nationalsozialistischen Deutschland ausgelöster Raub-, Eroberungs- und Vernichtungskrieg mit dem langfristigen Ziel, ein unangreifbares deutsches Großreich aus eroberten und abhängigen Gebieten zu schaffen. Ziel war von Beginn an die deutsche Weltmachtstellung und die „rassistische Neuordnung des [europäischen] Kontinents“. Dabei vermischten sich klassische machtpolitische mit rassenideologischen Motiven. Hierzu zählten einerseits die Gewinnung von „Lebensraum im Osten“ mit Umsiedlung oder Vernichtung der dort lebenden, als „rassisch minderwertig“ angesehenen, vorwiegend slawischen Völker, andererseits die „Endlösung der Judenfrage“. Beides wurde durch die antisemitische Vorstellung eines „jüdischen Bolschewismus“ als Teil einer Verschwörung des „Weltjudentums“ begründet, die in Gestalt der Sowjetunion als Bedrohung der Lebensgrundlagen der „arischen Rasse“ und der durch sie repräsentierten europäischen Zivilisation gesehen wurde.

Das Konzept des Generalplans Ost, 1940–1943

Nach dem Willen der nationalsozialistischen Führung sollte die Volksgruppe der Slawen zunächst unterworfen und das eroberte Osteuropa von deutschen Siedlern, sogenannten Wehrbauern, nutzbar gemacht werden (vgl. Karte rechts). Nach Vernichtung ihrer Elite sollten die slawischen Völker für immer ein Reservoir von ungebildeten und unterwürfigen Land- und Hilfsarbeitern stellen. Der europäische Teil der Sowjetunion sollte in Gebiete unter der Leitung von Reichskommissaren aufgeteilt werden. Nur Belarussen, Ukrainer und baltische Völker wurden als lebenswerte Völker eingestuft. Nach den Worten Alfred Rosenbergs würden „dem Russentum [.] sicher sehr schwere Jahre bevorstehen“.
Die deutsche Strategie sah die Nutzung einer politisch und zeitlich begrenzten Gelegenheit zur strategischen Offensive vor. Sie verfolgte militärische, rassisch-hegemoniale, wirtschaftliche und diplomatische Ziele. In militärischer Hinsicht sollte der Blitzkrieg einen raschen und ausgiebigen Raumgewinn ermöglichen, um der sich abzeichnenden Überlegenheit der gegnerischen Rüstung zuvorzukommen. Damit stellte diese Strategie eine spezielle Ausprägung des Bewegungskriegs in Kombination mit der Entscheidungsschlacht dar, die auf deutsche Erfahrungen im Ersten Weltkrieg zurückgriff. In wirtschaftlicher Hinsicht sollte sie Ressourcen schonen, um die Industriekapazitäten nicht zu Ungunsten der Konsumwirtschaft zu belasten. In der deutschen Bevölkerung sollte keine Unzufriedenheit wegen einer möglichen materiellen Verknappung entstehen, wie sie aufgrund der britischen Seeblockade im Ersten Weltkrieg von August 1914 bis Juli 1919 mit hunderttausenden Hungertoten zu verzeichnen war. Zur Sicherung der „Heimatfront“ und im Sinne einer optimalen Nutzung der eroberten Kapazitäten wurde ein Zweifrontenkrieg zunächst vermieden, aber am 31. Juli 1940 verkündete Hitler auf dem Berghof bei Berchtesgaden seinen Generälen die schwerwiegendste Entscheidung, die er während des Zweiten Weltkrieges traf: „Im Zuge dieser Auseinandersetzung muss Russland erledigt werden. Frühjahr 1941.“ (Eintrag in Halders Kriegstagebuch, 31. Juli 1940). Drittens sollte die Ausplünderung der besetzten Territorien, vor allem in Ostmittel- und Osteuropa, die Versklavung ihrer Bewohner zugunsten des Deutschen Reiches und seiner „arischen“ Bevölkerung die rassisch motivierten Hegemonialvorstellungen des Nationalsozialismus verwirklichen. Die diplomatische Gewinnung von europäischen und außereuropäischen Verbündeten sollte diese Hegemonialstellung absichern. Die größeren Mächte, die Deutschland als Verbündete gewinnen wollte, waren Italien und Japan. Ihre Flotten sollten dazu beitragen, das deutsche Defizit bei den Seestreitkräften auszugleichen.
Nach dem 13. Oktober 1943, dem Tag der Kriegserklärung der Badoglio-Regierung in Italien, befand sich das Deutsche Reich im Kriegszustand mit 34 Staaten und hatte nur noch das Kaiserreich Japan als nennenswerten Verbündeten. Diese beiden Staaten kämpften, unabhängig voneinander, einen aussichtslosen Krieg gegen den Rest der Welt. Weitere 18 Staaten erklärten dem Deutschen Reich bis März 1945 den Krieg. Deutschlands bisherige Verbündete in Südosteuropa, Ungarn und Rumänien, schieden 1944 aus und Finnland unterzeichnete am 19. September 1944 einen separaten Waffenstillstand mit der UdSSR. Bulgarien wurde im September von der Roten Armee besetzt, obwohl es sich nicht im Kriegszustand mit der Sowjetunion befand. In Serbien, Kroatien, Mazedonien und Montenegro wurden im Dezember 1944 „Volksregierungen“ gebildet, nachdem die Rote Armee Ende Oktober 1944 Belgrad besetzt und Tito sich in Moskau über das weitere Vorgehen verständigt hatte. Nach dem Rückzug der Heeresgruppe E bildete sich in Tirana am 10. November 1944 eine kommunistische Regierung des Partisanen-Obersten Enver Hoxha.

#### Italien

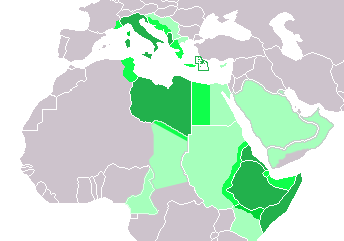
Königreich Italien mit bis 1939 eroberten Ländern und Kolonien (dunkelgrün); eroberten Gebieten während des Zweiten Weltkriegs (grün) und sonstigen Expansionsplänen (hellgrün)

Mit dem Vertrag von Saint-Germain fielen nach dem Ersten Weltkrieg Julisch Venetien, Istrien, das Trentino sowie das deutschsprachige Südtirol an Italien. Nach Ansicht der italienischen Faschisten war das Recht, Lebensraum (spazio vitale) zu erobern, wenigen auserwählten Nationen vorbehalten. Mussolini sprach schon 1922 davon, aus dem Mittelmeer einen „italienischen See“ zu machen. 1934 kündigte er einen Marsch zum Atlantik durch Französisch-Nordafrika und zum Indischen Ozean von Italienisch-Libyen über den Sudan nach Italienisch-Ostafrika an. Dabei stützte man sich auf die Romanità-Bewegung. Das neue Italien sollte wieder Kultur und Fortschritt wie zu Zeiten des römischen Reiches verbreiten. Geplant waren ein piccolo spazio, nur von Italienern bewohnt, und ein grande spazio, von anderen Nationen bewohnt, aber unter italienischer Kontrolle.
Im Oktober 1935 überfiel Italien ohne Kriegserklärung das Kaiserreich Abessinien (heute Äthiopien) und annektierte das Land. Afrikanische Historiker sehen dies bereits als den Beginn des Zweiten Weltkrieges an. Diese völkerrechtswidrige Annexion war Teil von Mussolinis erklärtem Ziel, das Römische Reich wiedererstehen zu lassen. Nach dem Anschluss Österreichs an das Deutsche Reich im März 1938 nahm Mussolini eindeutig Stellung zugunsten des nationalsozialistischen Deutschland. Ohne Hitler vorher in Kenntnis zu setzen, ließ er Anfang April 1939 Albanien besetzen und behauptete, dies sei das Gegenstück zur deutschen Annexion Tschechiens rund vier Wochen zuvor. Im sogenannten Stahlpakt vom Mai 1939 band sich Mussolini vertraglich an Hitler und das Deutsche Reich. Mit der Kriegserklärung Italiens an Frankreich und Großbritannien trat das Land am 10. Juni 1940 in den Krieg in Europa ein, weil seine Fehlspekulation Mussolini glauben ließ, dieser sei so gut wie beendet. Der Dreimächtepakt Ende September 1940 schuf zwischen Deutschland, Italien und Japan die Achse Berlin-Rom-Tokio. Ein knappes Jahr später schloss sich Mussolini am 23. Juni 1941 auch dem deutschen Krieg gegen die Sowjetunion an. Vier Tage nach dem japanischen Angriff auf Pearl Harbor erfolgte die Kriegserklärung Deutschlands und Italiens an die USA. Mit der Landung britischer und amerikanischer Truppen auf Sizilien begann am 10. Juli 1943 der Italienfeldzug. Am 25. Juli 1943 erwirkte die innerparteiliche Opposition im Großen Faschistischen Rat den Sturz Benito Mussolinis und ließ ihn nach einem anschließenden Besuch bei König Viktor Emanuel III. verhaften. Italien schied nach dem Waffenstillstand von Cassibile vom 3. September 1943 aus dem Achsenbündnis aus und nach der deutschen Besetzung Italiens (Fall Achse) folgte Italiens Kriegserklärung an das Deutsche Reich am 13. Oktober auf der Seite der Alliierten.

#### Japan

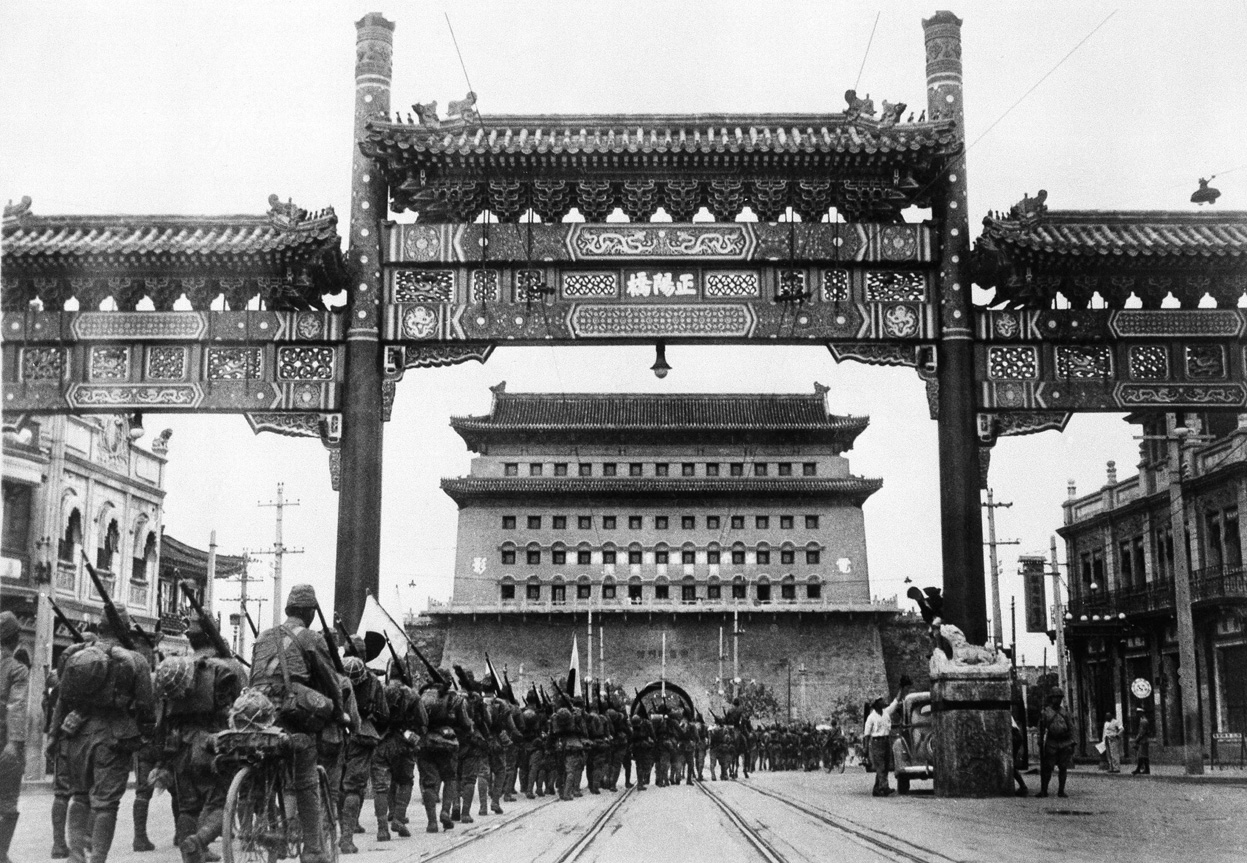
Japanische Soldaten besetzen die Verbotene Stadt in Peking, 13. August 1937

Das Kaiserreich auf den japanischen Inseln lebte über 200 Jahre in Selbstisolation, eine Öffnung wurde ab 1853 durch Kanonenboot-Politik der USA erzwungen. Der technische Rückstand wurde nach der Iwakura-Mission in westliche Länder alsbald aufgeholt, im Zuge der Meiji-Restauration übernahm Japan auch die koloniale Expansion der Weltmächte und begann eine territoriale Ausdehnung auf dem asiatischen Kontinent, die vor allem der Sicherung wichtiger Rohstoffe dienen sollte. Durch den Sieg über das Zarenreich war Japan ab 1905 vorherrschende Macht in Ostasien. Die weiteren Ziele konzentrierten sich besonders auf die als schwach eingeschätzte Republik China. Von einer expansiven Dynamik ermutigt, betrachtete Japan die zunehmenden Spannungen in Europa als Gelegenheit, dem wachsenden Einfluss der USA im westlichen Pazifischen Ozean (Commonwealth der Philippinen und US-Außengebiete) entgegenzutreten. Zu den geostrategischen Überlegungen kamen die häufige Einmischung der Streitkräfte in die Angelegenheiten der zivilen Führung und eine wechselseitige kulturelle Aversion zwischen breiten Bevölkerungsschichten in Japan und den Vereinigten Staaten.
Japan sah sich, ähnlich dem Deutschen Reich in Europa ohne eigene Erdölvorkommen, einer sich im Laufe der Jahre bei wachsender Bedeutung der Motorisierung verschlechternden strategischen Ausgangslage in Ostasien gegenübergestellt. Ursache war vor allem seine bündnispolitische Isolation. Dem vorwiegend US-amerikanischen Unwillen, die japanische Ausdehnung in der Region hinzunehmen, schlossen sich China, die Sowjetunion und die europäischen Kolonialmächte grundsätzlich an. Konkret sah sich das japanische Kaiserreich in einem vierfachen geostrategischen Kontext bedroht. Im Osten war dies die US-Pazifikflotte in Pearl Harbor, im Norden die Sowjetunion, im Westen China sowie im Süden/Südwesten neben den unter US-amerikanischer Führung stehenden Philippinen auch British-Malaya und -Nordborneo, Französisch-Indochina sowie Niederländisch-Indien. Daneben war das zum britischen Commonwealth gehörende Australien mit seinem Mandatsgebiet „Territorium Neuguinea“ aufgrund der räumlichen Ausdehnung und Lage als Operationsbasis gegen Japan geeignet.
Diese geostrategische Ausgangslage veranlasste die japanische Führung, ähnlich wie die deutsche, zu einer Mischung diplomatischer Instrumente mit einem Bewegungskrieg. Sie schloss daher nach gescheitertem Vordringen auf sowjetisches Gebiet im Jahre 1938/1939 mit der UdSSR im April 1941 einen Neutralitätspakt. Der Angriff auf Pearl Harbor der Kaiserlich Japanischen Marineluftstreitkräfte, deren Aufbau angesichts der Einschränkungen des Washingtoner Flottenabkommens qualitativ ausgerichtet war, beabsichtigte vor allem, der Marine der Vereinigten Staaten angesichts ihrer zunehmenden Rüstung einen entscheidenden Schlag zu versetzen. Auch in Südostasien selbst konzentrierte sich Japan im ersten Schritt auf die Neutralisierung konzentrierter militärischer Ressourcen, beispielsweise der Ansammlung von B-17-Langstreckenbombern auf den Inseln des Philippinen-Archipels. Die folgende japanische Invasion Südostasiens diente der Beschaffung von Rohstoffen, vorrangig von Erdöl, und sollte den USA den Nachschubweg nach Australien abschneiden.

### Alliierte
Großbritannien konnte im Herbst 1940 in der Luftschlacht um England eine deutsche Invasion verhindern und vertraute auf wirtschaftliche und militärische Unterstützung durch die USA. Insbesondere der US-Präsident Franklin D. Roosevelt wollte aus machtpolitischen und weltanschaulichen Gründen die USA zum „Arsenal der Demokratie“ gegen das nationalsozialistische Deutschland machen. Großbritannien erhielt 1941 aufgrund des „Zerstörer-für-Stützpunkte-Abkommens“ 50 Zerstörer zur Abwehr deutscher U-Boote. Im August 1941 trafen sich Churchill und Roosevelt auf einem britischen Kriegsschiff in der Argentia-Bucht (Neufundland) und verkündeten die Atlantik-Charta: Ablehnung aller territorialen Veränderungen ohne Zustimmung der betroffenen Völker und Recht aller Völker auf diejenige Regierungsform, unter der sie leben wollen. Nach dem japanischen Angriff auf Pearl Harbor am 7. Dezember 1941 erklärten die USA Japan den Krieg. Deutschland und Italien erklärten daraufhin den USA den Krieg, ohne dazu vertragsrechtlich verpflichtet zu sein (s. o.). Der europäische und der ostasiatische Krieg waren zum Weltkrieg geworden.

#### Westmächte
Nach dem deutschen Überfall auf Polen erklärten Frankreich und das Vereinigte Königreich Großbritannien und Nordirland dem Deutschen Reich am 3. September den Krieg. Kurz darauf folgten Australien, Neuseeland, Indien, Südafrika und Kanada. Frankreich und Großbritannien hatten lange nach Deutschland mit der Wiederaufrüstung begonnen und verfolgten die Strategie, zunächst defensiv zu agieren. Das militärische Kräfteverhältnis würde sich im Laufe der Zeit zugunsten der Alliierten verschieben. In einer zweiten Phase sollte Deutschland in Schach gehalten werden und Italien entscheidend geschlagen werden, um dann Deutschland zu besiegen. Eine sofortige Offensive zur Entlastung Polens fand nicht statt, da Großbritannien kein schlagkräftiges Landheer zur Verfügung hatte und Frankreich aufgrund seiner Militärdoktrin erst nach langen Vorbereitungen offensiv werden wollte. Dadurch wurden alle kleineren französischen Verbündeten in Osteuropa faktisch abgeschrieben.
An der Westfront sahen die Kriegsplanungen der Westmächte, ähnlich wie im Ersten Weltkrieg, im Wesentlichen eine Abnutzung des deutschen Heeres vor. Sie sollte durch Bombardierungen der großen Städte und Blockade des deutschen Wirtschaftskreislaufes ergänzt werden.

#### Sowjetunion
Die kommunistische Führung sah die Sowjetunion von einer prinzipiell feindlich gesinnten kapitalistischen Welt umgeben und hielt einen Krieg für unvermeidlich. Für sie galt es, den Krieg so lange hinauszuzögern, bis die Fünfjahrespläne das Potenzial geschaffen hätten, um einer Auseinandersetzung gewachsen zu sein. Aber dieses Ziel schloss eine Offensive nicht aus, um das eigene Gewicht bei günstiger Gelegenheit entscheidend in die Waagschale zu werfen. Mit dem deutsch-sowjetischen Nichtangriffspakt glaubte Stalin, ein gemeinsames Vorgehen der kapitalistischen Mächte gegen die Sowjetunion verhindert zu haben und die Rolle eines Zuschauers bei der Selbstzerstörung des Kapitalismus für längere Zeit einnehmen zu können.
Die Sowjetunion eignete sich nach dem Beginn des Unternehmens Barbarossa bewusst Lehren der vorangegangenen deutschen Aufrüstung an. Zu Lande folgte sie dem deutschen Beispiel der Heeresgruppe, deren Kernstück mobile und schwer gepanzerte Divisionen bildeten, und gründete zentral koordinierte Luftflotten, die durch deutliche Verbesserung im Informationsfluss eine zielgerichtete Luftnahunterstützung ermöglichten. Stalin delegierte nach der vorangegangenen, politisch motivierten Dezimierung des Offizierskorps die operative Führung an Marschall Georgi Konstantinowitsch Schukow, dessen überdurchschnittliche Kompetenzen die erfolgreiche Führung von mehreren Millionen Mann ermöglichten.

### Vergleich der militärischen Potenziale
Größe der Streitkräfte (in Millionen):
| Jahr | GB   | UdSSR | USA   | Deutsches Reich | Japan | Italien |
| ---- | ---- | ----- | ----- | --------------- | ----- | ------- |
| 1939 | 0,48 | 01,60 | 00,60 | 4,52            | –     | 1,74    |
| 1940 | 2,27 | 05,00 | 00,70 | 5,76            | 1,63  | 2,34    |
| 1941 | 3,38 | 07,10 | 01,62 | 7,31            | 2,42  | 3,23    |
| 1942 | 4,09 | 11,34 | 03,97 | 8,41            | 2,84  | 3,81    |
| 1943 | 4,76 | 11,86 | 09,02 | 9,48            | 3,70  | 3,82    |
| 1944 | 4,97 | 12,23 | 11,41 | 9,42            | 5,38  | [ 30 ]  |
| 1945 | 5,09 | 12,10 | 11,43 | 7,83            | 7,73  | [ 30 ]  |

Flottenvergleich 1939 (eingeklammerte Zahlen: im Bau befindliche Schiffe):
| Schiffstyp         | Frankreich | GB         | UdSSR   | USA         | Deutsches Reich | Japan       | Italien |
| ------------------ | ---------- | ---------- | ------- | ----------- | --------------- | ----------- | ------- |
| Schlachtschiffe    | 7 (+ 4)    | 15 (+ 9)   | 1 (+ 2) | 17 (+ 15)   | 04 (+ 11)       | 10 (+ 3)0   | 4 (+ 4) |
| Panzerschiffe      | –          | –          | –       | –           | 3               | –           | –       |
| Flugzeugträger     | 1 (+ 2)    | 07 (+ 6)   | –       | 07 (+ 11)   | (2)             | 8 (+ 8)     | –       |
| Schwere Kreuzer    | 7          | 15         | 6 (+ 4) | 18 (+ 8)0   | 2 (+ 3)         | 18 (+ 18)   | 008     |
| Leichte Kreuzer    | 12 (+ 3)0  | 41 (+ 9)   | –       | 19 (+ 32)   | 6 (+ 6)         | 20 (+ 17)   | 014     |
| Flakkreuzer        | –          | 008 (+ 16) | –       | 4 (+ 2)     | –               | –           | –       |
| Minenleger-Kreuzer | –          | 1          | –       | –           | –               | –           | –       |
| Zerstörer          | 78 (+ 27)  | 181 (+ 24) | 081     | 171 (+ 188) | 22 (+ 12)       | 108 (+ 108) | 128     |
| Torpedoboote       | –          | –          | 269     | –           | 20 (+ 13)       | –           | 062     |
| U-Boote            | 81 (+ 38)  | 065 (+ 11) | 213     | 114 (+ 79)0 | 62 (+ 50)       | 63          | 115     |

### Kriegswirtschaft

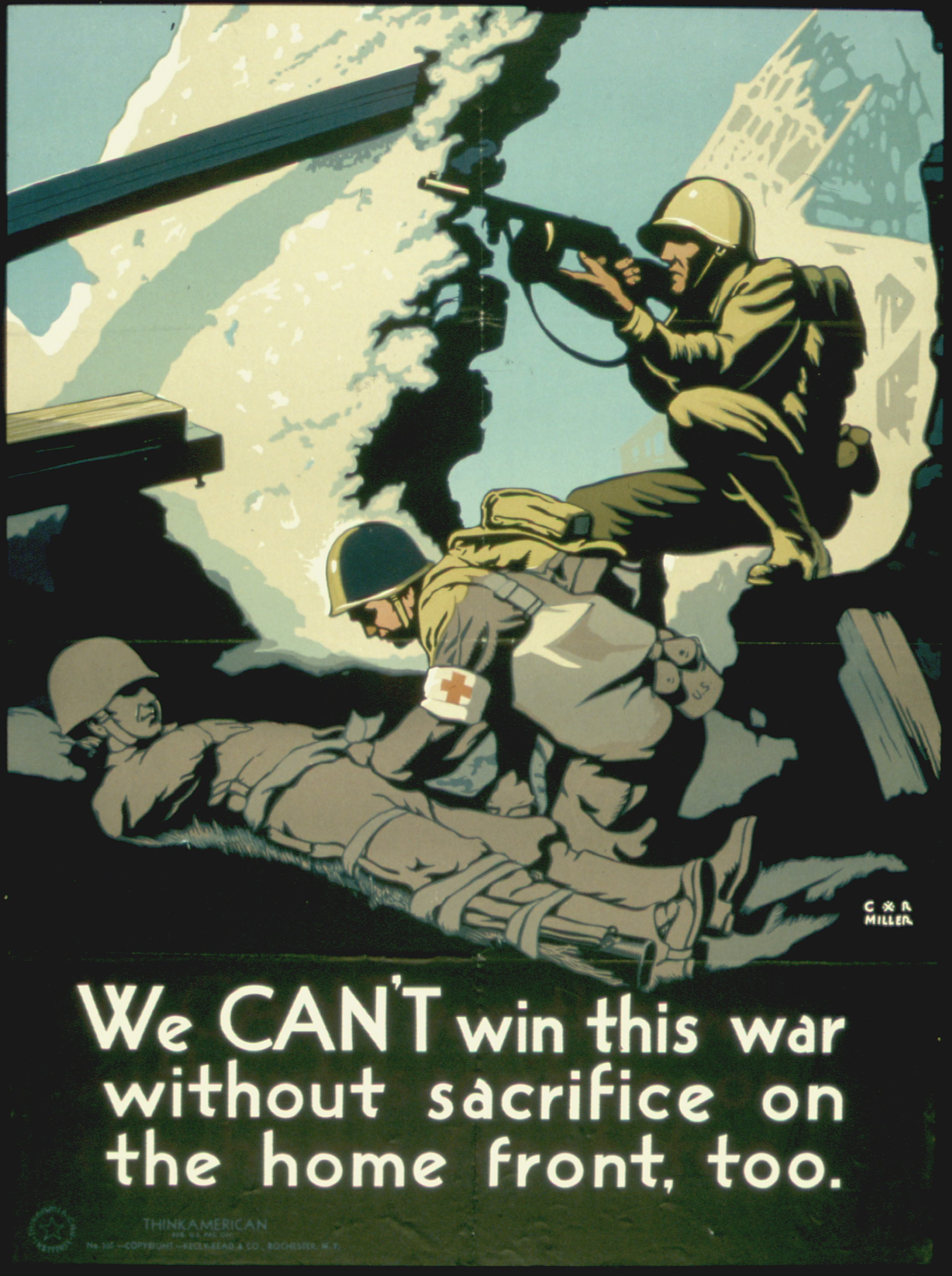
US-amerikanisches Kriegsplakat: „Wir können diesen Krieg nicht gewinnen, ohne dass auch wir an der Heimatfront Opfer bringen.“

„Kriegswirtschaft im Zweiten Weltkrieg“ war der Umbau der Volkswirtschaften zu einer Zentralverwaltungswirtschaft durch totale Mobilisierung ökonomischer Ressourcen zur Sicherung der materiellen Versorgung der Armee und der Ernährung der Bevölkerung, um die Kriegsziele im Zweiten Weltkrieg um jeden Preis zu erreichen. Dabei wurden Marktmechanismen ausgehebelt. Während anfangs die jeweilige Militärtaktik entscheidend war, beeinflusste die quantitative Übermacht der Kriegsproduktion der Alliierten den Kriegsverlauf ab 1942 wesentlich. NS-Deutschland und Japan verfolgten eine Blitzkriegstaktik, für die eine hohe Auslastung der vorhandenen Industrieanlagen zur Herstellung einer breiten Palette an modernen Waffensystemen (Breitenrüstung) ausreichen sollte und waren nicht auf einen längeren Krieg vorbereitet. Das Ziel der Alliierten war, den Zweiten Weltkrieg nach Art eines Abnutzungskriegs zu gewinnen. Die Sowjetunion hatte seit 1928 systematisch eine hochstandardisierte Massenproduktion von Waffen herbeigeführt (Tiefenrüstung). Großbritannien und die USA hatten nach Kriegsbeginn ebenfalls damit begonnen, die Kriegswirtschaft bei der Zuteilung knapper Ressourcen wie Material, Personal und Produktionsmitteln gegenüber der Konsumgüterindustrie vorzuziehen. Erst nach dem offenkundigen Scheitern der Blitzkriegsstrategie erfolgte seit 1942 im Deutschen Reich und in Japan eine Umorganisation der Kriegswirtschaft, die dann zu ähnlich hohen Produktionsniveaus wie bei den Alliierten führte (Rüstungswunder). 1944 umfasste die Kriegsgüterproduktion in den USA 40 % des Bruttonationaleinkommens, in Großbritannien und Japan je 50 % und im Deutschen Reich etwas über 50 %.
Eine verbreitete Kriegsstrategie war auch, die gegnerischen Parteien von Rohstoff- und Lebensmittelimporten abzuschneiden. Beim Ersatz von knappen Rohstoffen durch „Heimstoffe“ entwickelte das Deutsche Reich einen hohen Einfallsreichtum. Über die „Metallspende des deutschen Volkes“ wurden zusätzlich kriegswichtige Buntmetalle wie Kupfer, Messing, Zinn, Zink usw. beschafft.
Die Kriegswirtschaft im Zweiten Weltkrieg führte vor allem bei den Alliierten zu einer deutlichen Ausweitung der Frauenarbeit. Im Deutschen Reich, in Japan und der Sowjetunion kam es verbreitet zu Zwangsarbeit.
Rüstungsproduktion im Zweiten Weltkrieg:
| Sektor        | GB      | UdSSR   | USA     | Deutsches Reich | Japan  | Italien        |
| ------------- | ------- | ------- | ------- | --------------- | ------ | -------------- |
| Panzer        | 028.500 | 110.000 | 091.270 | 061.250         | 07.200 | leichte Pz(**) |
| Flugzeuge     | 133.000 | 162.000 | 329.000 | 126.000         | 90.000 | k. A.          |
| Artillerie    | 036.400 | 541.900 | 219.000 | 101.200         | k. A.  | k. A.          |
| Kriegsschiffe | 001.340 | 000.260 | 008.950 | 00(*)1.540(*)   | 00.625 | k. A.          |

(*) ohne U-Boote
(**) überwiegend Fiat-Pz mit 2-cm-Kanone

## Krieg in Europa

### Vom Überfall auf Polen bis zur Niederlage Frankreichs, September 1939 bis Juni 1940
In der ersten Phase des Krieges eroberten und besetzten Deutschland (von Westen kommend) und die Sowjetunion (von Osten kommend) Polen (ab 1. bzw. 17. September 1939), eroberte Deutschland Dänemark und Norwegen (April–Juni 1940) sowie die Niederlande, Belgien und Frankreich (Mai–Juni 1940). Die schnelle Niederlage Frankreichs kam für die meisten Menschen unerwartet, nicht zuletzt für Josef Stalin. Dennoch erreichte Hitler sein Hauptziel nicht, Großbritannien aus dem Krieg herauszuhalten, zur Aufgabe zu zwingen oder militärisch zu besiegen. Dies wurde spätestens im Oktober 1940 während der Luftschlacht über England deutlich. Großbritannien blieb der einzige Staat, der vom Beginn des Krieges an durchgehend handlungsfähiger Gegner Deutschlands war.

#### Deutscher Überfall auf Polen, 1939

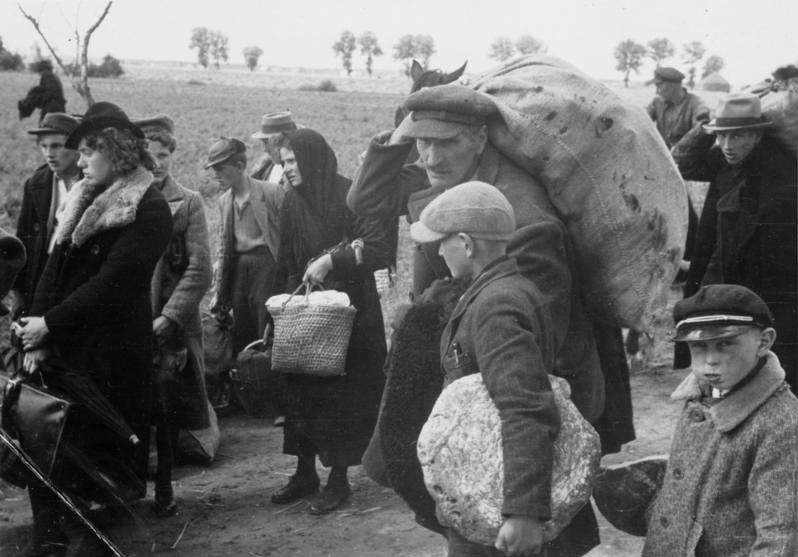
Vertreibung polnischer Bevölkerung aus dem deutsch besetzten Wartheland, Herbst 1939

Hitler hatte am 23. August den Angriff für den 26. August um 4:30 Uhr festgelegt. Nachdem er erfahren hatte, dass Italien sich nicht am Krieg beteiligen werde und Großbritannien und Polen ihre gegenseitigen Zusagen vertraglich fixiert hatten, zog er den Angriffsbefehl am 25. August zurück. Doch einige der bereits auf polnischem Territorium befindlichen Einsatzgruppen erreichte diese Befehlsveränderung nicht mehr. Sie griffen Bahnanlagen, Brücken und wichtige Verkehrsknotenpunkte an. Die Besetzung des Jablunka-Passes wurde durch polnische Einheiten abgewehrt.
Hitler befahl nunmehr am 31. August 1939 in der Weisung Nr. 1 für die Kriegführung den Angriff der Wehrmacht auf Polen um 4:45 Uhr des folgenden Tages. Diese Weisung enthielt auch taktische Weisungen für das Verhalten der Wehrmacht im Westen und Norden (Ostsee-Eingänge Kattegat und Skagerrak) und verbot Angriffe gegen „das englische Mutterland“ mit unzureichenden Teilkräften. Aber auch hier waren einzelne deutsche Einheiten schon „vor der Zeit“ in Aktion.

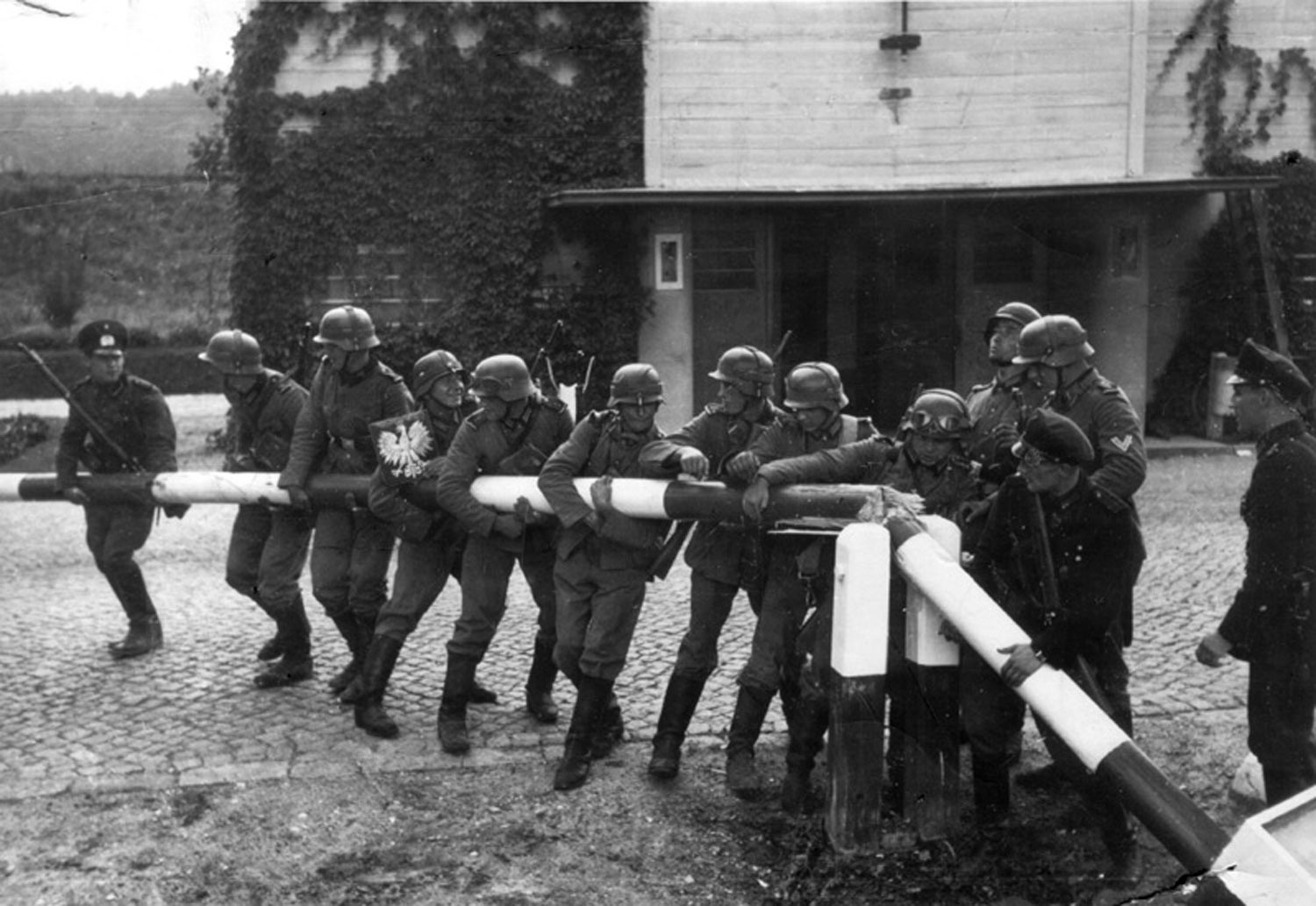
Danziger Landespolizisten und Grenzbeamte stellen die Zerstörung eines polnischen Schlagbaums an der Grenze zur Freien Stadt Danzig nach, 1. September 1939

Diesem militärischen Überfall auf das Nachbarland ging keine formale Kriegserklärung voraus. Um die Invasion Polens zu rechtfertigen, fingierte die deutsche Seite mehrere Vorfälle, so zum Beispiel den vorgetäuschten Überfall auf den Sender Gleiwitz von als polnische Widerstandskämpfer verkleideten SS-Angehörigen am 31. August. Dabei verkündeten diese in polnischer Sprache über Radio wahrheitswidrig eine Kriegserklärung Polens an das Deutsche Reich. Der fadenscheinige Trick wurde von Berlin aus mit dem Kennwort „Großmutter gestorben“ ausgelöst. Fast drei Millionen deutsche Soldaten waren aufmarschiert, um Polen zu überfallen. Sie hatten rund 400.000 Pferde und 200.000 Fahrzeuge zur Verfügung. 1,5 Millionen Mann waren bis zur polnischen Grenze vorgerückt, viele mit Platzpatronen, um vorzutäuschen, sie zögen nur ins Manöver. Mit der Unklarheit war es jedoch vorbei, als sie Befehl erhielten, scharfe Munition zu laden.

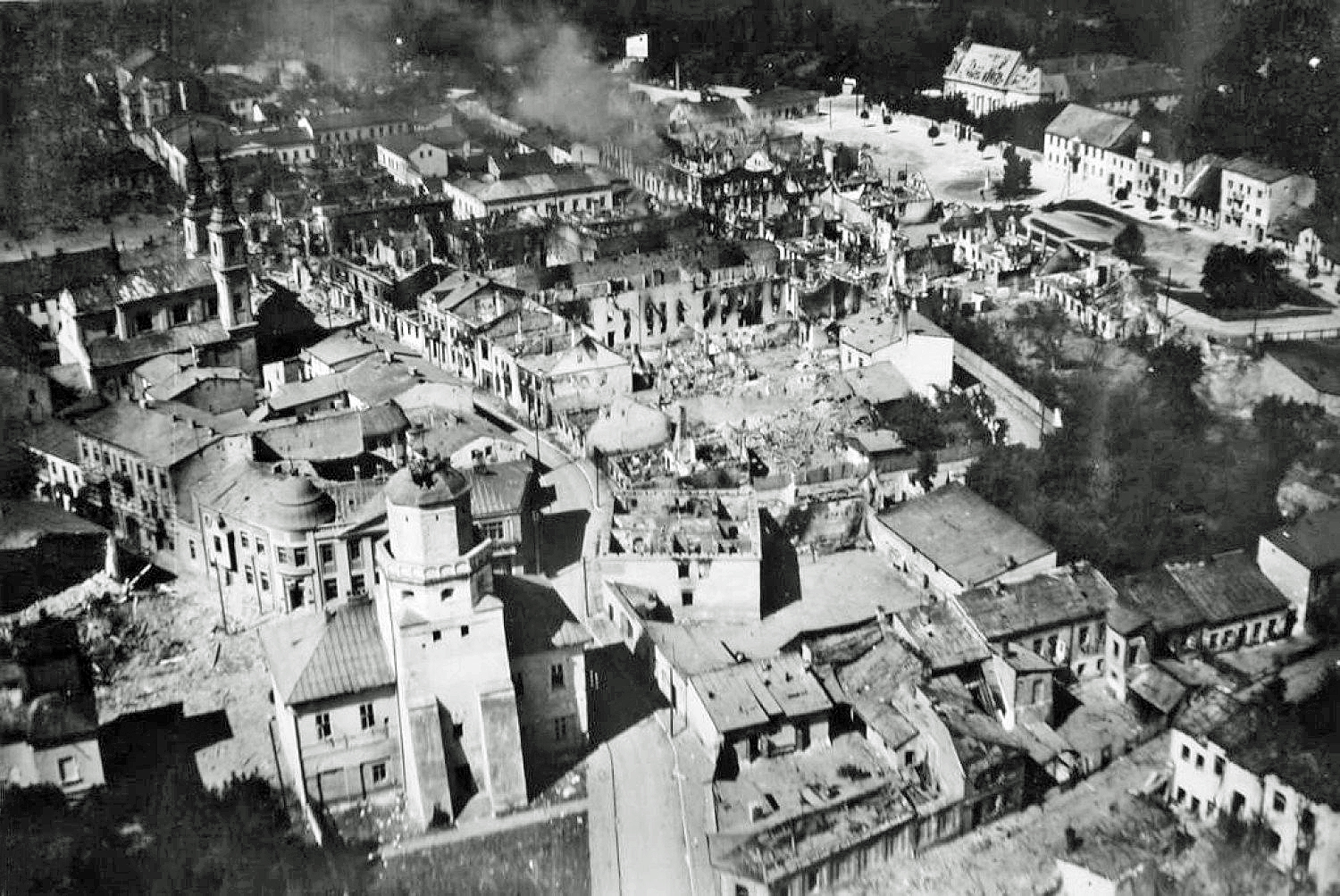
Wieluń nach dem Luftangriff, 1. September 1939

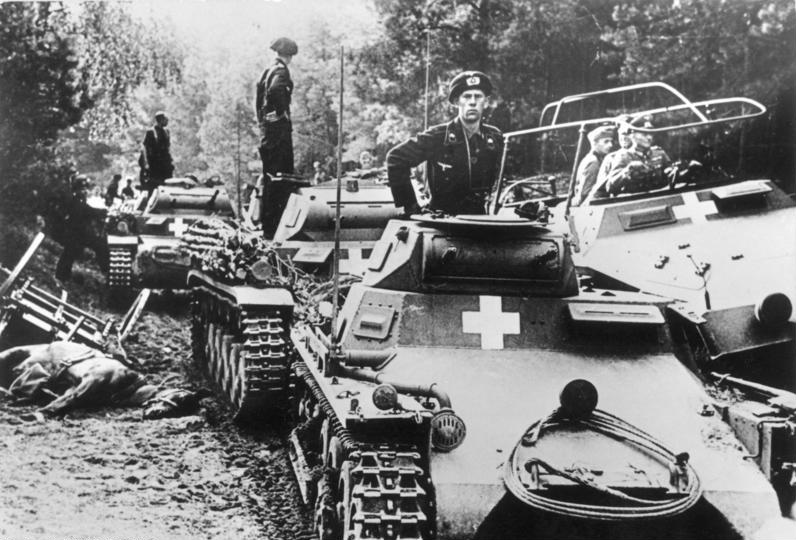
Links Panzer-Kampfwagen I und II beim Vormarsch nahe Bromberg im Polnischen Korridor, September 1939. Rechts, im Sd.-Kfz 251/3 (Funkpanzerwagen mit Rahmenantenne), General Heinz Guderian

Den militärischen Angriff begann das deutsche Linienschiff Schleswig-Holstein auf die polnische Stellung „Westerplatte“ bei Danzig und die Luftwaffe mit dem Luftangriff auf Wieluń am 1. September 1939. Die polnische Armee mit ungefähr 1,0 Million Soldaten stand 1,5 Millionen deutschen Soldaten gegenüber. Technisch und in der Art der Kriegsführung war sie unterlegen. Nach dem Einmarsch der Roten Armee in Ostpolen am 17. September 1939 wurde das Kräfteverhältnis nochmals dramatisch zu Gunsten der Aggressoren verschoben. Die polnische Regierung rechnete andererseits mit der Unterstützung durch Frankreich und Großbritannien, die am 3. September aufgrund der „Garantieerklärung vom 30. März 1939“ jeweils ein Ultimatum an das Deutsche Reich gestellt hatten. Darin forderten sie den sofortigen Rückzug aller deutschen Truppen aus Polen. Nach dem Ablauf des britischen Ultimatums erklärte das Vereinigte Königreich Deutschland den Krieg (eine deutsche Ablehnung erreichte die Briten kurz darauf). Die britisch-französische Garantieerklärung hätte diese Staaten verpflichtet, spätestens 15 Tage nach einem deutschen Angriff eine eigene Offensive im Westen Deutschlands zu beginnen. Hitler nahm an, dass die beiden Westmächte ihn ebenso wie beim Einmarsch in die „Rest-Tschechei“ gewähren lassen würden, und ließ den Westwall nur schwach besetzen.
 Ein genereller Angriff der Westmächte, wie es die abgeschlossenen Beistandsverträge erforderlich gemacht hätten, blieb aus. Jedoch erklärten Großbritannien und Frankreich am 3. September nach Ablauf des Ultimatums Deutschland den Krieg, behielten aber die Position des Verhandelns und der Schadensbegrenzung für die Sicherheit des eigenen Landes bei. Die Kriegsregierung Chamberlain hatte jedoch nur sieben Monate Bestand, während derer Großbritannien im Sitzkrieg weitgehend passiv blieb.
Mittels konzentrierter Angriffe im Rahmen einer „Blitzkrieg“-Strategie gelang es der Wehrmacht, große Truppenteile der polnischen Verteidiger einzuschließen und Kesselschlachten wie bei Radom (9. September) und an der Bzura (bis zum 19. September) für sich zu entscheiden. Vom ersten Tag des Krieges an begingen die deutschen Eindringlinge Kriegsverbrechen an der polnischen Zivilbevölkerung, an festgenommenen Kämpfern der polnischen Armee, aber vor allem an den polnischen Führungsschichten sowie der jüdischen Bevölkerung Polens. Das Ausmaß der Verbrechen stieg mit den ab September auf polnischem Territorium operierenden SS-Einsatzgruppen ins Unermessliche. Das Ziel dafür hatte Reinhard Heydrich auf einer Besprechung am 7. September mit der Vorgabe, dass „die führende Bevölkerungsschicht in Polen […] so gut wie möglich unschädlich gemacht werden“ solle, umrissen.
Zu Beginn der Schlacht um Warschau wartete die Sowjetunion ab. Zu unklar war die politische Lage. Schon am 3. September war die erste Aufforderung aus Berlin gekommen, sich nun die Beute zu holen, wie es vereinbart war. In der Nacht zum 17. September, nach der Zerschlagung der organisierten polnischen Verteidigung durch die Wehrmacht, begann nach Aufforderung die sowjetische Besetzung Ostpolens in Übereinstimmung mit dem geheimen Zusatzprotokoll des deutsch-sowjetischen Nichtangriffspaktes. Am nächsten Tag floh die polnische Regierung von Warschau über Südostpolen nach Rumänien. Am 28. September trat Präsident Ignacy Mościcki im rumänischen Exil von seinem Amt zurück. Erst am 18. Dezember 1939 erklärte die neue Polnische Exilregierung den Kriegszustand mit der Sowjetunion. Großbritannien und Frankreich schlossen sich dem nicht an.
Warschau war vom 20. September bis zur Kapitulation Ziel intensiver Luftangriffe, die 25.000 Zivilisten und 6.000 Soldaten das Leben kosteten. Die Bombardements erfolgten mit maximaler Stärke, weil Hitler demonstrieren lassen wollte, was auch französische und britische Städte treffen könne. Am 26. September kapitulierten rund 120.000 polnische Soldaten in der Hauptstadt Warschau, nachdem sie am 18. September von deutschen Truppen eingeschlossen worden waren. Die Festung Modlin wurde nach 16-tägiger Belagerung am 29. September übergeben. Polens letzte Truppen kapitulierten am 6. Oktober nach der Schlacht bei Kock.
Am 8. Oktober teilten das Deutsche Reich und die Sowjetunion im Abkommen von Brest-Litowsk das eroberte Gebiet entlang einer Demarkationslinie, was als die „Vierte Teilung Polens“ in die Geschichte einging. Nicht nur die nach dem Versailler Vertrag abgetretenen Gebiete wurden wieder in das Reich eingegliedert, sondern darüber hinaus weite Bereiche Zentralpolens einschließlich der Stadt Łódź. Der Rest Polens wurde deutsches Generalgouvernement, das von Krakau aus „verwaltet“ wurde.
Die anschließende Besatzungszeit war von extremen Repressalien der Besatzer gegen die Zivilbevölkerung geprägt. Deportationen zur Zwangsarbeit waren nur die sichtbarste Ausprägung, insbesondere die polnischen Juden wurden Opfer der nationalsozialistischen Rassen- und Vernichtungspolitik. Im östlichen Teil Polens wurden zahlreiche „Klassenfeinde“ von den sowjetischen Besatzern in den Gulag deportiert; die militärische Elite wurde im Massaker von Katyn und anderswo „liquidiert“ (zynische Umschreibung für töten / morden).
Die auf einen schnellen Sieg ausgelegte – und hierbei erfolgreiche – Taktik beim Angriff auf Polen förderte die Verwendung des Begriffs „Blitzkrieg“ und prägte die weitere Kriegsführung Deutschlands bis Ende 1941.

#### Sitzkrieg im Westen 1939/40

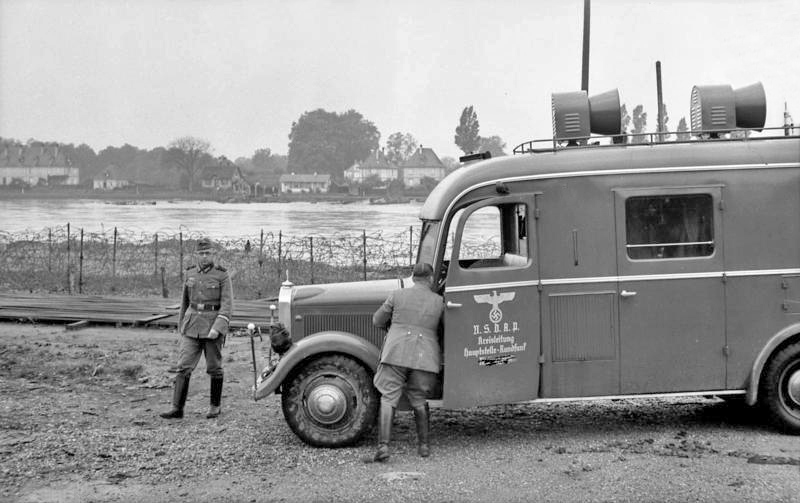
Lautsprecherwagen der NSDAP am Oberrhein bei Rheinstetten, 1939

Am 3. September erklärten Frankreich und Großbritannien Deutschland den Krieg. Aufgrund dessen begann am 5. September eine begrenzte und eher symbolische Offensive der Franzosen gegen das Saargebiet. Die Deutschen leisteten keinen Widerstand und zogen sich zum stark befestigten Westwall zurück. Danach blieb es ruhig an der Westfront. Diese Phase wird auch als „Sitzkrieg“ bezeichnet. Bis auf vereinzelte Artilleriescharmützel erfolgten keine alliierten Angriffe. Auf deutscher Seite rollte die Propagandamaschinerie an. Mit Flugblättern und Parolen über Lautsprecher fragte man die Franzosen „Warum führt ihr Krieg?“ oder verkündete „Wir werden nicht zuerst schießen“.
Am 27. September erging eine Weisung Hitlers an das Oberkommando des Heeres zur Ausarbeitung eines Angriffsplans, des sogenannten „Fall Gelb“. Bis zum 29. Oktober waren die Planungen abgeschlossen. Sie sahen vor, dass zwei Heeresgruppen durch die Niederlande und Belgien vorstoßen sollten, um somit sämtliche alliierten Kräfte nördlich der Somme zu zerschlagen.
Letztlich fand jedoch 1939 kein Angriff statt, da aufgrund schlechter Witterungsbedingungen und viel größerer Verluste in Polen als erwartet (22 % Verluste bei Kampfflugzeugen, 25 % bei Panzern) der Angriff insgesamt neunundzwanzigmal verschoben wurde. Außerdem hatten mehrere hohe Offiziere des Oberkommandos des Heeres, das in Zossen bei Berlin stationiert war, den Oberbefehlshaber des Heeres, Generaloberst Walther von Brauchitsch, gedrängt, sich einem verfrühten Einsatz des Heeres gegen Frankreich zu widersetzen. Am 5. November warnte dieser Hitler davor, die Franzosen zu unterschätzen. Außerdem hätten sich deutsche Truppen beim Überfall auf Polen als schlecht ausgebildet erwiesen. Hitler war außer sich und wollte Beispiele dafür hören. Darauf war Brauchitsch nicht vorbereitet. Hitler warf den General mit der Bemerkung hinaus, er kenne „den Geist von Zossen“ und sei bereit, „ihn zu vernichten“. Generalstabschef Franz Halder fürchtete eine Aufdeckung seiner Staatsstreichsondierungen, und die eigentlichen Regimegegner, im Kern die Gruppe jüngerer Offiziere im OKH, gaben ihre Staatsstreichpläne auf.

#### Sowjetisch-Finnischer Winterkrieg, Dezember 1939 – März 1940
Finnland hatte sich seit Beginn der 1930er-Jahre dem Entwicklungsstand der anderen nordischen Demokratien angepasst, mit denen es konfessionell durch seine protestantisch-lutherische Prägung verwandt war. Auf außenpolitischem Gebiet rückten sie näher zusammen, als sich im Herbst 1933 Finnland, Schweden, Norwegen, Dänemark sowie Belgien, Luxemburg und die Niederlande zu den sogenannten Oslo-Staaten zusammenschlossen, die sich zu einer engen Zollunion bekannten. 1935 legte sich die finnische Regierung Toivo Kivimäki auf eine engere Zusammenarbeit mit den drei anderen skandinavischen Staaten zwecks Sicherung der gemeinsamen Neutralität fest.

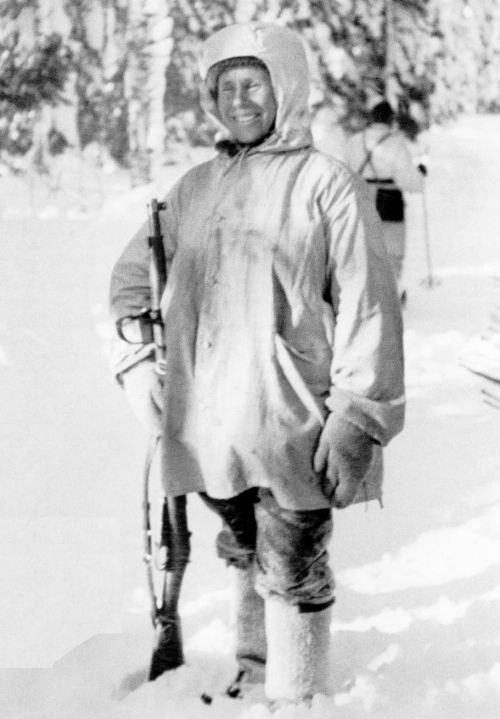
Simo Häyhä, während des Winterkrieges (Dezember 1939 – März 1940) als Scharfschütze eingesetzt und von Soldaten der Roten Armee als „Weißer Tod“ bezeichnet, tötete mehr als 500 sowjetische Soldaten während der Schlacht von Kollaa

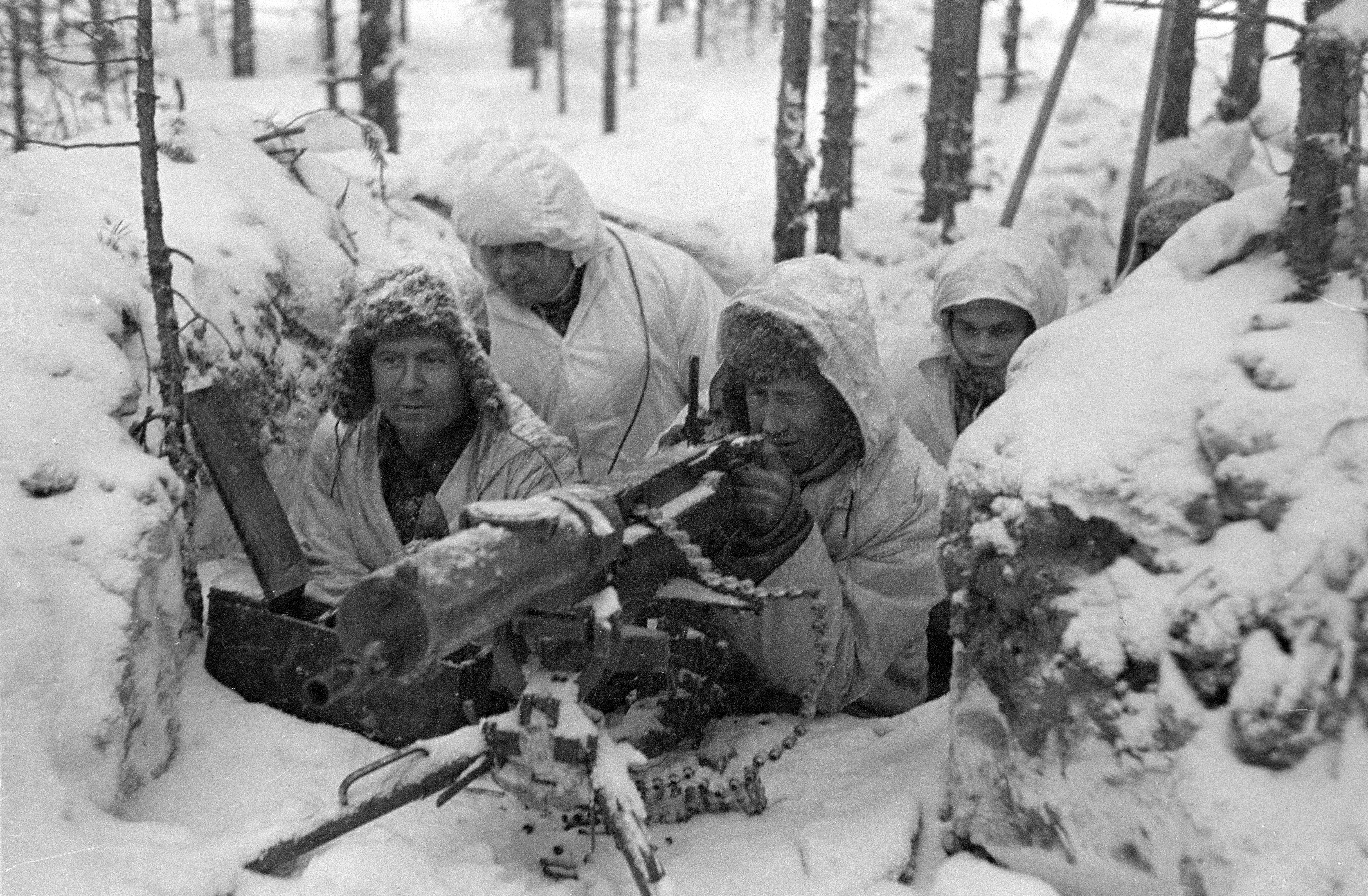
Finnische Maschinengewehrstellung bei Pitkjaranta (heutiger russ. Name) am Nordostufer des Ladoga-Sees, etwa 100 m vor der sowjetischen Front, 21. Febr. 1940

Am 30. November 1939 überschritten sowjetische Truppen unter dem Kommando des Marschalls Kirill Merezkow im sogenannten Winterkrieg die finnische Grenze. Die Rote Armee griff mit 450.000 Mann, 2.000 Panzern und 1.000 Flugzeugen an und erwartete einen schnellen Sieg. Ihre Offiziere nahmen an, die Finnen würden sie als ihre Brüder und Befreier von den kapitalistischen Unterdrückern begrüßen. Die sowjetische Führung unterschätzte die Kampfkraft der Finnen, die mit nur 200.000 Soldaten, darunter vielen Reservisten und Jugendlichen, wenigen Panzern und Flugzeugen die Angreifer der Roten Armee am Durchbruch der Mannerheim-Linie nach hohen sowjetischen Verlusten hindern konnten. Finnische Soldaten nutzten einfache, aber effektive Brandsätze zur Panzerbekämpfung, die von ihnen nach dem Außenminister der Sowjetunion „Molotowcocktail“ genannt wurden. Die zahlenmäßige Übermacht der sowjetischen Truppen wirkte sich nicht besonders aus, weil das Waldgelände und der tiefe Schnee Operationen der Roten Armee abseits der wenigen Straßen kaum zuließen und oft nur ein Regiment vorne an befestigten Straßen kämpfen konnte. Zu diesen Widrigkeiten kamen Temperaturen von minus 35 °C hinzu. Die finnische Armee wurde durch 12.000 Freiwillige aus Schweden unterstützt, obwohl schwedische Militärs davon abgeraten hatten. Erst nach umfassenden Umgruppierungen und Verstärkungen konnte die Rote Armee Anfang Februar 1940 auf der Karelischen Landenge westlich des Ladoga-Sees größere Durchbrüche erzielen.

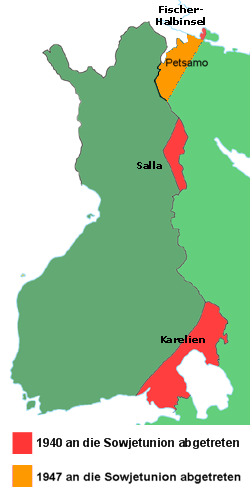
Finnische Gebietsverluste im Frieden von Moskau (1940) und im Frieden von Paris (1947)

Schweden unterstützte Finnland indirekt, ohne seine Neutralität aufzugeben. Großbritannien und Frankreich griffen nicht zugunsten der Finnen in den Krieg ein, da beide Staaten keinen weiteren Kriegsgegner haben wollten. Das Deutsche Reich sympathisierte zwar mit Finnland, eine militärische Unterstützung erfolgte jedoch wegen des bestehenden Nichtangriffspakts mit der Sowjetunion nicht.
Der Frieden von Moskau, der am 12. März 1940 unterzeichnet wurde, legte fest, dass Finnland große Teile West-Kareliens und die Nordhälfte des Ladoga-Sees an die Sowjetunion abtreten musste. Als direkte Reaktion auf den sowjetischen Angriff nahm Finnland 1941 im Fortsetzungskrieg am deutschen Krieg gegen die Sowjetunion teil, um die verlorenen Gebiete zurückzuerobern. Eine wesentliche Folge des Winterkriegs war auch, dass Stalin mit einer Reorganisation der Roten Armee begann, in deren Verlauf Offiziere rehabilitiert wurden, die im Zuge des Großen Terrors nach Sibirien verbannt worden waren. Diese Reorganisation trug erheblich dazu bei, dass die Rote Armee 1941 mehr Kampfkraft hatte, als das Oberkommando des deutschen Heeres angenommen hatte. Am Ende des Winterkrieges hatte die finnische Armee mindestens 25.000 Tote und Vermisste, die Rote Armee ein Mehrfaches dieser Zahl zu beklagen. Nach dem Ende des Fortsetzungskrieges musste Finnland 1944 auch das Gebiet von Petsamo an der Barentssee an die Sowjetunion abtreten (1947). Finnland verlor damit seinen einzigen ganzjährig eisfreien Hafen.

#### Besetzung Dänemarks und Norwegens, April 1940

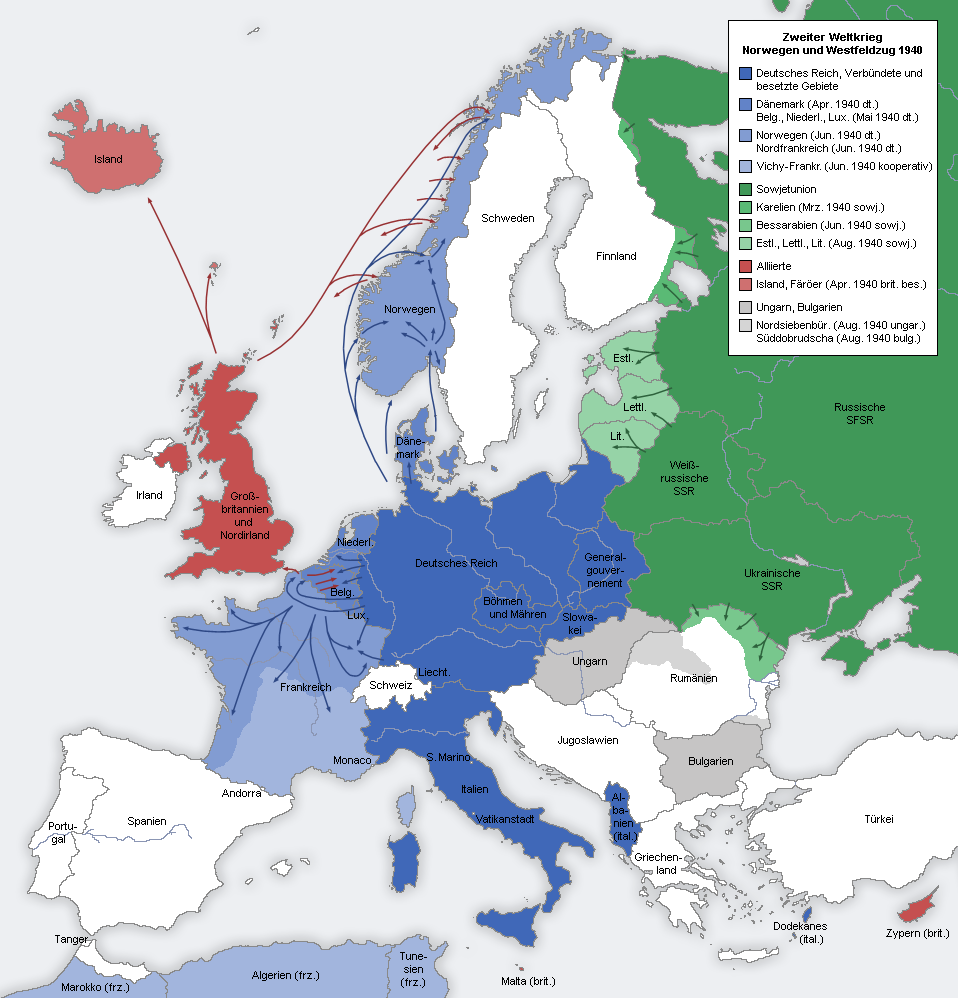
Norwegen und Westfeldzug 1940

Zum Ende des Jahres 1939, nach dem Ausfall der Eisenerzeinfuhren aus Frankreich (lothringische Minette), deckten die Erzlieferungen aus dem neutralen Schweden 49 Prozent des deutschen Bedarfs. Sie wurden von den schwedischen Abbaugebieten bei Kiruna mit der Erzbahn zum ganzjährig eisfreien Verladehafen Narvik in Norwegen transportiert. Norwegen hatte daher für das Deutsche Reich eine außerordentliche wirtschaftliche und militärische Bedeutung. Ein weiterer wichtiger Rohstoff war das finnische Nickel. Die Briten wollten diese wichtigen Rohstofflieferungen stören und frühestmöglich unterbinden (→Altmark-Zwischenfall), weswegen am 5. Februar 1940 im obersten franko-britischen Kriegsrat die Landung von vier Divisionen in Narvik vereinbart worden war. Am 21. Februar erging eine Weisung Hitlers für die Planung von Unternehmen in Skandinavien. Am 1. März wurde das Unternehmen Weserübung beschlossen. Es sah vor, Dänemark einzunehmen und als „Sprungbrett“ für die Eroberung Norwegens zu benutzen. Im März kam es zu ersten Angriffen auf britische Kriegsschiffe.
Am 5. April begann die alliierte Operation Wilfred, in der die Gewässer vor Norwegen vermint und weitere Truppen ins Land gebracht werden sollten. Einen Tag später lief das deutsche Unternehmen Weserübung an. Dabei wurde fast die gesamte Kriegsmarine mobilisiert und die Hälfte der gesamten deutschen Zerstörerflottille nach Narvik geschickt. Am 9. April wurde eine Gebirgsjäger-Division in Narvik angelandet.

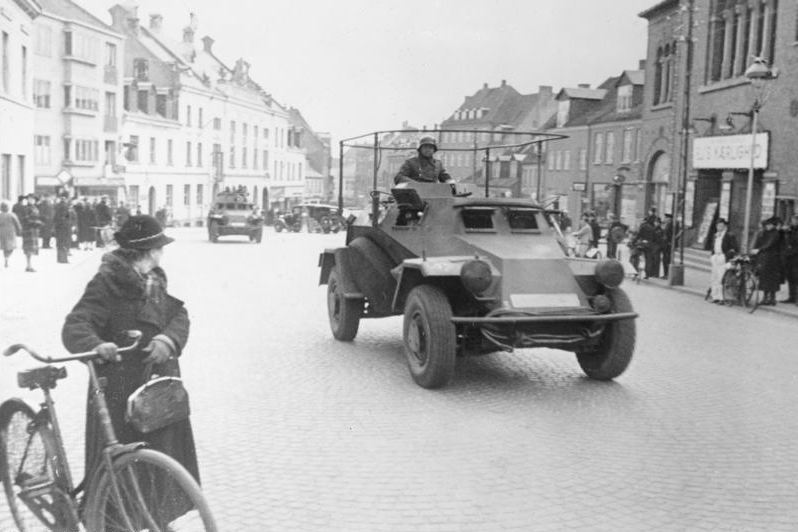
Panzerspähwagen der Wehrmacht in Viborg (Dänemark), April 1940

Die britische militärische Führung hatte eine Landung der Deutschen für recht unwahrscheinlich gehalten, was dazu führte, dass von alliierter Seite nur geringe Gegenmaßnahmen getroffen wurden. Die Deutschen konnten ihren Brückenkopf ohne größeren Widerstand ausweiten, sodass am 10. April bereits Stavanger, Trondheim und Narvik besetzt wurden, nachdem zuvor bereits Dänemark kampflos besetzt worden war. Großbritannien besetzte am 12. April aus strategischen Gründen die dänischen Färöer im Nordatlantik.

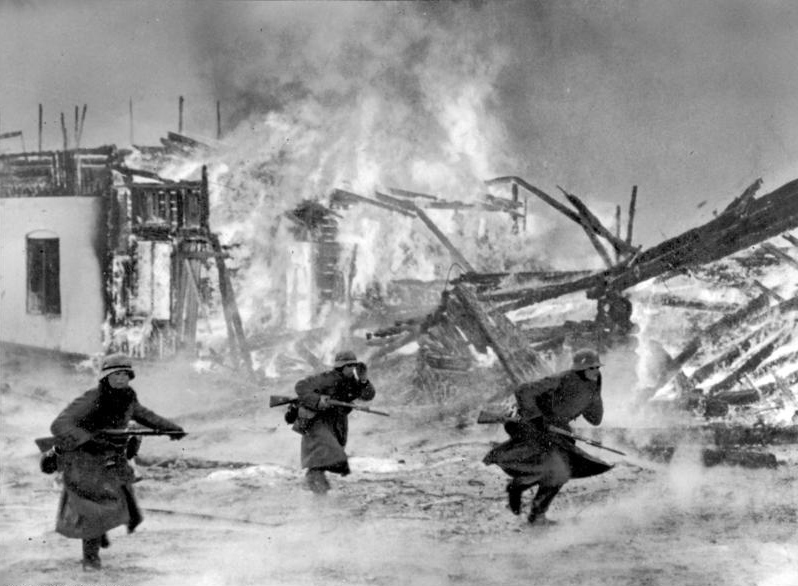
Deutsche Soldaten im Kampf um ein brennendes Dorf in Norwegen, 40 km westlich Lillehammer, April 1940

Beim Versuch, die Hauptstadt Oslo zu besetzen, wurden schwere Einheiten der Kriegsmarine eingesetzt, die im engen Fahrwasser des Oslofjordes wenig geeignet waren. Dabei wurde das deutsche Flaggschiff, der Schwere Kreuzer Blücher, deren erster Kampfeinsatz ihr letzter war, durch norwegische Küstenbatterien versenkt. Oslo wurde, später als von den Deutschen geplant, von Luftlandetruppen eingenommen.
Am 13. April versenkten neun Zerstörer und das Schlachtschiff Warspite bei einem zweiten britischen Angriff die restlichen acht noch im Ofotfjord vor Narvik befindlichen deutschen Zerstörer. Zwei Leichte Kreuzer der Kriegsmarine und zahlreiche Frachter wurden von britischen U-Booten und Flugzeugen der Royal Air Force ebenfalls versenkt.
Am 17. April landeten die Alliierten schließlich bei Narvik und setzten die Truppen der Wehrmacht bei gleichzeitigem massiven Beschuss durch Schiffe der Royal Navy unter starken Druck. Bis zum 19. April wurden große alliierte Verbände, darunter polnische Soldaten und Teile der Fremdenlegion, in Norwegen angelandet. Sie eroberten Narvik und drängten die Gebirgsjäger der Wehrmacht in die Berge zurück. Dort konnten diese sich jedoch gegen die alliierte Übermacht behaupten.
Mitte Mai beschloss Churchill wegen der deutschen Erfolge in Frankreich den Abzug der Alliierten aus Norwegen. Bevor die 24.500 Soldaten evakuiert werden konnten, gelang es ihnen jedoch noch, in Narvik einzudringen und den wichtigen Hafen zu zerstören. Lange nach dem Abmarsch der Alliierten kapitulierten schließlich die verbliebenen Soldaten der norwegischen Streitkräfte am 10. Juni 1941 gegenüber den Deutschen.
Norwegen unter deutscher Besatzung wurde Reichskommissariat und Teil des deutschen Herrschaftsgebietes, sollte jedoch nach dem Willen Hitlers als selbständiger Staat bestehen bleiben. Im weiteren Verlauf wurde Norwegen stark befestigt, weil Hitler eine Invasion befürchtete. Im Februar 1942 wurde eine Marionettenregierung unter Vidkun Quisling eingesetzt.

#### Westfeldzug, Mai/Juni 1940
Am 10. Mai 1940 begann der deutsche Überfall auf die Niederlande, Belgien und Luxemburg („Fall Gelb“) mit insgesamt sieben Armeen. Beim Einmarsch in die drei neutralen Staaten standen durch den Beistand der anglo-französischen Truppen rund 137 alliierte Divisionen 136 deutschen Divisionen gegenüber.

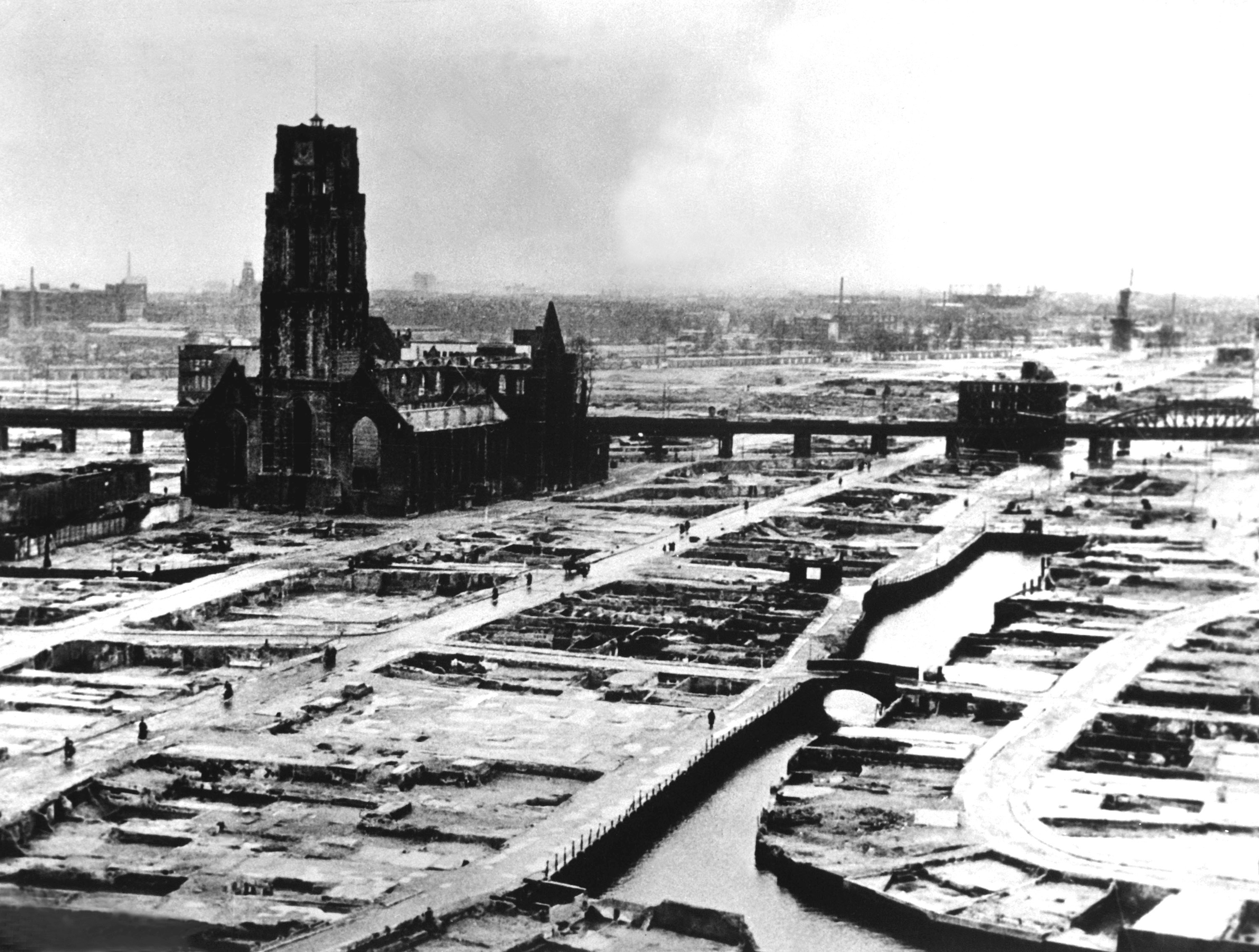
Rotterdam nach Bombenangriff im Mai 1940 und anschließender Enttrümmerung (1942)

Als erste stellten die Niederlande ihren Widerstand ein. Am 13. Mai gingen Königin Wilhelmina und die Regierung ins Exil nach London. Nach dem schnellen Vorstoß der Heeresgruppe A durch das Großherzogtum und Bombardierung Rotterdams, bei der 814 Einwohner der Stadt ums Leben kamen, kapitulierten die niederländischen Streitkräfte am 15. Mai 1940. Drei Tage später übernahm der ehemalige Führer der österreichischen Nationalsozialisten, Arthur Seyß-Inquart, das Amt des Reichskommissars für die Niederlande. Die niederländischen Inseln Aruba und Curaçao (Südamerika) hatten im Weltkrieg wegen ihrer weltgrößten Erdölraffinerien große strategische Bedeutung, weswegen sie 1942 von deutschen und italienischen U-Booten beschossen wurden.

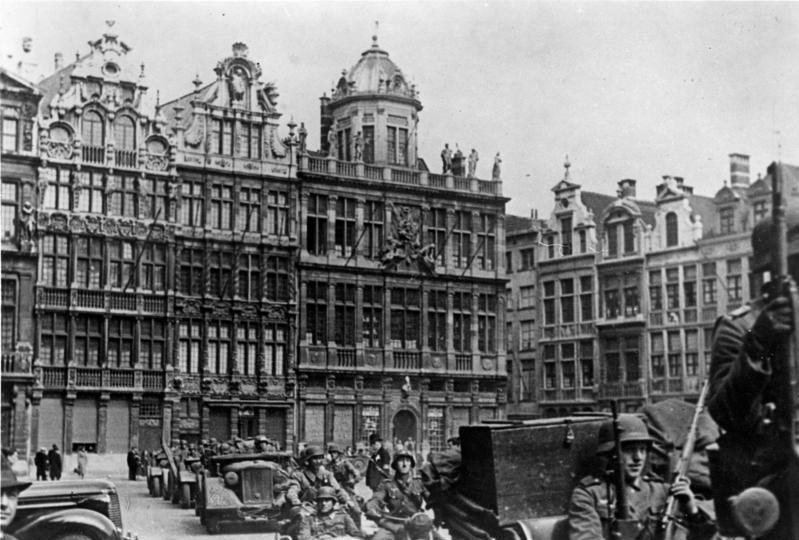
Kampflose Ankunft motorisierter deutscher Truppen im Zentrum von Brüssel, 17. Mai 1940

Die belgische Armee leistete etwas länger Widerstand. Bis zum 16. Mai wurden die Festungen Lüttich, Namur und die Dyle-Stellung eingenommen, am 17. Mai Brüssel und tags darauf Antwerpen. Dadurch gelang es den deutschen Angreifern, die belgischen Truppen nördlich dieser Linie von den britischen und französischen Verbänden abzuschneiden, die zur Verteidigung der Beneluxstaaten in die Dyle-Breda-Stellung vorgerückt waren. Die gepanzerte belgische Festung Fort Eben-Emael konnte von 82 deutschen Fallschirmjägern handstreichartig eingenommen werden, da diese auf dem großflächigen Dachplateau landeten. Die belgische Regierung flüchtete über Frankreich nach Großbritannien. Am 28. Mai unterzeichnete der im Lande gebliebene König Leopold III. gegen den Willen des Kabinetts die Kapitulation. Regierungspräsident Eggert Reeder wurde Chef der deutschen Militärverwaltung.

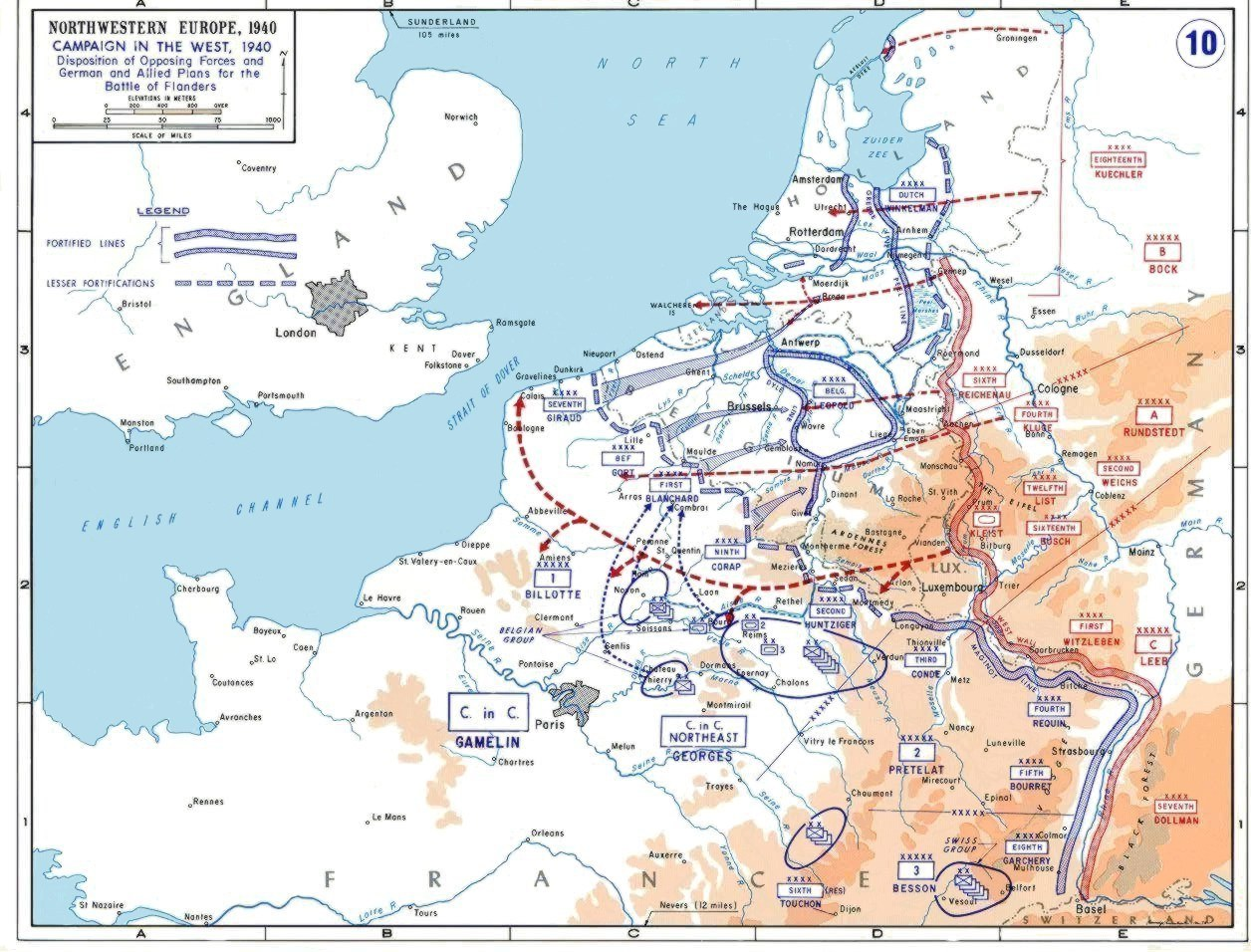
Der sogenannte „Sichelschnitt“ (Mai 1940) von Luxemburg nach Boulogne und Calais an der Kanalküste. Die dort operierenden britischen und französischen Truppen wurden dadurch von ihren rückwärtigen Verbindungen nach Nordfrankreich abgeschnitten

Um den nördlichen Abschnitt der Maginot-Linie zu umgehen, wurde das unbewaffnete und neutrale Luxemburg von der Wehrmacht besetzt. Regierung und Großherzogin flohen. Im August wurde das Großherzogtum als „CdZ-Gebiet Luxemburg“ mit dem Ziel der „Rückgliederung“ ins Deutsche Reich unter die Leitung von Gustav Simon gestellt.
In Frankreich hatten Regierung und Militärs auf die stark befestigte Maginot-Linie entlang der deutsch-französischen Grenze von Basel bis Luxemburg vertraut. Weil die belgischen Ardennen für Panzer als schwer passierbar galten, wurden sie von den Alliierten für eine natürliche Verlängerung der Maginotlinie gehalten. Der Feldzugplan des Generalleutnants Erich von Manstein sah dagegen einen Vormarsch durch die Ardennen mit sechs Panzer- und fünf motorisierten Divisionen vor, um die französischen und britischen Truppen bei Boulogne-sur-Mer und Calais von Süden her zu umfassen. Die Heeresgruppen B und C sollten eher defensiv agieren. Diesem Plan kam entgegen, dass starke alliierte Kräfte, darunter die Masse der British Expeditionary Force, weit nach Norden vorrückten, um den bedrängten Belgiern und Niederländern zur Hilfe zu kommen, und auf diese Weise Raum für deutsche Truppen der Heeresgruppe A in ihrem Rücken ließen. Am 19. Mai erreichten deutsche Einheiten die Kanalküste, ungefähr 100 km südlich von Calais. Der Vormarsch weiter nördlich an der Kanalküste erfolgte so schnell, dass die britischen und französischen Einheiten bei Calais und Dünkirchen eingekesselt wurden. Dieser schnelle und unerwartete Vormarsch wurde später von Churchill als „Sichelschnitt“ bezeichnet. Hitler entschied in Übereinstimmung mit Gerd von Rundstedt und im Widerspruch zur Meinung anderer Generäle, die erschöpfte Panzertruppe zu schonen, ihren Vormarsch anzuhalten und die Einschließung von Dünkirchen der Luftwaffe und den Artillerieregimentern zu überlassen.

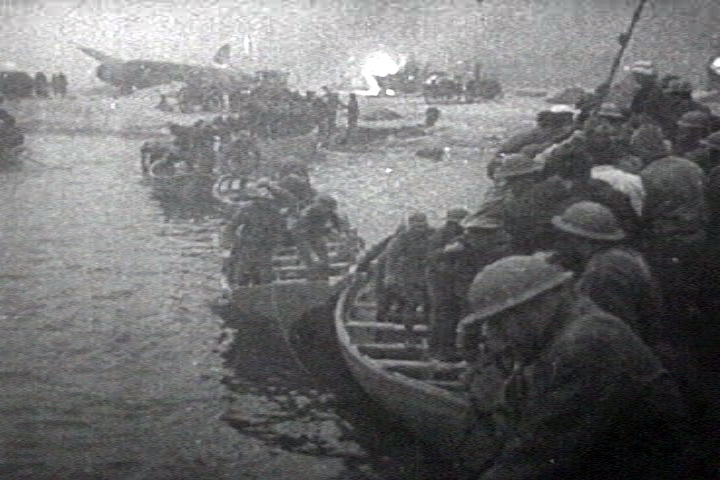
Britische Soldaten in Rettungsbooten bei Dünkirchen, 1940 (Filmszene aus Divide and Conquer (1943) von Frank Capra)

Dadurch gewannen die Briten drei Tage Zeit für die Vorbereitung der Operation Dynamo, die am 27. Mai begann. Etwa 1200 Schiffe und (auch private) Boote konnten insgesamt 338.000 Soldaten evakuieren, darunter 145.000 Soldaten der französischen Armee. Etwa 80.000 Soldaten, vor allem französische, blieben zurück. Die Briten hatten bei den Kämpfen 68.000 Mann verloren. Fast alle verbliebenen Panzer und Fahrzeuge, der größte Teil der Artillerie und der vorhandenen Vorräte mussten vernichtet werden. Aus militärischer Sicht stellte Hitlers Haltebefehl, der die Evakuierung fast des gesamten britischen Expeditionskorps ermöglichte, einen schweren taktischen und vor allem in der Rückschau folgenreichen Fehler dar. Die Fähigkeit zur Fortsetzung des Krieges wäre nach dem Verlust des Expeditionskorps für Großbritannien deutlich schwieriger geworden, da es sich um erfahrene Berufssoldaten handelte. So ging den Alliierten nur das am Strand zurückgelassene Kriegsmaterial verloren, das leichter ersetzt werden konnte. Aber auch Churchills mitreißende Reden haben im Mai und Juni 1940 den Mut der Briten belebt und stärkten den Sinn dafür, welche Bedeutung der Krieg für das Überleben von Freiheit und Demokratie hatte.

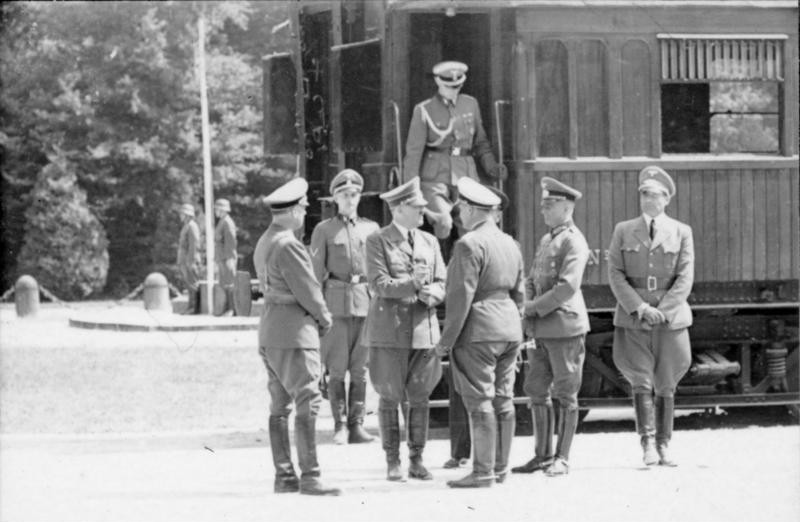
von Ribbentrop, Hitler, Göring, Raeder (hinter Göring), von Brauchitsch und Heß vor dem Wagen von Compiègne, 21. Juni 1940

Als sich die Briten zurückzogen, bereitete sich Frankreich auf die Verteidigung vor. Der „Fall Rot“, die eigentliche Schlacht um Frankreich, begann am 5. Juni mit einer deutschen Offensive an der Aisne und der Somme. Am 9. Juni überschritten deutsche Soldaten die Seine. Am 10. Juni trat Italien auf Seiten Deutschlands in den Krieg ein und begann am 21. Juni eine Offensive in den Westalpen, obwohl die Regierung Pétain am 20. Juni Italien um Waffenstillstand gebeten hatte. Am 14. Juni besetzten Teile der 18. Armee die französische Hauptstadt Paris. Um ihre Zerstörung zu verhindern, war sie zur offenen Stadt erklärt und kampflos von den französischen Truppen geräumt worden. Am selben Tag durchbrachen deutsche Truppen südlich von Saarbrücken die Maginot-Linie, und die symbolträchtige Festung Verdun konnte ebenfalls eingenommen werden.

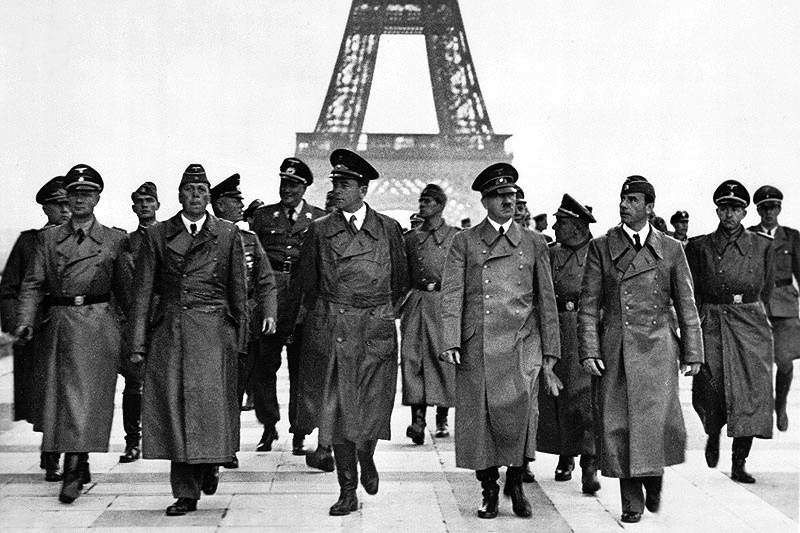
Hitler und Gefolgschaft vor dem Eiffelturm, 23. Juni 1940

Nachdem deutsche Truppen am 17. Juni Orléans und Nevers an der Loire (260 km südlich von Paris) sowie Dijon erreicht hatten, traf ein Waffenstillstandsgesuch von Philippe Pétain, dem Ministerpräsidenten der neu gebildeten französischen Regierung, in Hitlers Hauptquartier ein. Der Führer wurde daraufhin von Keitel als „der größte Feldherr aller Zeiten“ gelobt. Hitler traf sich am 18. Juni mit Mussolini in München, um die Waffenstillstandsbedingungen mit ihm abzustimmen. Die weitreichenden Forderungen des Duce, unter anderen Nizza, Korsika und Savoyen sowie die Nutzung von Häfen und Eisenbahnen in Afrika für militärische Zwecke, wies Hitler zurück. Ihm lag daran, eine Fortsetzung des Krieges durch die französische Flotte und in den Kolonien zu verhindern. Dennoch begann Italien noch am 21. Juni eine Offensive in den Alpen, die nur geringfügige Geländegewinne erbrachte, unter anderen Mentone. Die Waffenstillstandsbedingungen wurden am 21. Juni 1940 im Wagen von Compiègne von Keitel dem französischen General Charles Huntziger überreicht. Am 22. Juni unterzeichnete die französische Delegation, nachdem fast alle ihre Gegenvorstellungen zurückgewiesen worden waren, den Waffenstillstandsvertrag. Er trat am 25. Juni um 01:35 Uhr in Kraft, nachdem am Tag zuvor auch der italienisch-französische Waffenstillstand unterzeichnet worden war. Frankreich durfte nur noch 100.000 Soldaten mit leichten Waffen unterhalten; Artillerie und Panzer waren nicht erlaubt.
Am 1. Juli 1940 demonstrierte die Wehrmacht mit einer großen Parade auf den Champs-Elysees in Paris ihren Sieg über Frankreich.

Besetzte und unbesetzte Zone in Frankreich bis November 1942

Nur sechs Wochen und drei Tage hatte der sogenannte „Blitzkrieg“ im Westen gedauert, in dem etwa 100.000 französische, 35.000 britische und etwa 46.000 deutsche Soldaten ihr Leben verloren. Französische Jagdflieger schossen mehrere Hundert deutsche Kampfflugzeuge ab, und fast 1000 deutsche Kampfpiloten gerieten in Gefangenschaft. Frankreich wurde in zwei Zonen geteilt: Der Norden und Westen Frankreichs waren deutsch besetzt; hier befanden sich wichtige Flugfelder und Marinebasen (unter anderen Brest, Lorient, Saint-Nazaire, La Rochelle und Bordeaux) für den Krieg gegen Großbritannien.
Der Angriff der Wehrmacht verhinderte die Ausführung der in Vorbereitung befindlichen Operation Pike, mit der England und Frankreich die Erdölquellen der Sowjetunion vernichten wollten, um so einen „völligen Zusammenbruch“ der Sowjetunion herbeizuführen.

#### Folgen
Politisch-strategisch befand sich das Deutsche Reich nach dem Sieg im Westen in einer Situation, die ihm grundlegend neue Optionen zur Fortsetzung des Krieges eröffnete: für den Krieg gegen Großbritannien im Westen, es hatte die Gleichgewichte im Mittelmeerraum verschoben, und es konnte auf die Wirtschaftsressourcen Westeuropas, Mitteleuropas und Ostmitteleuropas zurückgreifen und damit den Krieg auf lange Zeit durchhalten, unter anderem Industriegüter aus dem Protektorat Böhmen und Mähren, Eisenerze aus Schweden (Eisenerzbergwerk Kiruna), die über den norwegischen Hafen Narvik nach Deutschland verschifft wurden, landwirtschaftliche Produkte aus Polen, Dänemark, den Niederlanden und Griechenland, Industriegüter aus Belgien und Frankreich, Wolfram aus Portugal sowie Erdöl aus Rumänien. Für internationale Geldtransaktionen und Devisengeschäfte konnte die neutrale Schweiz genutzt werden.
Drei Schlachtschiffe der französischen Flotte, die in Mers-el-Kébir vor Anker lag, wurden am 3. Juli 1940 nach einem britischen Ultimatum, das unbeantwortet blieb, auf Befehl Churchills von Schiffen der Royal Navy versenkt oder schwer beschädigt, damit sie nicht in deutsche Hände fallen konnten (Operation Catapult). Dabei starben 1297 französische Matrosen. Der östliche und südliche Teil Frankreichs blieb unter französischer Kontrolle. Marschall Philippe Pétain regierte von Vichy aus den sogenannten „État français“ (das sogenannte Vichy-Regime) als Marionettenstaat des Deutschen Reichs.

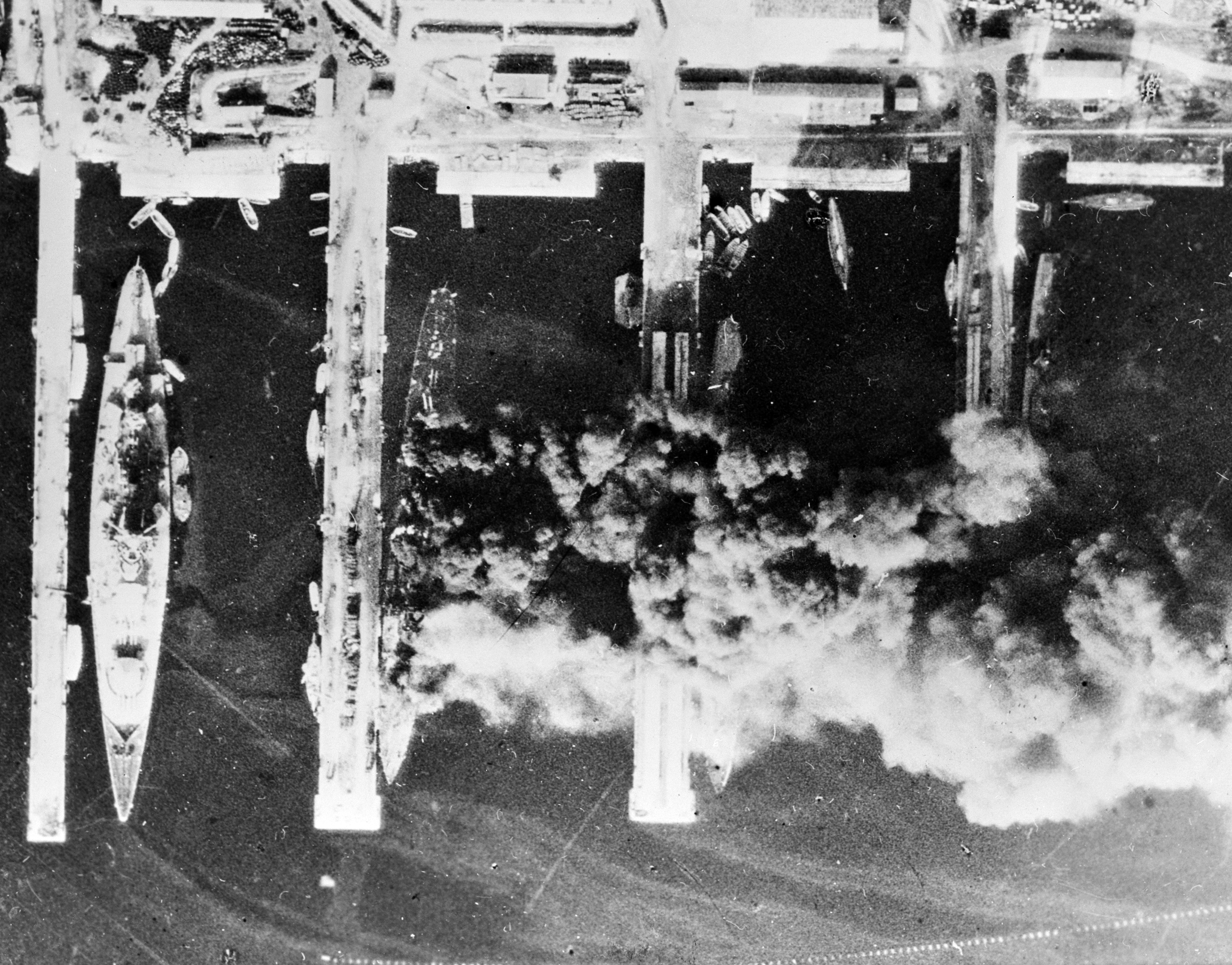
Brennende französische Kriegsschiffe Strasbourg, Colbert, Algérie und Marseillaise im Hafen von Toulon, 23. November 1942

 Im November 1942 wurde die bisher unbesetzte Zone von deutschen und italienischen Truppen besetzt, nachdem anglo-amerikanische Truppen in Nordafrika gelandet waren (Operation Torch). Die 50.000 Soldaten der Vichy-Regierung leisteten keinen Widerstand gegen Deutsche und Italiener. Der Rest der demobilisierten französischen Kriegsmarine wurde im Militärhafen Toulon von den Besatzungen versenkt.

### Von der Kapitulation Frankreichs bis zum Angriff auf die Sowjetunion, Juni 1940 bis Juni 1941
Trotz der Kapitulation Frankreichs ging der Krieg weiter, da Großbritannien Hitlers sogenanntes Friedensangebot vom 19. Juli 1940 nicht annahm. Obwohl der Ausgang des Krieges mit Großbritannien noch völlig offen war, verkündete Hitler schon am 31. Juli den Generälen seine grundsätzliche Absicht, für 1941 einen Angriff auf die Sowjetunion vorbereiten zu lassen. Kurz darauf, am 17. September, verschob er das Unternehmen Seelöwe auf eine unbestimmte Zeit.
Hitler bemühte sich, seine Herrschaft über das „Neue Europa“ zu konsolidieren und durch weitere Bündnisse mit Spanien, Frankreich, Ungarn, Rumänien und Bulgarien abzusichern. Franco und Pétain widersetzten sich einem formellen Bündnis mit Deutschland.

#### France libre
Charles de Gaulle (1890–1970), bisher Militär-Staatssekretär, wurde Organisator des Widerstandes als „Führer des freien Frankreich“ vom Exil in London aus. Von der Propaganda des Vichy-Regimes als Le Général micro und Fourrier (Verpflegungsunteroffizier) der Juden verspottet, rief er seine Landsleute zum Widerstand auf. Bereits am 18. Juni 1940 hatte er sich in einer Rundfunkrede an alle Franzosen gewandt: „Frankreich hat eine Schlacht verloren. Aber den Krieg hat Frankreich nicht verloren!“ Er sagte voraus, dass das Industriepotential der Vereinigten Staaten in diesem Krieg das Blatt wenden werde. Damit wies er die Meinung von Defätisten zurück, Großbritannien werde binnen drei Wochen geschlagen sein.

#### Luftschlacht um England, 1940/1941
Als „Luftschlacht um England“ bezeichnete die nationalsozialistische Propaganda die Vorbereitung einer Invasion Großbritanniens durch Ausschaltung der Royal Air Force. Hitler glaubte nicht an einen Erfolg und zog einen Friedensschluss mit Großbritannien vor, freilich nur, wenn es die ehemals deutschen Kolonien zurückgeben und auf Einfluss in Europa verzichten würde.

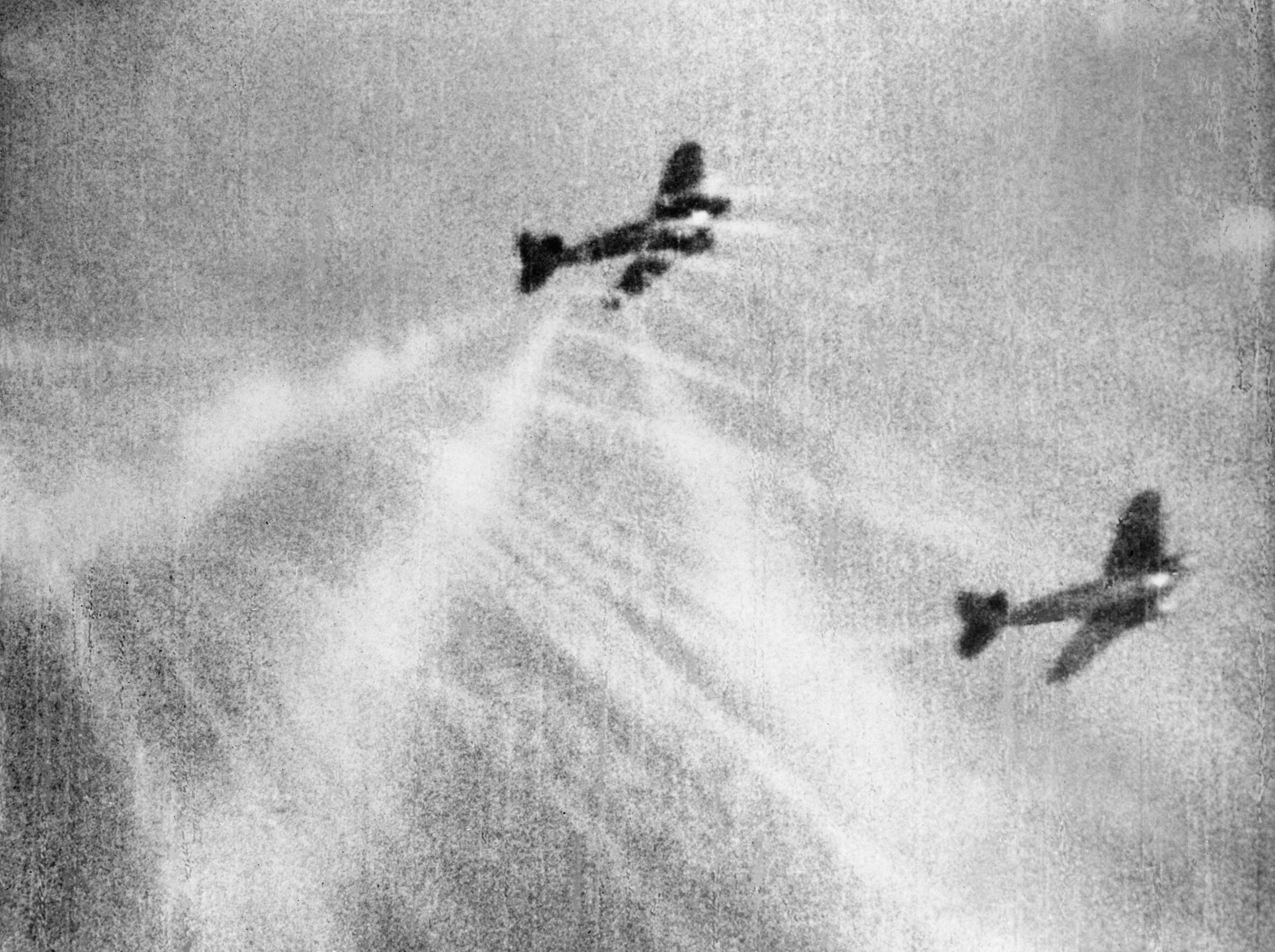
Bordkamera einer Spitfire zeigt Leuchtspurmunition, die eine He 111 trifft, über England am 25. September 1940

In den zwei Jahren zwischen dem Münchner Abkommen und der „Luftschlacht um England“ hatten die Briten ihre Luftverteidigung verbessert. An der Süd- und Ostküste der Britischen Insel wurden „Chain Home“-Radarstationen installiert. Die britische Industrie konnte in den drei Monaten vor dem Beginn des Zweiten Weltkrieges mehr als 1400 Jagdflugzeuge produzieren. Die Royal Air Force (RAF) warb erfolgreich Piloten aus dem Commonwealth, Frankreich, den USA, Polen und der Tschechoslowakei an, denn auf einen Piloten der RAF kamen sechs deutsche. Bei den Flugzeugen sah es ähnlich aus: Im Westfeldzug kamen auf ein britisches Kampfflugzeug etwa vier deutsche Jäger und Bomber. Deshalb setzte Dowding auch ausländische Freiwillige als Jagdflieger ein, zunächst aus den Commonwealth-Staaten Kanada, Australien und Neuseeland, dann aber auch aus Polen, Tschechien und Frankreich. Ein Fünftel der insgesamt in der Luftschlacht um England eingesetzten knapp 3000 „Spitfire“- oder „Hurricane“-Piloten stammte nicht aus Großbritannien.
Am 2. Juli begann Göring die Luftschlacht mit einer begrenzten Offensive gegen die Schifffahrt im Ärmelkanal. Hugh Dowding, Kommandeur der britischen Luftverteidigung, nahm die Herausforderung nicht an. Die nächste Phase begann Mitte August. Die RAF sollte durch die Vernichtung ihrer Flugzeuge in der Luft zerschlagen werden, während die Bekämpfung der Schifffahrt weiterging. Im August und September schossen britische Jäger 341 deutsche Flugzeuge ab und verloren selbst 108. Die RAF hatte den Vorteil, dass die Piloten der abgeschossenen Maschinen nicht jedes Mal für sie verloren waren, sofern sie sich mit dem Fallschirm retten konnten. Zudem konnten die deutschen Maschinen aufgrund des durch Hin- und Rückflug begrenzten Treibstoffs nicht so lange über dem britischen Luftraum bleiben. In der nächsten Phase konzentrierte die Luftwaffe ihre Angriffe auf London. Hitler sprach von Vergeltung und völliger Vernichtung, nachdem in der Nacht zum 26. August auf Befehl Churchills 60 Bomber der RAF einen Angriff auf Berlin geflogen hatten, der kaum Schäden verursacht hatte. Am 7. September griff die Luftwaffe die Londoner Docks mit 300 Bombern und 600 Jägern an, aber sie verlor wieder mehr Flugzeuge als die britischen Jagdstaffeln. Am 15. September erreichten die deutschen Angriffe, von den Briten „The Blitz“ genannt, ihren Höhepunkt mit zwei Tagesangriffen. Die deutschen Bomber wurden dezimiert und die Jäger abgewiesen. Die Entscheidung, London anzugreifen, gilt als ein großer strategischer Fehler mit weitreichenden Folgen, denn weitere Angriffe auf London bis zum Jahresende mit durchschnittlich 160 Bombern bewirkten, militärisch gesehen, wenig, waren aber für die Luftwaffe äußerst verlustreich. Am 17. September 1940 verschob Hitler das „Unternehmen Seelöwe“ auf unbestimmte Zeit.
Die Luftwaffe setzte im Winter und Frühjahr ihre Nachtangriffe fort, nicht um die Invasion vorzubereiten, sondern um die Industrie zu treffen und die Bevölkerung zu demoralisieren. Bei dem Angriff der Luftwaffe am Abend des 14. November 1940 auf Coventry waren zwar Fabriken wie das Flugmotorenwerk von Armstrong Siddeley das Ziel, jedoch wurden von den Brand- und Sprengbomben auch drei Viertel der Wohngebiete getroffen und 568 Bewohner getötet. Der Begriff „coventrieren“, eine Wortprägung des Reichsministers für Volksaufklärung und Propaganda, Joseph Goebbels, fand daraufhin Eingang in die deutsche Soldatensprache.
Insgesamt verloren bei Luftangriffen auf London, Coventry und weitere britische Städte 1940/41 etwa 43.000 Zivilpersonen das Leben. Allein in London wurden bei 57 Nachtangriffen zwischen dem 9. September 1940 und dem Neujahrstag 1941 14.000 Menschen getötet. Im Oktober 1940 hatte die Luftwaffe 1733 Kampfflugzeuge verloren, die RAF 915.
„Die Luftschlacht endete als militärisches Patt, war aber eine politische und strategische Niederlage ersten Ranges für Hitler, dem es zum ersten Mal nicht gelungen war, einem Land seinen Willen aufzuzwingen.“ Mitentscheidend für den Misserfolg der Luftwaffe waren die Fehleinschätzung der Effektivität der britischen Radaranlagen und des Leitsystems sowie die mangelnde Reichweite der deutschen Jagdflugzeuge. Die britischen Flugzeugwerke fertigten außerdem mehr Maschinen als die deutschen.
Mit dem Ende der Luftschlacht „war auch die Invasion geplatzt“. Am 18. Dezember 1940 gab Hitler seine formelle Weisung für das Unternehmen Barbarossa heraus, „auch vor Beendigung des Krieges gegen England Sowjetrussland in einem schnellen Feldzug niederzuwerfen“. Hitlers Entschluss war auch dadurch geprägt, „den endgültigen Sieg im Krieg zu erringen, indem man London via Moskau schlug“. Ab Mai 1941 gingen die deutschen Luftangriffe auf Großbritannien deutlich zurück, weil Bomber und Jagdflugzeuge für den bevorstehenden Angriff auf die Sowjetunion gebraucht wurden.
Insgesamt verloren 61.000 Briten durch deutsche Luftangriffe ihr Leben, davon 8.800 bei Angriffen mit den „Vergeltungswaffen“ V1 und V2.

#### Hitlers Bündnispolitik
Nachdem der Kriegsgegner Großbritannien nicht besiegt werden konnte, suchte Hitler nach einem Ausweg. In seiner Vorstellung boten sich zwei Möglichkeiten an: ein Angriff auf britische Positionen im Mittelmeer oder ein Angriff auf die Sowjetunion, deren Ausbeutung als „Lebensraum im Osten“ seit langer Zeit fester Bestandteil seiner Ideologie war.
Zunächst wandte er sich der Mittelmeeroption zu. Spaniens Diktator Franco war im Juni 1940 noch bereit gewesen, an deutscher Seite in den Krieg einzutreten. Er forderte dafür Gibraltar, Französisch-Marokko, die Provinz Oran in Algerien und die Vergrößerung der Kolonien Spanisch-Sahara und Spanisch-Guinea sowie vorherige umfangreiche Lieferungen von Waffen, Rohstoffen und Nahrungsmitteln. Hitler hielt Spaniens Unterstützung damals nicht für nötig und ließ ausweichend antworten. Am 23. Oktober in der Konferenz von Hendaye zeigte Hitler gegenüber Franco ein viel größeres Interesse am Kriegseintritt Spaniens, den er für Januar 1941 vorschlug. Spanische und deutsche Truppen könnten Gibraltar erobern („Unternehmen Felix“) und so das Mittelmeer nach Westen absperren. Außenminister Ribbentrop ging sogar gedanklich einen Schritt weiter und ventilierte die Vorstellung eines antibritischen Kontinentalblocks von Spanien bis Japan. Franco und Súñer, dessen Schwiegersohn und späterer Außenminister, waren jedoch nicht mehr von der baldigen Niederlage Großbritanniens überzeugt. Sie ließen sich nicht zu unbedachten Schritten verleiten und wiederholten absichtlich überzogene Forderungen nach der Lieferung von Waffen. Hitler wiederum musste hinsichtlich der spanischen Kolonialwünsche in Nordafrika Rücksicht auf Vichy-Frankreich nehmen. Franco war daher lediglich mit der Unterzeichnung eines Protokolls einverstanden, in dem Spanien seine Bereitschaft erklärte, Mitglied des Dreimächtepakts zu werden und in den Krieg einzutreten – unter dem Vorbehalt, dass der Zeitpunkt noch gemeinsam vereinbart werden sollte. Damit war die Abmachung für Hitler praktisch wertlos. Franco wurde klar, dass Deutschland weiterhin auf Stützpunkten auf spanischem Gebiet bestand, den spanischen kolonialen Gebietsforderungen nicht nachkommen wollte und nicht in der Lage war, Spanien in einem längeren Krieg mit Waffen- und Lebensmittellieferungen zu versorgen.

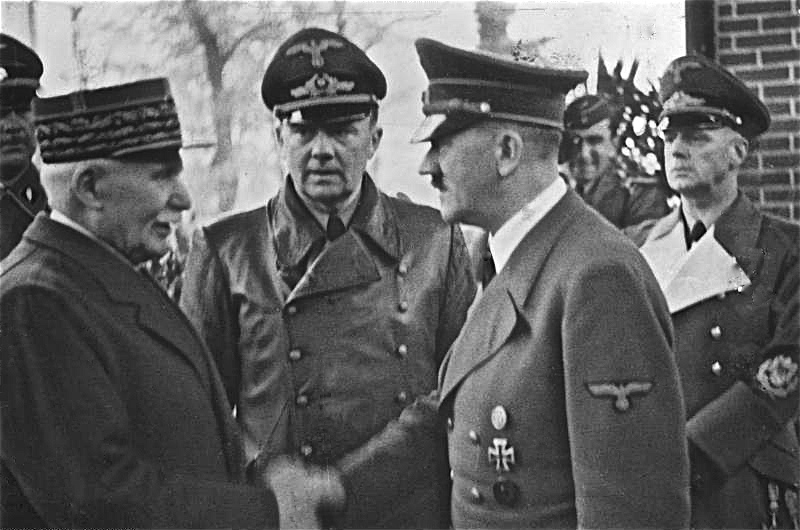
Philippe Pétain und Adolf Hitler am 24. Oktober 1940 in Montoire-sur-le-Loir (→ Le Loir ist ein linker Nebenfluss der Loire)

Wie in Hendaye hinsichtlich Spaniens, so blieb auch in Montoire-sur-le-Loir bei zwei Treffen mit Pétain und Laval am 22. und 24. Oktober 1940 offen, ob es zu einer konkreten Zusammenarbeit mit Frankreich kommen werde. Hitler wollte, wenn schon nicht eine Kriegserklärung an England, so wenigstens die Verteidigung der französischen Kolonien in Nordafrika und Nahost gegen Angriffe der Forces françaises libres und der Briten erreichen sowie die Überlassung von Stützpunkten an der afrikanischen Mittelmeer- und Atlantikküste für den Seekrieg gegen Großbritannien. Marschall Pétain stimmte im Prinzip einer Zusammenarbeit mit Deutschland zu, lehnte aber indirekt einen Kriegseintritt Frankreichs ab, indem er darauf hinweisen ließ, dass eine Kriegserklärung nur durch Parlamentsbeschluss ausgesprochen werden könne. Ein solcher Beschluss sei fraglich. Das Ergebnis des Treffens war daher für den Krieg gegen Großbritannien bedeutungslos. Dennoch gab Pétain ein paar Tage später in einer Radiorede zu verstehen, er werde den Pfad der Zusammenarbeit (collaboration) mit Deutschland einschlagen.
Italien war im Juni 1940, kurz vor der französischen Kapitulation, Deutschlands Kriegsverbündeter geworden. Der japanische Botschafter Kurusu Saburō und die Außenminister Galeazzo Ciano (Italien) sowie Joachim von Ribbentrop (Deutschland) unterzeichneten am 27. September 1940 in Berlin den Dreimächtepakt, der gegenseitigen Beistand für den Gewinn der Hegemonie über Europa beziehungsweise Ostasien vorsah. Die Bestimmungen richteten sich nicht gegen die Sowjetunion; vielmehr sollten die USA von einem Kriegseintritt abgehalten werden. Obwohl der Pakt ein großer propagandistischer Erfolg war, blieb er für die Bildung einer aktiven Front gegen Großbritannien ohne sofortige Wirkung.
In Osteuropa gewann Hitler Rumänien als Verbündeten hinzu, das für ihn wegen der strategischen Lage und der Erdölfelder bei Ploiești äußerst wertvoll war. Zwar ließ er die Sowjetunion das nach dem Ersten Weltkrieg verlorene Bessarabien einfordern, wie im Hitler-Stalin-Pakt vorgesehen. Doch Hitler garantierte im Sommer 1940 Rumäniens Bestand, das seinerseits aus dem Völkerbund austrat.

#### Italienischer Parallelkrieg im Mittelmeerraum und in Ostafrika, 1940/1941

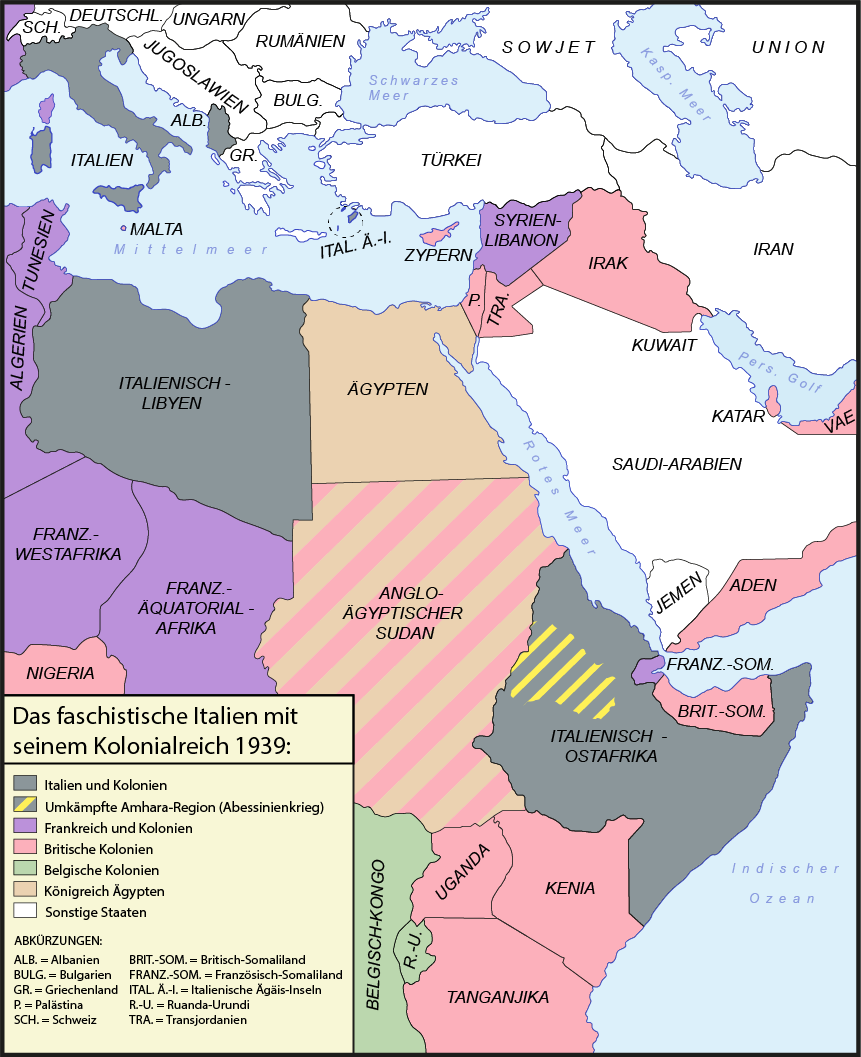
Das faschistische Italien mit seinen Kolonien in Europa und Afrika (1939)

Mussolini hoffte, dass nach dem deutschen Achsenpartner auch Italien militärische Erfolge erringen könne, obwohl König Viktor Emanuel III. noch 1939 die realistische Einschätzung vertreten hatte, das Heer befinde sich in einem erbärmlichen Zustand und die Offiziere würden nichts taugen. Nachdem Italien am 10. Juni 1940 in den Krieg eingetreten war, ließ Mussolini britische Positionen im Mittelmeer sowie in Nord- und Ostafrika angreifen. Nach geringen italienischen Anfangserfolgen in Ägypten und in Ostafrika ging im Spätsommer und Herbst 1940 die Initiative verloren. Die Gegenoffensiven von britischen und Commonwealth-Truppen (Operation Compass) führten Anfang 1941 zu italienischen Niederlagen in Ägypten, im östlichen Teil Libyens (Kyrenaika) und in Ostafrika.

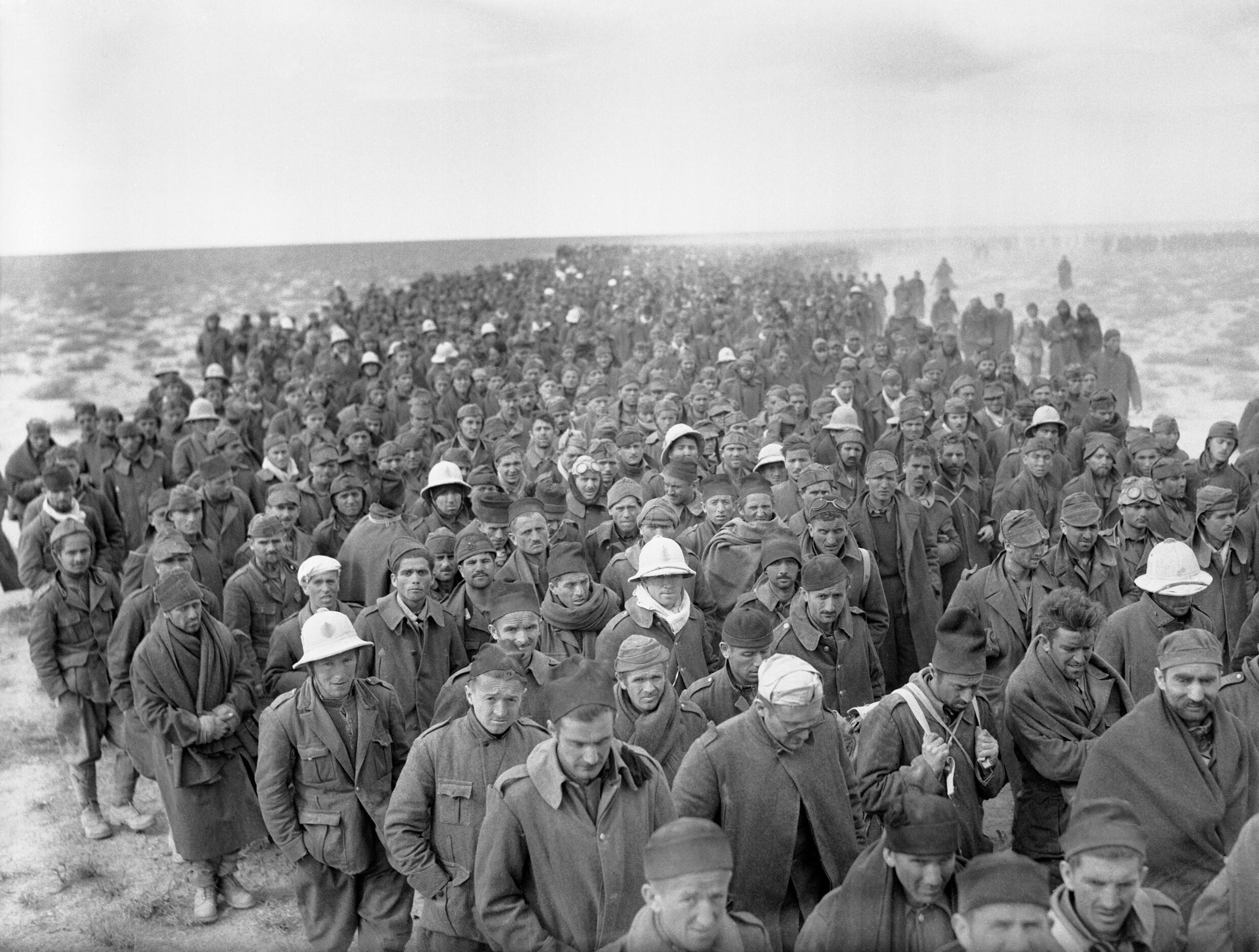
Italienische Kriegsgefangene während der Operation Compass, nach der Schlacht um Bardia an der libysch-ägyptischen Grenze, 6. Januar 1941

130.000 italienische Soldaten gerieten in Nordafrika und über 100.000 in Ostafrika in britische Gefangenschaft. Im Februar 1941 reagierte Hitler mit der Entsendung des Deutschen Afrikakorps (Unternehmen Sonnenblume), um wenigstens zu verhindern, dass Italien die Kolonie Libyen verliere.
Die Großmachtambitionen Mussolinis waren bereits seit den 1930er-Jahren auf den Balkan gerichtet. Am 28. Oktober 1940 griffen italienische Verbände Griechenland an (Griechisch-Italienischer Krieg). Mussolini glaubte an einen raschen Sieg; stattdessen entwickelte sich der Krieg zu einem Fiasko. Die griechischen Truppen waren gut organisiert und kannten sich in dem schwierigen Gelände des Pindos-Gebirges aus. „Binnen vierzehn Tagen hatte sich der erwartete Triumph in eine Demütigung für Mussolinis Regime verwandelt“, als die Angreifer bis über die Grenzen Albaniens zurückgedrängt worden waren.
Noch bedeutsamer war, dass die Position der Achse in Nordafrika ernstlich geschwächt wurde, weil angesichts des sich anbahnenden Debakels dringend benötigte italienische Truppen von dort nach Griechenland verlegt wurden. Dabei war Nordafrika von größter Bedeutung: Wären die schwachen britischen Truppen aus Ägypten und vom Suezkanal vertrieben worden, hätte der Weltkrieg einen anderen Verlauf genommen.

#### Balkanfeldzug, 1941

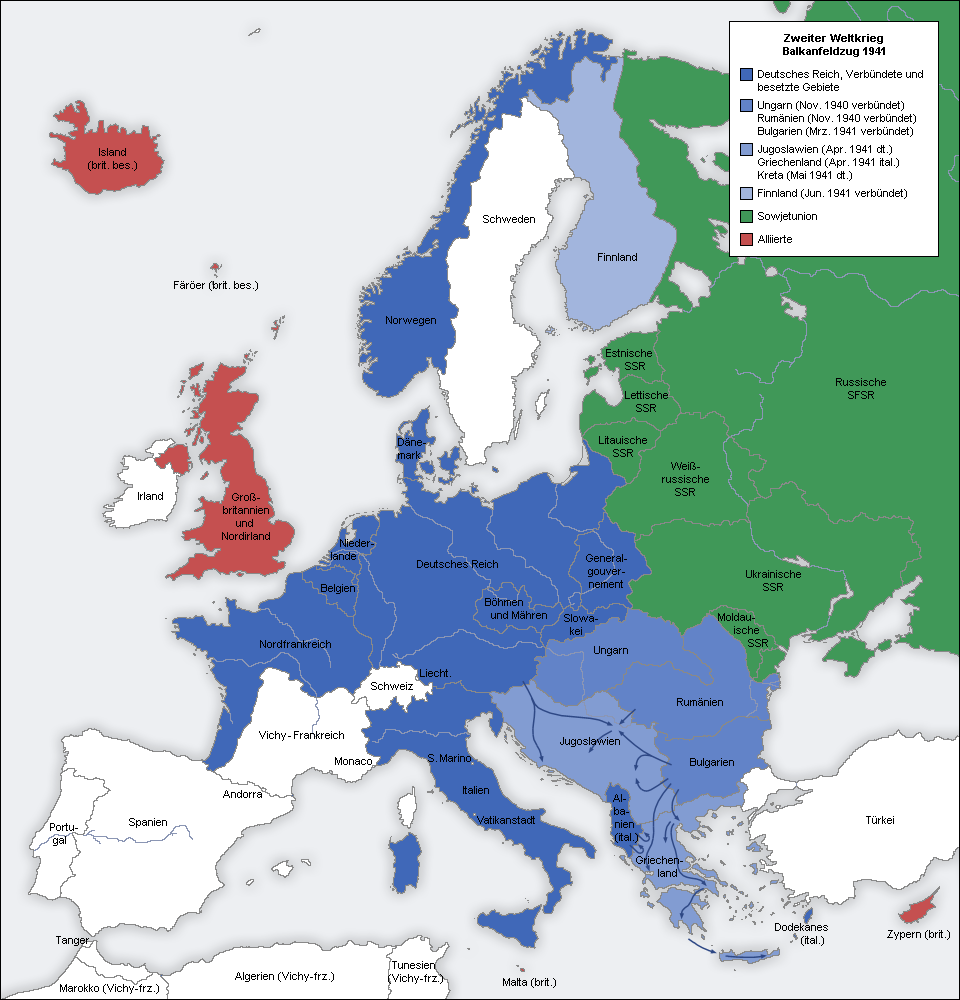
Balkanfeldzug, April – Mai 1941

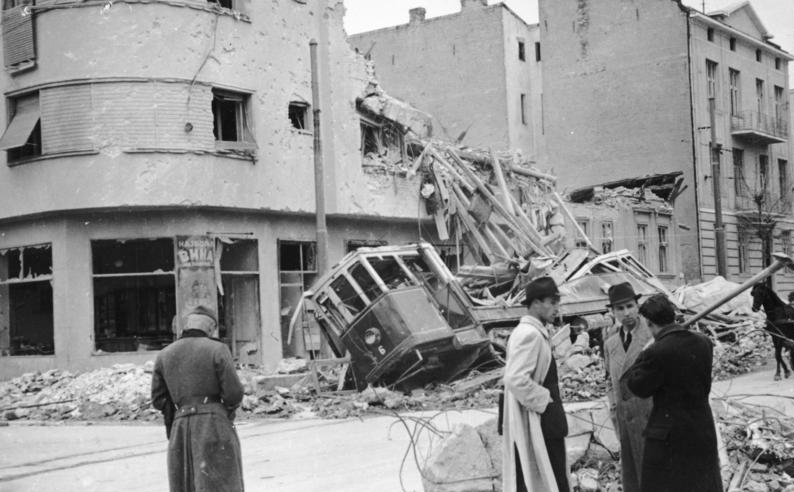
Zerstörungen in Belgrad nach deutschem Luftangriff, April 1941

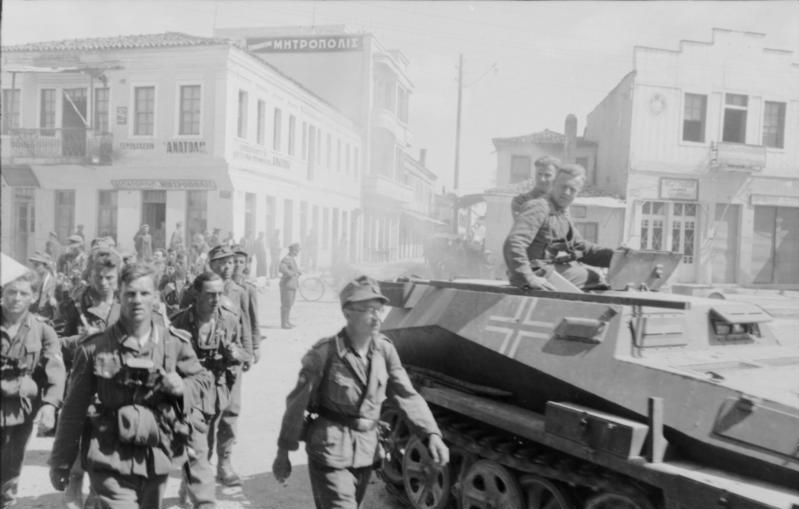
Einmarsch deutscher Truppen in Athen, Mai 1941

Anfang des Jahres 1941 versuchte das Deutsche Reich im Balkankonflikt zu vermitteln. So unterbreitete Hitler dem Königreich Jugoslawien den Vorschlag, dem Dreimächtepakt beizutreten, was jedoch abgelehnt wurde. Griechenland verzichtete ebenfalls auf jeden Vermittlungsversuch, da seine Armee die italienischen Soldaten an der Front zum Rückzug zwingen konnte. Eine italienische Großoffensive am 9. März wurde zum Desaster. Am 27. März trat Jugoslawien schließlich dem Dreimächtepakt bei. Die Folge waren antideutsche Demonstrationen und ein Staatsstreich des serbischen Offizierskorps gegen die Regierung des Prinzregenten Paul, woraufhin der Beitritt wieder rückgängig gemacht wurde.
Diese unerwartete Wendung führte zu Hitlers Entscheidung, Jugoslawien anzugreifen. Er rechtfertigte den Angriff als Vergeltung gegen eine serbische „Verbrecherclique“ in Belgrad. Am 6. April überschritten Verbände der Wehrmacht die Grenze nach Jugoslawien, und die Luftwaffe begann, Belgrad in Schutt und Asche zu legen (siehe Luftangriff auf Belgrad), obwohl die Hauptstadt zur „offenen Stadt“ erklärt worden war. Der weitere Vormarsch erfolgte wie in einem geplanten Manöver. Am 10. April wurde Zagreb besetzt, wo am selben Tag der Unabhängige Staat Kroatien ausgerufen wurde. Belgrad wurde am 13. April von deutschen Truppen besetzt. Am 17. April unterschrieben die jugoslawischen Befehlshaber die Kapitulation der jugoslawischen Armee.
Ebenfalls am 6. April begann der deutsche Feldzug gegen Griechenland. Anders als in Jugoslawien war der griechische Widerstand stellenweise ausgesprochen hart. Besonders in den Gebirgslagen und im Gebiet der stark verteidigten Metaxas-Linie kamen deutsche Soldaten nur langsam und unter hohen Verlusten voran. Am 9. April fiel Saloniki. Gleichzeitig wurde die griechische Armee in Ostmakedonien abgeschnitten und die Metaxas-Linie stärker bedrängt. Die griechischen Verstärkungen von der albanischen Front wurden bei ihrem Vormarsch durch die gebirgige Landschaft von deutschen und italienischen Panzereinheiten sowie Luftangriffen aufgehalten. Am 21. April mussten 223.000 griechische Soldaten kapitulieren.
Die in Griechenland stationierten britischen Verbände bauten unterdessen eine Verteidigung an den Thermopylen auf. Diese wurde am 24. April überrannt, woraufhin die Alliierten eine amphibische Evakuierungsoperation einleiten mussten, in der 50.000 Soldaten nach Kreta und Ägypten verschifft wurden. Am 27. April rückte die Wehrmacht in Athen ein.
Hitler befahl am 25. April, im Unternehmen Merkur Kreta mit Luftlandetruppen, Fallschirmjägerverbänden und der 5. Gebirgs-Division Mitte Mai 1941 zu erobern. Am 20. Mai 1941 landeten etwa 8000 deutsche Fallschirmjäger in mehreren Wellen auf Kreta, das von etwa 42 000 britischen, australischen, neuseeländischen und griechischen Soldaten verteidigt wurde. Da die Fallschirmjäger vom Gegner aufgrund nachrichtendienstlicher Erkenntnisse zudem an vielen Stellen bereits erwartet wurden, erlitten sie noch in der Luft schwebend und direkt bei der Landung hohe Verluste, obwohl die Mindestabsprunghöhe von 100 Metern gewählt wurde. Die gelandeten Einheiten konnten daher am ersten Tag zwar noch keine Flugplätze für Nachschub und Verstärkungen erobern, dennoch konnten die Fallschirmjäger ihre provisorisch errichteten Stellungen trotz schwierigster Hindernisse und Gegenangriffe behaupten. Am nächsten Tag gelang es ihnen, den Flugplatz Maleme einzunehmen. Durch den verstärkten Einsatz der Luftwaffe und nach erfolgreichen Landungen auf weiteren umkämpften Flugplätzen stabilisierte sich die Lage für die Angreifer. Die Alliierten verteidigten Kreta eine Woche lang, bis sie sich mit etwa 17.000 Mann nach Ägypten absetzen mussten. Aufgrund der hohen deutschen Verluste beschloss Hitler, in Zukunft keine Luftlandungen mehr durchzuführen. Der Versuch, die strategisch wichtige Insel Malta zu erobern, unterblieb daher.

#### Britisch-Irakischer Krieg, 1941
Nach einem Militärputsch im Irak im April 1941 kam eine deutschfreundliche Regierung an die Macht, welche britische Truppen im Britisch-Irakischen Krieg im Mai 1941 stürzten.

#### Syrisch-Libanesischer Feldzug, 1941
Um den britischen Ölnachschub ans Mittelmeer und den Suezkanal nach Osten hin zu sichern und in Erwägung eines eventuellen Kriegseintritts der Türkei, besetzten britische und freie französische Truppen das von der Vichy-Regierung verwaltete Mandatsgebiet für Syrien und Libanon im Sommer 1941.

### Vom Entstehen der Ostfront bis zur Westfront, Juni 1941 bis Juni 1944
Die Absicht, die Sowjetunion zu überfallen, erörterte Hitler am 31. Juli 1940 – parallel zu den Invasionsplänen gegen Großbritannien – in einem Kreis der höchsten Generale. Zu dieser Zeit hoffte Hitler noch, dass Großbritannien über kurz oder lang aufgeben würde und er auf der Basis einer „Verständigung mit England“ alle Kraft nach Osten werfen könne, um sein großes Ziel anzugehen, „Lebensraum im Osten“ zu erobern. Wenn Russland geschlagen sei, dann sei Englands letzte Hoffnung getilgt. Am 18. Dezember 1940 erfolgte die Weisung, im Mai 1941 die Sowjetunion anzugreifen. Hintergrund dieser Entscheidung war auch die Erkenntnis der Unmöglichkeit einer Landung auf der britischen Insel, solange Luftwaffe und Marine dazu zu schwach waren. Wenn auch nicht alleiniges Motiv, so stand doch der Wunsch dahinter, London via Moskau zum Ausscheiden aus dem Krieg zu zwingen. Einen Angriff auf die Sowjetunion sah Hitler als wenig riskant an, weil er deren politische Stabilität und militärisches Potential völlig unterschätzte. Gegenüber Carl Gustaf Emil Mannerheim gab er am 4. Juni 1942 in Finnland in einem vertraulichen Gespräch, das ohne sein Wissen aufgezeichnet wurde, diese Unterschätzung unumwunden zu. Mit seiner Fehleinschätzung des sowjetischen Militärpotentials stand Hitler nicht allein da; fast alle seine Befehlshaber teilten sie ebenfalls. Am 30. März 1941 verkündete er vor über 200 höheren Offizieren in der Reichskanzlei, der bevorstehende Krieg sei ein rassenideologischer Vernichtungskrieg und ohne Rücksicht auf kriegsvölkerrechtliche Normen zu führen. Die Befehlshaber müssten jegliche persönlichen Gewissensbisse überwinden. Im Osten sei „Härte mild für die Zukunft.“ Keiner der Anwesenden nahm den Anlass wahr, Hitlers Forderungen nachher noch einmal zur Erörterung zu stellen.
Mit dem Angriff auf die Sowjetunion, dem Unternehmen Barbarossa, entstand am 22. Juni 1941 eine neue Front im Osten Deutschlands. Sie wurde (neben der japanisch-chinesischen) die am längsten bestehende Front im Zweiten Weltkrieg, die die meisten Opfer forderte. Die deutschen Truppen eroberten riesige Gebiete des europäischen Teils der Sowjetunion; zusammen mit unmittelbar nachrückenden Einheiten der SS und Einsatzgruppen hatten sie den Auftrag, die Gebiete rücksichtslos auszubeuten, einen Teil ihrer Einwohner zu töten und die anderen zur Zwangsarbeit zu zwingen. Dabei wurden systematisch viele Zehntausende Juden umgebracht.
Ein halbes Jahr später wurden die USA, die bereits zuvor Großbritannien indirekt unterstützt hatten, durch Hitlers Kriegserklärung offizieller Kriegsgegner Deutschlands. Amerika brauchte Zeit, seine Wirtschaft auf den Krieg umzustellen. Eine Konfrontation der Wehrmacht mit angloamerikanischen Landstreitkräften fand erstmals im November 1942 in Nordafrika statt (Operation Torch).

#### Krieg gegen die Sowjetunion, Juni 1941 bis Oktober 1942

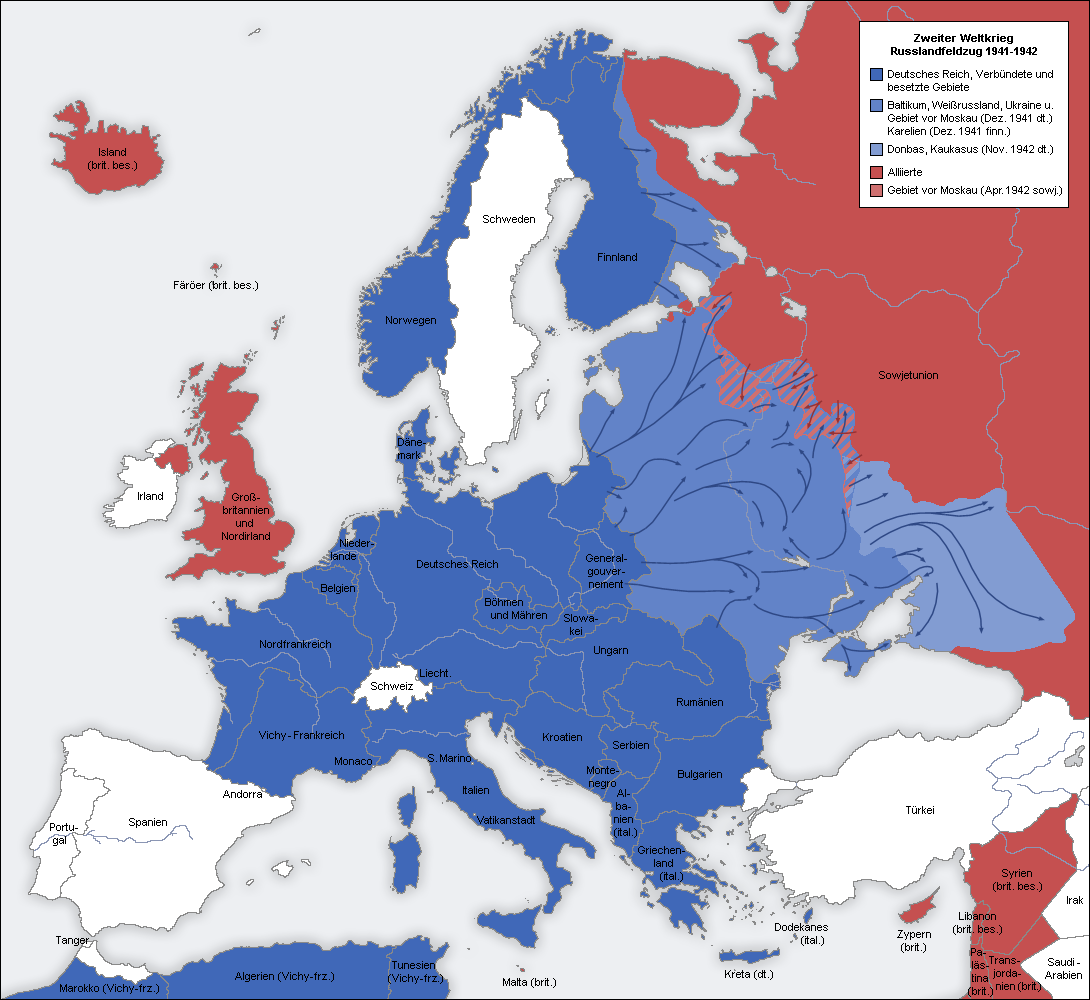
Russlandfeldzug, 1941–1942

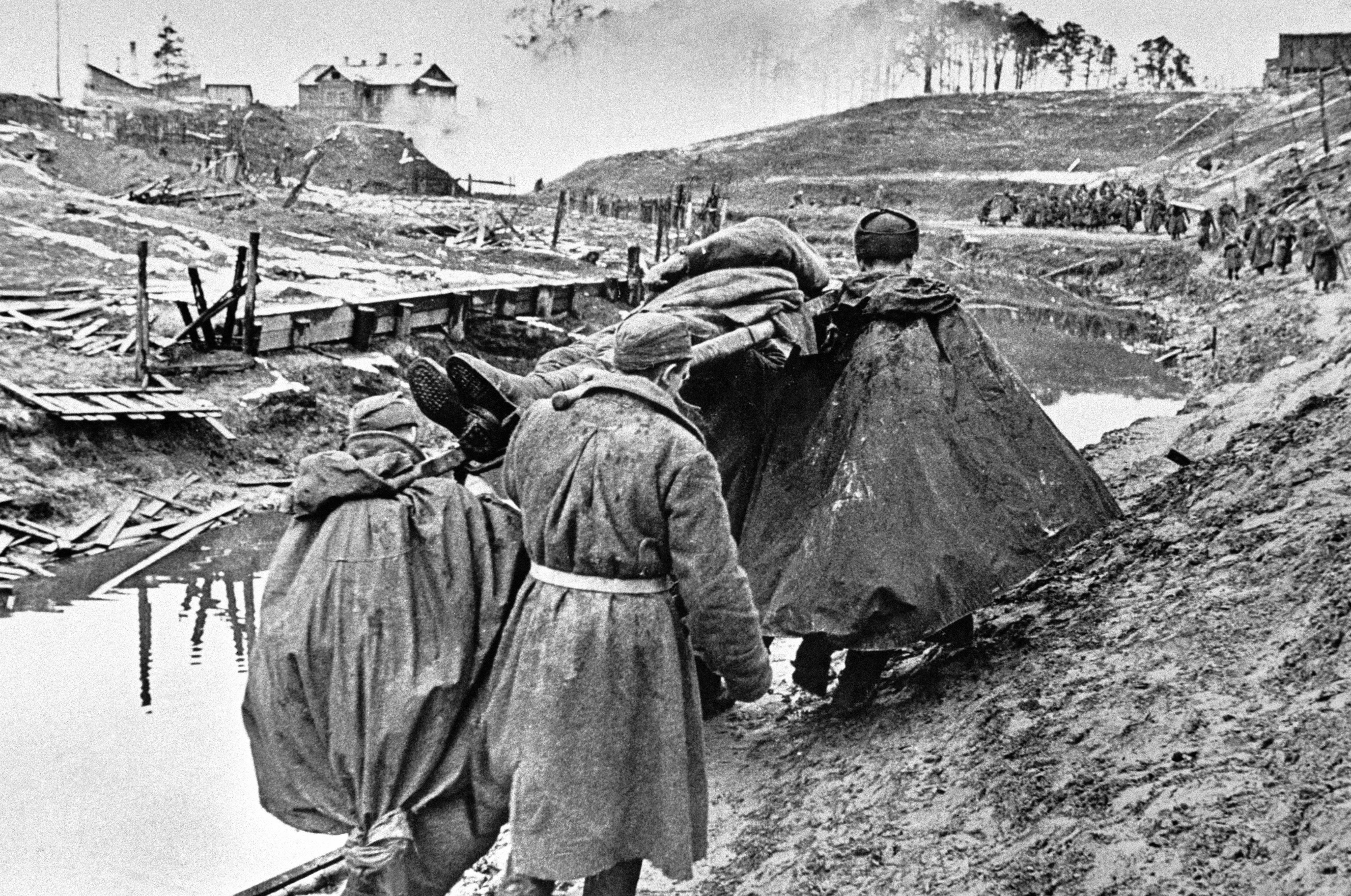
Sowjetische Soldaten bergen einen Verwundeten an der Leningrader Front, Oktober 1941

Der Balkanfeldzug hatte den Angriffszeitpunkt für einen Überfall auf die Sowjetunion um vier Wochen verschoben. Der Angriff fand erst am 22. Juni 1941 statt. Obwohl Berechnungen auf deutscher Seite zeigten, dass die Versorgung der Wehrmacht nur bis zu einer Linie entlang Pskow, Kiew und der Krim möglich war, verlangte Hitler die Eroberung Moskaus im Rahmen eines einzigen, ununterbrochenen Feldzuges. Hier zeigte sich dessen gefährliche Unterschätzung der Sowjetunion, die schon nach der Kapitulation Frankreichs im Juni 1940 zum Ausdruck gekommen war (siehe oben). Für den Überfall standen drei Heeresgruppen (Nord, Mitte, Süd) bereit. Die Heeresgruppe Nord (Wilhelm Ritter von Leeb) sollte die baltischen Staaten erobern und dann nach Leningrad vorstoßen. Auf der Heeresgruppe Mitte (Fedor von Bock) lag die Hauptlast. Sie sollte nach Moskau vorrücken und war entsprechend stark gerüstet. Die Heeresgruppe Süd (Gerd von Rundstedt) sollte die Ukraine erobern. Vom besetzten Norwegen aus wurden ebenfalls Angriffe gegen die Sowjetunion unternommen. Sie zielten auf Murmansk, den Hafen und die dortige Eisenbahnverbindung, die „Murmanbahn“. An dem Feldzug waren auch 600.000 Soldaten aus verbündeten, neutralen und besetzten Staaten beteiligt. Später kamen 30.000 Freiwillige aus neutralen und besetzten Gebieten (unter anderen Polen, Estland, Lettland, Litauen, Weißrussland, Ukraine, Russland, Kaukasus) hinzu, meist Repräsentanten rechtsradikaler oder faschistischer Strömungen in ihren Heimatländern.
Am frühen Morgen des 22. Juni 1941, zwischen 3:00 und 3:30 Uhr, begann der Angriff gegen die Sowjetunion. Obwohl ihm mehrere ernst zu nehmende Hinweise, unter anderen von Harro Schulze-Boysen, Arvid Harnack und Richard Sorge, zugegangen waren, blieb Stalin davon überzeugt, dass Hitler die Sowjetunion nicht vor einem Sieg über Großbritannien angreifen werde. Der Angriff wurde von 153 deutschen Divisionen, darunter 19 Panzer- und 12 motorisierte Divisionen, auf einer Frontlänge von 1600 km zwischen der Ostsee und den Karpaten geführt. Zwei Divisionen operierten von Finnland aus. Die Heeresgruppe Nord besetzte die drei baltischen Staaten Litauen, Lettland, Estland und erreichte Anfang September Nowgorod. Die Heeresgruppe Mitte erreichte in derselben Zeit Smolensk, das auf dem direkten Weg nach Moskau liegt. Die Heeresgruppe Süd hatte die Aufgabe, die Ukraine zu erobern, und stand zur selben Zeit kurz vor Saporischschja im Südosten der Ukraine. Die militärischen Befehlshaber der Roten Armee waren nicht auf diese bisher größte militärische Offensive der Weltgeschichte mit etwas über drei Millionen Heeressoldaten eingestellt. Innerhalb einer Woche kamen Soldaten aus den verbündeten Staaten Rumänien, Italien, Slowakei und Ungarn sowie Finnland hinzu, das kein Bündnis mit Deutschland hatte und Wert auf die Feststellung legte, dass es gegen die Sowjetunion einen „Fortsetzungskrieg“ zur Rückeroberung der 1940 abgetretenen Gebiete führe. Die Rote Armee hatte an der Westgrenze annähernd drei Millionen Soldaten stationiert, die mit Panzern, Artillerie und Flugzeugen den Angreifern zwar weit überlegen, jedoch nicht kampfbereit waren. Viele der sowjetischen Soldaten an der Grenze ergaben sich ohne Widerstand, während die motorisierten deutschen Truppen zunächst zügig vorankommen konnten. Die damalige Fähigkeit der sowjetischen Streitkräfte, einen Angriff oder einen Krieg gegen Deutschland zu führen, muss auch nach neueren Erkenntnissen stark bezweifelt werden. Der erste Wehrmachtbericht am Morgen des 22. Juni 1941 erweckte dagegen den Eindruck, sowjetische Truppen seien nach Ostpreußen eingedrungen. Er unterstützte damit die Präventivkriegslegende der NS-Propaganda, die den Angriff als Verteidigungskrieg darstellte. Tatsächlich war der Überfall auf die Sowjetunion im Wesentlichen ein ideologisch verbrämter Eroberungs- und Vernichtungskrieg mit dem von Hitler bereits Jahre zuvor formulierten Ziel der Gewinnung von „Lebensraum im Osten“. Damit war „ein blockadefestes Großimperium“ bis zum Ural und über den Kaukasus hinaus gemeint.
Am 22. Juni mittags verlas der sowjetische Außenminister Wjatscheslaw Michailowitsch Molotow im Rundfunk eine Rede, in der er den Ausbruch des Krieges bekannt gab. Erst elf Tage später richtete sich Josef Stalin am 3. Juli mit einer Rundfunkansprache an das Volk. Im Lauf der Kesselschlacht bei Białystok und Minsk war die Stadt Minsk bereits am 28. Juni eingeschlossen und wenig später besetzt worden. Hitler beharrte gegenüber dem OKH lange Zeit auf dem Vorrang der Eroberung der Ukraine anstelle Moskaus. Das Hauptziel der NS-Führung bestand darin, sich die Ölvorräte des Kaukasus und das Getreide in der Ukraine zu sichern. Dies würde Deutschland nach Hitlers Überzeugung unbesiegbar machen. Trotz siegreicher Kesselschlachten scheiterte der Plan Barbarossa bereits im August 1941 und löste die sogenannte „Augustkrise“ aus, weil aus diesen Schlachten große Teile des Gegners entkamen und sich neu formierten, der Überraschungseffekt des Überfalls abflaute und die deutschen Verluste zunahmen. Zudem häufte sich Hitlers „Zickzack der Anordnungen“ zur Schwerpunktbildung bei der Heeresgruppe Mitte oder der Heeresgruppe Süd.

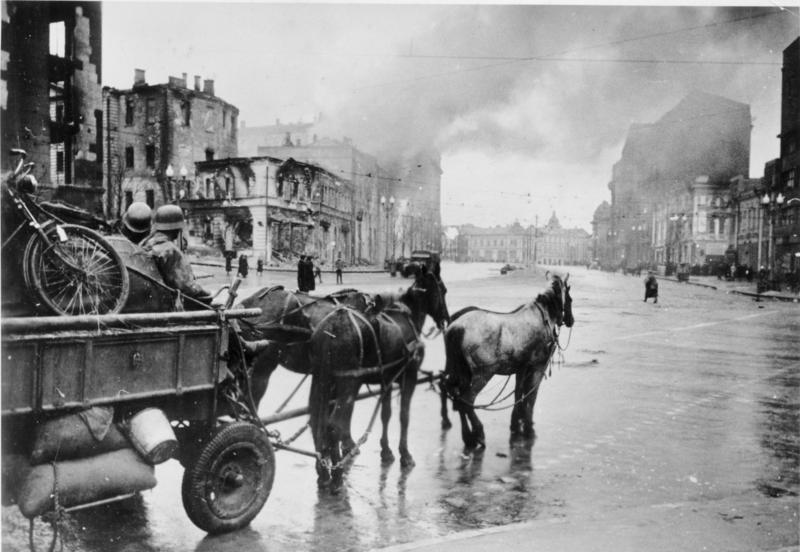
Deutscher „Einmarsch“ in Charkow am 1. November 1941, Aufnahme einer Propagandakompanie

Erst nach der Einnahme Kiews und Charkows nahm die deutsche Wehrmacht am 2. Oktober den Vorstoß auf Moskau wieder auf und rückte bis auf 70 Kilometer an Moskau heran. Dabei wurden in Durchbruchs- und Umfassungsaktionen noch einmal 600.000 gegnerische Soldaten gefangen genommen. Obwohl Deutschland aufgrund unrealistischer Einschätzungen über die Verfassung der eigenen Truppen und den Umfang der sowjetischen Boden- und Luftstreitkräfte bereits den Endsieg erklärte, setzte Anfang Dezember die sowjetische Gegenoffensive mit gut für den Winterkrieg ausgerüsteten Einheiten aus Fernost unter dem Befehl von Schukow ein. Mit ihrer strategisch gut vorbereiteten Winteroffensive traf die Rote Armee die Wehrmacht ebenso überraschend wie der deutsche Überfall am 22. Juni 1941 die sowjetische Führung. Stalin hatte bis Ende November 11 neue Armeen für diese Winteroffensive bereitgestellt, wobei die Verbände der sibirischen Fernost-Armee sein größter Trumpf waren. Zwar gelang es nicht, in einer Art Kopie der Blitzkriegtaktik der Wehrmacht die deutschen Hauptverbände nicht nur vor Moskau, sondern auch im Norden und Süden einzukesseln. Doch wurden bis zu 150 km tiefe Einbrüche vorwiegend an der Nahtstelle der deutschen Heeresgruppen Mitte und Nord erzielt, welche die Wehrmacht empfindlich trafen.
Für die Niederlage wurden von Hitler und nach dem Krieg in apologetischen Generalsmemoiren Schlamm, Schnee und niedere Temperaturen verantwortlich gemacht. Die Flucht der Heeresgruppe konnte zwar durch einen unbedingten Haltebefehl Hitlers gestoppt werden; aber sein Ziel, „die Sowjetunion in einem schnellen Feldzug niederzuwerfen“, war nicht erreicht, „Barbarossa“ gescheitert. Die verlorene Schlacht um Moskau war der geopolitische Wendepunkt des Zweiten Weltkrieges, „die eigentliche Zäsur“, weil die Serie der deutschen Blitzsiege abriss. Die Wehrmacht verlor bis Ende Januar 1942 rund ein Drittel ihrer Soldaten. Eine Million Gefallene, Vermisste oder Verwundete konnten nur zur Hälfte ersetzt werden. Noch weit stärkere Verluste hatte die Rote Armee mit bis zu diesem Zeitpunkt rund 3,3 Millionen Gefangenen, einer nicht näher bekannten Zahl von Toten sowie 2,2 Millionen Verwundeten und Kranken.

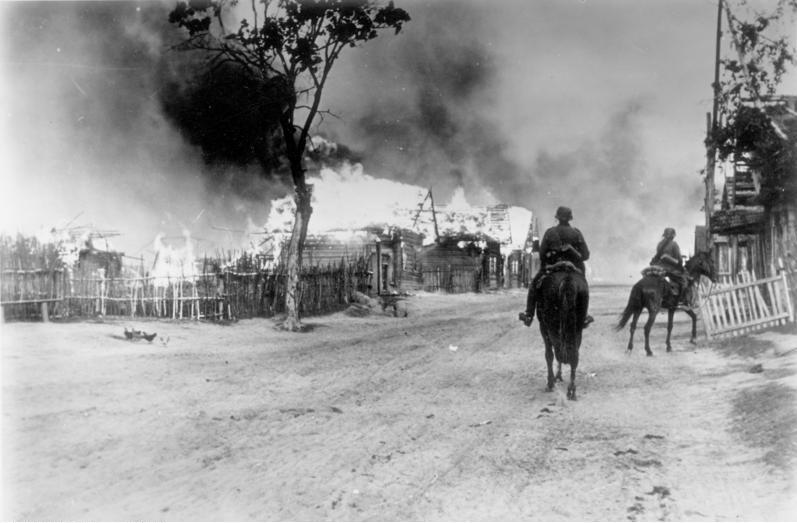
Zwei berittene deutsche Soldaten in einem brennenden Dorf bei Mahiljou (Weißrussland), 16. Juli 1941

Finnland versuchte im Fortsetzungskrieg, mit deutscher Unterstützung die im Winterkrieg an die Sowjetunion verlorenen Gebiete in Karelien zurückzuerobern. Nachdem es dieses Ziel im Sommer 1941 erreicht hatte, blieb Finnland jedoch nicht defensiv, sondern besetzte bis Dezember 1941 umstrittene, nie zuvor finnisch gewesene karelische Gebiete.
Als Reaktion auf den deutschen Angriff marschierten britische und sowjetische Truppen am 25. August 1941 im Rahmen der anglo-sowjetischen Invasion in den Iran ein. Ziele des Angriffs waren zum einen die Sicherung der Ölförderung der Anglo-Iranian Oil Company und zum anderen die Schaffung und Sicherung des Persischen Korridors, um die sowjetischen Truppen auch auf dem Weg durch den Indischen Ozean über den Iran mit britischem und US-amerikanischem Nachschub versorgen zu können.
Die Rote Armee hatte sich neu organisiert. Die Großbetriebe der Rüstungsproduktion wurden, unerreichbar für die deutsche Luftwaffe, an den Ural verlegt. Am 16. Dezember gab Hitler den Befehl zum Halten. Bis zum Ende des Jahres wurde die Wehrmacht jedoch weiter zurückgedrängt.
Hitlers „Weisung Nr. 41“ vom 5. April 1942 („Fall Blau“) legte für die Sommeroffensive fest, dass zunächst Stalingrad an der Wolga, danach der Kaukasusraum bis zur türkischen und iranischen Grenze erobert werden sollte, um die dortigen Erdölzentren in die Hand zu bekommen. Zunächst trat im Südabschnitt der Front die Rote Armee zum Gegenangriff an. In der Schlacht bei Charkow wurden im Mai 1942 die angreifenden sowjetischen Verbände vollständig eingeschlossen. Erneut gerieten fast 250.000 sowjetische Soldaten in Gefangenschaft. Von Mai bis Juli wurden mit der Schlacht um Sewastopol und dem Unternehmen Trappenjagd Gebiete auf der Krim erobert, die als Sprungbrett für eine Offensive bis zum Kaukasus dienen sollten. Dabei gerieten 150.000 Rotarmisten in Gefangenschaft. Weil im Juni 1942 Tobruk in Nordafrika fiel (→ Unternehmen Theseus), weckte die NS-Propaganda nach der Krise im Winter wieder große Hoffnungen auf einen baldigen Gesamtsieg.

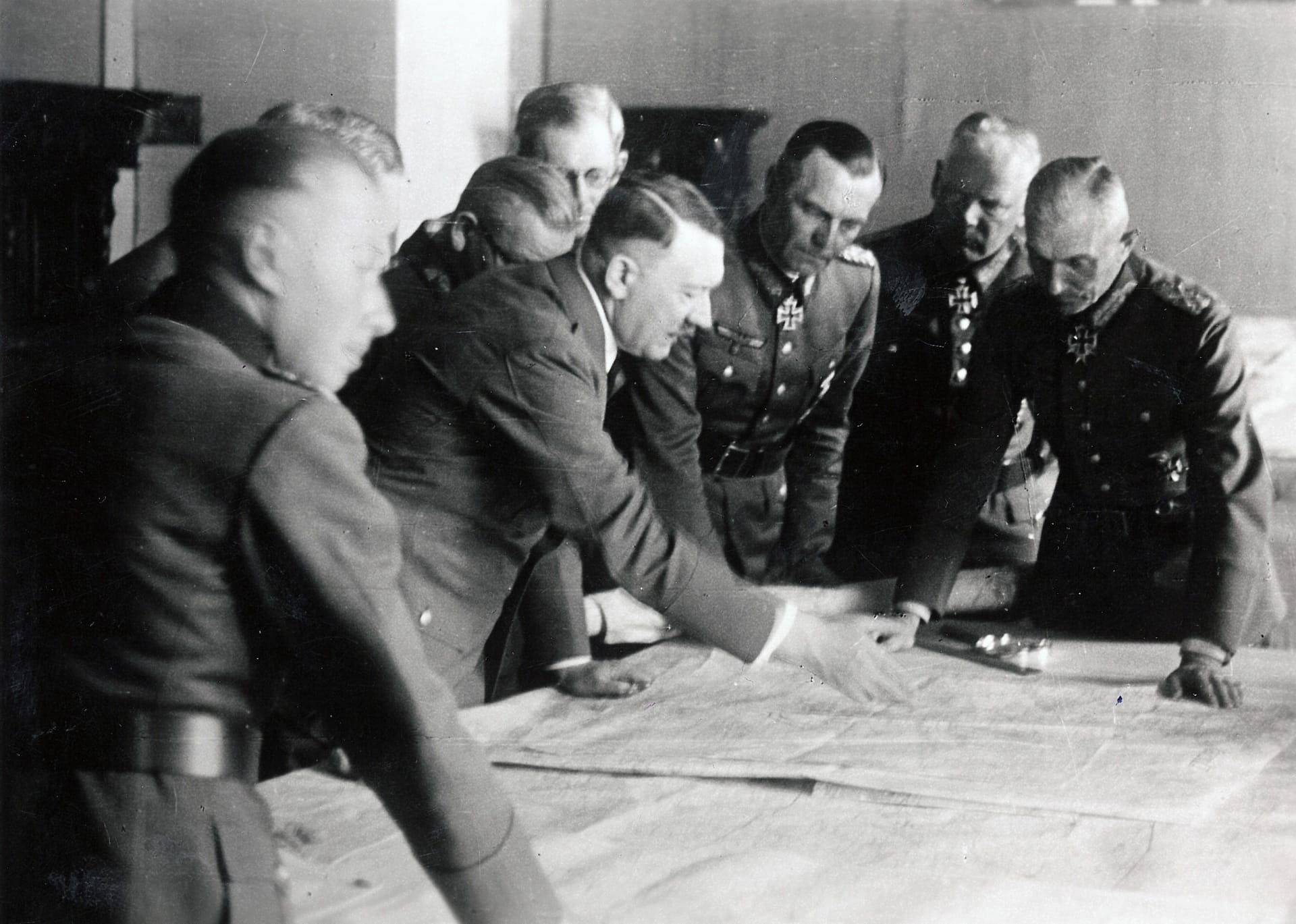
Lagebesprechung im Hauptquartier der Heeresgruppe Süd in Poltawa, 1. Juni 1942

Ende Juni 1942 begann die Sommeroffensive im Süden der Ostfront zwischen Kursk und Taganrog am Asowschen Meer, deren Bedeutung Hitler noch einmal am 1. Juni 1942 auf einer Oberbefehlshaber-Besprechung in Poltawa der Heeresgruppe Süd herausgestellt hatte: „Wenn ich das Öl von Maikop und Grosny nicht bekomme, dann muß ich diesen Krieg liquidieren.“ Stalin sah ähnliche Folgen für die Sowjetunion voraus, falls „unsere wichtigste Wasserstraße und bald auch unser Erdöl verloren gehen“. Am 3. Juli überschritten deutsche Kräfte den Don bei Woronesch. Zwanzig Tage später konnte Rostow am unteren Don erobert werden, doch blieb die Gefangenenzahl gering, da die Rote Armee – im Gegensatz zu 1941 – einen strategischen Rückzug hinter den Don, die Wolga bei Stalingrad und zum westlichen und mittleren Kaukasus einleitete. Am selben Tag, dem 23. Juli, wurde die „Weisung Nr. 41“ (s. o.) so abgeändert, dass statt des vorgesehenen Nacheinanders nunmehr zwei gleichzeitige Vorstöße ins Kaukasusgebiet und gegen Stalingrad vorgesehen waren. Im Unterschied zur Weisung vom April, bei der Halders Handschrift zu erkennen war, ging diese Weisung direkt auf eine Entscheidung Hitlers zurück. Der Generalstab hatte sie verhindern wollen. „Von da an war eine Niederlage voraussehbar.“ Hitler weigerte sich auch, realistische Schätzungen der sowjetischen Panzerproduktion zur Kenntnis zu nehmen, die tatsächlich mehr als das Vierfache der deutschen erreicht hatte.
| Bandar-e Schahpur |

| Teheran |

| Bandar Pahlawi |

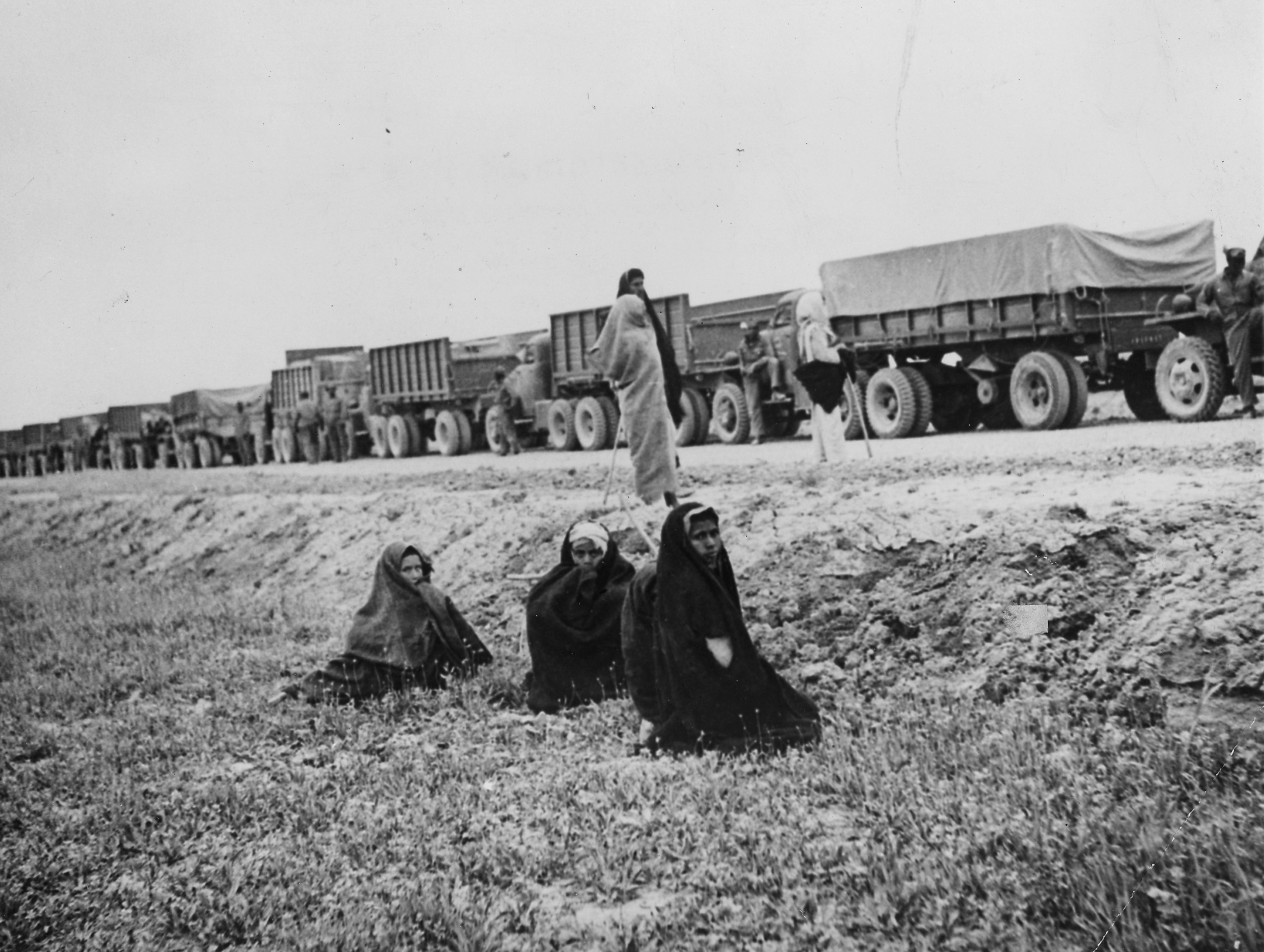
Frauen betrachten am „Persischen Korridor“ einen Nachschubkonvoi der Alliierten für die UdSSR, zwischen Teheran und Bandar Pahlawi, Juni 1943 (heutiger Name: Bandar Anzali)

Die Heeresgruppe Süd wurde in die Heeresgruppe A (→ Kaukasus) und Heeresgruppe B (→ Stalingrad) geteilt. Die schwächere Heeresgruppe B bekam den Auftrag, Stalingrad zu erobern und danach die Wolga hinunter bis Astrachan, 75 km nördlich vom Kaspischen Meer entfernt, vorzudringen, um so die Fortsetzung des sogenannten Persischen Korridors zu sperren. Die Heeresgruppe A sollte die Ostküste des Schwarzen Meeres besetzen, die Ölquellen von Maikop und Grosny im westlichen Kaukasus in Besitz nehmen und schließlich, weit südlich am Kaspischen Meer, Baku und dessen Ölquellen erobern. Diese Strategie lässt sich „nur als glatter Wahnsinn bezeichnen“. Tatsächlich wurde jedoch ein Großteil des Kaukasus in Besitz genommen und Gebirgsjäger hissten die Reichskriegsflagge auf dem höchsten Berg des Kaukasus, dem 5642 Meter hohen Elbrus. Zudem eroberte man das im Bergvorland des Kaukasus gelegene Maikop, dessen Ölanlagen von den Sowjets aber systematisch zerstört worden waren. Motorisierte Fernspähtrupps erreichten die Vororte von Astrachan am Kaspischen Meer. Fernaufklärer der Luftwaffe flogen über Teheran sowie entlang des Persischen Korridors und dokumentierten die Lage. In der Kalmückischen Steppe wurde die (bereits buddhistisch geprägte) Stadt Elista von der Wehrmacht besetzt. Das wichtige Erdölgebiet von Grosny, dessen Besitz Hitler als wesentlich für die Weiterführung des Krieges ansah, wurde aber nicht erreicht. Damit wurde schon Mitte August deutlich, dass das operative Ziel der Heeresgruppe A nicht erreicht werden würde; die Offensive musste Ende August 1942 eingestellt werden. Auch die Heeresgruppe B konnte ihr strategisches Ziel nicht erreichen, obwohl Hitler am 8. November 1942 im Münchener Löwenbräukeller noch von einem Erfolg gesprochen hatte: „Ich wollte zur Wolga kommen, und zwar an einer bestimmten Stelle, an einer bestimmten Stadt. […] Dort schneidet man nämlich 30 Millionen Tonnen Verkehr ab. […] Es kommt kein Schiff mehr die Wolga hoch. Das ist das Entscheidende.“ Zwar eroberte sie fast ganz Stalingrad, wurde dort aber Ende November 1942 von sowjetischen Truppen eingekesselt und musste am 31. Januar 1943 kapitulieren.

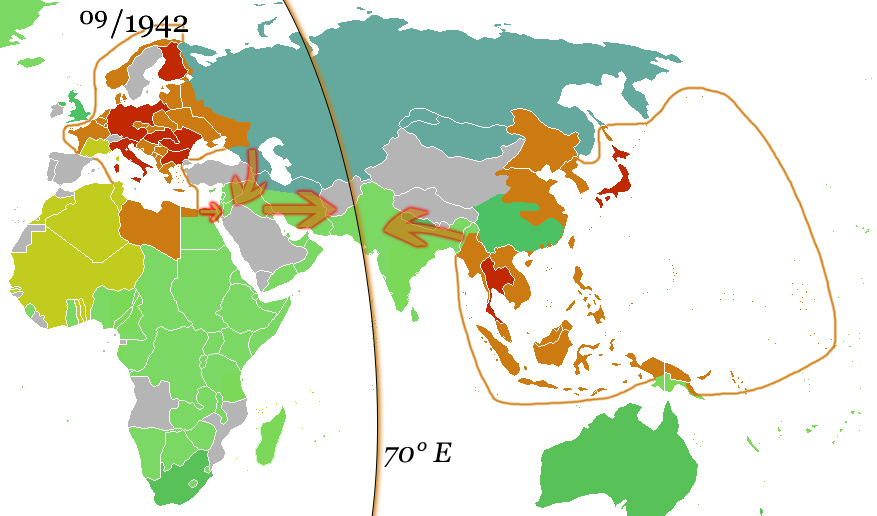
Einfluss- und Herrschaftsbereich der Achsenmächte im September 1942

Bei einem Gespräch mit Goebbels unter vier Augen im Führerhauptquartier Werwolf bei Winniza (Ukraine) am 19. August war Hitler dagegen noch übertrieben optimistisch gewesen: Man werde nach den Ölquellen von Maikop, Grosny und Baku Kleinasien erobern und danach den Iran, den Irak sowie Palästina, um derart die Briten von ihrer Ölversorgung abzuschneiden. Beim baldigen Angriff auf Stalingrad erwarte er die Eroberung der Stadt innerhalb von acht Tagen. Zur selben Zeit wuchs in der Sowjetunion die Enttäuschung über die ausbleibende Eröffnung einer „zweiten Front“ durch die Alliierten in Westeuropa. Gleichwohl trugen die auf der Basis des Leih- und Pachtgesetzes erfolgten Hilfslieferungen der Amerikaner wesentlich dazu bei, dass die Rote Armee die Kriegsführung durchhalten konnte. Dabei waren neben den gelieferten Militärgütern die Nahrungsmittel von Bedeutung. Bei den sowjetischen Soldaten hießen die Konservenbüchsen mit festem, rosa Pressfleisch „Zweite Front“. Mehr als die Hälfte der in die UdSSR gelieferten Güter waren, an Gewicht gemessen, Lebensmittel: „Sie reichten aus, um jeden sowjetischen Soldaten während des gesamten Krieges täglich mit schätzungsweise einem halben Pfund Nahrungskonzentrat zu versorgen.“
Die bisherigen Verluste (mehr als 1 Million Soldaten seit Beginn des Russlandfeldzuges), gigantische Überdehnung der Front, unzureichender eigener Nachschub bei gleichzeitigen massiven Nachschublieferungen für die Sowjetunion durch die USA sowie stetig wachsender sowjetischer Widerstand ließen indes den Vormarsch der Heeresgruppen A und B Anfang September 1942 zum Stillstand kommen. Deswegen kam es zu einer Führungskrise im deutschen Oberkommando, in deren Verlauf der Oberbefehlshaber der Heeresgruppe A, Feldmarschall Wilhelm List, und der Generalstabschef des Heeres, Generaloberst Halder, von Hitler entlassen wurden. Hitler übernahm selbst (bis zum 22. November 1942) den Oberbefehl der Heeresgruppe, Nachfolger Halders wurde General Kurt Zeitzler.
Am 4. Oktober 1942 besprachen die Vertreter des sowjetischen Oberkommandos, Georgi Schukow und Alexander Michailowitsch Wassilewski, mit den Befehlshabern der um Stalingrad eingesetzten Fronten (sowj. Armeen) die geplanten Umfassungsoperationen, durch die die 6. Armee im Raum zwischen Wolga und Don eingeschlossen und vernichtet werden sollte: Im November 1942 wurde durch die Operation Uranus die Verbindung zwischen Stalingrad und der deutschen Front westlich der Wolga unterbrochen. Die Operation Kolzo (russ.: Ring) vollendete die sowjetische Einschließung Stalingrads.

#### Kollaboration und militärische Zusammenarbeit mit NS-Deutschland
In den von Deutschland besetzten Ländern und Regionen arbeiteten viele Menschen (auch Gruppen, Institutionen, Behörden, militärische Verbände) mit den deutschen Besatzungsbehörden zusammen.
Die Kollaboration mit dem NS-Regime fand in allen besetzten, verbündeten und neutralen Ländern statt. Sie war ein transnationales Phänomen, das bis heute nur unzureichend erforscht ist. Die Zusammenarbeit zwischen Besatzern und Besetzten ist kein spezifisches Phänomen des Zweiten Weltkriegs. Während der gesamten Menschheitsgeschichte entwickelten sich verschiedene Formen der Koexistenz zwischen Vertretern herrschender Mächte und den von ihnen okkupierten Gesellschaften, die Jahrzehnte oder sogar Jahrhunderte lang andauerten.
In der Kollaborationsforschung wird oft zwischen neutraler, bedingungsloser, bedingter und taktischer Kollaboration unterschieden. Diese Klassifizierungen gehen auf den Historiker Werner Rings zurück. Ein „neutraler“ Kollaborateur arbeitete mit dem Feind zusammen, ohne sich mit dessen Ideologie zu identifizieren. Ein „bedingungsloser“ Kollaborateur ließ sich auf die Zusammenarbeit mit den Besatzern ein, weil er ähnliche politische Ansichten teilte. Die „bedingte“ Kollaboration setzte voraus, dass der Kollaborateur wenigstens einige politische Ansichten mit den Besatzern teilte und bereit war, ihnen bei der Umsetzung eines Teils ihrer Ziele zu helfen. Nach Rings handelte es sich hierbei um die verbreitetste Form der Kollaboration, die zu verschiedenen Arrangements zwischen den Besatzern und Besetzten geführt habe. „Bedingte“ Kollaborateure hätten Hitler nicht uneingeschränkt getraut und die Front gewechselt, wenn sich für sie eine günstige Gelegenheit ergeben habe. Die „taktischen“ Kollaborateure arbeiteten dagegen mit den Deutschen zusammen, um eigene Ziele zu realisieren, zu denen unter anderem die Rettung von Juden und Verfolgten (oder auch die Beraubung derselben) oder die Verbesserung der Lage der einheimischen Bevölkerung gehört hätten.
Diese Komplexität der Thematik hängt unter anderem damit zusammen, dass alle Personen, die mit den Besatzern zusammenarbeiteten, ein alltägliches Leben hatten. Nur ein kleiner Teil von ihnen wirkte im Widerstand. Widerstand galt während der deutschen Besatzung keineswegs als Gegensatz zur Kollaboration, sondern konnte mit ihr vereinbart werden.
Insbesondere die Kollaboration in Frankreich sowie in Osteuropa und in der Sowjetunion war sehr ausgeprägt. Die deutschen Truppen wurden beim Einmarsch im Baltikum, auf der Krim oder in der Ukraine oft unter Jubel begrüßt, da diese Regionen zuvor unter dem stalinistischen Terror besonders zu leiden hatten und sich nun mehr Freiheiten oder Unabhängigkeit erhofften. Auch in vielen anderen ländlichen Gebieten der Sowjetunion wurde die Wehrmacht anfangs begrüßt, da viele Bauern (Kulaken) im Rahmen der Zwangskollektivierung enteignet worden waren und Hunger litten. Zudem öffneten die Deutschen wieder die Kirchen, die zuvor von den Sowjets geschlossen worden waren. Allein im Nordwesten Russlands wurden 470 Kirchen wieder geöffnet; Priester, die zuvor von den Sowjets massiv verfolgt worden waren, wurden wieder eingesetzt und orthodoxe Messen wieder erlaubt.
Die militärische Kooperation mit NS-Deutschland war immens: Bereits in der ersten Phase von Hitlers Ostfeldzug machten die Verbündeten der Wehrmacht und die Freiwilligen aus allen Teilen Europas knapp eine Million Mann aus: 476.000 Finnen, 325.685 Rumänen, 41.000 Slowaken, 45.000 Ungarn und 43.000 ausländische Freiwillige standen neben drei Millionen deutschen Soldaten. Während die durchschnittliche Stärke der Wehrmacht in den folgenden Jahren auf rund 2,5 Millionen Mann sank, erhöhte sich der Einsatz von Ausländern um eine weitere Million. Dabei handelte es sich in der Masse um ehemalige Sowjetbürger, die sich bereitfanden, auf deutscher Seite gegen den Bolschewismus zu kämpfen. So gab es beispielsweise die Russische Befreiungsarmee, die Ukrainische Befreiungsarmee, die Ukrainische Aufständische Armee, die 1. Kosakendivision, das Kalmückische Kavalleriekorps sowie viele weitere Ostlegionen. Allein auf der Krim stellten sich etwa 20.000 Krimtataren, also etwa 7 Prozent der gesamten krimtatarischen Bevölkerung, der Wehrmacht zur Verfügung, praktisch alle wehrfähigen Männer.
Mittelfristig verspielten die deutschen Besatzer mit ihrem gnadenlosen Regime in Osteuropa aber oft die Sympathie derer, die ihre natürlichen Verbündeten gegen die Sowjets gewesen wären.
Nach dem Krieg wurden Kollaborateure wegen der Zusammenarbeit mit dem Feind oft gnadenlos verfolgt. So wurden in den ersten Jahren nach Kriegsende beispielsweise in Belgien insgesamt 70.000, in den Niederlanden 100.000 und in Frankreich 90.000 Personen verurteilt, in Polen waren es etwa 25.000, in Ungarn 27.000 und in der Tschechoslowakei 43.000 Personen. Viele wurden auch in Racheaktionen misshandelt oder getötet. In der Sowjetunion wurden ab 1944 hunderttausende (echter und angeblicher) Kollaborateure deportiert oder ermordet, oft wurden auch ganze Volksgruppen ihrer Heimat beraubt und zwangsweise nach Sibirien oder Zentralasien verbracht, so z. B. Kalmücken, Karatschaier, Wolgadeutsche, Krimtataren und weitere.

#### Widerstand und Partisanenkrieg
Mit dem Einmarsch deutscher Truppen wurde in besetzten Staaten Europas eine Umgestaltung entsprechend den nationalsozialistischen besatzungspolitischen, rassenideologischen und bevölkerungspolitischen Vorstellungen eingeleitet, die die Besatzer mit den Mitteln der Repression durchzusetzen versuchten. Sie betraf vor allem den politischen und militärisch-politischen Widerstand sowie die jüdische Minderheit, die im gesamten deutschen Machtbereich zum Objekt von Verfolgung und Vernichtung wurde.
Mit dem Generalplan Ost (siehe oben) entstand unter Heinrich Himmler, dem Reichskommissar für die Festigung deutschen Volkstums, ein umfassendes bevölkerungs- und siedlungspolitisches Konzept zur kolonialistischen „Germanisierung“ der besetzten und noch zu erobernden Ostgebiete. Besonders die Bevölkerungen Polens, Serbiens, der Ukraine, Weißrusslands und Russlands sollten „durchaus niedergehalten werden“. Aus der rücksichtslosen Ausplünderung dieser Gebiete ergab sich, dass Millionen der Hungertod drohte, was von den Planern hingenommen, wenn nicht begrüßt wurde. Nach der Entscheidung für den „Arbeitseinsatz“ als dem ökonomisch ergiebigeren Umgang mit der Bevölkerung vor allem der Sowjetunion wurden Millionen Zwangsarbeiter nach Deutschland verschleppt. Repression und Ausbeutung stießen bald auf Widerstand.
In den Niederlanden streikten zum Beispiel die Polizei und die Eisenbahner. In Frankreich kam es zu bewaffneten Angriffen. In den Balkanstaaten und in Osteuropa war der Widerstand besonders stark und verteilte sich oft auf verschiedene Gruppierungen. Jugoslawische Partisanen unter der Führung von Josip Broz Tito konnten einzelne zusammenhängende Gebiete befreien, und in Griechenland kontrollierten Partisanen der ELAS, EDES und EKKA die gebirgigen Landesteile. In der Sowjetunion bekämpften sowjet-kommunistische und anarchistische Gruppen die deutsche Besatzungsmacht. Der Partisanenkrieg in der Sowjetunion wurde von der Roten Armee vor Kriegsausbruch in Betracht gezogen; entsprechende Einheiten wurden aufgestellt, die nach der Eroberung eines Gebietes den Widerstand gegen die Besatzer im Hinterland der Front weiterführen sollten. Die Basis für das Vorgehen der Wehrmacht gegen die sowjetischen Partisanen schaffte der Kriegsgerichtsbarkeitserlass, der am 14. Mai 1941 vom Oberkommando der Wehrmacht erlassen wurde. Dieser forderte, Freischärler „durch die Truppe im Kampf oder auf der Flucht schonungslos zu erledigen“, auch „alle anderen Angriffe feindlicher Zivilpersonen […] auf der Stelle mit den äußersten Mitteln bis zur Vernichtung des Angreifers niederzumachen“. Der Kriegsgerichtsbarkeitserlass machte die bis dahin in den deutschen Vorschriften gegen Freischärler vorgesehenen kriegsgerichtlichen Verfahren weitgehend obsolet.

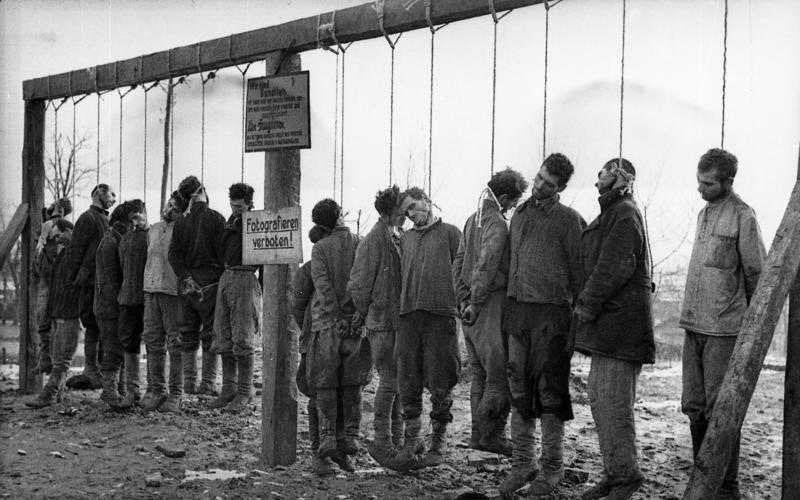
Hingerichtete Partisanen in der Sowjetunion, Januar 1943

Im Allgemeinen war die Bekämpfung der sich gegen die NS-Invasoren erhebenden Partisanen durch zahlreiche Verstöße gegen das Kriegsrecht gekennzeichnet. So nahm der Partisanenkrieg in Osteuropa seinen Anfang als systematischer Ausrottungskrieg. In der Sowjetunion kostete er etwa eine halbe Million Menschenleben und zählt zu den größten Verbrechen der Wehrmacht. In Griechenland (Kefalonia, Chortiatis), Frankreich (Oradour, Maillé) und Italien (Marzabotto, Caiazzo) kam es zu vereinzelten Massakern an feindlich gesinnter Zivilbevölkerung, der Unterstützung von Partisanen oder eigene Partisanentätigkeiten vorgeworfen wurden.
Die Partisanen selbst machten meistens keine Gefangenen oder zwangen sie zur Desertation.

#### Kriegseintritt der USA, Dezember 1941

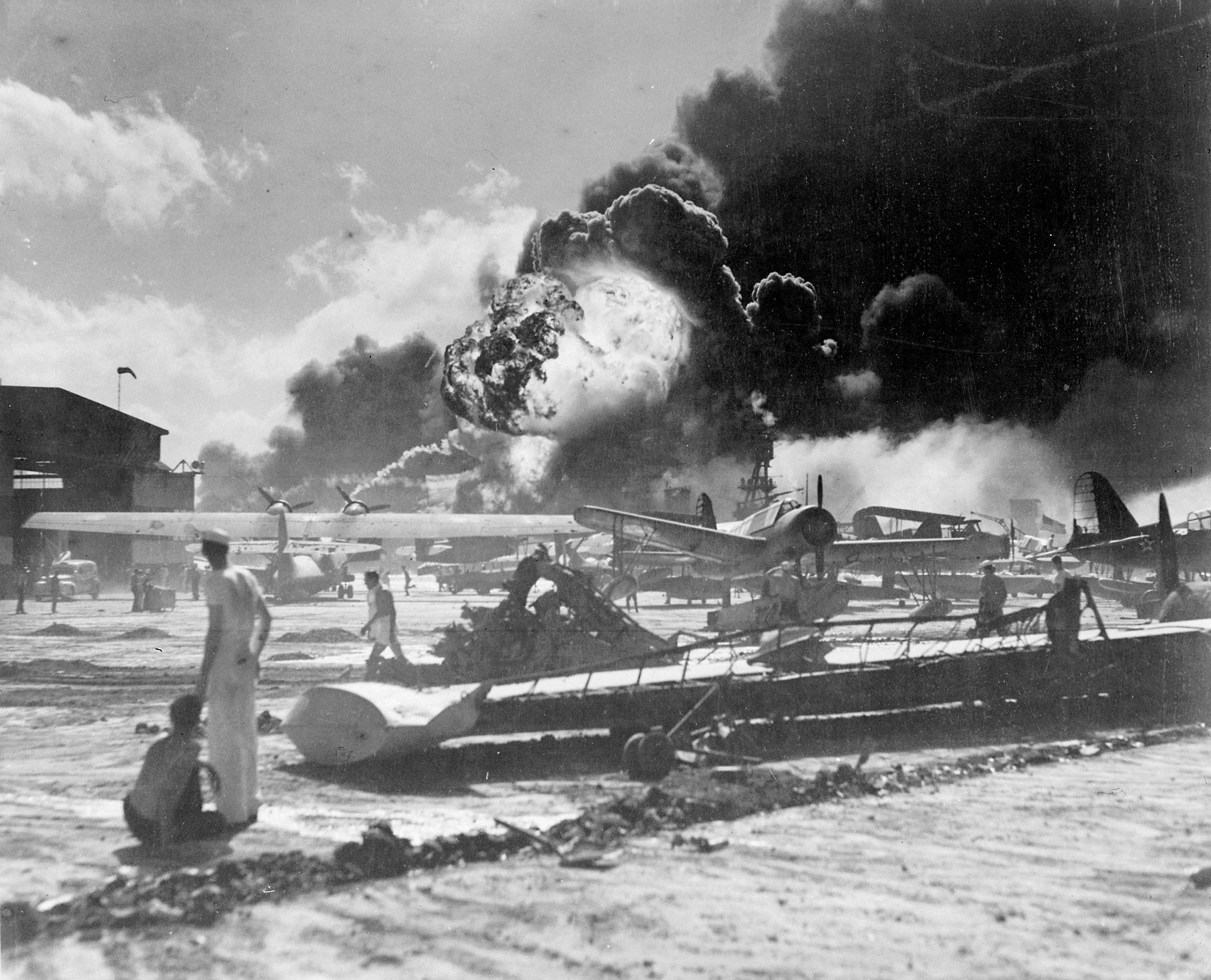
Zerstörte Flugzeuge nach dem Angriff auf Pearl Harbor, 7. Dezember 1941

Als Hitlers Armeen im Juni 1941 in die Sowjetunion einfielen, waren die Vereinigten Staaten weder militärisch, psychologisch noch politisch vorbereitet, in den Krieg einzutreten. Das Zerstörer-für-Stützpunkte-Abkommen und das Leih- und Pachtgesetz hatten die transatlantischen Beziehungen gefestigt. Präsident Roosevelt verfolgte einen vorsichtigen Kurs. Der Kriegseintritt der Vereinigten Staaten wurde schließlich durch feindliche Aggression unvermeidlich.
Japan nutzte den Ausbruch des Zweiten Weltkriegs in Europa zur Besetzung des nördlichen Teils von Französisch-Indochina, zwang Großbritannien zur Schließung der Burmastraße und schloss im September 1940 in Berlin den Dreimächtepakt mit Deutschland und Italien, der dazu dienen sollte, die USA von einem Kriegseintritt abzuhalten. Der Kongress der USA schuf mit dem Leih- und Pachtgesetz vom 11. März 1941 die legale Grundlage für die vorher bereits praktizierte Unterstützung Großbritanniens. Am 31. Juli 1941 froren die USA, Großbritannien und die Niederlande die finanziellen Mittel Japans ein, was praktisch einem Embargo gleichkam, sodass die Führung des japanischen Kaiserreichs in einem Krieg gegen die USA, Großbritannien und die Niederlande die einzige Möglichkeit sah, ihre imperialistischen Ambitionen in Südostasien abzusichern.
Nach dem Angriff Japans auf die US-Pazifikflotte in Pearl Harbor mit nachfolgender Kriegserklärung Japans an die USA und Großbritannien am 7. Dezember 1941 und den am 11. Dezember erfolgten Kriegserklärungen Deutschlands und Italiens befanden sich die USA im Kriegszustand mit den Achsenmächten. Trotz des japanischen Angriffs und unmittelbar nach der Beantragung der Kriegserklärung an Japan im Kongress erinnerte Roosevelt seine Berater daran, dass Deutschland das Hauptziel bleibe. Die militärische Weisung „Germany first“ wurde während der Arcadia-Konferenz (siehe oben) mit dem Entschluss, Deutschland als den gefährlichsten und von Großbritannien und der UdSSR einzigen direkt erreichbaren Gegner zuerst zu besiegen, bestätigt. Außerdem würde die Niederringung Deutschlands den Zusammenbruch Japans über kurz oder lang herbeiführen.
Nach Hitlers Kriegserklärung an die USA und dem Rückschlag vor Moskau wurde der Dezember 1941 zum Wendepunkt der Weltpolitik. Von nun an war Deutschland nicht mehr in der Lage, den Zweiten Weltkrieg eindeutig zu gewinnen. In dem vom Militärgeschichtlichen Forschungsamt herausgegebenen Serienwerk zum Zweiten Weltkrieg urteilt Horst Boog, dass „mit der durch Japan und das ‚Dritte Reich‘ vom 7. und 11. Dezember 1941 vollzogenen Einbeziehung der Vereinigten Staaten von Amerika in den Krieg sich dieser zum Weltkrieg ausgeweitet“ hatte. Von nun an habe die mächtigere Anti-Hitler-Koalition als Zusammenschluss der USA, Großbritanniens und der Sowjetunion (SU) den von Deutschland geführten Dreimächtepaktstaaten gegenübergestanden.

#### Kriegsschauplatz Nordafrika, 1940 bis 1943

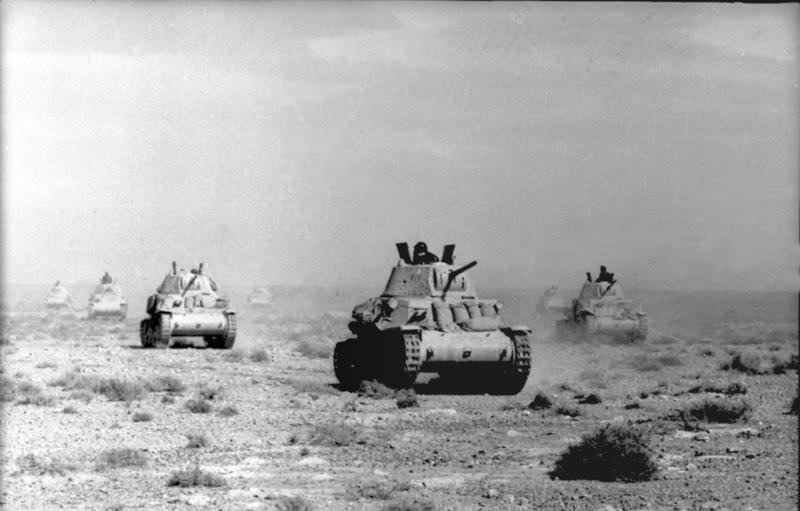
Italienische Panzer M13/40 in Nordafrika, etwa 70 km südlich von Tobruk, Mai 1941

Ähnlich wie auf dem europäischen Kriegsschauplatz mussten die Italiener in Nordafrika schwere Rückschläge gegen die Briten hinnehmen. Die italienische Offensive gegen Ägypten im September 1940 kam bereits nach 100 Kilometern infolge der Zerstörung der Nachschubbasen in Libyen und Ägypten zum Erliegen. In der folgenden britischen Gegenoffensive gerieten gegen Ende des Jahres 1940 130.000 Italiener in britische Gefangenschaft.
Der deutsche Generalleutnant Erwin Rommel bekam deshalb im Februar 1941 den Auftrag, mit zwei Infanteriedivisionen und einer Panzerdivision des neu aufgestellten Deutschen Afrikakorps den erfolglosen Bündnispartner bei dessen Verteidigung zu unterstützen. Er hielt eine defensive Haltung für unangebracht, stattdessen wollte er angreifen. Am 31. März befahl er den Vormarsch. Schon am 10. April standen deutsche Panzer vor der ostlibyschen Hafenstadt und Festung Tobruk, die kurz zuvor noch von den Italienern ausgebaut und beinahe kampflos geräumt worden war. Nach drei erfolglosen Angriffen musste Rommel vorerst die Eroberung Tobruks zurückstellen. Auch weitere Vorstöße konnten auf Grund von Versorgungsengpässen nicht durchgeführt werden, sodass beide Seiten zu einem Stellungskrieg übergingen. Im November 1941 griffen die Briten wieder an, wobei es der Besatzung der Stadt endlich gelang, den Belagerungsring zu sprengen. Am 7. Dezember zog sich das Afrikakorps zur Gazala-Linie (60 km weiter westlich) zurück. Nachdem Tobruk einer Eroberung durch das Afrikakorps zweimal widerstanden hatte, griff Rommel erst im Mai des nächsten Jahres wieder an (s. Unternehmen Theseus).

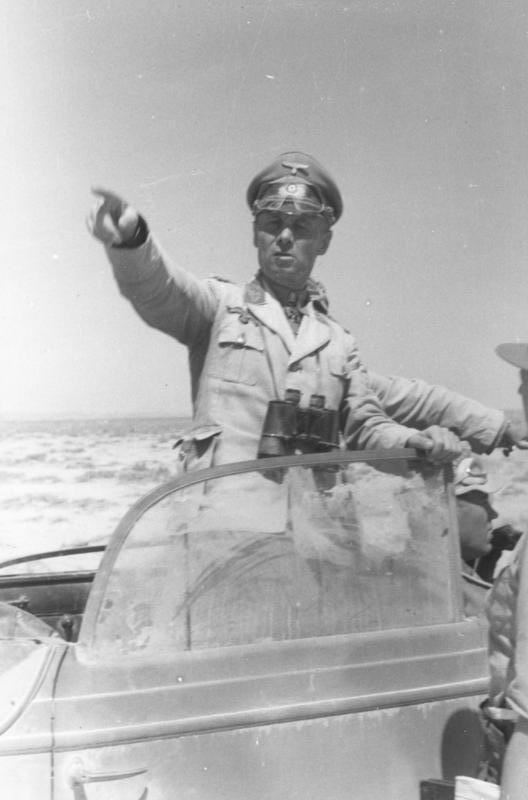
Erwin Rommel, etwa 100 km westlich der Grenze zu Ägypten, 16. Juni 1942

Nach schweren Panzergefechten gelang es den Achsenmächten, am 10. Juni 1942 Bir Hacheim einzunehmen. Danach wurden Stadt und Festung Tobruk am 20. Juni besetzt, wofür Rommel als jüngster Offizier der Wehrmacht die Beförderung zum Generalfeldmarschall erhielt. Die deutschen und italienischen Erfolge wurden durch die Verlegung großer Teile der britischen Mittelmeerflotte in den Indischen Ozean für den Krieg gegen Japan begünstigt. Ziele des weiteren Vormarsches durch die Libysche Wüste waren Alexandria und der Suezkanal. Kurz vor der ägyptischen Bahnstation von El-Alamein hatten die Briten einen 7 Kilometer breiten Verteidigungsgürtel zwischen Mittelmeer und Qattara-Senke aufgebaut, in dem bei der ersten Schlacht von El-Alamein die Offensive der Achsenmächte steckenblieb (Juli 1942). Am 23. Oktober 1942 befahl der neue britische Befehlshaber Bernard Montgomery den Gegenangriff zur zweiten Schlacht von El-Alamein. Das zahlenmäßig unterlegene Afrikakorps musste den Rückzug antreten.

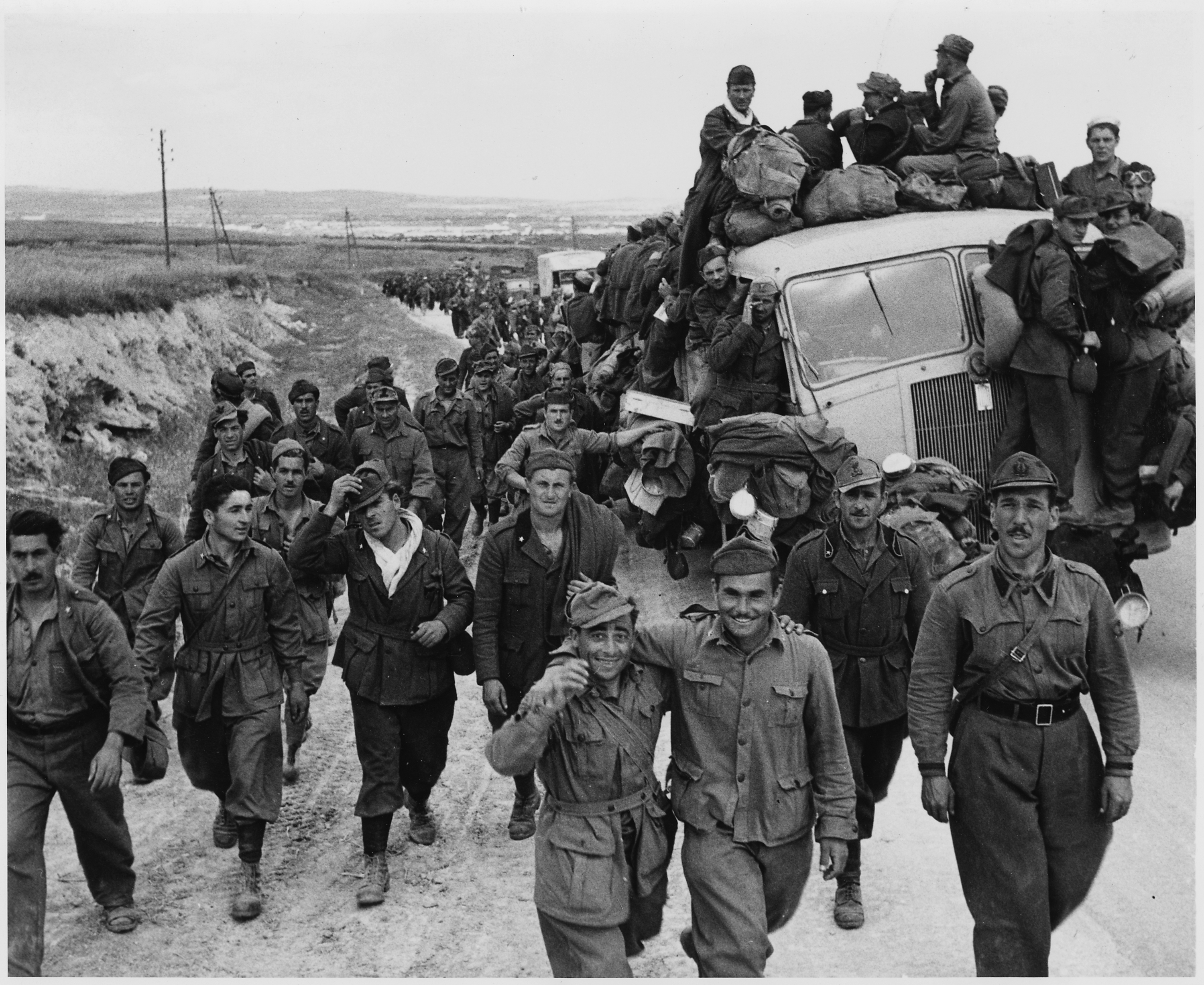
Italienische Soldaten nördlich der Mareth-Linie auf dem Marsch in die Kriegsgefangenschaft, März 1943

Die Lage der deutschen und italienischen Truppen in Nordafrika wurde aussichtslos, nachdem am 8. November 1942 in der Operation Torch alliierte Truppen in Casablanca und Algier gelandet und somit die Truppen der Achsenmächte in Nordafrika von zwei Seiten in die Zange genommen waren. Am 13. November fiel Tobruk wieder in britische Hand, am 23. Januar 1943 Tripolis.
Deutsche und italienische Truppen waren bereits im November 1942 in das französische Protektorat Tunesien eingerückt, um die in Marokko und Algerien angelandeten Briten und US-Amerikaner aufzuhalten. Im Februar 1943 konnte Rommel den US-Amerikanern in der Schlacht am Kasserinpass nahe der tunesisch-algerischen Grenze noch eine schwere Niederlage zufügen, deren weiteres Vordringen dennoch nicht aufhalten. Im März und April wurden die Truppen der Achsenmächte im Tunesienfeldzug eingekesselt. Lediglich an der Mareth-Linie in Südtunesien wurde noch erbitterter Widerstand geleistet. Am 12. Mai 1943 – Rommel war inzwischen aus Nordafrika abberufen worden – kapitulierte dessen Nachfolger, General Hans-Jürgen von Arnim, in Hammamet auf der Halbinsel Kap Bon. Am 13. Mai ergab sich auch die italienische 1. Armee. Etwa 100.000 deutsche und 150.000 italienische Soldaten gerieten in Gefangenschaft. Die deutsche Bevölkerung reagierte entsetzt auf die hohen deutschen Verluste in Nordafrika, die als endgültige Kriegswende gedeutet wurden. Hinter vorgehaltener Hand wurde von einem „zweiten Stalingrad“ oder von „Tunisgrad“ gesprochen. Auch die Gesamtbilanz des Krieges in Nordafrika wies eindeutige Sieger aus: US-Amerikaner, Briten und Franzosen hatten insgesamt etwa 220.000 Mann an Gefallenen, Verwundeten und Vermissten einschließlich Gefangenen zu beklagen. Bei Deutschen und Italienern summierten sich die Verluste auf 620.000 Mann.

#### Italien, 1943 und 1944
Nach dem Erfolg in Tunesien entschieden sich Großbritannien und die USA zunächst für eine Landung auf Sizilien, um dadurch den Seeweg zwischen Ägypten und Gibraltar zu öffnen – was zu einer Verkürzung der bisherigen Schifffahrtsrouten um Afrika herum führen würde. Die sowjetische Führung hätte bevorzugt, wenn Briten und Amerikaner die zweite Front in Frankreich eröffnet hätten, weil sie sich davon eine stärkere Entlastung für die eigene Front erhoffte. Churchill lehnte ab, weil es für eine Invasion im Westen im Jahre 1943 aus seiner Sicht noch zu früh sei. Aber auch nach einer Landung im Süden Europas wäre dem Deutschen Reich eine Verstärkung der Ostfront im Sommer 1943 nicht mehr möglich gewesen. Am 10. Juli 1943 landeten Amerikaner und Briten unter dem Oberbefehl Dwight D. Eisenhowers im Südosten Siziliens (Operation Husky). Daraufhin brach Hitler am 13. Juli den Angriff auf Kursk (Unternehmen Zitadelle) ab und verlegte am 17. Juli gegen den Willen Mansteins das II. SS-Panzerkorps aus Russland nach Italien. So zeigte die Landung auf Sizilien Wirkung, wenn sie auch nicht die von Stalin gewünschte zweite Front war. Der Große Faschistische Rat beschloss auf einer Sitzung am 24. Juli 1943 mit 28:19 Stimmen die Rückkehr Italiens zu verfassungsmäßigen Zuständen. Die Mehrheit versprach sich davon bessere Bedingungen der Alliierten im Falle einer Kapitulation Italiens. Am folgenden Tag ließ König Viktor Emanuel III., in Absprache mit Dino Grandi und dessen Verbündeten, Mussolini nach einem Besuch im Königspalast von Carabinieri verhaften. Als neuer Ministerpräsident wurde Pietro Badoglio ernannt. Im Unternehmen Lehrgang verließen am 17. August 39.000 deutsche und 62.000 italienische Soldaten Sizilien und setzten über die Straße von Messina auf das italienische Festland über.

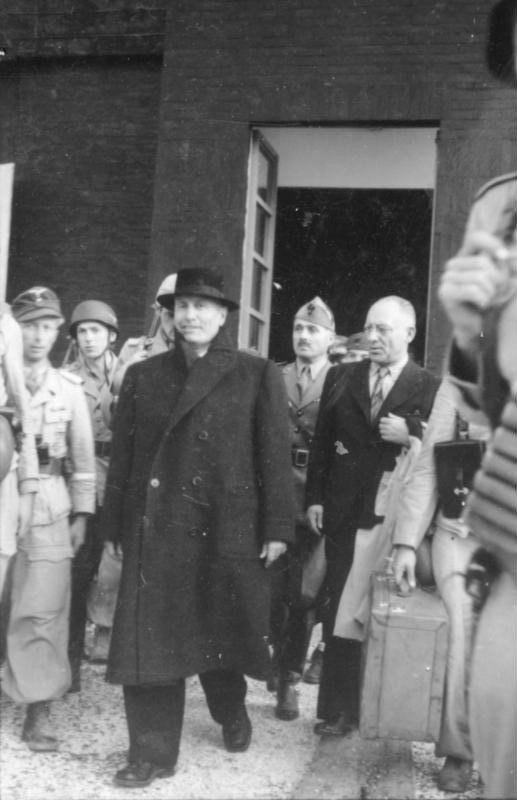
Mussolini verlässt das Hotel Campo Imperatore, 12. September 1943

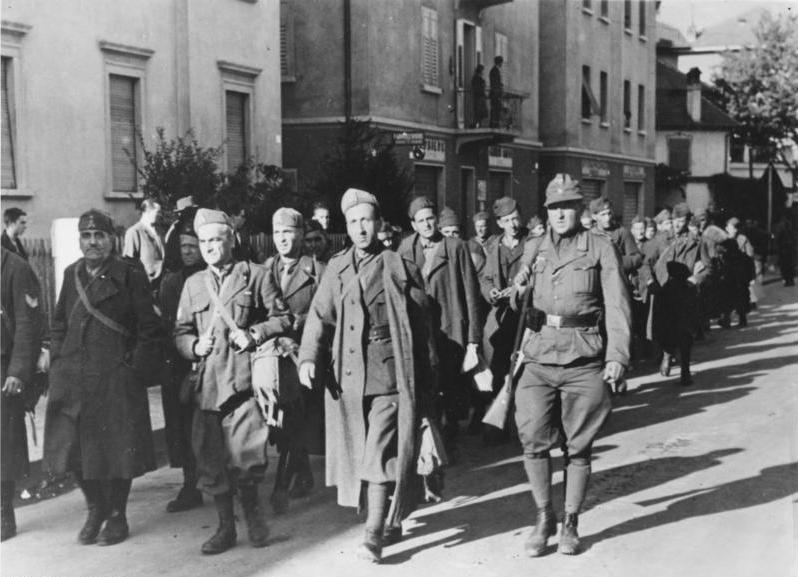
Von deutschen Soldaten bewachte und entwaffnete italienische Soldaten in Bozen, September 1943

Dort landeten am 3. September bei Reggio Calabria zwei britische Divisionen gegen nur geringen Widerstand der Verteidiger. Am selben Tag schloss die neue italienische Regierung mit den Alliierten den Waffenstillstand von Cassibile, der fünf Tage später von Eisenhower über „Radio Algier“ bekanntgegeben wurde. Daraufhin wurde der Fall Achse ausgelöst, in dem 20 deutsche Divisionen die Hälfte des italienischen Heeres entwaffneten und internierten. Am 12. September gelang es 72 deutschen Fallschirmjägern in einer Kommandoaktion, Mussolini aus seiner Gefangenschaft im Hotel Campo Imperatore zu befreien. Er proklamierte die Repubblica Sociale Italiana, die er von der kleinen Stadt Salò am Gardasee aus führte, und ließ den Kampf gegen die Alliierten an deutscher Seite fortsetzen. Den Begriff „faschistisch“ hielt er inzwischen für so wenig werbewirksam, dass er im Staatsnamen auf ihn verzichtete. Als sich die auf der griechischen Insel Kefalonia stationierten italienischen Soldaten ihrer Entwaffnung widersetzten, wurden zwischen dem 18. und dem 23. September etwa 5000 Italiener gefangen genommen und von deutschen Gebirgsjägertruppen erschossen. Am 13. Oktober erklärte die Badoglio-Regierung dem Deutschen Reich den Krieg. An der Seite der offiziellen italienischen Verbände operierte eine Partisanenarmee von 256.000 Frauen und Männern.

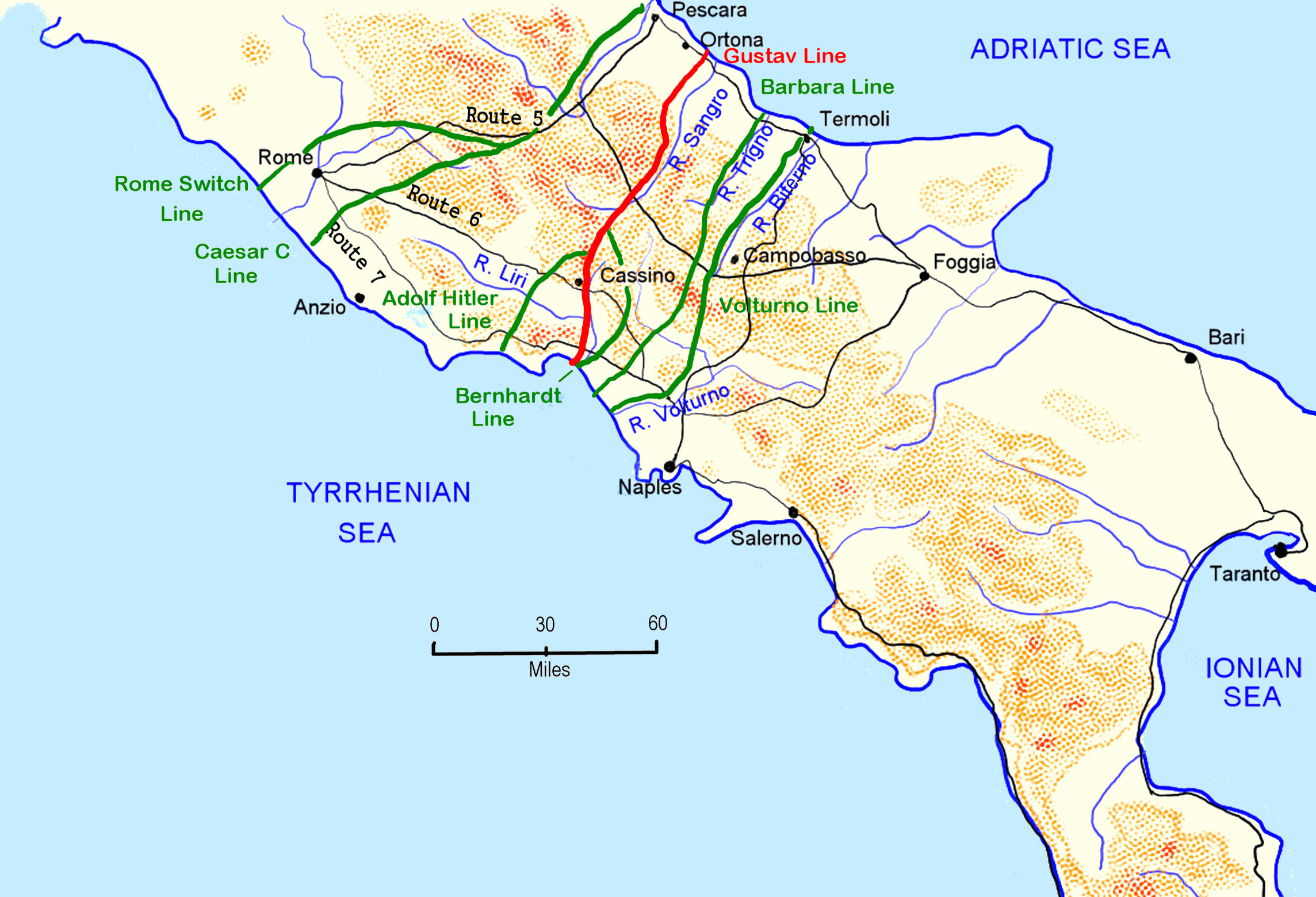
Deutsche Verteidigungslinien in Unteritalien, Sept. 1943 – März 1944

Der Vormarsch der Alliierten in Süditalien erfolgte nur sehr langsam. Deutsche Soldaten verteidigten ihre Stellungen bis zum Äußersten, während im Hinterland schon die nächsten Verteidigungsstellungen ausgehoben wurden. An der Gustav-Linie zwischen Ortona an der Adria und dem Golf von Gaeta am Tyrrhenischen Meer blieben im Winter 1943/44 die alliierten Angriffe erfolglos. Auch eine US-amerikanische Landung (Ende Januar 1944), nördlich im Rücken der Gustav-Linie, führte nicht zum Ziel. Zusätzliche deutsche Divisionen wurden nach Italien verlegt.
Am 15. Februar 1944 wurde während der Schlacht um Monte Cassino das benediktinische Bergkloster, das eine strategische Lage in der Gustav-Linie hatte, von den Alliierten aus der Luft bombardiert und zwei Tage später durch Artilleriebeschuss völlig zerstört, obwohl sich die deutschen Truppen sehr weit vor dem Klostergelände verschanzt hatten. In Erwartung eines alliierten Bombenangriffs waren von der Wehrmacht zuvor viele Kunstschätze aus dem Kloster in den Vatikan in Sicherheit verbracht worden. Kurz danach griffen etwa 200.000 alliierte Soldaten aus 36 Nationen die deutschen Verteidigungslinien an. Drei Monate später, am 18. Mai, eroberten alliierte Truppen das Gebiet um Monte Cassino.
Nachdem dieses Hindernis überwunden war, vereinten die Alliierten am 25. Mai ihre beiden Fronten nördlich und südlich der Gustav-Linie und begannen, weiter nach Norden vorzurücken. Generalfeldmarschall Albert Kesselring, Oberbefehlshaber der Heeresverbände in Italien, ließ Rom zur offenen Stadt erklären. Am 4. Juni besetzten daraufhin alliierte Truppen kampflos die Stadt. Die Hoffnung der Alliierten, die Wehrmacht danach bis in die Alpen zurückdrängen zu können, wurde an der Verteidigungslinie im nördlichen Apennin zwischen La Spezia am Mittelmeer und Rimini an der Adria vorerst zerschlagen, sodass 1944 der Krieg in Italien „noch längst nicht zu Ende war, aber am Ausgang dieses Kampfes konnte es im Frühsommer 1944 keine ernsthaften Zweifel mehr geben.“
Seit dem 2. Juli 1944 beteiligten sich auch brasilianische Truppen nach deren Landung in Neapel an der Campanha da Italia, in deren Verlauf sie bis Susa (Piemont) in Norditalien am 2. Mai 1945 gelangten. Von den etwa 25.000 brasilianischen Soldaten fielen 463, bis 1960 auf dem Militärfriedhof in Pistoia bestattet, danach in einem Mausoleum in Rio de Janeiro. Anlass für die Beteiligung Brasiliens am Zweiten Weltkrieg waren die Versenkungen von 13 brasilianischen Frachtern und fünf Handelsschiffen im Südatlantik durch deutsche U-Boote im Jahre 1942, durch die 607 Brasilianer ums Leben kamen.

#### Von Stalingrad bis Leningrad, Oktober 1942 bis März 1944

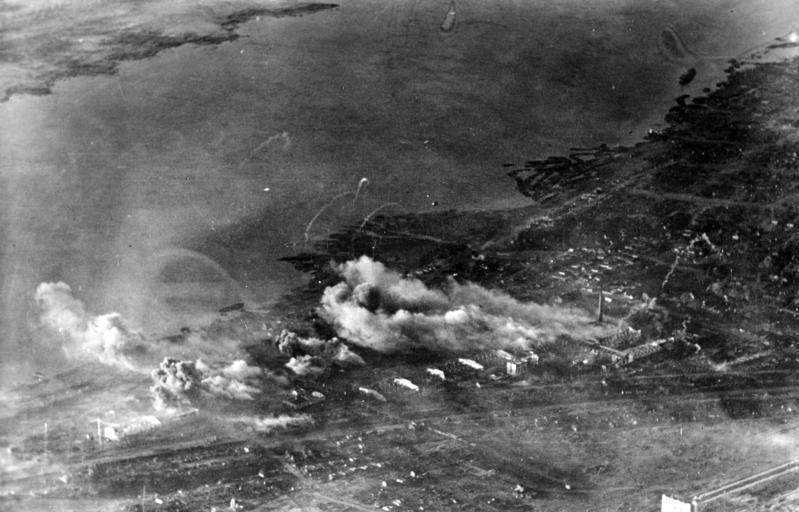
Deutscher Luftangriff auf Stalingrad, 2. Oktober 1942

Trotz der angespannten Kräfte- und Nachschubsituation hatte Hitler am 23. Juli 1942 in Abänderung des ursprünglichen Plans „Fall Blau“ und gegen erhebliche Bedenken von Heeresgeneralen neben der südlichen Offensive in Richtung des Kaukasusgebietes eine gleichzeitige Offensive gegen Stalingrad befohlen. Die Heeresgruppe Süd wurde deswegen in die Heeresgruppe A (→ Kaukasus) und Heeresgruppe B (→ Stalingrad) aufgeteilt. Ursprünglich sollte zuerst Stalingrad als Verkehrsknotenpunkt und danach das Kaukasusgebiet mit seinen Ölquellen erobert werden. Aus dem Nacheinander wurde die Gleichzeitigkeit zweier Offensiven mit gefährlich überdehnten Flanken. Im Zuge des Angriffs auf Stalingrad erreichte eine deutsche Panzerabteilung am Abend des 23. August 1942 die Wolga; am selben Tag bombardierten etwa 600 Maschinen der Luftwaffe Stalingrad, und die ersten Einheiten der 6. Armee konnten in die Außenbezirke der Stadt eindringen. In der Schlacht von Stalingrad kamen die Angreifer in erbitterten Einzelkämpfen um Häuser und Straßen nur unter hohen Opfern voran. Schließlich beherrschte die 6. Armee etwa 90 Prozent der in einen Trümmerhaufen verwandelten Stadt, die vollständige Inbesitznahme misslang jedoch.

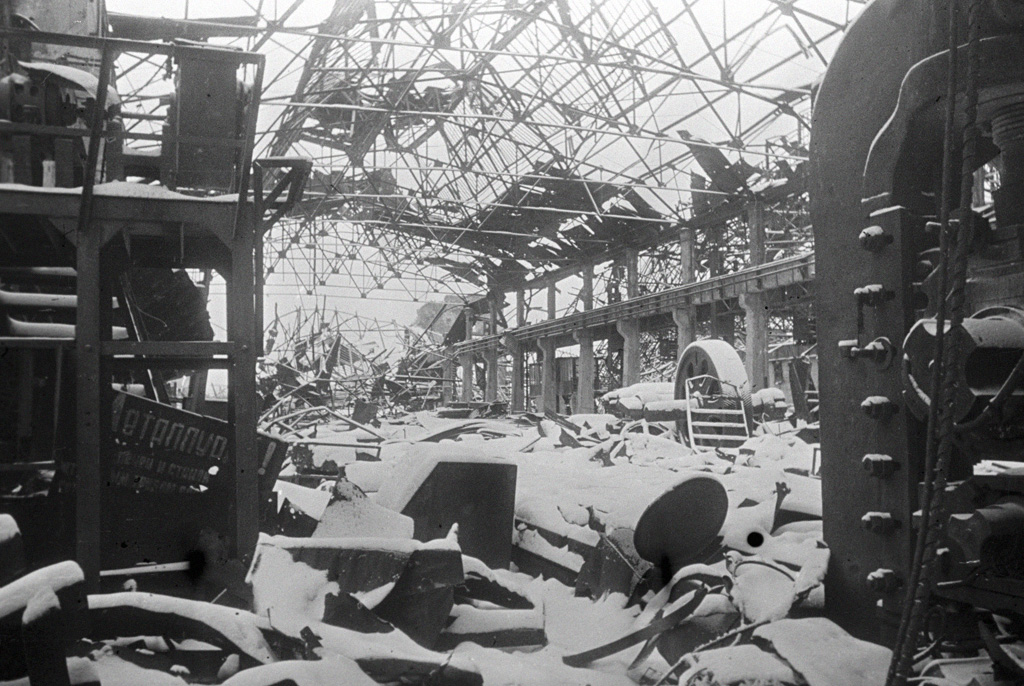
Stalingrad: Ruine einer Werkhalle des Stahlwerks „Roter Oktober“, 21. Januar 1943

Einen schmalen, westlichen Uferstreifen der Wolga, an dem ständig neue Truppen vom Ostufer der Wolga angelandet wurden, konnten die sowjetischen Verteidiger trotz hoher Verluste halten, darunter das Getreidesilo und das Stahlwerk „Roter Oktober“. Das Westufer der Wolga in Stalingrad markierte den (vermeintlich) östlichsten Punkt des deutschen Vormarsches an der Ostfront (→ ). Daran erinnert heute die monumentale Mutter-Heimat-Statue. Noch weiter östlich rückten deutsche Truppen jedoch im Bereich des Kaspischen Meers, in Dagestan und in Kalmückien vor.

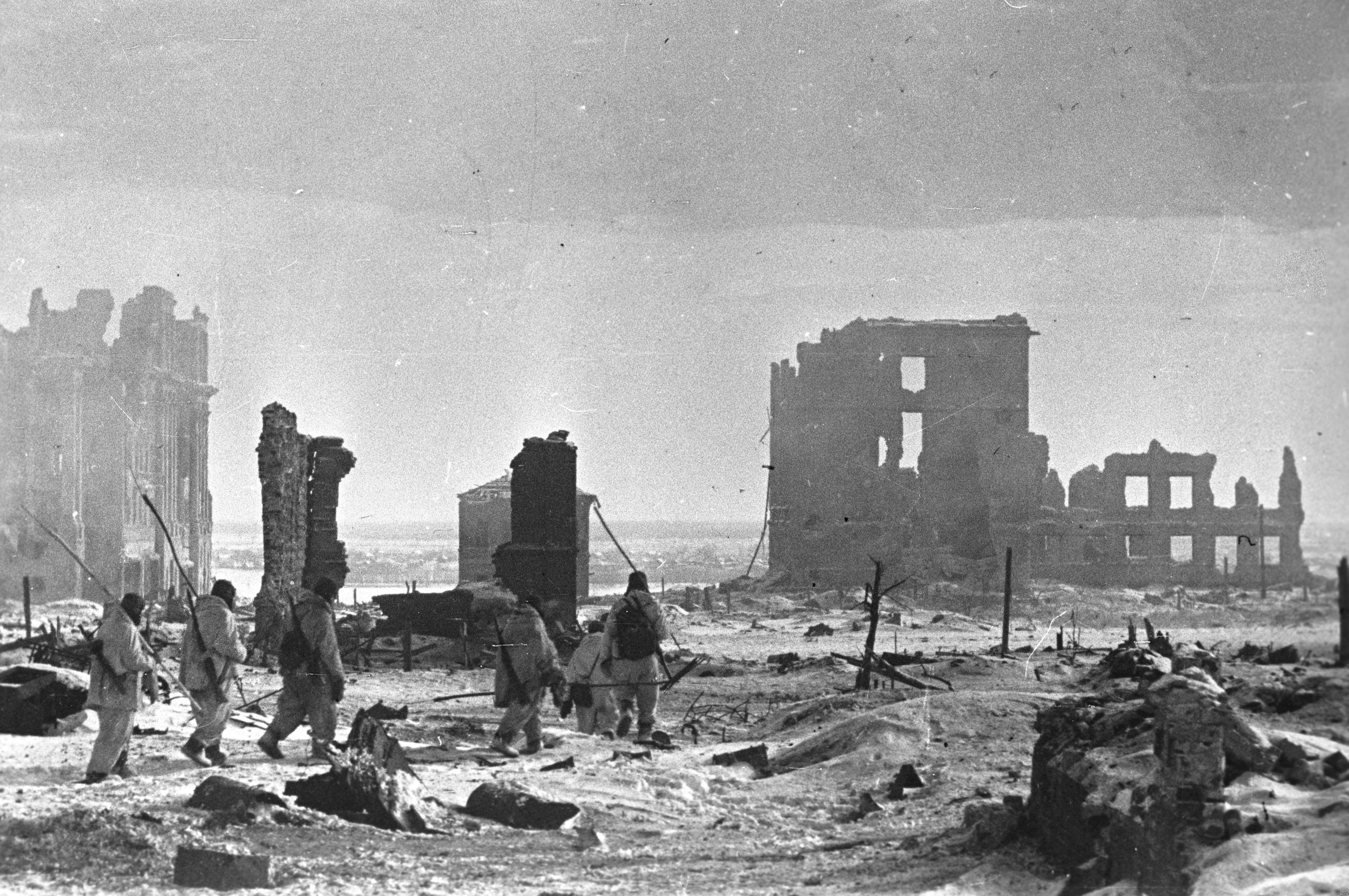
Stadtzentrum nach dem Ende der Schlacht von Stalingrad, 2. Februar 1943

Am 19. November begann die Großoffensive Operation Uranus der Roten Armee gegen die rumänischen und deutschen Linien weit nordwestlich und südlich von Stalingrad mit einer riesigen Umzingelungsbewegung. Wenige Tage später vereinigten sich die sowjetischen Panzerspitzen bei Kalatsch am Don. Damit war die 6. Armee weiträumig eingekesselt. Die von Göring versprochene Versorgung aus der Luft war nicht ausreichend, und die deutschen Verbände waren ziemlich unbeweglich. Ein Entsatzangriff der 4. Panzerarmee, das Unternehmen Wintergewitter, führte zwar bis auf 48 Kilometer an den Belagerungsring heran, musste aber am 23. Dezember abgebrochen werden. Generaloberst Paulus schätzte einen Ausbruchsversuch wegen mangelnder Treibstoffreserven als unmöglich ein, fühlte sich an den Haltebefehl Hitlers gebunden und gab weder einen Befehl zum Ausbruch aus dem Kessel noch wollte er kapitulieren. Am 10. Januar 1943 eröffneten daraufhin sieben sowjetische Armeen den Angriff auf die Stadt. Bis zum 23. Januar eroberten sie die Flugplätze Pitomnik und Gumrak. Am 24. Januar gelang es ihnen, den Kessel in eine nördliche und eine südliche Hälfte zu spalten. Am 25. Januar verließ die letzte JU 52 den Behelfsflugplatz Stalingradski. Am 31. Januar ging Paulus, zwischenzeitlich zum Generalfeldmarschall befördert, angesichts der aussichtslosen Lage in sowjetische Gefangenschaft, ohne eine Gesamtkapitulation der 6. Armee auszusprechen. Es folgten ungeregelte Teilkapitulationen von Einheiten des Südkessels; der Nordkessel kämpfte noch bis zum 2. Februar weiter. Die sowjetischen Verluste betrugen 500.000 Tote, die deutsche Armee und ihre Verbündeten verloren – Tote und Gefangene zusammengerechnet – ebenfalls eine halbe Million Mann. Als die BBC die Gefangennahme von 91.000 deutschen Soldaten meldete, verbreitete sich in Deutschland die Erkenntnis, dass Goebbels die Bevölkerung angelogen hatte, als er im Rundfunk verkündete, die gesamte 6. Armee sei kämpfend untergegangen. Der Schock dieser Niederlage war unbeschreiblich. Vermutlich 110.000 deutsche Soldaten gerieten in Kriegsgefangenschaft, von denen 1955 nur etwa 5.000 zurückkehrten, unter ihnen Generalfeldmarschall Paulus, sein Stabschef und die meisten anderen hohen Offiziere.
Die Schlacht von Stalingrad war, nach der Niederlage gegen die Briten in der zweiten Schlacht von El Alamein Anfang November 1942, die zweite, noch größere Katastrophe der deutschen Wehrmacht. Sie war der psychologische Wendepunkt des Zweiten Weltkrieges. Von nun an ging es an allen Fronten unaufhaltsam zurück, und die Zweifel der Deutschen am „Endsieg“ nahmen massiv zu, ungeachtet der Sportpalastrede von Goebbels am 18. Februar 1943 mit dem Aufruf zum „totalen Krieg“ und der frenetischen Zustimmung ihrer ausgewählten Zuhörer. So kommt Heinz Boberach, nach dem Krieg Herausgeber der Meldungen aus dem Reich, zu dem Befund, dass mit der Niederlage von Stalingrad 1943 ein Stimmungsumschwung begonnen habe, der durch die Kapitulation der deutschen Truppen in Nordafrika (im Mai 1943) und die Steigerung der Luftangriffe auf das Reich noch verstärkt worden sei.
Am 16. Februar wurde die Stadt Charkow von Truppen der Wehrmacht und Waffen-SS unter dem Befehl von SS-Obergruppenführer Paul Hausser gegen den Befehl Hitlers aufgegeben, um einer drohenden Einkesselung zu entgehen. Fünf Tage danach begann eine deutsche Gegenoffensive. Bis zum 14. März wurde das Gebiet bis zum mittleren Donezk einschließlich Charkows zurückerobert. Dabei wurden erhebliche Geländegewinne erzielt, dem Gegner hohe Verluste beigebracht und wieder eine geschlossene Front hergestellt. Ein im Frühjahr 1943 potentiell bevorstehender Zusammenbruch der Ostfront wurde so verhindert. Eine weitere Offensive im Juli 1943, die Unternehmen Zitadelle, sollte große Teile der Roten Armee im Frontbogen bei Kursk einkesseln und schwankende Verbündete nach der Niederlage bei Stalingrad von Deutschlands Stärke überzeugen.

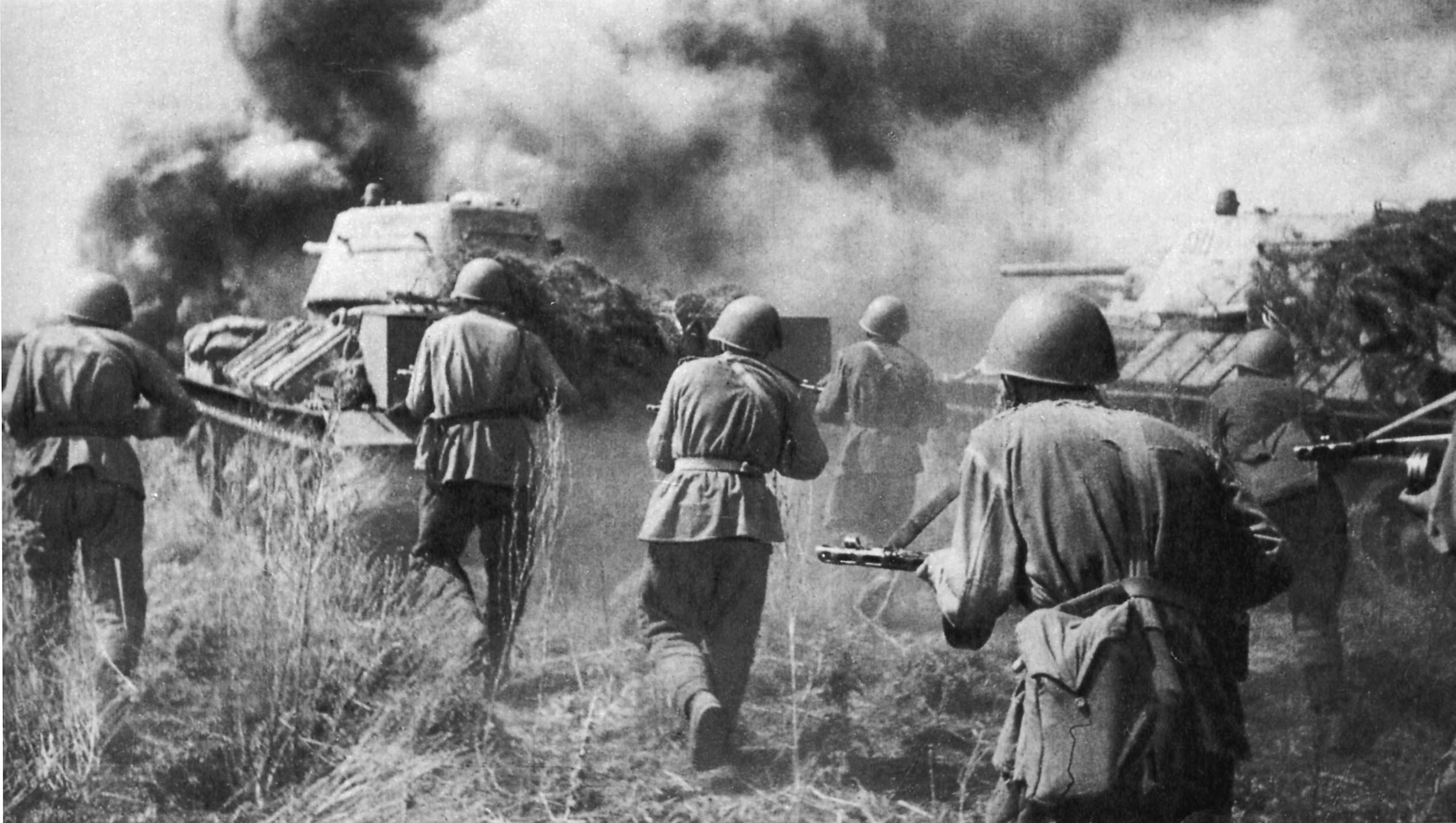
Soldaten der Roten Armee während einer Gegenoffensive in der Schlacht bei Kursk, Juli 1943

Das Unternehmen gipfelte in der größten Panzerschlacht der Geschichte. Der monatelang vorbereitete Angriff war von der Roten Armee aufgrund von Spionage und nachrichtendienstlichen Erkenntnissen bereits erwartet worden, und man hatte sich durch tiefe Verteidigungsstellungen vorbereitet. Der massive deutsche Angriff blieb trotz des Einsatzes modernster Panzer nach einigen Tagen stecken und wurde schließlich am 13. Juli abgebrochen. Die Wehrmacht verlor in wenigen Tagen mehr Soldaten und Material als in der monatelangen Schlacht um Stalingrad. Die sowjetische Gegenoffensive bei Orel, die ihrerseits das Ziel verfolgte, Teile der Heeresgruppe Mitte einzukesseln, und die Verlegung des II. SS-Panzerkorps nach Italien aufgrund der am 10. Juli erfolgten Landung der Westalliierten auf Sizilien (Operation Husky) waren die entscheidenden Gründe für den Abbruch des Unternehmens Zitadelle.
Die im Unternehmen Zitadelle verlorenen deutschen Panzerreserven konnten nicht mehr ersetzt werden; die Verluste bedeuteten damit die endgültige Kriegswende zugunsten der Sowjetunion. Nach mehreren sowjetischen Gegenoffensiven in den folgenden Monaten musste die Wehrmacht an der gesamten Front den Rückzug antreten, wobei die Schlacht um die Krim mit einer deutschen Niederlage endete. Weitere größere Schlachten waren die Schlacht am Dnepr und die Dnepr-Karpaten-Operation. Am Ende des Jahres 1943 wurde Kiew von der sowjetischen Armee zurückerobert.

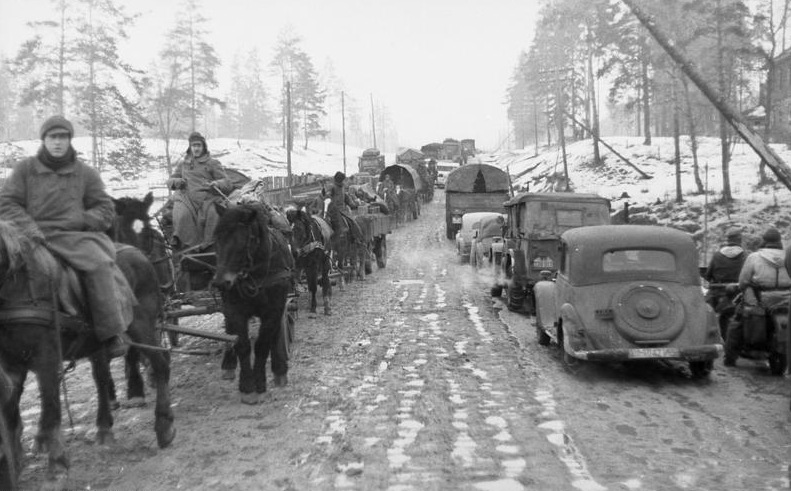
Rückzug deutscher Truppen am Ilmensee, etwa 200 km südlich Leningrad, Februar 1944

Mitte Januar 1944 verlief die Ostfront von Leningrad im Norden durch die Pripjet-Sümpfe bis zur Krim im Süden. In der am 14. Januar 1944 begonnenen Leningrad-Nowgoroder Operation wurde der deutsche Belagerungsring um Leningrad im selben Monat gesprengt. Die folgende sowjetische Frühjahrsoffensive brachte weitere Gebietsgewinne, und die Wehrmacht musste sich bis zum Peipussee zurückziehen. Am 12. Mai war die Krim wieder in sowjetischer Hand. Am 9. Juni begann die Offensive an der finnischen Front auf der Karelischen Landenge. Ende Juni kam dieser Angriff auf Höhe der alten Grenze von 1940 zum Stillstand.

### Von der Invasion bis zum Kriegsende, Juni 1944 bis Mai 1945

#### Westfront, 1944/45

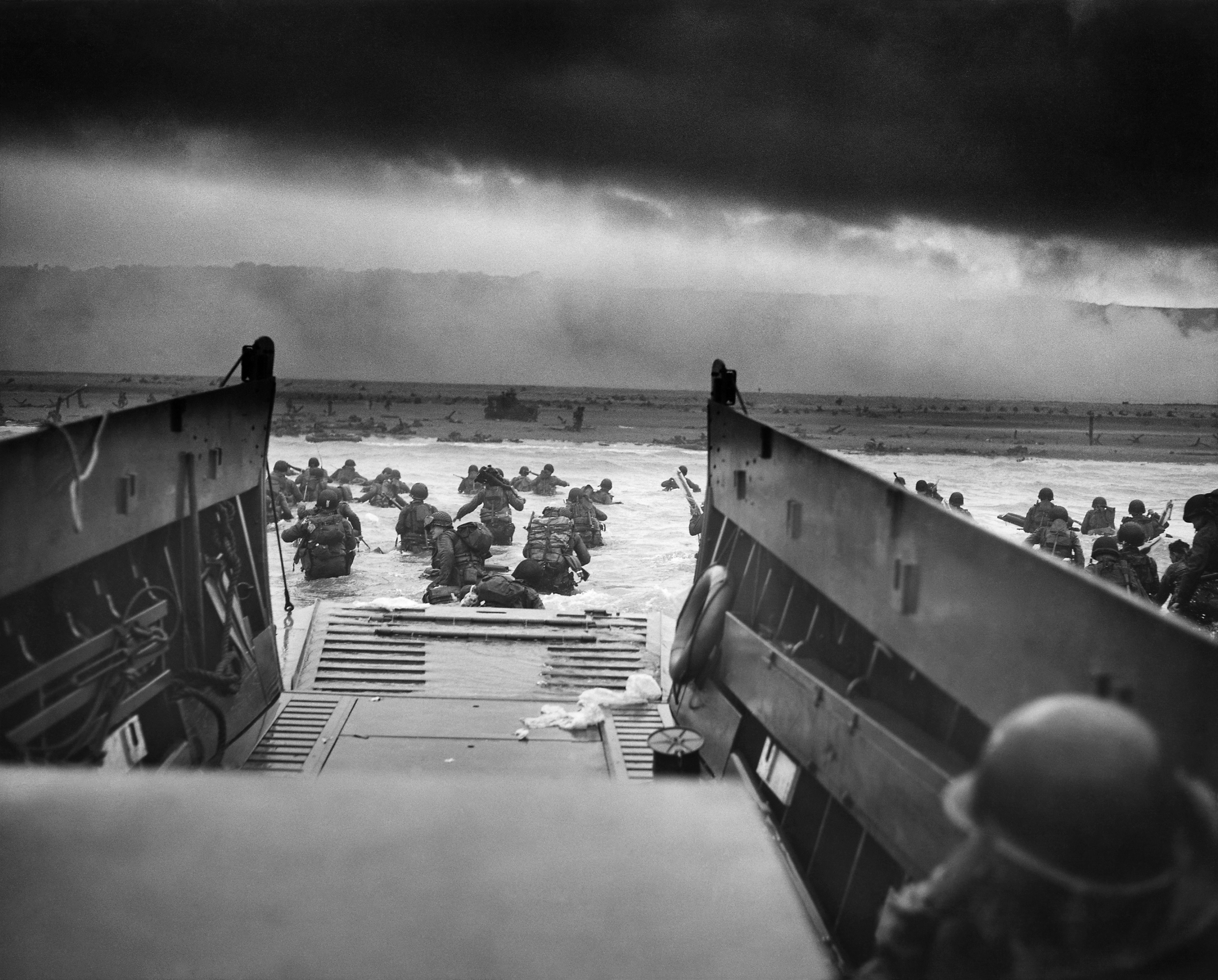
Into the Jaws of Death (In den Rachen des Todes): US-amerikanische Soldaten landen am Omaha Beach, 6. Juni 1944

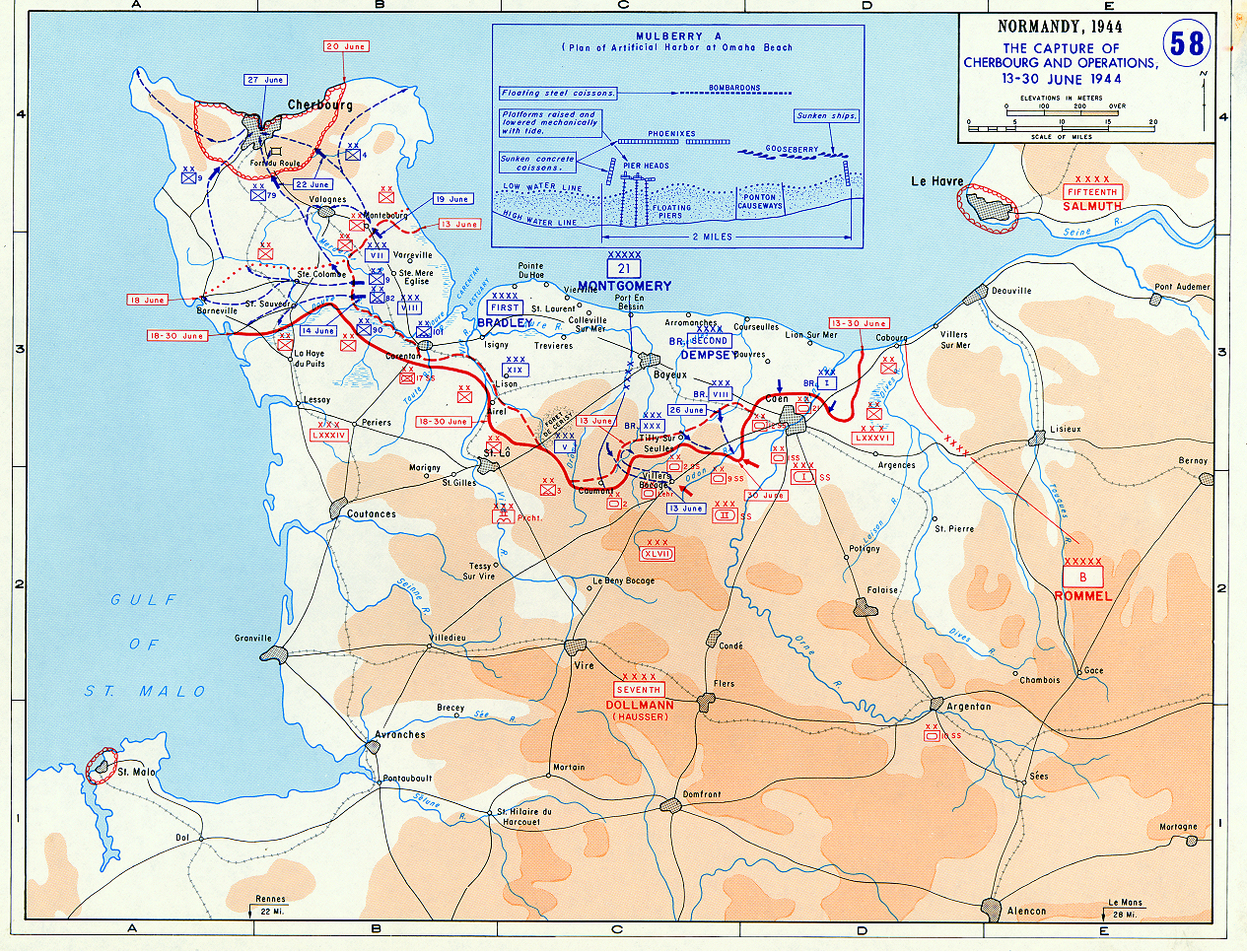
Landung in der Normandie, Situation bis zum 30. Juni 1944

Am Jahresbeginn 1944 übernahm Erwin Rommel den Oberbefehl der deutschen Heeresgruppe B an der Westfront nördlich der Loire. Am 21. Januar 1944 begann die deutsche Luftwaffe wieder mit Angriffen auf London, die bis zum April fortgesetzt wurden. Während die Alliierten damit beschäftigt waren, riesige Mengen Versorgungsmaterials anzuhäufen, verstärkten die Deutschen ihre Küstenbefestigungen am Atlantikwall.
Der Plan für die Operation Overlord ging auf schon 1941 erarbeitete Invasionspläne (Roundup, Sledgehammer und andere) zurück und war ab 1943 vom COSSAC-Stab unter dem britischen Lieutenant General Sir Frederick E. Morgan für die endgültige Fassung überarbeitet worden. Am 19. August 1942 hatten rund 6000 Infanteristen der kanadischen 2. Division testweise den Hafen der Stadt Dieppe angegriffen, deren Küste von deutschen Truppen als Teil des Atlantikwalls befestigt worden war. Die Unternehmung (Operation Jubilee) wurde ein Desaster und vorzeitig abgebrochen. Mehr als 900 Kanadier fielen und fast 2000 gerieten in Kriegsgefangenschaft. Die unterstützende Royal Air Force verlor 106 Flugzeuge – doppelt so viele wie die Luftwaffe. Die Royal Navy verlor 33 amphibische Landungsfahrzeuge. Der Test lieferte wichtige Erkenntnisse für die Operation Overlord im Juni 1944.
Der alliierte Plan sah vor, mit zunächst zwei Armeen (eine amerikanische und eine britisch-kanadische) zu landen und dann schnell ins Landesinnere vorzustoßen. Hitler und der deutsche Planungsstab waren unzureichend auf die Invasion eingestellt. Sie erwarteten die Landung am Pas-de-Calais, der engsten Stelle des Ärmelkanals. Die Küste des Département Calvados, wo die Alliierten schließlich an Land gingen, wurde stellenweise nur mit einigen Metern Stacheldraht und wenigen MG-Nestern verteidigt. Andere Abschnitte waren trotz der falschen Erwartungen des OKW über den Ort der Invasion schwer befestigt. Im Invasionsgebiet wurden fünf Landungsabschnitte mit den Decknamen Juno, Gold, Sword (britisch/kanadische Landungsabschnitte) sowie Utah und Omaha (US-amerikanische Landungsabschnitte) ausgewählt. Die Bombardierungen der Küste aus der Luft und Beschießungen von See verliefen planmäßig, verfehlten bei Omaha Beach jedoch die erste deutsche Linie. Das führte, zusammen mit der Tatsache, dass die Deutschen dort zwei Divisionen statt der nur einen vermuteten Division platziert hatten, zu sehr schweren Verlusten (etwa 70 Prozent) der ersten Welle der anlandenden Soldaten.
Am 6. Juni 1944, dem sogenannten D-Day, und danach waren an der Operation Neptune, dem eigentlichen Invasionsunternehmen, etwa 6700 Schiffe beteiligt, darunter mehr als 4000 Landungsboote, die insgesamt 175.000 alliierte Soldaten aus den USA, Kanada und Großbritannien sowie rund 200 Franzosen an Land setzten. Mehr als 11.000 Flugzeuge unterstützten das Unternehmen Overlord mit Luftlandeoperationen. Am frühen Morgen des 6. Juni starteten zwei US-Luftlandedivisionen zu ihren Einsätzen in das Hinterland der französischen Küste am Ärmelkanal. Wegen des überraschend starken deutschen Flakfeuers und wegen Navigationsfehlern erreichten viele Maschinen nicht die vorgesehenen Absprungzonen, sodass die Fallschirmspringer über weiten Teilen der Halbinsel Cotentin abgesetzt wurden.

Ein britischer Soldat hält im heftig umkämpften Caen Ausschau nach deutschen Scharfschützen (englisch: sniper), 9. Juli 1944

Obwohl die Alliierten gewaltige Kräfte aufgeboten hatten, kamen sie stellenweise nur sehr langsam voran. Andererseits gelang es der deutschen Seite aufgrund der alliierten Luftüberlegenheit und des großflächig zerstörten Schienennetzes nicht, schnell zusätzliche Einheiten in das Kampfgebiet der Normandie zu verlegen. Die deutschen Truppen in der Normandie wurden an unerwarteter Stelle überrascht, weil Hitler sehr häufig davon gesprochen hatte, dass die Invasion mit einem Täuschungsangriff beginnen werde. Von Rundstedt, der Oberbefehlshaber West, hatte zwar am frühen Morgen um die Freigabe zweier bei Paris stationierter Panzerdivisionen gebeten. Alfred Jodl hatte das abgelehnt. Erst gegen Mittag stimmte Hitler dem Einsatz dieser Reserve gegen den 150 Kilometer entfernten alliierten Brückenkopf zu. Seine Adjutanten hatten bis etwa 10 Uhr gezögert, Hitler, der erst gegen drei Uhr morgens zu Bett gegangen war, wegen einer möglichen Falschmeldung zu wecken. „Diese Verzögerung war entscheidend.“
Cherbourg im Norden der Cotentin-Halbinsel ging am 26. Juni nach starkem US-amerikanischen Artilleriebeschuss und heftigen Straßenkämpfen verloren (→ Schlacht um Cherbourg). Die Einnahme von Caen, einem Primärziel des ersten Landungstages, erwies sich für die alliierten Truppen der Briten und Kanadier an der Ostseite des Normandie-Brückenkopfes als schwierig: Die verlustreiche Schlacht um Caen endete erst nach sechs Wochen. Caen war am 19. Juli vollständig besetzt.
Am 15. August begann eine zweite Invasion in Südfrankreich an der Côte d’Azur zwischen Toulon und Cannes (Operation Dragoon). An der Landung waren 880 alliierte Seeschiffe beteiligt, darunter vier Flugzeugträger, sechs Schlachtschiffe, 21 Kreuzer und über 100 Zerstörer, insgesamt 34 französische Schiffe und 1370 Landungsboote sowie ungefähr 5000 Flugzeuge. Drei US-amerikanische Divisionen bildeten die Angriffstruppen. Die US-amerikanischen und französischen Truppen stießen kaum auf Widerstand und rückten zügig durch das Rhône-Tal nach Norden vor. Im September hatten sie bereits die Vogesen und das Elsass erreicht.
In der Normandie unternahmen die US-Amerikaner am 25. Juli einen Ausbruchsversuch aus ihrem Brückenkopf-Abschnitt (→ Operation Cobra), der in den Folgetagen im Westen zur Abschnürung der Cotentin-Halbinsel bis nach Avranches führte. Im Osten konnten US-amerikanische Einheiten bei Saint-Lô nach anfänglicher Verzögerung schnell die deutsche Front durchbrechen. Am 6. August starteten die Deutschen zwar unter dem leitenden Oberbefehlshaber West, Generalfeldmarschall Günther von Kluge, einen Gegenangriff bei Mortain (→ Unternehmen Lüttich). Dieser wurde schon nach zwei Tagen gestoppt, was mit Hilfe der nördlich kämpfenden Briten und Kanadier zum Kessel von Falaise führte.

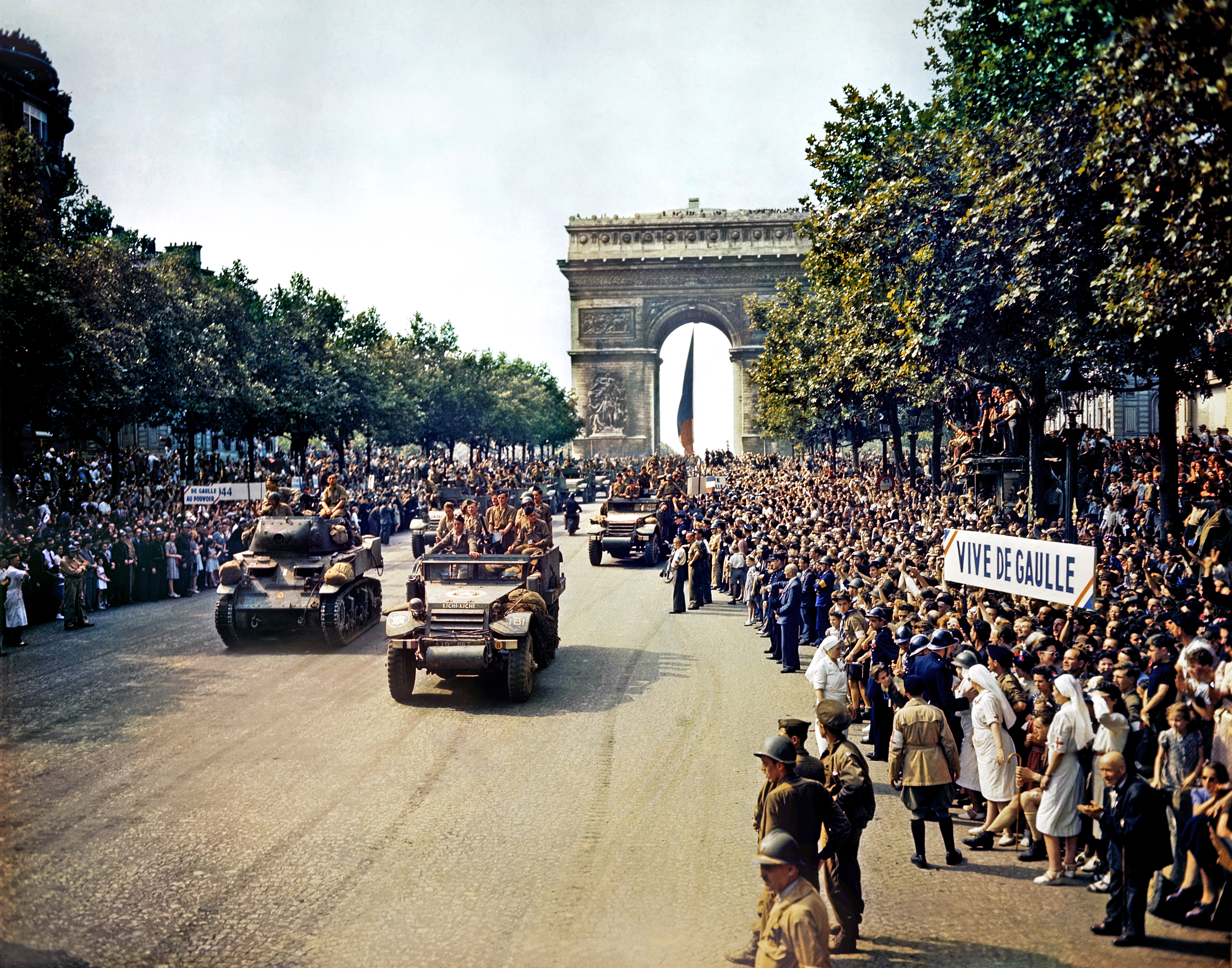
Französische Patrioten säumen die Champs-Élysées am 26. August 1944, am Tag nach der Befreiung von Paris, als freifranzösische Truppen von General Leclercs 2. Panzerdivision den Arc du Triomphe passieren

Der deutsche Stadtkommandant von Paris, General Dietrich von Choltitz, ignorierte mehrere Befehle Hitlers, Paris bis zum letzten Mann zu verteidigen und dann zu zerstören. Er ergab sich mit seinen Truppen aus Mangel an Waffen kampflos. Wegen der enormen Materialfülle und absoluten Luftüberlegenheit konnten deutsche Truppenansammlungen zu jeder Zeit zerschlagen werden und die Alliierten kamen in der Folgezeit recht zügig voran.

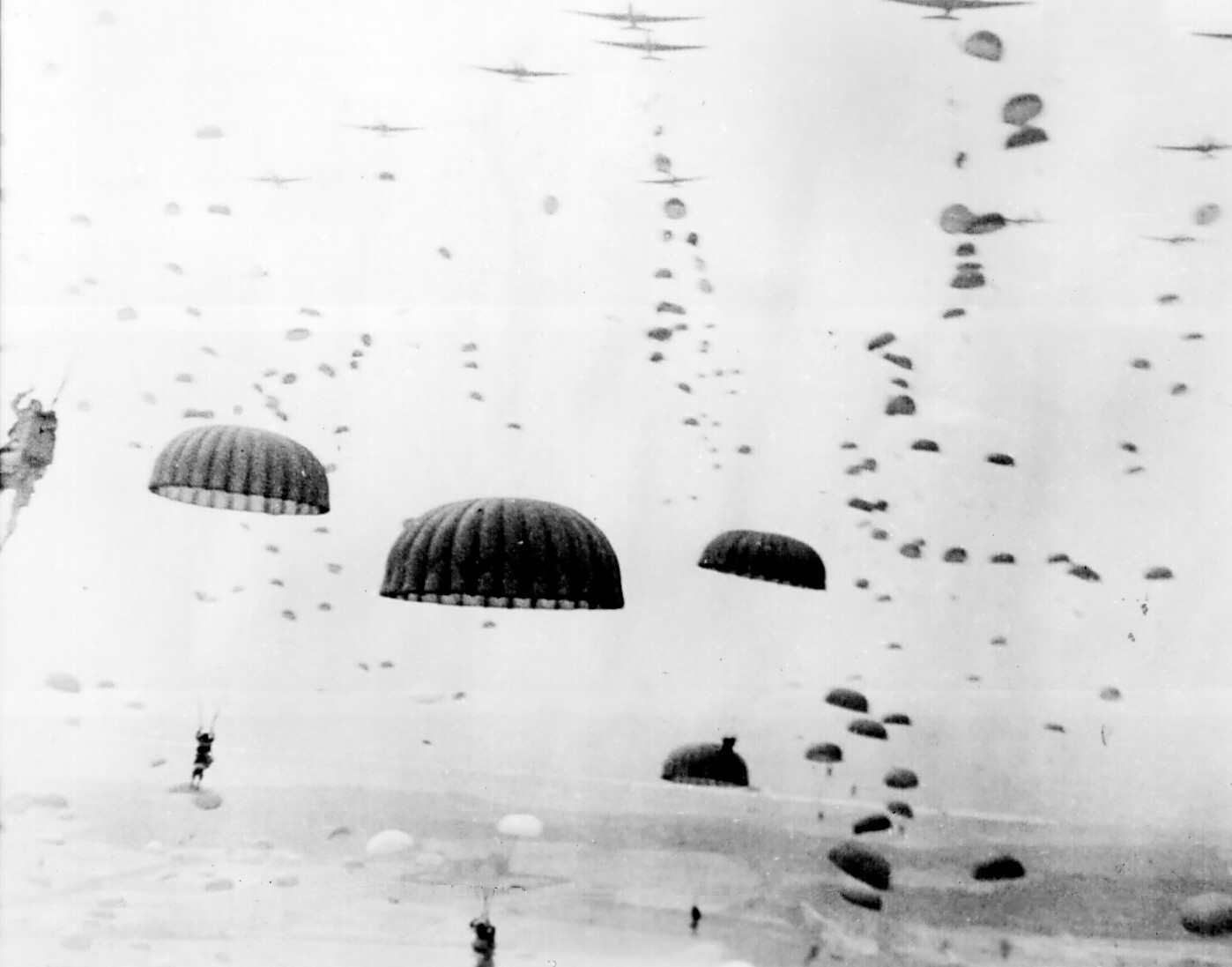
Operation Market Garden: Fallschirmjäger landen bei Arnheim, September 1944

Während der Luftlandeoperation Market Garden bei und in Arnheim konnte das II. SS-Panzerkorps US-amerikanischen, britischen und polnischen Soldaten noch einmal eine schwere Niederlage beibringen. Zwar überdehnten diese bei ihrem schnellen Vorstoß zum deutschen Westwall ihre Versorgungslinien; aber nach dem Aufbau neuer, schneller Nachschubwege (→ Red Ball Express) gelang es ihnen, den in großen Mengen benötigten Treibstoff bereitzustellen. Bereits am 3. September fiel Brüssel und am Tag darauf konnte Antwerpen besetzt werden.
Nach dem Verlust der Häfen am Ärmelkanal setzte die deutsche Marine ihren U-Boot-Krieg von Norwegen aus fort. Bis zum 1. September griffen die Deutschen von Abschussrampen in Nordfrankreich aus mit Marschflugkörpern (V1) und Raketen (V2) London an. Beide Typen, von denen rund 7500 bzw. 3200 gestartet wurden, waren für die Bekämpfung von Einzelzielen zu ungenau und konnten daher nur gegen große Städte eingesetzt werden. In London kamen durch Angriffe mit der V1 über 6000 Menschen ums Leben. Mit Arbeiten an dem Projekt Friesenwall sollte die Landung von alliierten Soldaten an der deutschen Nordseeküste verhindert werden. Er wurde jedoch nicht fertiggestellt.
Am 21. Oktober eroberten US-Soldaten nach heftigen Kämpfen Aachen als erste deutsche Großstadt. Sie stießen von dort später bis zur Rur vor. Die Schlacht im Hürtgenwald von Oktober 1944 bis Februar 1945 wurde die längste Schlacht, die je auf deutschem Boden stattfand. Insgesamt fielen 35.000 deutsche und US-amerikanische Soldaten. Das stark bewaldete, hügelige Gebiet und das nasskalte Wetter begünstigten die deutschen Verteidiger, sodass die US-Soldaten ihre materielle Überlegenheit nicht ausspielen konnten. Erst im Februar 1945 gelang es der US-Armee, weiter zum Rhein vorzurücken. Auch im Süden, in Lothringen und im Elsass, blieb es bei Teilerfolgen für die Alliierten: die Festung Metz und Straßburg wurden besetzt.
Am 16. Dezember eröffneten die Deutschen die Ardennenoffensive, um die Oberhand im Westen zurückzugewinnen. Die Alliierten verloren dabei 76.000, die Deutschen 90.000 Mann. Die Operationsziele der deutschen Angreifer, die Fronten der Alliierten zu spalten, in breiter Front nach Belgien vorzustoßen und den alliierten Nachschubhafen Antwerpen zu besetzen, konnten nach Anfangserfolgen nicht erreicht werden. Walter Model sagte am 23. Dezember zu Albert Speer, die Offensive sei gescheitert. Guderian, Generalstabschef des Heeres, schrieb rückblickend, am 24. Dezember 1944 sei „jedem Soldaten [mit] Augen im Kopf“ das Scheitern klar gewesen. Ende Dezember 1944 erreichten US-Truppen ihre in Bastogne eingekesselten Kameraden. Am 1. Januar 1945 scheiterte das Unternehmen Bodenplatte (ein Überraschungsangriff deutscher Jagdflugzeuge auf 17 Frontflugplätze der Alliierten). Am 3. Januar starteten die Alliierten trotz extremer Kälte eine Offensive, am 8. Januar genehmigte Hitler Model schließlich den Rückzug.
Da in der Ardennenoffensive und beim Unternehmen Nordwind (Januar 1945) die letzten nennenswerten deutschen Treibstoffreserven verbraucht wurden, waren danach Heer und besonders die Luftwaffe an allen Kriegsschauplätzen weitgehend bewegungslos, weil ab der zweiten Jahreshälfte 1944 die deutschen Hydrierwerke zur Erzeugung von synthetischen Benzin immer wieder bombardiert wurden. Es nützte daher nichts, dass die deutsche Kriegswirtschaft noch Panzer und Flugzeuge in großen Stückzahlen ausliefern konnte.

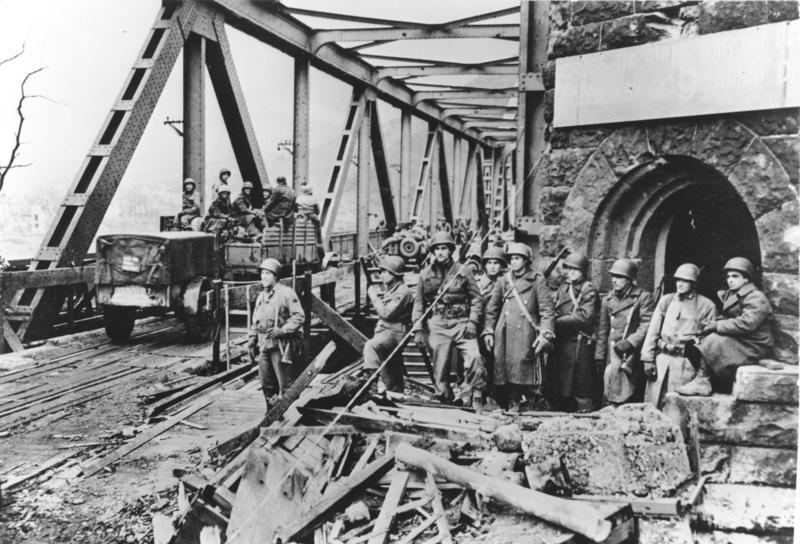
US-Soldaten an der Ludendorff-Brücke bei Remagen, 8./10. März 1945

Am 7. März 1945 erreichten US-Soldaten südlich des Ruhrgebiets die nicht vollständig zerstörte Brücke bei Remagen, sodass sie einen Brückenkopf auf dem rechtsrheinischen Ufer einrichten konnten. Am 23. März begann die Operation Plunder zur Rheinüberquerung nördlich des Ruhrgebiets bei Wesel mit britischen, US-amerikanischen und kanadischen Soldaten. Die Heeresgruppe B der Wehrmacht unter Feldmarschall Walter Model mit über 320.000 Soldaten – mehr als in Stalingrad – wurde am 1. April im Ruhrkessel eingeschlossen. Damit war der Krieg im Westen, militärisch gesehen, endgültig verloren. Die Heeresgruppe kapitulierte am 18. April, weil zwei Drittel der Soldaten ohne Waffen waren und in hellen Scharen desertierten. Am selben Tag nahmen US-Truppen Magdeburg ein, einen Tag später Leipzig.

Zwei US-Soldaten fliehen bei der Explosion eines Benzintankanhängers, Kronach (Oberfranken), 14. April 1945

Während der Besetzung deutscher Städte in Südwestdeutschland durch französische Soldaten kam es, „insbesondere durch eine Minderheit der gefürchteten Kolonialsoldaten aus Nordafrika, zu ausgiebigen Plünderungen und zahlreichen Vergewaltigungen. […] In Freudenstadt, dem schlimmsten Fall, zogen sich die Plünderungen und Vergewaltigungen über drei Tage hin.“ Die französischen Truppen zogen weiter in Richtung Rottweil und Stuttgart. Zugleich rückte die britische Armee vom Niederrhein aus zügig nach Norddeutschland vor.

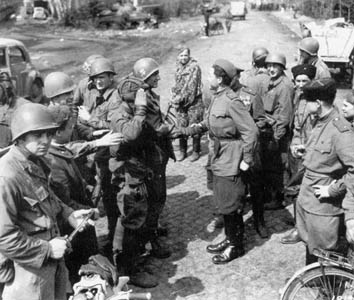
Elbe Day, US-amerikanische und sowjetische Truppen bei Torgau an der Elbe, 25. April 1945

Am 25. April trafen sich US-amerikanische und sowjetische Truppen südlich von Torgau an der Elbe. Damit waren die auf ihrem Heimatboden und in angrenzenden Gebieten kämpfenden deutschen Truppen in zwei voneinander getrennte Kampfräume gespalten. Am 26. April fiel Bremen an die Briten. In rascher Folge nahmen sie Lübeck (2. Mai) und Hamburg (3. Mai) ein, während britisch-kanadische Truppen in Wismar einmarschierten.
Am 5. Mai kapitulierte Generaloberst Johannes Blaskowitz, dessen Truppen in Holland eingekesselt waren. Während die britischen Einheiten Norddeutschland eroberten, drangen US-Truppen rasch nach Süddeutschland und weiter nach Tirol-Vorarlberg vor, „oft als Befreier begrüßt […]. Viele Soldaten ließen sich einfach überrollen und gefangen nehmen.“ Die Amerikaner besetzten am 30. April München. Stuttgart fiel am 22. April an die französische Armee, die nach Süden bis Vorarlberg vordrang. Die 7. US-Armee traf am 3. Mai am Brennerpass mit Einheiten der 5. US-Armee zusammen, die von Süden her Oberitalien besetzt hatten.
In Italien wurde Bologna im Rahmen der am 9. April begonnenen alliierten Frühjahrsoffensive am 21. April von polnischen Truppen besetzt und damit der Zugang in die Po-Ebene erkämpft. Benito Mussolini flüchtete am 25. April vor den Alliierten, die am 27. April Genua besetzten, von Salò aus in Richtung Schweiz. Einen Tag später ergriffen italienische Partisanen Mussolini in Dongo und erschossen ihn. Am 29. April wurde in Caserta die Teilkapitulation der deutschen Einheiten in Italien unterzeichnet (Operation Sunrise), die am 2. Mai mittags in Kraft trat. Am selben Tag marschierten britische Truppen in Triest ein.

#### Ostfront, 1944/45

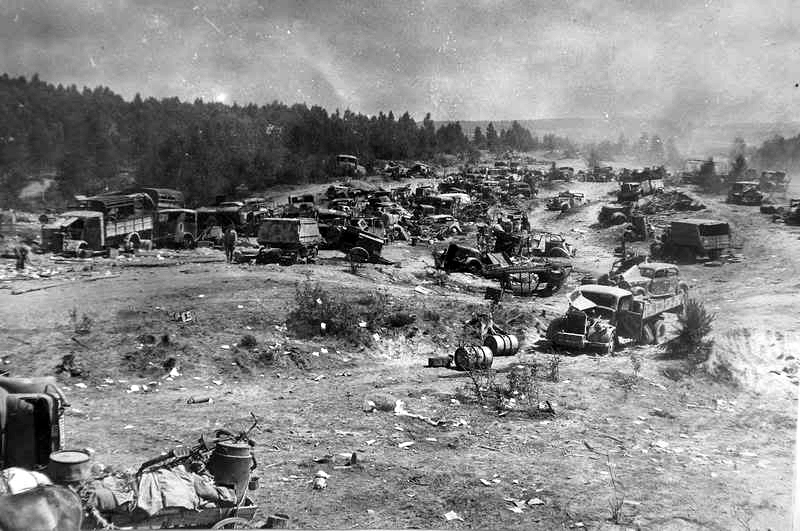
Aufgegebenes Kriegsmaterial der deutschen 9. Armee nahe Babrujsk (Weißrussland), Ende Juni 1944

In zeitlicher Abstimmung mit der Invasion im Westen gelang der Sowjetunion im Juni, Juli und August 1944 mit der Operation Bagration die vollständige Zerschlagung der Heeresgruppe Mitte. Sie gilt mit einem Verlust von 28 Divisionen der Wehrmacht als verlustreichste Niederlage in der deutschen Militärgeschichte. Die Rote Armee konnte von Weißrussland bis kurz vor Warschau und zur Grenze Ostpreußens vorstoßen. Am 3. Juli eroberten sowjetische Truppen Minsk zurück, weiter südlich drang ab dem 13. Juli in Galizien eine weitere sowjetische Offensive bis Lemberg und an die Weichsel vor. Ab diesem Zeitpunkt war die Wehrmacht nur noch zu hinhaltendem Widerstand gegen die Rote Armee fähig.
Am 23. Juli 1944 befreite die Rote Armee das Konzentrationslager Majdanek als erstes der großen deutschen Vernichtungslager. Dadurch konnten im August auch erstmals westliche Journalisten von einem SS-Vernichtungslager mit Fotografien in der internationalen Presse berichten.

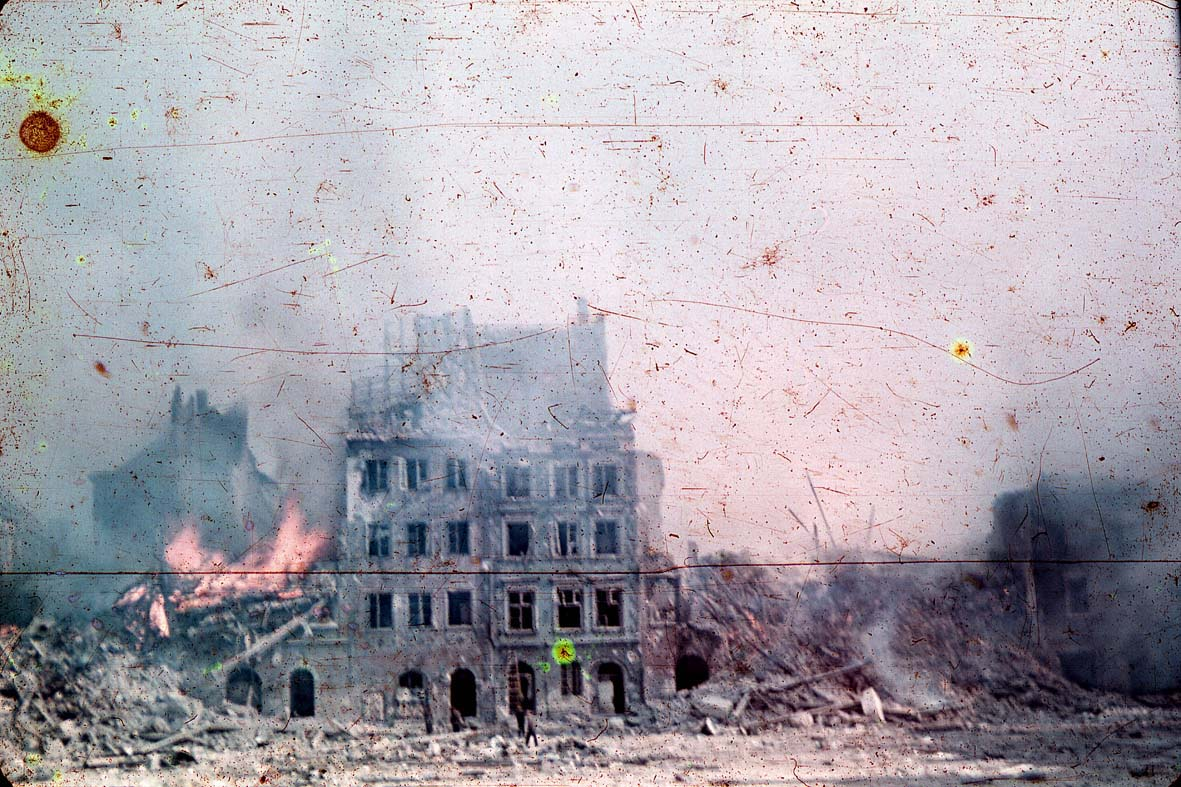
Warschauer Aufstand, August – Oktober 1944: brennendes Haus in der Altstadt (Agfacolor-Foto). Fotografin: Ewa Faryaszewska (1920–1944)

Am 1. August begann der Warschauer Aufstand der Polnischen Heimatarmee, der nach zweimonatigen Kämpfen niedergeschlagen wurde. Obwohl die Rote Armee bereits in unmittelbarer Nähe vor Warschau stand, griff sie nicht in die Kämpfe ein. Am 20. August begann am Dnister die Operation Jassy-Kischinew der Roten Armee, der ein durchschlagender Erfolg gegen die deutsch-rumänische Heeresgruppe Südukraine gelang. Nach der raschen Einkesselung eines Großteils der rumänischen Armee stürzte am 23. August König Michael durch einen Staatsstreich den Diktator Ion Antonescu und ließ am 24. August die rumänische Armee den Kampf an Deutschlands Seite einstellen. Als die Wehrmacht am 29. August aufgrund zunehmender Partisanenaktivitäten mit der militärischen Besetzung der Slowakei begann, brach dort der Slowakische Nationalaufstand aus, der von Teilen der slowakischen Armee getragen wurde.
Die finnische Regierung schloss am 19. September einen Waffenstillstand mit der Sowjetunion. Am 20. Oktober eroberten sowjetische Einheiten und jugoslawische Partisanen unter Tito die Hauptstadt Belgrad. Im Baltikum zog sich die Heeresgruppe Nord am 13. Oktober aus Riga nach Kurland zurück. In Ostpreußen kam die Offensive der Sowjetunion im Oktober nach anfänglichen Erfolgen zum Erliegen.

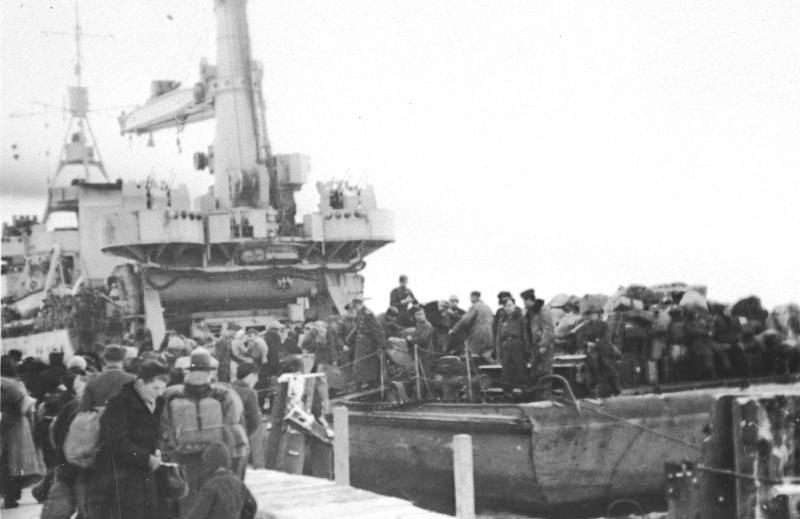
Unternehmen Hannibal, Januar 1945: Evakuierung von Militär und Flüchtlingen aus Königsberg auf dem Flugsicherungsschiff Hans Albrecht Wedel

Die Rote Armee stieß zu Jahresbeginn 1945 in der Schlacht um Ostpreußen in Richtung Ostseeküste vor und erreichte am 27. Januar 1945 in der Nähe von Elbing die Küste, womit Ostpreußen abgeschnitten war. Der Vormarsch löste eine Flüchtlingslawine aus.
Bei den Verwundeten- und Flüchtlingstransporten über die Ostsee gelangten mehrere Hunderttausend Menschen nach Westen. Bei der vorrangigen Evakuierung von Militär wurde am 30. Januar das Marinetransportschiff Wilhelm Gustloff mit Tausenden von Flüchtlingen an Bord von dem U-Boot S-13 der Baltischen Flotte torpediert und ging auf Höhe von Stolpmünde unter, wo 11 Tage später die Steuben ebenfalls durch S-13 versenkt wurde. Die Versenkungen der Gustloff, Steuben, Goya (16. April 1945) und Cap Arcona belegt mit KZ-Gefangenen (3. Mai 1945) mit zusammen mehr als 20.000 Opfern gelten als die größten Katastrophen der Schifffahrt.
Am 27. Januar 1945 befreiten Soldaten der Roten Armee das von den SS-Wachmannschaften fluchtartig verlassene Konzentrationslager Auschwitz-Birkenau, wo seit 1941 mehr als 1,1 Millionen Juden und Tausende sowjetische Kriegsgefangene ermordet worden waren. Am selben Tag erreichten erste sowjetische Einheiten Küstrin und damit die Oder. In der Schlacht um Königsberg besetzten die sowjetischen Angreifer am 9. April endgültig die Stadt.

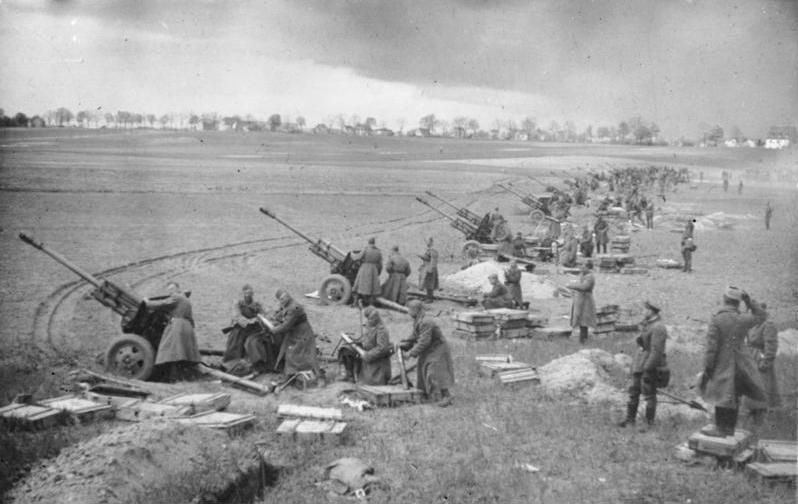
Sowjetische Artillerie (SiS-3), 60 km östlich vor Berlin, April 1945

Die Rote Armee stand nach der Weichsel-Oder-Operation Ende Januar 1945 entlang der Oder und Neiße von Stettin bis Görlitz knapp 80 Kilometer vor Berlin. Vom 16. bis 19. April wurde bei den Seelower Höhen eine der größten Schlachten des Zweiten Weltkrieges geschlagen. Einer Million deutscher Soldaten, viele davon junge, kaum kampferfahrene Rekruten, mit 1500 Panzern, 10.400 Geschützen und 3300 Kampfflugzeugen, von denen viele mangels Treibstoff am Boden bleiben mussten, standen 1 Million sowjetische Soldaten mit 3155 Panzern und 20.130 Geschützen gegenüber. Andere Quellen geben auf deutscher Seite 190.000 Soldaten, 512 Panzer, 2625 Geschütze, 300 Flugzeuge und 300–400 Flakgeschütze an. Es war der gewaltigste Feuerschlag des gesamten Krieges: Am ersten Tag wurden 1,2 Millionen Granaten abgefeuert, deren Erschütterungen noch im 60 km entfernten Osten Berlins die Wände beben ließen. Weiter nördlich, in Pommern, hatte Konstantin Konstantinowitsch Rokossowskis „Zweite weißrussische Front“ 1,4 Millionen Soldaten, über 4000 Panzer und 23.000 schwere Geschütze. Im Süden, an der Neiße, verfügte Iwan Stepanowitsch Konews Erste Ukrainische Front über weitere 1,1 Millionen Soldaten und 2150 Panzer. Aus der Luft wurden alle Fronten von zusammen 7500 Kampfflugzeugen unterstützt. Unterdessen wurde im Süden der sowjetische Belagerungsring um Breslau am 15. Februar geschlossen, das erst am 6. Mai in die Hände der Roten Armee fiel.

#### Südosteuropa
Die Erfolge der Sowjetunion zwangen die Wehrmacht zum Rückzug aus Griechenland; am 13. Oktober rückten britische Einheiten in Athen ein. Zuvor am 5. September hatte die Rote Armee Bulgarien eingenommen, weil das damalige Königreich Bulgarien auf der Seite der Achsenmächte stand (da bereits ab dem 28. Februar 1941 die deutsche Wehrmacht von Rumänien aus das Land quasi besetzt hielt); der Unterstützung durch die Sowjetunion sicher, führten die bulgarischen Kommunisten am 9. September eine gewaltsame Änderung der Staatsform herbei und übernahmen die Führung im Land.

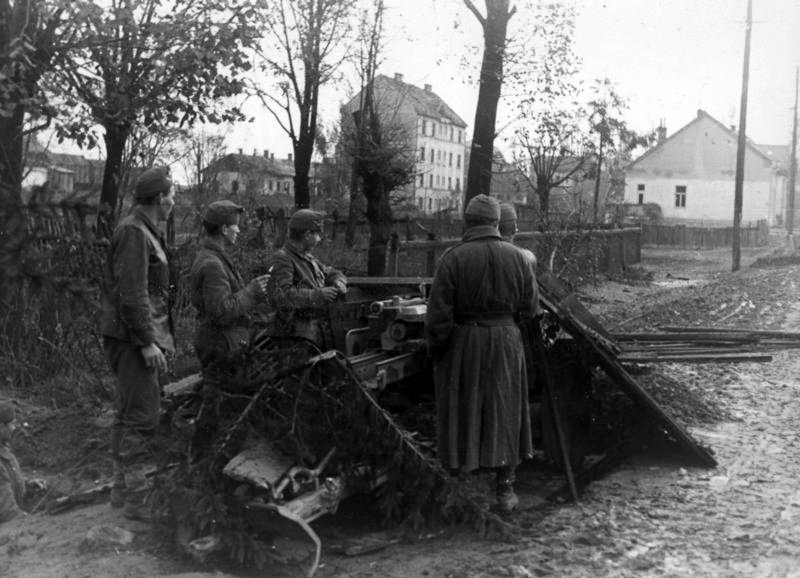
Ungarische Soldaten mit PAK bei Kämpfen in einem Budapester Vorort. Der Kriegsberichterstatter der SS-Propagandakompanie kommentierte im Nazi-Jargon: „November 1944, Kampfraum Ungarn. Erst gestern brach der Feind hier ein, wurde aber im Gegenstoß sofort zurückgeschlagen. […] Ungarische Pak sichert die Ausfall-Strassen vor erneuten bolschewistischen Überfällen.“

Als Ungarn im Oktober die Achse verlassen wollte, wurde Miklós Horthy verhaftet; die Deutschen installierten Ferenc Szálasi, den Führer der Pfeilkreuzler, als Regierungschef und übernahmen die Kontrolle über den Großteil Ungarns. Die Deportation von einer halben Million ungarischer Juden zur Ermordung folgte. In der Schlacht um Budapest wurde die ungarische Hauptstadt belagert und konnte erst im Februar 1945 von der Roten Armee eingenommen werden.
Nach dem Scheitern der Plattenseeoffensive im Frühjahr 1945 war Ungarn am 4. April vollständig von der Roten Armee erobert.
In der Wiener Operation besetzte die Rote Armee, über die burgenländische Grenze vom Südosten kommend, in einem Zangenangriff zwischen dem 4. und 13. April Wien, kurz danach Niederösterreich, das Burgenland und die Steiermark. Im Alpenvorland und im Norden verlangsamte sich der sowjetische Vormarsch. Am 3. Mai besetzten US-amerikanische Truppen Salzburg und stießen weiter in das Alpenvorland vor. Am 5. Mai befreiten ihre Vorausabteilungen das KZ Mauthausen und trafen am 7. Mai mit der Roten Armee am Fluss Enns an der Grenze von Ober- und Niederösterreich zusammen. Am selben Tag erreichte die Rote Armee Graz. Am 8. Mai 1945 trat um 23:00 Uhr mitteleuropäischer Zeit die bedingungslose Kapitulation der deutschen Streitkräfte in Kraft. Die meisten der 900.000 Soldaten der Heeresgruppe Mitte (der früheren Heeresgruppe A) unter Generalfeldmarschall Schörner gerieten in sowjetische Gefangenschaft. Auch der am 5. Mai beginnende Prager Aufstand forderte im Zusammenhang mit der anfangs ungeordneten Vertreibung der Deutschen aus der Tschechoslowakei eine unbekannte Zahl an Opfern. Am 10. Mai rückten sowjetische Einheiten in Prag ein.

#### Kampf um Berlin

Das Reichstagsgebäude in Berlin, vier Wochen nach Kriegsende

Fünf Tage nach dem Angriffsbeginn an der Oder erreichten am 21. April sowjetische Truppen die nordöstliche Stadtgrenze. In der Schlacht um Berlin drangen in konzentrischen Angriffen Schukows und Konews Armeen in Richtung Zentrum vor und standen nach der Überwindung von Spree und Landwehrkanal vor der sogenannten „Zitadelle“, dem innersten Machtbereich der „Nazi-Führung“.
Am 28. April scheiterte der Versuch der 12. Armee unter General Walther Wenck, die Eingeschlossenen zu entsetzen. Am 30. April tötete sich Adolf Hitler selbst im Führerbunker unter dem Garten der Reichskanzlei, am selben Tag eroberten Einheiten der Roten Armee das Reichstagsgebäude, für die Sowjetunion das Symbol Hitler-Deutschlands.
Die Kämpfe, die an Intensität zum Ende hin immer mehr zunahmen, konzentrierten sich nun auf die Flaktürme am Zoobunker, das Tiergartenviertel, den Bendlerblock, die Gestapo-Zentrale, das Reichsluftfahrtministerium sowie den Flakbunker Humboldthain. Der Artilleriebeschuss hatte die Bevölkerung immer enger zusammendrängt, die im Bereich des Hochbunkers beim Anhalter Bahnhof und in den unterirdischen Bahnstationen Schutz gesucht hatte. In der Nacht zum 2. Mai scheiterten die meisten der zahlreichen Ausbruchsversuche der Verteidiger in Richtung Norden und Westen. Am Morgen des 2. Mai sprengten SS-Einheiten die Decke des Nord-Süd-S-Bahn-Tunnels unter dem Landwehrkanal und in der Folge wurden große Teile des U-Bahn-Netzes geflutet (siehe auch: Geschichte der Berliner U-Bahn – Die U-Bahn unter Wasser).
Am selben Tag kapitulierte nach Verhandlungen mit General Wassili Tschuikow der deutsche Kampfkommandant Helmuth Weidling mit den letzten Verteidigern der Stadt.

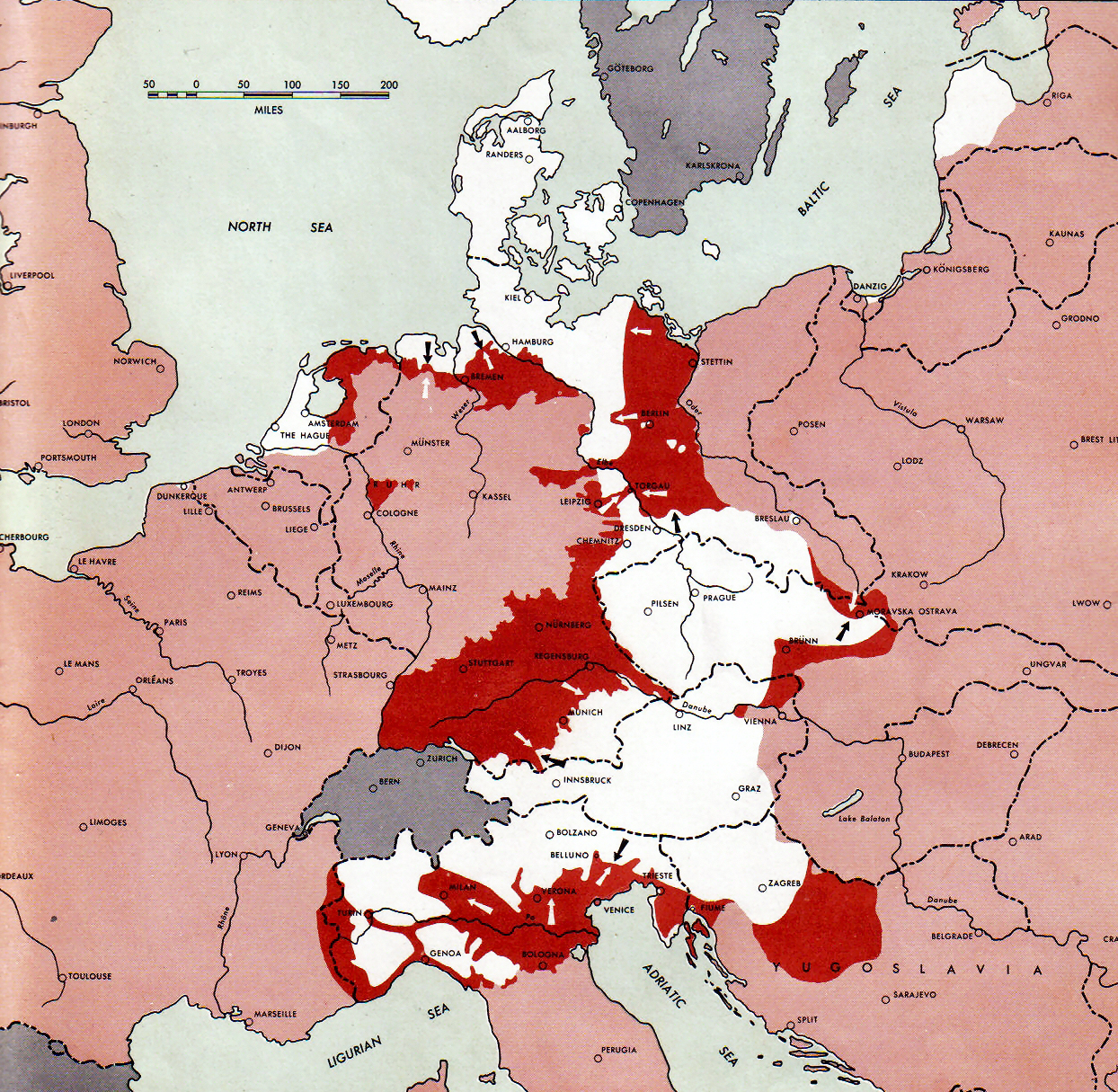
Frontverlauf am 1. Mai 1945, einen Tag nach Hitlers Suizid und fünf Tage vor der bedingungslosen Kapitulation

#### Kriegsende in Europa 1945

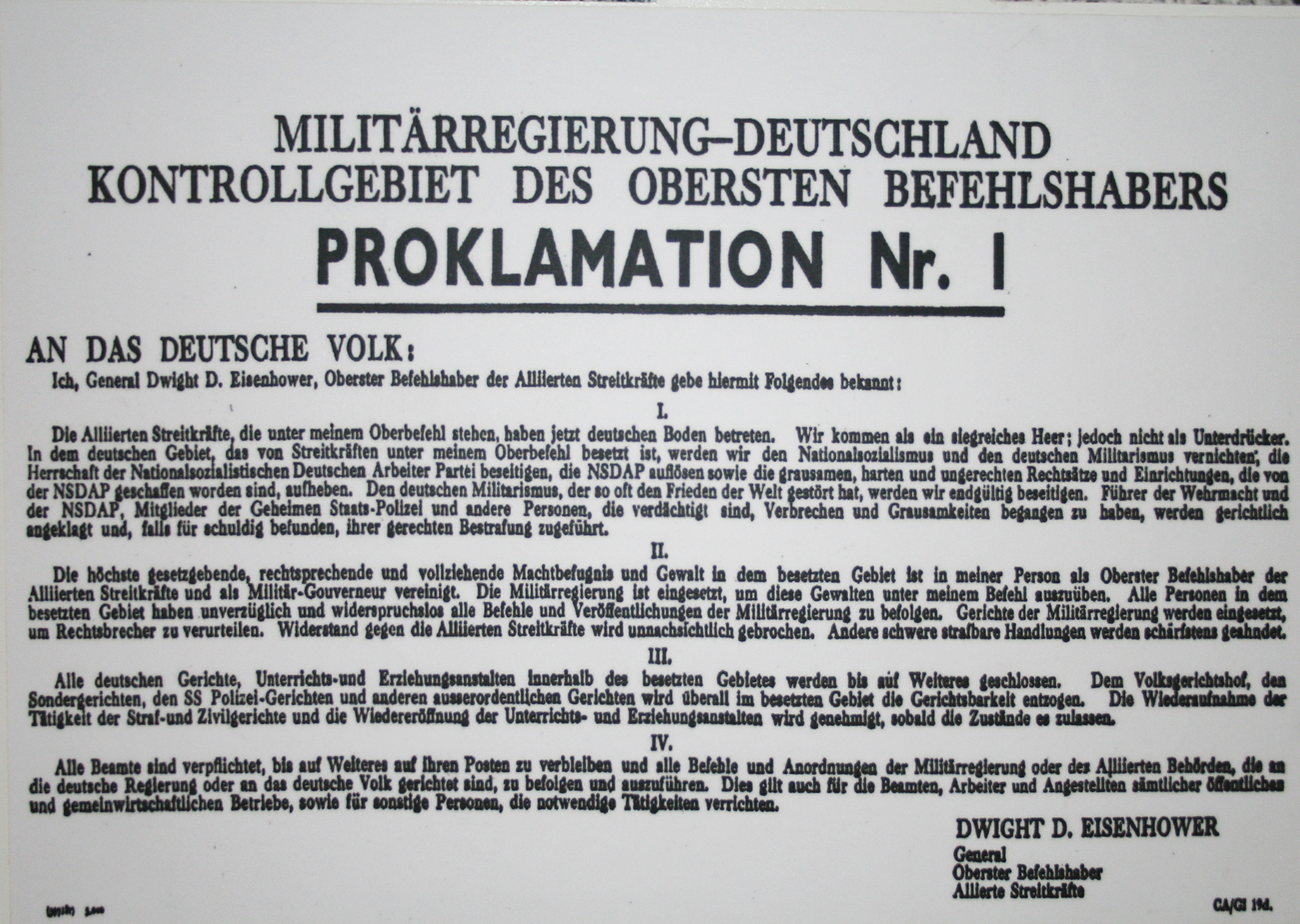
Proklamation Nr. 1 von General Eisenhower an das deutsche Volk, März 1945

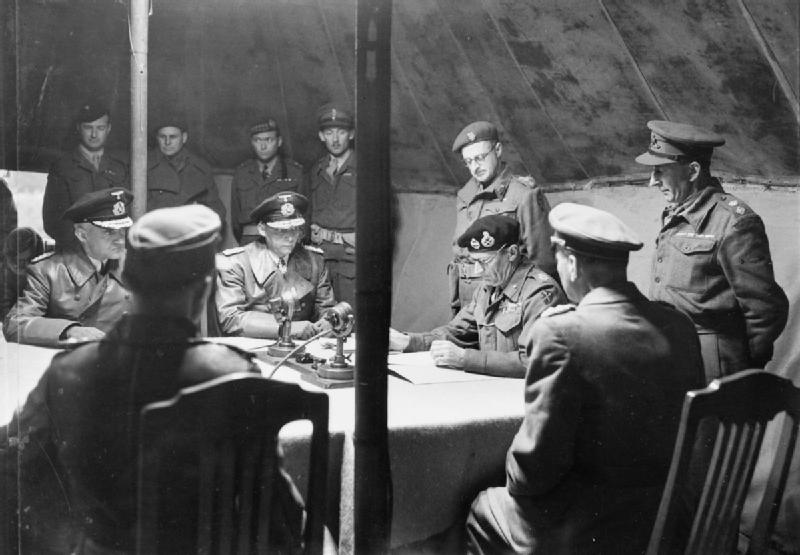
Unterzeichnung der Teilkapitulation der Wehrmacht für Nordwestdeutschland, Dänemark und die Niederlande am 4. Mai 1945 in einem Zelt auf dem Timeloberg bei Lüneburg

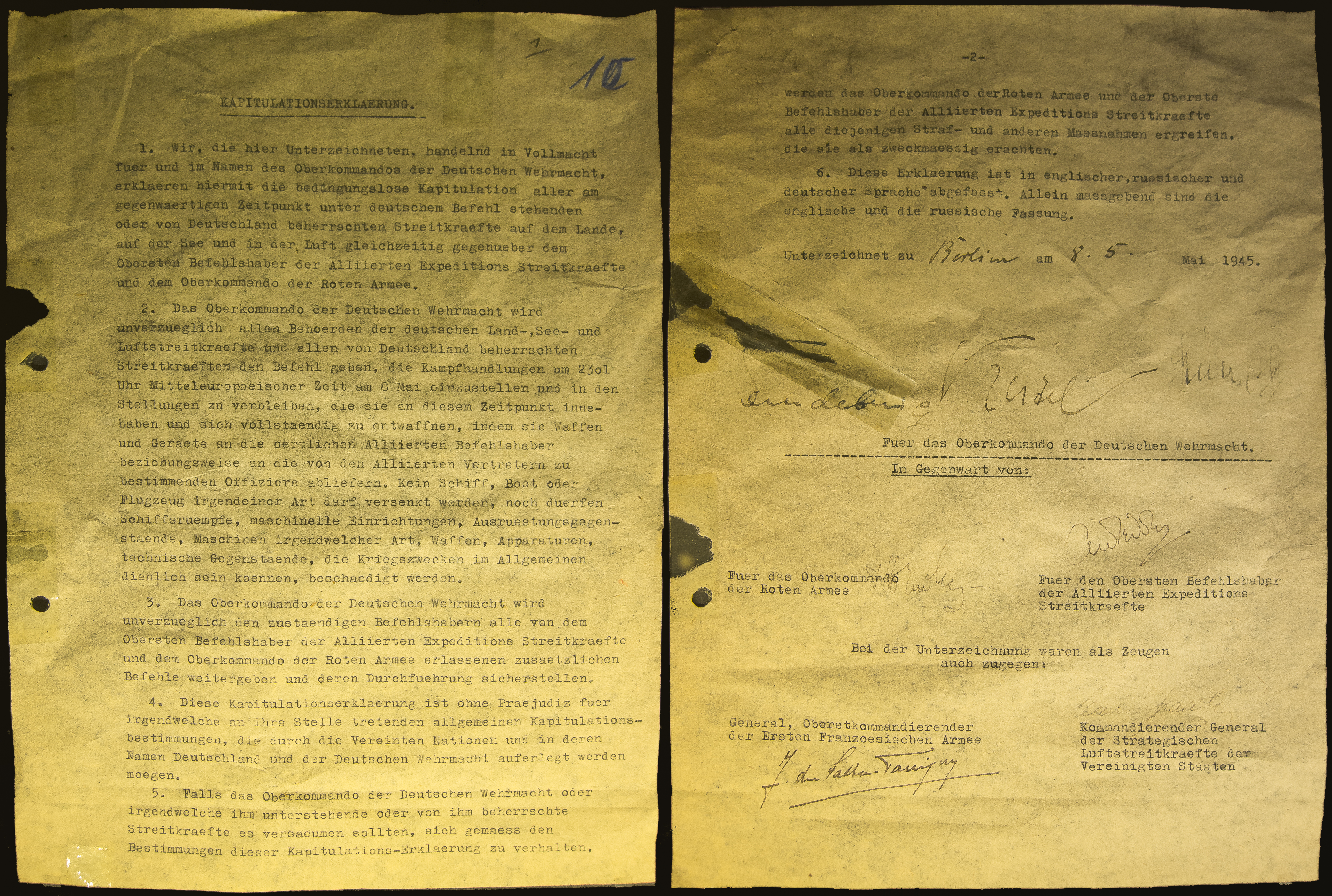
Kapitulationserklärung der Deutschen Wehrmacht, 8. Mai 1945, Museum Berlin-Karlshorst

Keitel unterzeichnet die Kapitulationsurkunde in Berlin-Karlshorst, 8./9. Mai 1945.

Am 29. April kapitulierten in Caserta die deutschen Streitkräfte in Norditalien und am 2. Mai 1945 wurde der Waffenstillstand von Achterveld wegen des Hongerwinters in Holland unterzeichnet.
Einen Tag bevor Hitler sich zusammen mit seiner (tags zuvor angetrauten) Ehefrau Eva Braun am 30. April das Leben nahm, hatte er in seinem politischen Testament Großadmiral Karl Dönitz zum Reichspräsidenten und Oberbefehlshaber der Wehrmacht und Propagandaminister Joseph Goebbels zum Reichskanzler bestimmt. Nachdem dieser sich am 1. Mai ebenfalls das Leben genommen hatte, erklärte Dönitz am selben Tag in einer Rundfunkansprache die Fortsetzung des militärischen Kampfes gegen „den vordrängenden bolschewistischen Feind“. Dönitz wollte damit erreichen, dass möglichst viele deutsche Soldaten in amerikanisch-britische statt sowjetische Gefangenschaft gerieten. Nachdem die letzten Einheiten in Berlin am 2. Mai kapituliert hatten, schlug er sein Hauptquartier am 3. Mai in Flensburg-Mürwik auf und benannte eine Geschäftsführende Reichsregierung unter Graf Schwerin von Krosigk. Am 4. Mai unterzeichnete der neu ernannte Oberbefehlshaber der Kriegsmarine, Generaladmiral Hans-Georg von Friedeburg, auf dem Timeloberg bei Lüneburg in Anwesenheit des britischen Feldmarschalls Bernard Montgomery die Teilkapitulation der Wehrmacht für Nordwestdeutschland, Dänemark und die Niederlande, die am 5. Mai um 8 Uhr in Kraft trat.
Nachdem Eisenhower das Ansinnen eines separaten Waffenstillstands mit den Westalliierten zurückgewiesen hatte, unterzeichnete Generaloberst Alfred Jodl in Reims am 7. Mai die bedingungslose Kapitulation aller deutschen Truppen. Sie trat am 8. Mai, 23:01 Uhr mitteleuropäischer Zeit in Kraft. In einem weiteren Dokument wurde die Ratifizierung dieser bedingungslosen Kapitulation durch das Oberkommando der Wehrmacht sowie die Oberbefehlshaber von Heer, Luftwaffe und Marine vereinbart. Das geschah durch Unterzeichnung einer weiteren Kapitulationsurkunde im sowjetischen Hauptquartier in Berlin-Karlshorst. In den späten Abendstunden des 8. Mai wurde die Urkunde von Generalfeldmarschall Keitel (für das OKW und das Heer), Generaladmiral Hans-Georg von Friedeburg (Kriegsmarine) und Generaloberst Hans-Jürgen Stumpff (Luftwaffe, als Vertreter des Oberbefehlshabers Generalfeldmarschall Robert von Greim) unterzeichnet. Die Ratifizierung zog sich bis nach Mitternacht hin. Da die Kapitulation ebenfalls erst am 9. Mai in Moskau bekannt gegeben wurde, wurde/wird in der Sowjetunion beziehungsweise in den postsowjetischen Staaten der 9. Mai als Tag des Sieges begangen.

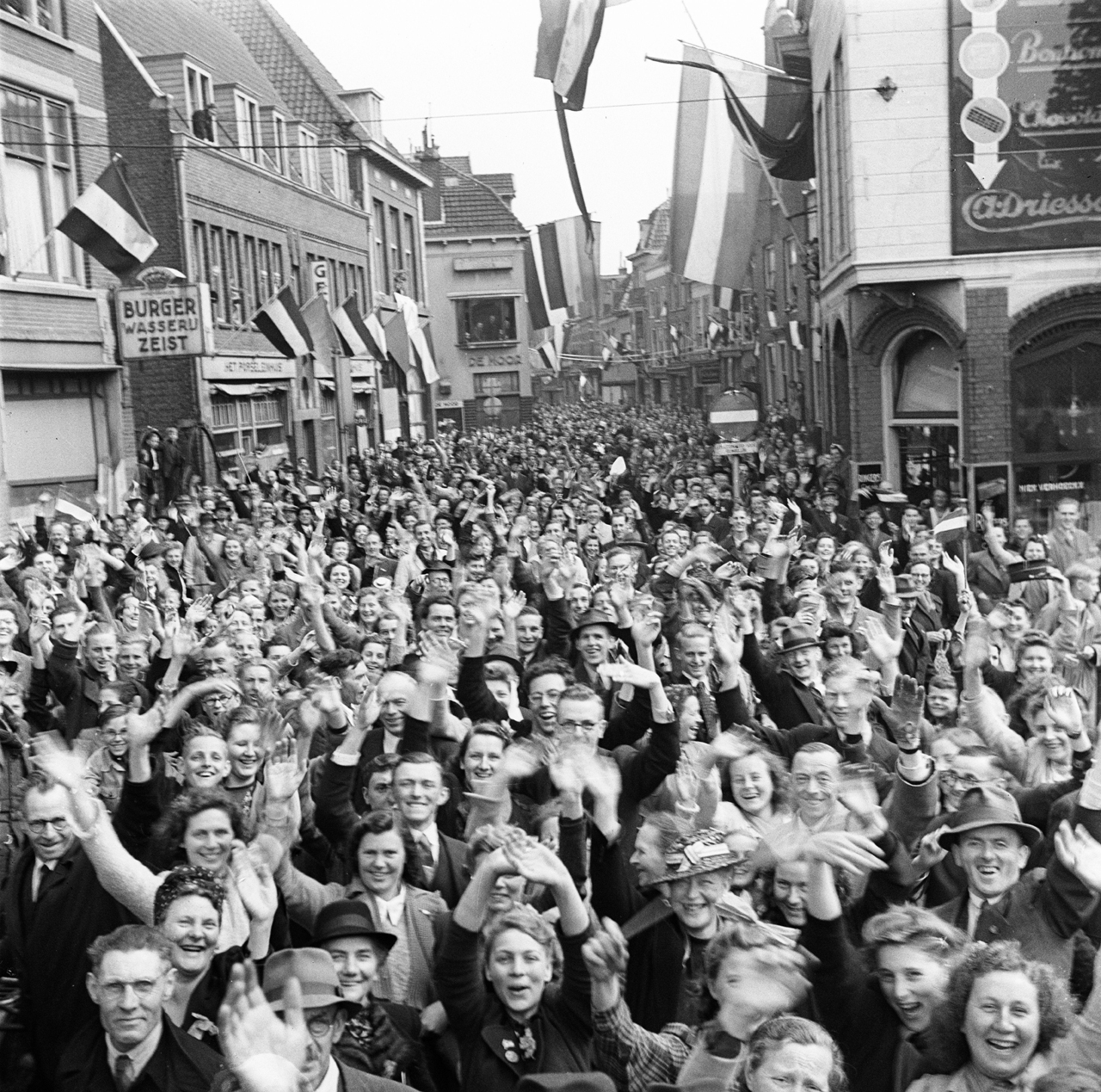
Niederländische Zivilisten jubeln Soldaten der First Canadian Army am 7. Mai 1945 in Utrecht zu

Beim Kriegsende in Europa am 8. Mai befanden sich im Westen die Kanalinseln und die Städte Lorient, Saint-Nazaire, La Rochelle, im Osten das nördliche Kurland und im Südosten Teile der Ägäis noch unter der Kontrolle der Wehrmacht. Auch Dänemark und Norwegen standen bis zur Kapitulation unter deutscher Herrschaft, in den Niederlanden die Provinzen Nord- und Südholland sowie die Provinz Groningen. Das Deutsche Reich selbst war weitgehend besetzt, lediglich der Alpenraum, Teile des Protektorats Böhmen und Mähren, der Großteil Schleswig-Holsteins und Ostfriesland standen noch unter Kontrolle deutscher Truppen.
Auch nach dem 8. und 9. Mai hörten die Kämpfe und die Gewalt in Europa nicht überall auf. Es versuchten noch ungezählte deutsche Soldaten verzweifelt aus dem sowjetischen Machtbereich in die von den Westalliierten kontrollierten Gebiete zu gelangen, vor allem solche aus dem böhmisch-mährischen Raum. Der großen Mehrheit gelang dies nicht, zumal die US-Armee sich strikt an die Waffenstillstandsbedingungen hielt und in ihren Bereich gelangte deutsche Soldaten in Lagern festhielt und der Sowjetunion übergab. Im Zuge dessen kam es am 11. Mai 1945 zur Schlacht bei Sliwitz, 60 Kilometer südwestlich von Prag. Als weiteres Rückzugsgefecht ereignete sich am 14. und 15. Mai 1945 die Schlacht von Poljana an der slowenisch-österreichischen Grenze.
Keinerlei Aussicht, der Gefangenschaft zu entgehen, bestand für die eingeschlossene Heeresgruppe Kurland. Auch die millionenfache Vertreibung der Deutschen aus Mittel- und Osteuropa steuerte erst jetzt auf ihren Höhepunkt zu, es geschahen dabei ungezählte Misshandlungen, Vergewaltigungen und Morde. Weitere Kämpfe gab es in Griechenland, wo der Zweite Weltkrieg de facto nahtlos in den Griechischen Bürgerkrieg überging, und in der westlichen Ukraine, wo die Ukrainische Aufständische Armee bis etwa 1954 weiter gegen die Rote Armee kämpfte. Indes fiel ganz Osteuropa unter die Diktatur Stalins.
Die letzten einsatzfähigen und frei operierenden Einheiten der Wehrmacht streckten wie folgt die Waffen: die U-Boote U 234 (Mitte Mai 1945), U 530 (Juli 1945), U 977 (August 1945) sowie der Wettertrupp Haudegen (September 1945).
Stalin verkündete am 9. Mai den „Völkern der Sowjetunion“, man feiere den Sieg, habe aber nicht die Absicht, „Deutschland zu zerstückeln oder zu vernichten“.
Die drei Hauptsiegermächte, die Sowjetunion, die USA und Großbritannien, feierten mit großen Militärparaden in Europa bzw. in den USA den Sieg über Deutschland und Japan:
- Parade des Sieges in Moskau am 24. Juni 1945
- New York City Victory Parade am 12. Januar 1946
- London Victory Celebrations am 8. Juni 1946

Der Oberste Sowjet hob in einer einseitigen Erklärung den Kriegszustand mit Deutschland erst am 25. Januar 1955 auf. Der deutsche Bundespräsident Richard von Weizsäcker erklärte am 8. Mai 1985 in seiner Ansprache zum 40. Jahrestag der Beendigung des Krieges in Europa und der nationalsozialistischen Gewaltherrschaft, sie sei als Befreiung vom Nationalsozialismus in die nationale Erinnerungskultur eingegangen. Gleichzeitig betonte er, dass dieser Tag „für uns Deutsche kein Tag zum Feiern“ sei, da jeder ganz persönliche und unterschiedliche Erfahrungen erlebt habe.

### Neutrale europäische Staaten
Die Staaten Irland, Portugal, Schweden, Schweiz und Spanien blieben während des europäischen Kriegs neutral. Die Türkei trat im Februar 1945 nominell den Alliierten bei, wird aufgrund ihrer militärischen Nichtbeteiligung allerdings generell ebenfalls zu den neutralen Staaten gezählt.

#### Die Schweiz im Zweiten Weltkrieg
Die Schweiz konnte ihre Unabhängigkeit wahren und wurde nie Ziel einer deutschen Offensive. Dennoch wappnete sie sich intensiv gegen eine mögliche deutsche Invasion. Die Rheinebene konnte geflutet werden, um sie – nach den militärischen Erkenntnissen aufgrund des erfolgreichen deutschen Westfeldzugs durch die Ardennen (s. o.) – für Panzer unpassierbar zu machen. Im Réduit wurden 26.000 lokal passend getarnte Bunker und Artilleriestellungen angelegt. Sie sollten bis zu sechs Monate autonom (unabhängig) in Bereitschaft bleiben können.
General Henri Guisan verlegte Heereseinheiten in das Alpenréduit um den Gotthard als Zentrum. Das Konzept des Réduit national sah langwierige Gebirgskämpfe sowie die Zerstörung der Alpentransversale vor. Die schweizerische Bevölkerung akzeptierte mehrheitlich diese Verteidigungskonzeption. Kritiker bemängelten dagegen, dass die Achsenmächte das ressourcenreiche Mittelland mit wenig Aufwand erobern und die Armee im Réduit aushungern könnten. 1942 hatte das Réduit dank abnehmender Bedrohung seitens der Achsenmächte und Fertigstellung der Befestigungen seine volle Wirkung erreicht. Es schien, dass diesen Mächten eine unabhängige Schweiz mit funktionierendem Gütertransport durch die Alpen und wegen des Transfers von Devisen mehr nützen würde als ein erobertes Land mit zerstörten Produktionsanlagen. Nach der Landung der Alliierten in der Normandie im Juni 1944 verlegte der Oberbefehlshaber Guisan aufgrund der entspannteren Bedrohungslage wieder Truppen aus dem Réduit ins Mittelland zurück.
Im August 1942 kam es vorübergehend zu einer vollständigen Grenzschließung für Flüchtlinge als Höhepunkt einer allgemein sehr restriktiven Zulassung von jüdischen Flüchtlingen in die Schweiz. 1939–1945 wurden insgesamt rund 300.000 Menschen aufgenommen (davon etwa ein Drittel internierte Soldaten) und rund 20.000 Menschen an der Grenze zurück- oder ausgewiesen.
Die Entschlossenheit der Schweiz, ihre Neutralität oder die Verletzung ihres Luftraums gegen jeden Angreifer zu verteidigen, stand international außer Zweifel. Nach den Luftkämpfen im Pruntruter Zipfel im Jahr 1940 war zwar vom General Zurückhaltung angeordnet worden, aber auch britische Bomber auf dem Weg nach Italien wurden am 12. Juli 1943 beschossen und zwei davon zum Absturz gebracht. Bei versehentlichen Bombardierungen Schweizer Grenzorte durch US-Piloten wurden diese, falls abgeschossen, für den Rest des Krieges interniert.
In der Schweiz wurden in den Jahren 1939 bis 1945 insgesamt 84 Menschen durch britische und US-amerikanische Bombenabwürfe getötet. (→ Alliierte Bombenabwürfe auf die Schweiz)
In deutschen Konzentrationslagern waren zwischen 1933 und 1945 auch rund 1000 Schweizer Bürger interniert, mindestens 200 starben. Keine gewalttätige Auseinandersetzung hat in den letzten 200 Jahren mehr Schweizer Todesopfer gefordert. (→ Schweizer in Nazi-Konzentrationslagern)

#### Die Türkei im Zweiten Weltkrieg
Die Türkei schloss am 19. Oktober 1939 den Dreiparteienvertrag von Ankara mit Frankreich und dem Vereinigten Königreich ab. Da die Bündnispartner im Sitzkrieg keine rechtzeitige materielle, finanzielle und industrielle Unterstützung zur Stärkung der Türkei lieferten, blieb sie formal verbündet, aber nichtkriegführend. Nach dem Balkanfeldzug erreichte Deutschland am 18. Juni 1941 den Abschluss des deutsch-türkischen Freundschaftsvertrags. Die Türkei war daran interessiert, wenn möglich territoriale Gewinne auf Kosten Griechenlands oder Syriens zu erzielen, und belieferte beide Kriegsparteien mit kriegswichtigen Rohstoffen wie insbesondere Chrom. Ankara befürchtete, dass Deutschland oder Russland je nach Kriegsausgang seine Herrschaft auf die Türkei ausdehnen wollte, und versuchte seine Militärmacht aufzubauen. Am 23. Februar 1945 erklärte die Türkei Deutschland und Japan den Krieg. Damit stellte sie sicher, an der Konferenz von San Francisco zur Gründung der Vereinten Nationen teilnehmen zu können.

#### Spanien im Zweiten Weltkrieg
Das faschistische Spanien unter General Francisco Franco hegte offenkundig starke Sympathien für Deutschland und Italien, da diese beiden Staaten den General im Spanischen Bürgerkrieg massiv unterstützt hatten.
Franco erklärte im Juli 1940, dass sein Land nicht neutral, sondern lediglich nicht Krieg führend sei. Bei der Konferenz von Hendaye im Oktober 1940 traf Franco auf Hitler, ließ sich aber von ihm nicht zu einer verstärkten Zusammenarbeit überreden. Insbesondere verschloss sich Franco trotz seiner vordergründigen Zustimmung Hitlers Vorschlag, das (seit 1704 von Großbritannien besetzte und verwaltete) Gebiet von Gibraltar zurückzuerobern; denn dies hätte Francos Eintritt in den Zweiten Weltkrieg bedeutet, was das durch den Bürgerkrieg geschwächte Spanien nicht verkraftet hätte.
Spanien stellte Deutschland jedoch eine Freiwilligen-Armee zur Verfügung, die sogenannte Blaue Division (División Azul). Der insgesamt etwa 47.000 Mann starke Verband unter General Agustín Muñoz Grandes wurde hauptsächlich an der Ostfront eingesetzt und trug deutsche Uniformen mit spanischen Hoheitsabzeichen.
Zudem lieferte Franco an Deutschland kriegswichtige Rohstoffe (z. B. Wolfram) und kooperierte nachrichtendienstlich eng mit Deutschland.
Überdies stellte Spanien seine Häfen für die Versorgung und Reparatur deutscher U-Boote zur Verfügung, so z. B. Cádiz, Vigo, Las Palmas u. a.
Als sich im Laufe des Jahres 1943 die Niederlage der Achsenmächte abzeichnete, ging Franco auf Distanz zu ihnen. Er erklärte Spanien in diesem Jahr für neutral und stellte im Austausch gegen alliierte Öllieferungen die materielle und ideelle Unterstützung Deutschlands weitgehend ein. Zudem entließ er die mit der Achse sympathisierenden Mitglieder seiner Regierung, darunter seinen Schwager Ramón Serrano Súñer. Durch dieses Umschwenken konnte Franco die Alliierten etwas beschwichtigen. Für Franco waren Hitler und Mussolini nur so lange interessant, wie sie mächtig waren und er etwas von ihnen zu erwarten hatte.
Nach Kriegsende war Spanien Station auf einer der sogenannten Rattenlinien, der Fluchtrouten von Funktionären sowohl des NS-Regimes selbst als auch seiner weltanschaulich Verbündeten – häufig zum Zwecke einer Weiterreise nach Südamerika. Auch in Spanien selbst fanden einige von ihnen Zuflucht, so etwa Léon Degrelle (Anführer der belgischen Rexisten und Befehlshaber eines belgischen Verbandes der Waffen-SS) oder Otto Skorzeny (Offizier der Waffen-SS und Leiter für militärische Kommandounternehmungen).

## Krieg in Asien und im Pazifik

### Japans Neuordnung Ostasiens
Japan war vor dem Zweiten Weltkrieg bereits an mehreren Kriegen beteiligt gewesen. Unter Tennō Taishō kämpfte Japan an der Seite der Alliierten im Ersten Weltkrieg, in dem Japan Kolonien des deutschen Kaiserreichs übernehmen konnte, darunter einen Teil Deutsch-Neuguineas (japanisches Südseemandat). Etwa zehn Jahre zuvor war es wegen des Streits um die Vorherrschaft in der Mandschurei und in Korea zum Russisch-Japanischen Krieg (1904–1905) gekommen.
Zur Überwindung der Wirtschaftskrise ab 1929 schlugen einflussreiche Politiker und Militärs eine territoriale Expansion Japans vor. Ab den 1930er-Jahren erlangten diese verstärkt Kontrolle über die Regierung, einschließlich des Amts des Premierministers; politische Gegner wurden verfolgt und Medien zensiert. Der aggressive Einsatz für eine Neuordnung der Pazifikregion hatte vorgeblich zum Ziel, die Hegemonie über die asiatischen Länder und deren Kolonien durch westliche, europäische Staaten zu beenden (Panasienbewegung). Tatsächlich war es der Wille, durch gewaltsame Sicherung von Rohstoff- und Absatzgebieten sowie Siedlungsland für Auswanderer die wirtschaftlichen Schwierigkeiten Japans zu beenden.
Die japanische Expansion richtete sich zunächst gegen die Republik China. Nach dem Mukden-Zwischenfall am 15. September 1931, der vermutlich von den Japanern selbst inszeniert wurde, kam es drei Tage später zur Mandschurei-Krise, und im Februar 1932 wurde ein japanischer Satellitenstaat Mandschukuo errichtet. Nach internationalen Protesten über das Vorgehen in China trat Japan 1933 aus dem Völkerbund aus; 1936 schloss es sich dem Antikominternpakt an.

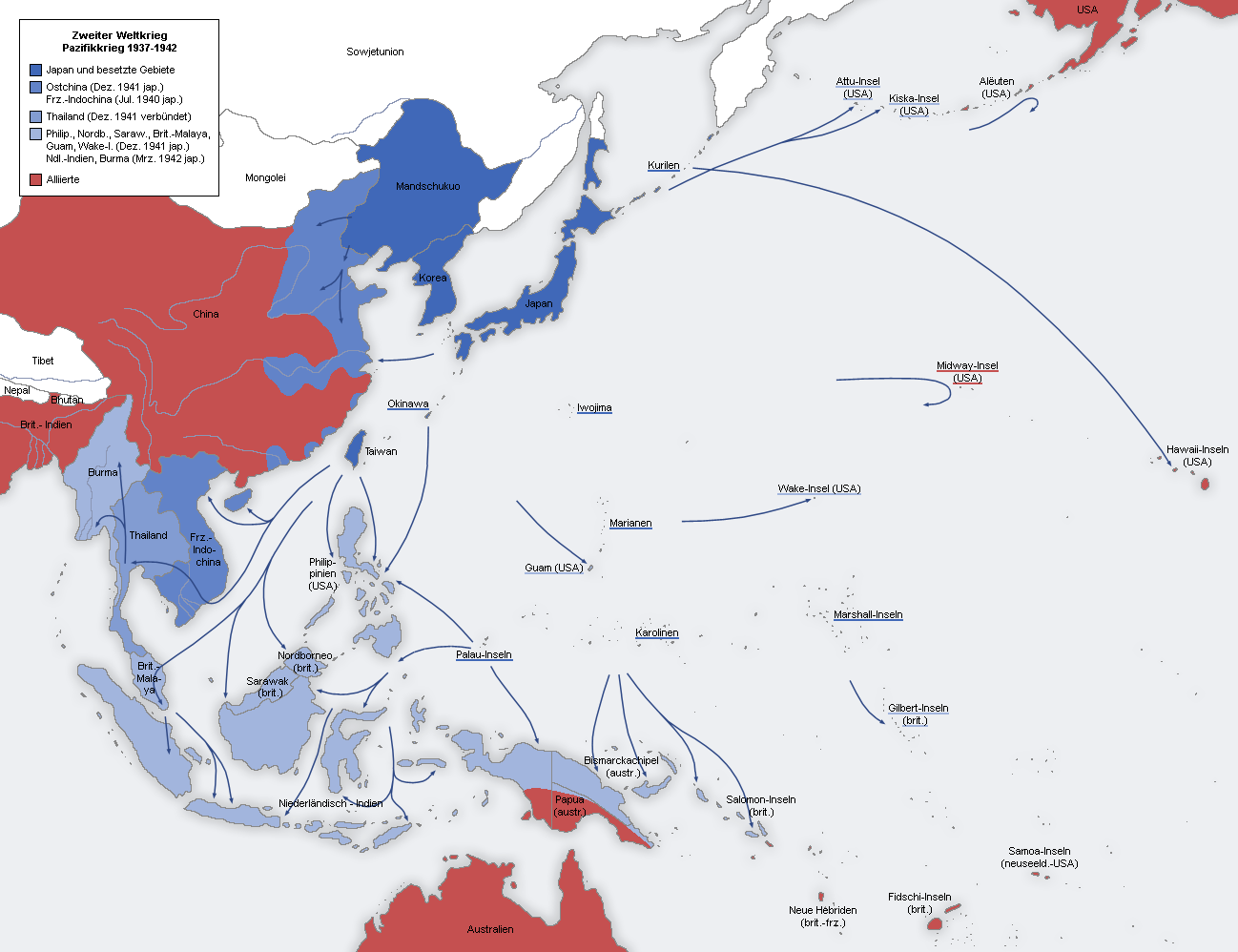
Pazifikkrieg 1937–1942

Am 7. Juli 1937 kam es zum Zwischenfall an der Marco-Polo-Brücke in Peking, den die japanische Armee zum Anlass nahm, ohne Kriegserklärung in Nordchina einzudringen und die Haupthäfen entlang der gesamten chinesischen Küste zu besetzen. Da sie das Hinterland von Hongkong und Macau besetzt hielt, blockierte sie fast die gesamte chinesische Küste, um die wirtschaftlichen Verbindungen Chinas nach Übersee abzuschneiden. Diese Ereignisse werden von einigen Historikern als der eigentliche Beginn des Zweiten Weltkrieges angesehen. Gleichwohl unterschied sich der Krieg in China sehr von dem Krieg in Europa, der am 1. September 1939 begann. Im Frühjahr und Sommer 1940, als die deutsche Wehrmacht die Niederlande, Belgien und Frankreich überrannte und „Großbritannien beinahe in die Knie zwang“, war kein Ende des asiatischen Krieges in Sicht.
China stand damals an einem Scheideweg, da die Kommunisten unter Mao Zedong und die Nationalisten der Kuomintang unter Chiang Kai-shek um die Vorherrschaft im Land kämpften. Die Kommunisten hatten sich nach dem Langen Marsch in das Landesinnere nach Yan’an zurückgezogen und griffen beim Kampf gegen die Japaner nur vereinzelt ein.

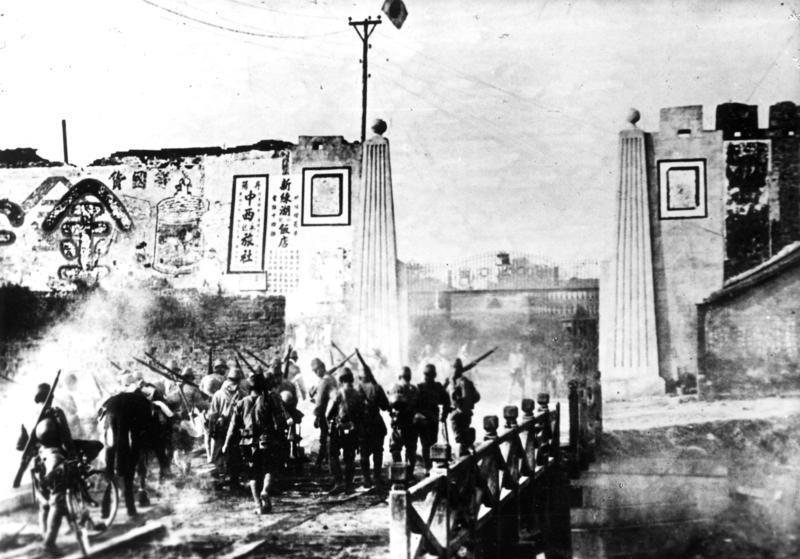
Japanische Truppen bei der Einnahme von Tanyang, Dezember 1937

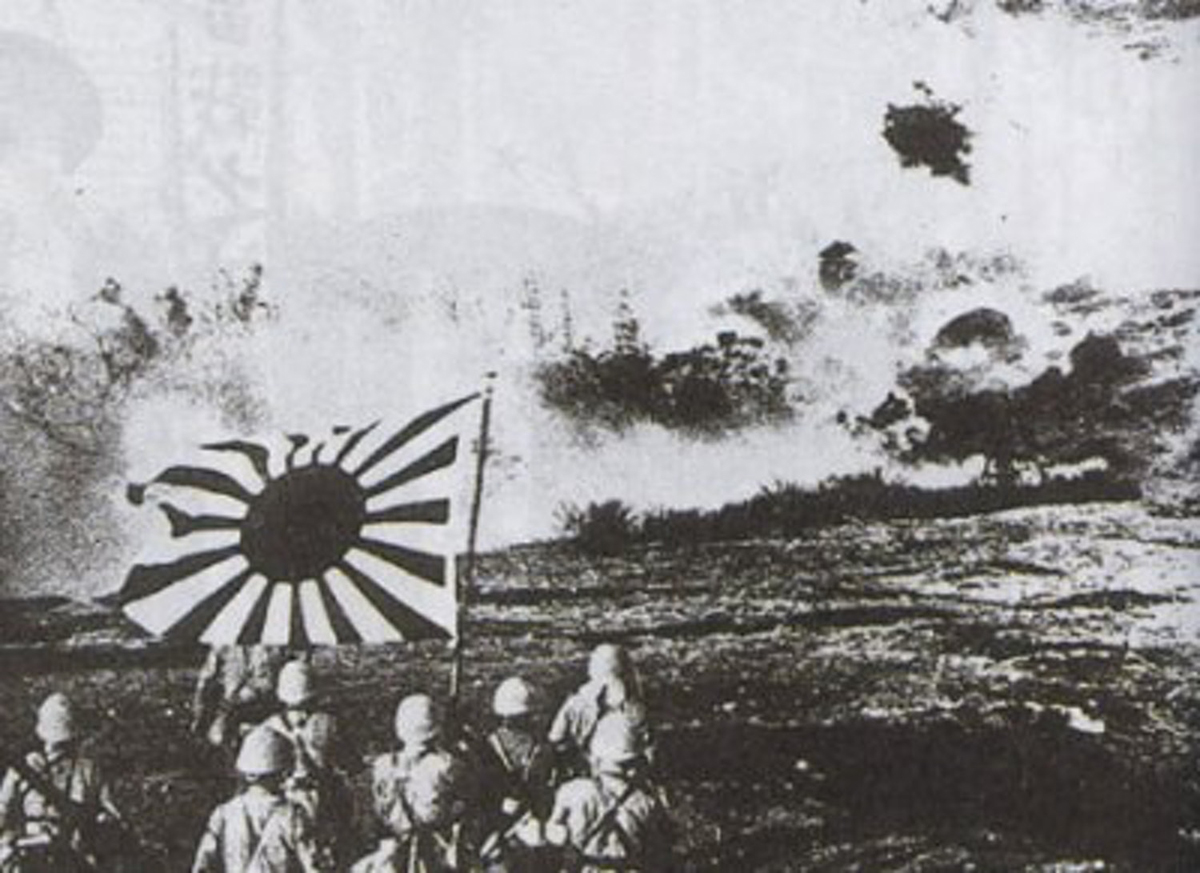
Japaner kämpfen bei Kanton, Oktober 1938

Um den 8. Dezember 1937 erreichten japanische Truppen Nanjing, die Hauptstadt der Kuomintang, und kesselten sie ein. Chiang Kai-shek ließ die Hauptstadt in das entfernte Chongqing verlegen. Bei der Besetzung der Stadt kam es in den folgenden sechs Wochen zum Massaker von Nanking, in dem mindestens 200.000 chinesische Zivilisten und Kriegsgefangene ermordet und etwa 42.000 Frauen und Mädchen aller Altersstufen vergewaltigt wurden. „Die Berichte über die Mord- und Vergewaltigungsorgie erschütterten die Welt.“ Die öffentliche Meinung im Westen, insbesondere in den USA, wandte sich scharf gegen Japan. Im Juli 1939 kündigte die Regierung der USA einen seit 1911 bestehenden wichtigen Handelsvertrag, durch den fast ein Drittel aller japanischen Einfuhren betroffen waren. Ein Ausweg aus der zunehmenden Isolation schien ein Bündnis mit Deutschland zu sein, das vom deutschen Außenminister Ribbentrop befürwortet wurde.
Der Weg nach Pearl Harbor war zwar keine Einbahnstraße, aber im Sommer 1940 unternahm die japanische Führung entscheidende Schritte, sodass die beiden Kriege in Europa und Asien zu einem einzigen globalen Flächenbrand verschmolzen. Japan nutzte die Niederlage der Westmächte und erpresste im Juni 1940 von Großbritannien und Frankreich, die lebenswichtigen Hilfslieferungen an die chinesischen Nationalisten über Burma und Indochina einzustellen. Die niederländische Exilregierung in London wurde unter Druck gesetzt, Öl aus Niederländisch-Indien nach Japan zu exportieren. Außerdem setzte es in Nanking Wang Jingwei als Chef einer Marionettenregierung ein.
Fürst Konoe Fumimaro, der im Juli 1940, nach den dramatischen Ereignissen in Europa, zum zweiten Mal Ministerpräsident geworden war, hatte im selben Jahr in einer Denkschrift argumentiert, der Krieg in China werde letztlich zu einer „großostasiatischen Wohlstandssphäre“ führen, gebildet aus Japan, Mandschukuo und China sowie ehemaligen Kolonien Großbritanniens, der Niederlande und Frankreichs. Geprägt hatte den Ausdruck Matsuoka Yōsuke, Außenminister im zweiten Kabinett Konoe. Der Dreimächtepakt mit Deutschland und Italien vom 27. September 1940 erweiterte den bestehenden Antikominternpakt um gegenseitige militärische Unterstützung. Damit verwarf Japan seine im September 1939 verkündete Neutralität und unterstrich seine aggressive Außenpolitik vor allem gegenüber China. Der Pakt richtete sich nicht gegen die Sowjetunion, sondern sollte vor allem die USA aus dem Krieg heraushalten. Die US-amerikanische Reaktion zeigte rasch, wie haltlos Matsuokas und Ribbentrops Behauptungen gewesen waren, der Dreimächtepakt werde abschreckend wirken. Im Weißen Haus verstärkte sich die Ansicht, dass Japan eine aggressive, kriegslüsterne Macht sei, ein asiatisches Gegenstück zum nationalsozialistischen Deutschland, die aufgehalten werden müsse. Bestätigt wurde diese Auffassung, als Japan im September 1940, als noch Verhandlungen mit den Franzosen im Gange waren, in zweitägigen Gefechten den nördlichen Teil von Französisch-Indochina gewaltsam besetzte. Schon im folgenden Monat verhängten die USA ein totales Ausfuhrverbot für Eisen- und Stahlschrott nach Japan, und Großbritannien öffnete wieder die Burmastraße für den Nachschub nach China.
Die japanische Führung wollte die Niederlagen Frankreichs und der Niederlande sowie die erwartete Niederlage Großbritanniens im Krieg gegen Deutschland zu einer Südexpansion (Indochina, Niederländisch-Indien, Hongkong, Malaya und Singapur) ausnutzen. Am 25. Juni 1940 sagte Heeresminister Hata Shunroku zu seinen Mitarbeitern: „Ergreifen wir die goldene Gelegenheit! Nichts soll uns aufhalten!“ Mit einer japanischen Besitzergreifung der britischen, französischen und niederländischen Kolonien in Südostasien wäre die Möglichkeit eines Zusammenbruchs Chinas in greifbare Nähe gerückt. Die Errichtung einer japanischen Hegemonialmacht in Ostasien und die Hegemonie eines nationalsozialistischen Deutschlands in Europa hätten darüber hinaus bedeutet, dass Amerika sich einer von totalitären Mächten gemeinsam beherrschten Alten Welt gegenübergesehen hätte, denn die Sowjetunion schien zu dieser Zeit ihre Einflusssphäre mit den Achsenmächten und Japan auf friedliche Weise abzugrenzen.

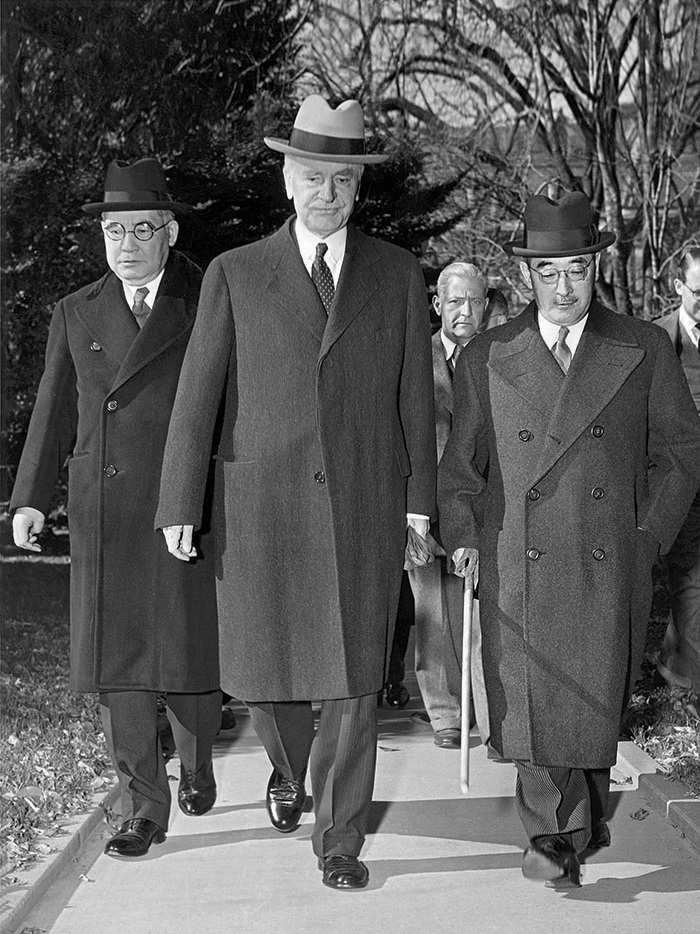
Außenminister Hull (Mitte) mit dem japanischen Botschafter Nomura Kichisaburō (links) und dem Sondergesandten Kurusu Saburō (rechts) auf dem Weg ins Weiße Haus, 20. November 1941

Das Jahr 1941 begann mit verstärkten Bemühungen der USA und Japans, einen drohenden Krieg zu vermeiden. Gleichzeitig nahmen die Kriegs- und Eroberungspläne der Japaner für Südostasien konkrete Formen an. In Verhandlungen zwischen dem US-Außenminister Cordell Hull und dem neu ernannten japanischen Botschafter Nomura Kichisaburō waren die Japaner bereit, auf ein weiteres Vorgehen nach Süden zu verzichten, wenn ihnen die Amerikaner die Unterwerfung Chinas ermöglichten. Aber die Weigerung, Japan freie Hand in China zu lassen, sollte im Dezember 1941 letzten Endes den japanischen Angriff auf Pearl Harbor auslösen. Am 2. Juli fiel in Japan die Entscheidung, den territorialen Anspruch nach Südostasien auszuweiten, wo die ergiebigen Bodenschätze der niederländischen und britischen Kolonien ein lohnendes Ziel waren. Zwei Tage nach der Besetzung des südlichen Teils von Indochina, der als Sprungbrett für diese Südexpansion gebraucht wurde, froren die USA, Großbritannien und seine Dominions sowie Niederländisch-Indien am 26. Juli 1941 die japanischen Auslandsguthaben in ihren Ländern ein, was praktisch einem völligen Exportembargo – auch von Erdöl – gleichkam. Wegen dieses Embargos blieb ein Krieg die vermeintlich einzige Alternative für Japan, weil dessen Ölreserven in spätestens zwei Jahren aufgebraucht sein würden.

### Von Pearl Harbor bis zur japanischen Kapitulation
Am 5. November 1941 fiel in Tokio die Entscheidung, den Krieg im folgenden Monat mit Angriffen auf Pearl Harbor, Malaya und die Philippinen zu beginnen. Das strategische Ziel war, innerhalb von acht Monaten die Herrschaft über Südostasien und den Westpazifik zu gewinnen, um von dieser Machtbasis aus längere Zeit gegen die Vereinigten Staaten zu kämpfen oder sie zu einem Verhandlungsfrieden zu Japans Vorteil zwingen zu können. Zugleich rechneten die Konferenzteilnehmer damit, dass im Zuge der Expansion die Hilfslieferungen an China unterbrochen werden könnten. Letzte Verhandlungen in Washington zwischen Nomura, dem Sondergesandten Kurusu Saburō und Hull, den Krieg zu vermeiden, scheiterten an Hulls kompromissloser Forderung nach Rückzug aller japanischen Truppen aus China und Indochina. Im Gegenzug wollten die USA die japanischen Guthaben freigeben. Wie nicht anders zu erwarten, wurde Hulls Zehnpunkteprogramm (unter anderem Rückzug aus China und Indochina, Anerkennung von Chiang Kai-shek als chinesischem Regierungschef und Kündigung des Dreimächtepaktes), als es am 27. November in Tokio eintraf, als Ultimatum aufgefasst – praktisch als Beleidigung. Die Kaiserliche Konferenz vom 1. Dezember 1941 stellte fest, dass Japan die „äußerst hochmütige, starrsinnige und respektlose“ Haltung der Vereinigten Staaten nicht dulden könne.
Beim Angriff auf Pearl Harbor am 7. Dezember 1941 versenkten japanische Flugzeuge, die von sechs Flugzeugträgern aus gestartet waren, in zwei Wellen fünf Schlachtschiffe, von denen drei später wieder flottgemacht werden konnten, und 14 weitere größere Kriegsschiffe der USA. Vizeadmiral Nagumo, der Kommandant der Flugzeugträgergruppe Kidō Butai, ließ keine dritte Angriffswelle aufsteigen, weil er sich Sorgen um den Standort der nicht anwesenden drei US-Träger machte, die einen schweren Gegenschlag führen konnten. Durch diese Entscheidung blieben Docks und Werftanlagen sowie Nachschubdepots und Treibstofflager intakt, was den USA einen raschen Wiederaufbau ihrer pazifischen Flotte in den nächsten sechs Monaten ermöglichte. Am nächsten Tag erklärte der Kongress der Vereinigten Staaten Japan den Krieg, der am selben Tag die von Großbritannien, seinen Dominions und den Niederlanden folgten. Ebenfalls am 8. Dezember startete Japan die Invasion des neutralen Thailand als Teil der „Befreiung“ Asiens von den Europäern. Am 10. Dezember wurden vor der Ostküste der malaiischen Halbinsel der britische Schlachtkreuzer Repulse und das moderne Schlachtschiff Prince of Wales, das erst wenige Monate zuvor in Dienst gestellt worden war, von japanischen Torpedoflugzeugen versenkt. Die Versenkung der beiden Großkampfschiffe war ein deutliches Zeichen für den sich abzeichnenden Bedeutungsverlust von solch großen Kriegsschiffen gegenüber land- und seegestützten Luftstreitkräften.
In den nächsten Monaten drängten die Japaner weiter nach Süden vor und besetzten, ideologisch vorbereitet durch den Schlachtruf „Asien den Asiaten“, europäische Kolonien wie Hongkong, Teile Burmas und Indiens, Britisch-Malaya, Singapur sowie Niederländisch-Indien. Auf den Philippinen, von 1942 bis 1945 von Japan besetzt, wurden „1 Million Filipinos [.] von japanischen Soldaten massakriert.“

Machtbereich Japans im März 1942

Innerhalb von vier Monaten (Dezember 1941 bis März 1942) hatten japanische Truppen weite Teile Südostasiens und einen Großteil der Pazifikinseln mit etwa 450 Millionen Menschen unter ihre Kontrolle gebracht. Dies war die größte Ausdehnung japanischer Macht in der Geschichte des Kaiserreichs. Die Eroberungen Malayas und von Niederländisch-Indien waren besonders wichtig für Japan, weil es dort reiche Erzvorkommen, eine umfangreiche Gummiproduktion und große Erdölfelder gab. 139.000 Briten, Australier und Inder mussten am 15. Februar 1942 in Singapur, dem „Gibraltar des Ostens“ und Großbritanniens größter Militärbasis in Südostasien, kapitulieren. Die Schlacht um Singapur gilt als Sinnbild des japanischen Blitzkrieges, später auch der Brutalität japanischer Soldaten, denn von den alliierten Gefangenen starben mehr als 11.000 an Hunger und Erschöpfung beim Bau der Thailand-Burma-Eisenbahn. Die Invasion Burmas begann am 15. Februar 1942. Niederländisch-Indien wurde Mitte März 1942 erobert. Auf den Philippinen musste General Douglas MacArthur bald Manila räumen und sich auf die Insel Corregidor zurückziehen, wo die letzten US-Truppen am 5. Mai 1942 kapitulierten. Nichts schien die Japaner aufhalten zu können.
Nach der Eroberung von Rabaul an der Nordostspitze der Insel Neubritannien (Januar 1942) hatten die Japaner eine hervorragende Ausgangsbasis für ein weiteres Vordringen in Richtung Ostpazifik und Südsee gewonnen.
Die Schlacht im Korallenmeer (Anfang Mai 1942) endete unentschieden (je ein gesunkener und ein schwer beschädigter Flugzeugträger auf beiden Seiten), und die Japaner gaben ihre Absicht auf, bei Port Moresby im Süden von Neuguinea zu landen, sodass die Alliierten ein Vorfeld nördlich von Australien halten konnten. Es war die erste kombinierte See-Luft-Schlacht in der Seekriegsgeschichte. Trotz des Rückschlags im Korallenmeer konnten die japanischen Streitkräfte bisher zufrieden sein: 340.000 alliierte Soldaten waren in Gefangenschaft geraten, und die alliierten Flotten hatten acht Schlachtschiffe, zwei Flugzeugträger, sieben Kreuzer und zahlreiche kleinere Kriegsschiffe verloren. In der Schlacht um Midway, in der Yamamoto annahm, die US-amerikanische Navy habe nur noch zwei Träger – die er zudem im Südpazifik wähnte – glaubte er, die verbliebene Pazifikflotte der USA zu einem Entscheidungskampf herausfordern zu können. Aber die US-Flotte war dank ihrer Funkaufklärung detailliert über die Pläne des Gegners informiert. Bei Luftangriffen von Flugzeugen dreier US-amerikanischer Träger verlor die japanische Marine vier Flugzeugträger und 200 Flugzeuge mit besonders erfahrenen Piloten und Pilotenausbildern. Ihre Flotte war so empfindlich geschwächt worden, dass die japanische Überlegenheit im See-Luft-Krieg verloren war. Die Schlacht „gilt mit Recht als der Wendepunkt des Krieges im Stillen Ozean.“
Nach dem Bau eines Flugplatzes auf Guadalcanal hätte Japan den alliierten Schiffsverkehr zwischen den USA und Australien bedrohen können. Die US Navy setzte im August 1942 ihre einzige noch verfügbare intakte Marine-Infanteriedivision (United States Marine Corps) ein, um den Flugplatz zu erobern, was rasch gelang. Hartnäckig versuchten die Japaner, die Insel zurückzuerobern. Erst nach monatelangen Kämpfen gelang es den Alliierten, sich auf der Insel endgültig zu behaupten (→ Schlacht um Guadalcanal). Dieser Erfolg markierte einen weiteren Wendepunkt zugunsten der USA, die jetzt nicht nur mehr Kriegsschiffe und Flugzeuge besaßen, sondern auch taktisch überlegen waren.

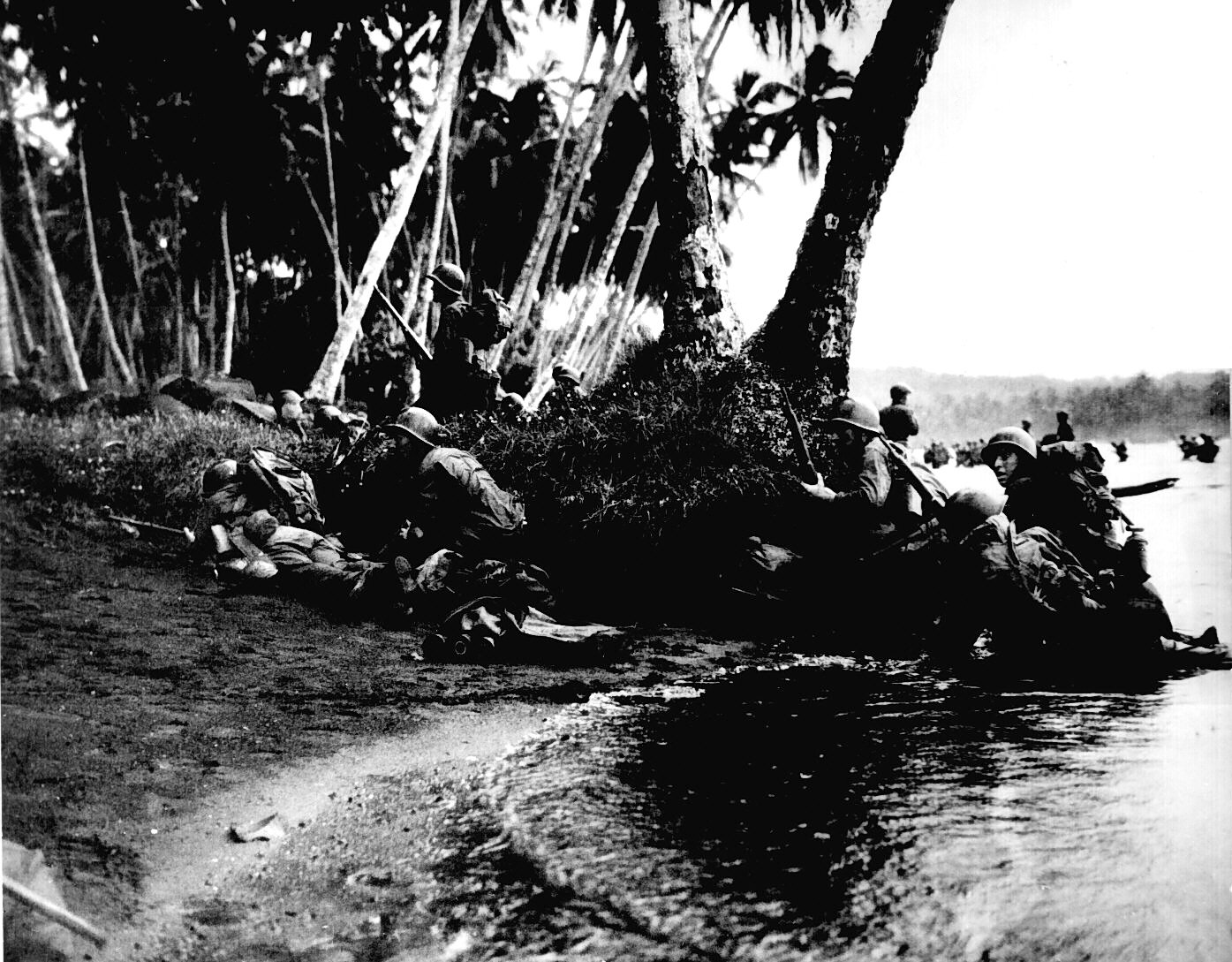
US-amerikanische Landung auf Rendova (Salomon-Inseln) am 30. Juni 1943

Sehr harte Kämpfe fanden von Ende 1942 bis Mitte 1944 auf Neuguinea, den Salomonen, den Gilbertinseln, den Marshallinseln und den Marianen statt. Ein erfolgreiches taktisches Mittel war dabei das „Island Hopping“, bei dem die Amerikaner die starken japanischen Stützpunkte, zum Beispiel das wichtige Rabaul mit seinem Hafen und den Flugfeldern, umgingen und sich Insel für Insel näher an die japanische Hauptinsel Honshū herankämpften.

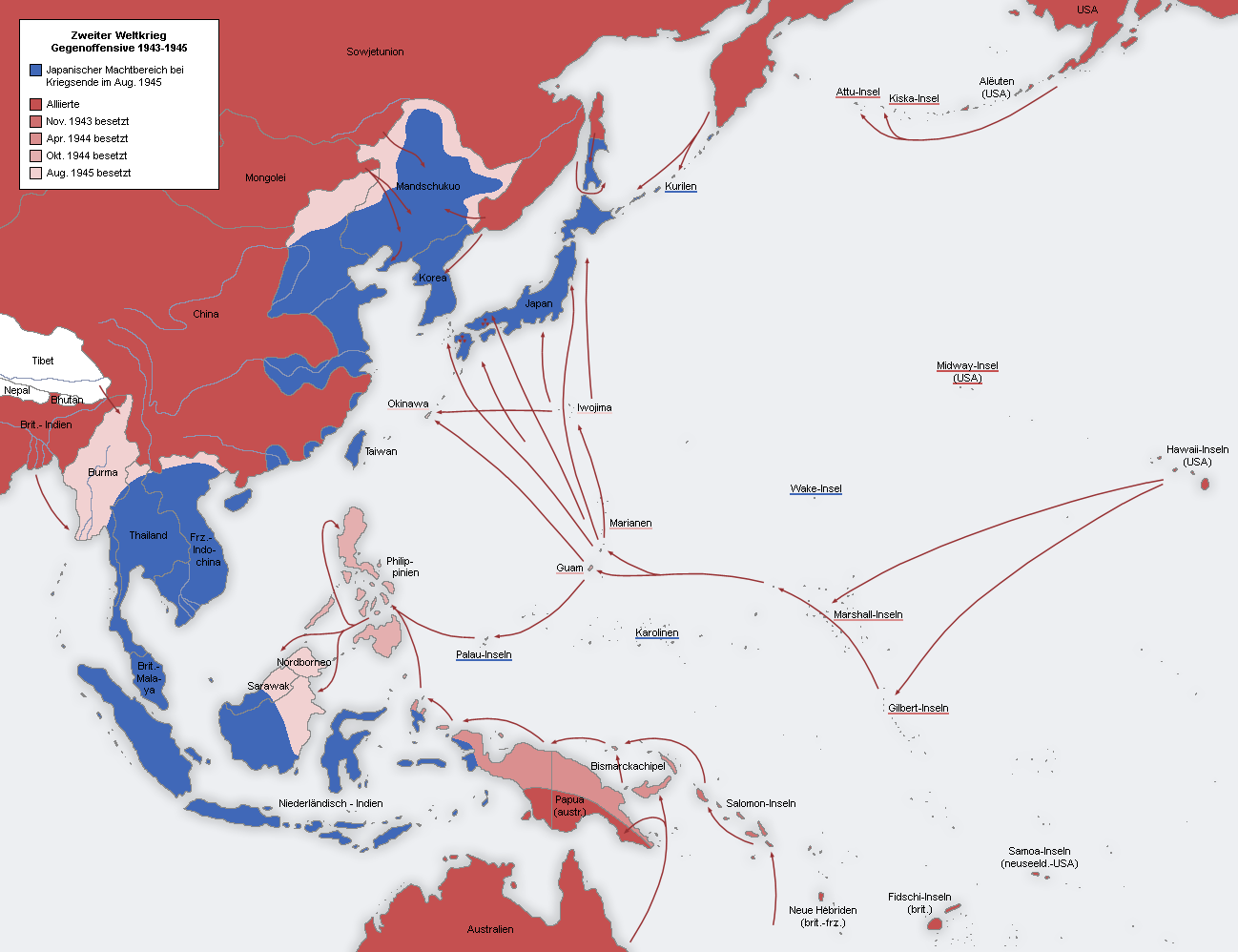
Alliierte Gegenoffensive 1943–1945 in Ostasien

Zu Beginn des Jahres 1943 gelang es den Amerikanern, japanische Funkcodes zu entschlüsseln. Dadurch wurden auch die Erfolge der US-amerikanischen U-Boote gesteigert, deren stetig steigende Erfolge einen wesentlichen Anteil am Sieg über Japan hatten. Sie torpedierten etwa ein Drittel von 686 japanischen Kriegsschiffen. Der japanischen Marine gelang es während des gesamten Krieges nicht, ein wirksames Schutzsystem für ihre Transportschifffahrt zu entwickeln. Dies lag sowohl an der Unterschätzung der U-Boot-Gefahr in der japanischen Militärdoktrin als auch an der großen technologischen Unterlegenheit Japans im Bereich der Radar- und der Unterwasserschallortung. Vor allem der danach entstehende Mangel an Treibstoff machte es erforderlich, Flottenverbände weit außerhalb der Hauptkampfgebiete, in der Nähe von Treibstoffquellen, zu stationieren, was die taktischen und strategischen Optionen der japanischen Flotte stark einschränkte.
Im April 1943 gelang es den Amerikanern, von Guadalcanal aus fünf Begleitmaschinen von Yamamotos Flugzeug, der sich auf einem Inspektionsflug befand, abzuschießen. Admiral Yamamoto, Oberbefehlshaber der japanischen Marine, kam beim Absturz seiner Maschine in den Dschungel ums Leben. Der Verlust dieser Führungs- und Identifikationsfigur war für die japanische Öffentlichkeit ein schwerer Schlag (→ Operation Vengeance).
Im November 1943, kurz vor dem Treffen mit Stalin in Teheran, vereinbarten Roosevelt und Churchill mit Chiang Kai-shek in Kairo, dass der Krieg gegen Japan ebenso wie der gegen Deutschland mit der bedingungslosen Kapitulation enden sollte. Chiang Kai-shek wurde damit nicht nur als der Repräsentant Chinas, sondern auch als Staatschef einer Großmacht anerkannt.
Ab 1944 begann die Erfolgszeit der US-amerikanischen Task Forces, die mit schnellen Trägerraids überraschend vor der Küste Japans auftauchten und fast nach Belieben Ziele aller Art angriffen. Die Japaner reagierten mit dem Einsatz von Kamikaze-Fliegern und bemannten Kaiten-Torpedos. Die von den Japanern erwarteten hohen Verluste US-amerikanischer Kriegsschiffe blieben aus.

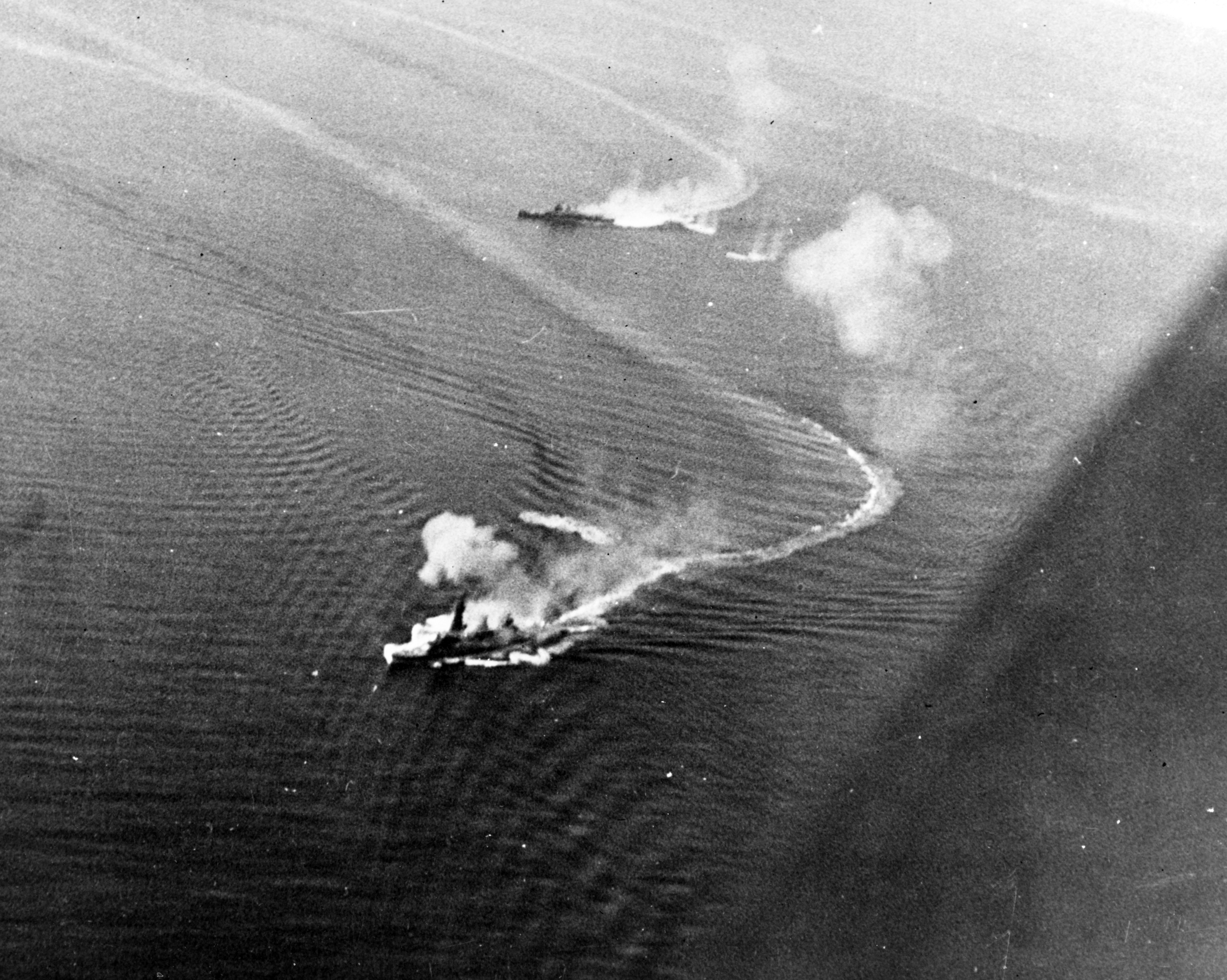
Das Schlachtschiff Fusō bei der See- und Luftschlacht im Golf von Leyte, 1944

In der ab Mitte Juni 1944 begonnenen Schlacht um Saipan, verbunden mit der Schlacht in der Philippinensee, verloren die Japaner fast alle eingesetzten Flugzeuge mitsamt Besatzungen und durch U-Boote drei Flugzeugträger. Der Verlust von Saipan löste in Japan ein politisches Erdbeben aus: Die Regierung von General Tojo musste zurücktreten und wurde abgelöst durch ein Kabinett unter General Koiso Kuniaki, der sogleich das Wehrpflichtalter auf 17 Jahre senkte. Ende Oktober bis Anfang November 1944 kam es während der Landungen auf Leyte (Philippinen) zur See- und Luftschlacht im Golf von Leyte. Japan setzte den größten Teil seiner Flotte ein und machte damit aus den Kämpfen um Leyte die größte Seeschlacht des Zweiten Weltkrieges. Die Japaner verloren mit vier Flugzeugträgern, drei Schlachtschiffen, zehn Kreuzern und neun Zerstörern fast ihre komplette verbliebene Seestreitmacht.
Erst nach der Eroberung der Marianen-Inseln im Sommer 1944 lag Japan innerhalb des Aktionsradius der neuen Boeing B-29 der USAAF. Die US-Luftwaffe ging zu nächtlichen Flächenbombardements aus relativ geringer Höhe auf die überwiegend aus Holz gebauten japanischen Städte über, bei denen hunderttausende Menschen ums Leben kamen. Beim größten Angriff dieser Art starben in Tokio in der Nacht zum 9. März 1945 etwa 85.000 Menschen, mehr als bei jedem anderen Luftangriff im Zweiten Weltkrieg und fast so viele wie durch den Atombombenangriff auf Hiroshima. Weitere Luftangriffe zerstörten bis Kriegsende zahlreiche japanische Großstädte.
Bei der Operation Hailstone wurde am 17. Februar 1944 der wichtige japanische Flottenstützpunkt Truk auf den Karolinen angegriffen. Dabei konnten zwölf Torpedobomber des US-Trägers Enterprise beim ersten radargestützten Nachtangriff die in der Lagune liegenden japanischen Schiffe angreifen. Trotz heftigen Abwehrfeuers konnten diese nur ein US-Flugzeug abschießen. Mit Verlusten von über 200.000 BRT und schweren Schäden an den Einrichtungen wird dieser Angriff auch als Pearl Harbor der Japaner bezeichnet.
Die Rückeroberung der Philippinen erwies sich als langer und verlustreicher, sechs Monate dauernder Feldzug (Oktober 1944–März 1945). Den US-amerikanischen Verlusten, 8.000 Mann, standen disproportional höhere japanische Verluste wie meist im Pazifikkrieg gegenüber: Allein auf der Insel Luzon fielen 190.000 Japaner.
Bei den Kämpfen auf den japanischen Inseln Iwojima und Okinawa wurden US-Schiffe von einer großen Zahl Kamikaze-Fliegern angegriffen. Die US-Streitkräfte verloren fast 7.300 Marines und etwa 5.000 Seeleute und Piloten. 36 Schiffe der US Navy sanken, und fast 400 Flugzeuge wurden zerstört. Die Japaner verloren 113.000 Soldaten und mit den Kamikazemaschinen rund 7.800 Flugzeuge.

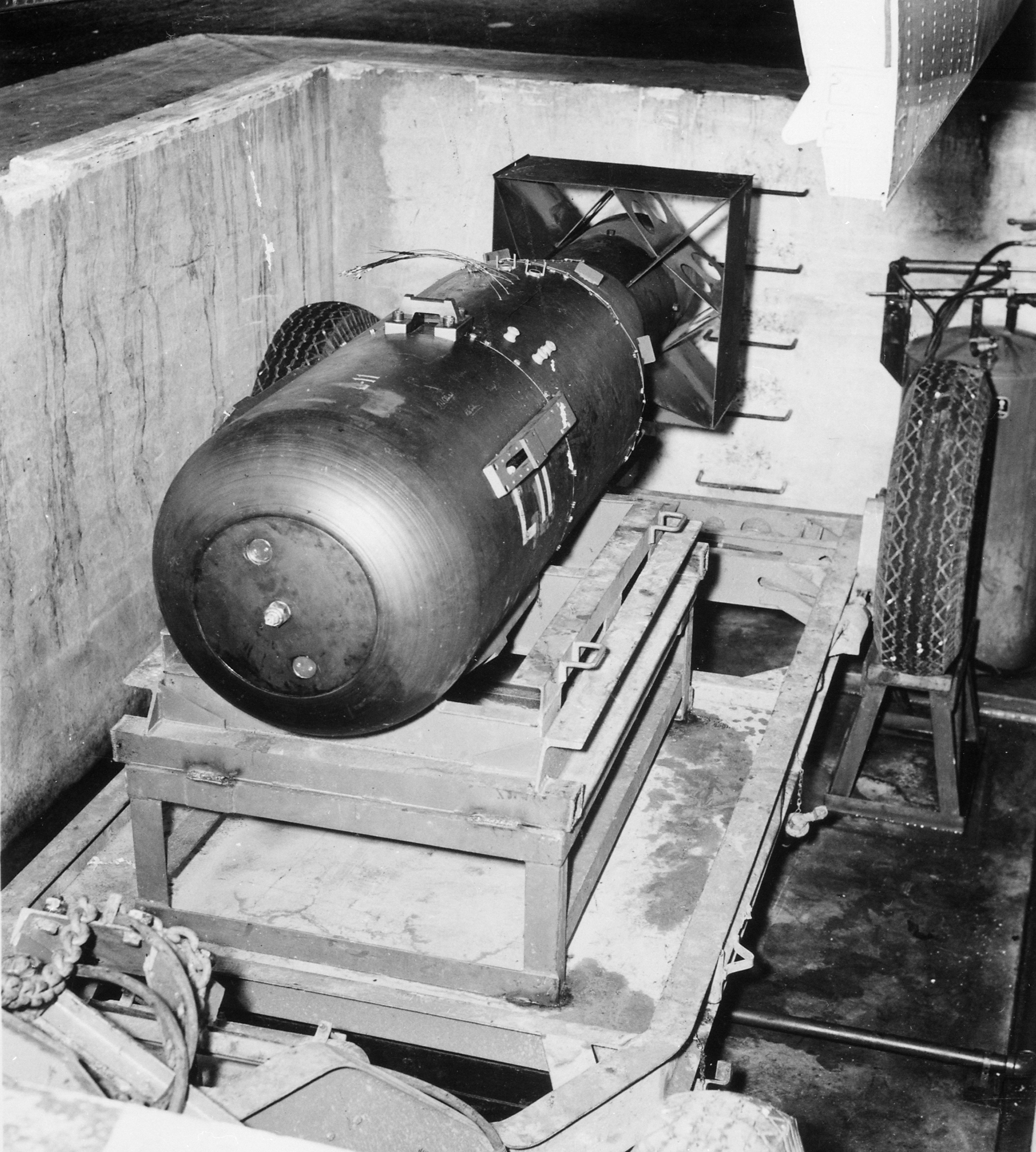
„Little Boy“ auf dem US-Stützpunkt Tinian vor der Verladung in den B-29-Bomber Enola Gay. Länge: 3,2 m, Durchmesser: 0,71 m, Uranmasse: 38,4 kg

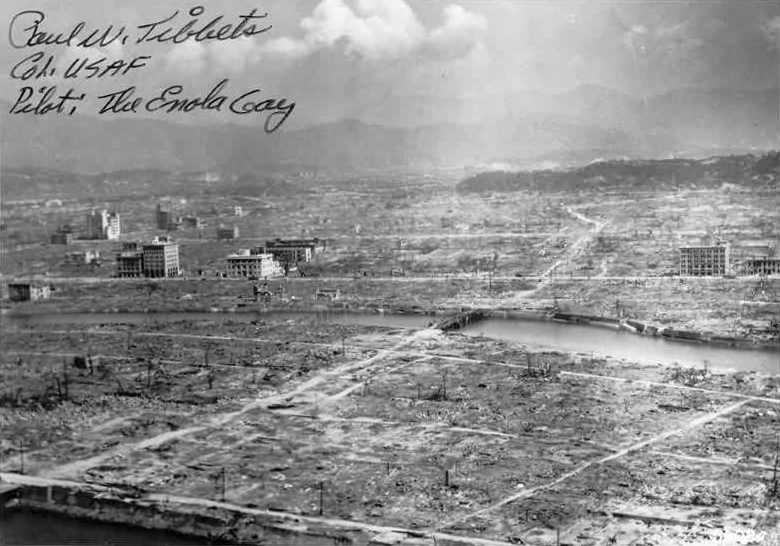
Hiroshima, nach dem Abwurf der Atombombe, 6. August 1945

Nach den Kämpfen auf Iwojima und Okinawa wurde mit einem B-29-Bomber, der von Tinian aus gestartet war, am 6. August 1945 die erste Atombombe über Hiroshima abgeworfen. Kurz darauf, am 9. August, wurde die zweite über Nagasaki gezündet. In Hiroshima waren 70.000–80.000 Menschen sofort tot, in Nagasaki etwa 20.000.
Die Sowjetunion stand zu ihrer bei der Konferenz von Jalta eingegangenen Verpflichtung, 90 Tage nach dem Kriegsende in Europa in Fernost den Krieg zu beginnen und Japan und seine Verbündeten anzugreifen. Somit begann die Rote Armee einen Tag nach der Kriegserklärung an Japan am 9. August den Sowjetisch-Japanischen Krieg, nachdem bereits im April 1945 der Neutralitätspakt mit Japan gekündigt worden war. Die Sowjetische Invasion der Mandschurei leitete den Untergang des japanischen Marionettenstaates Mandschukuo ein.
Wenige Tage später, am 15. August 1945 verkündete der japanische Tennō in einer Rundfunkansprache (Gyokuon-hōsō) die Kapitulation Japans, die am 2. September in der Bucht von Tokio auf der Missouri unterzeichnet wurde.
Der Kriegszustand zwischen Japan und den Alliierten endete formell am 28. April 1952 mit der Unterzeichnung des Friedensvertrags von San Francisco, allerdings ohne die VR China, die Sowjetunion und Indien.

## Strategische Aspekte
Der Strategiehistoriker Colin Gray deutet den Zweiten Weltkrieg mit seinen Operationen auf drei Kontinenten zu Lande, zu Wasser und in der Luft als komplexes Ereignis, das von einer „eleganten Schlichtheit in seinem Ablauf und seiner Struktur“ durchzogen werde. Gray zufolge waren die beiden wichtigsten Kriegsschauplätze, die Ostfront und der pazifische Raum, grundsätzlich voneinander unabhängig. Allerdings stellten wichtige Ereignisse wie die deutsche Kriegserklärung an die Vereinigten Staaten nach dem japanischen Angriff auf Pearl Harbor häufig kriegswichtige Zusammenhänge her. Ihnen gemeinsam sei vor allem gewesen, dass es sich bei beiden Feldzügen um „riesige Belagerungsoperationen“ gehandelt habe. Darüber hinaus ordnet Gray den Zweiten Weltkrieg trotz einer im Vergleich zum Ersten Weltkrieg verstärkten verbundenen Gefechtsführung, wie beispielsweise den Blitzkrieg, als Abnutzungskrieg ein.

### Luftkrieg

#### Europa
Beim Überfall auf Polen hatte die Luftwaffe die Luftherrschaft, da die polnischen Luftstreitkräfte mit ihren größtenteils veralteten Flugzeugen nur wenig Widerstand leisten konnten. Die Luftangriffe auf Warschau im September 1939 erfolgten vor allem auf zivile Ziele. Nach dem Überfall auf die Niederlande, Belgien und Luxemburg zerstörte die Luftwaffe am 14. Mai 1940 bei der Bombardierung von Rotterdam die Altstadt vollständig.
In den ersten Monaten der Luftschlacht um England richteten sich die deutschen Angriffe noch ausschließlich gegen militärische Ziele wie Fliegerhorste, Marinestützpunkte und die Anlagen der Chain-Home-Radarkette. Die Einheiten des britischen Fighter Command konnten jedoch die Luftüberlegenheit gegenüber den Angreifern behaupten. Die Luftschlacht wurde radikaler, als die Luftwaffe am 24. August 1940 einen ersten Angriff auf London flog und Churchill zur Vergeltung die Bombardierung Berlins befahl. Bis Ende des Jahres starben in London rund 14.000 Menschen.
Am 14. November 1940 flog die Luftwaffe einen schweren Luftangriff auf Coventry. Dabei kamen mindestens 568 Menschen ums Leben. Neben Fahrzeug- und Motorenwerken wurden Tausende von Wohnhäusern getroffen und die mittelalterliche St.-Michaels-Kathedrale zerstört. Die nationalsozialistische Propaganda erfand den Begriff des „Coventrierens“ für das Flächenbombardement. Die Royal Air Force griff ab Mai 1940 nadelstichartig deutsche Städte (zum Beispiel München-Gladbach) und Industrieanlagen wie die Deurag-Nerag-Raffinerie (→ Luftangriffe auf Hannover) an. Nachdem die Luftwaffe Anfang 1941 die Luftschlacht um England abgebrochen und einen Großteil ihrer Bomber und Jagdflugzeuge wegen des geplanten Angriffs auf die Sowjetunion nach Osten verlegt hatte, flog die RAF mehr Nachtangriffe auf deutsche Großstädte.
Beim Luftangriff auf Belgrad am 6. April 1941 wurde die Stadt, die nur schwach verteidigt werden konnte, von der Luftwaffe in weiten Teilen zerstört. Bei der deutschen Offensive gegen die Sowjetunion spielte die Luftwaffe eine bedeutende Rolle, konnte aber weder die Schlacht um Moskau noch die Schlacht von Stalingrad für die deutsche Seite entscheiden. Deutsche Bomber und Jäger wurden zumeist nur zur Luftnahunterstützung der Heerestruppen eingesetzt. Die United States Army Air Forces (USAAF) flogen im April 1942 den ersten Bombenangriff auf Tokio; ab August 1942 begann die Eighth Air Force der USAAF in Europa mit eigenen Luftangriffen.

Nachtjagdzonen im Himmelbett-Verfahren 1941/42

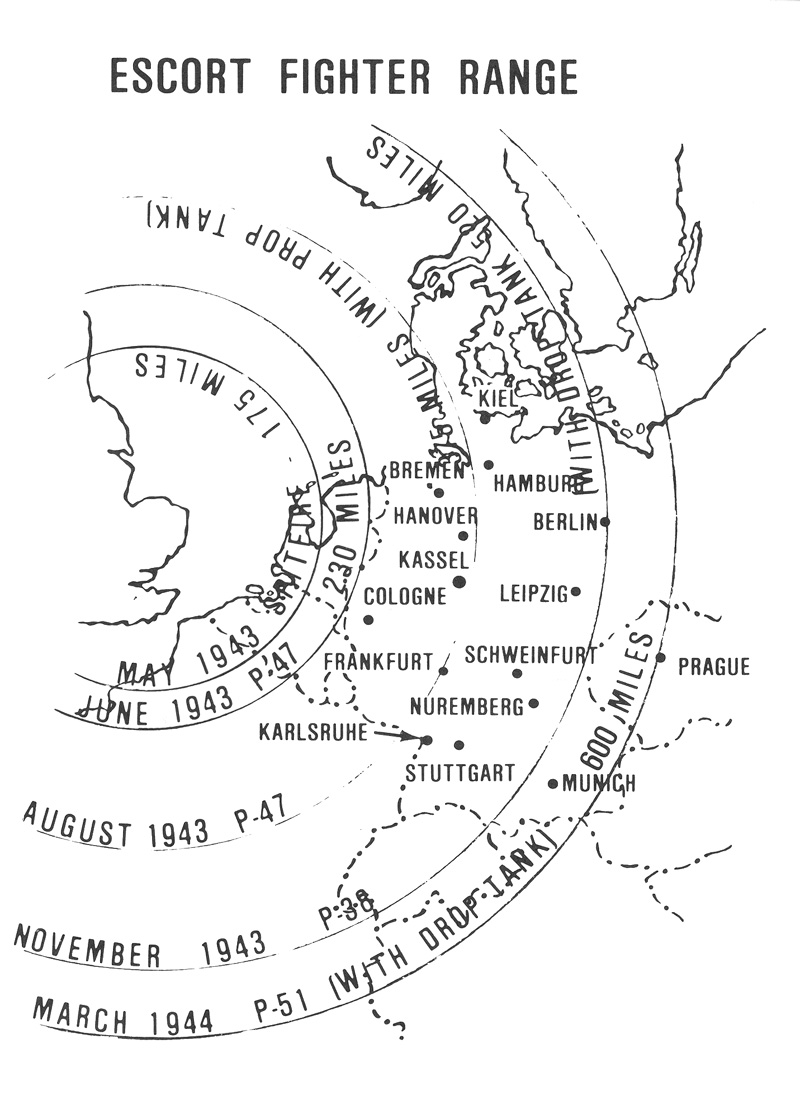
Reichweitenerhöhung der alliierten Begleitjäger

Da die Bombenangriffe mit wenigen Maschinen hohe Verlustquoten aufwiesen und ihr Ziel meistens verfehlten, ging die RAF ab Frühjahr 1942 dazu über, Bomberströme nach Deutschland zu schicken, um nachts die Luftabwehr zu überfordern und großflächig Städte anzugreifen. Am 14. Februar 1942 gab das britische Luftfahrtministerium (Air Ministry) die „Area Bombing Directive“ heraus, die Flächenangriffe auf zivile Ziele (Innenstadt, Wohngebiete und andere) forderte. Darin wurde dem neuen Oberkommandierenden des RAF Bomber Command Arthur Harris mitgeteilt, er könne seine Streitkräfte ab sofort ohne jede Beschränkung einsetzen: “You are accordingly authorised to use your forces without restriction […]”. Darüber hinaus wurde Harris informiert, dass die Einsätze auf die Moral der feindlichen Zivilbevölkerung zu konzentrieren seien – insbesondere auf die der Industriearbeiter: “It has been decided that the primary objective of your operations should be focused on the morale of the enemy civil population and in particular the industrial workers”. Die Area Bombing Directive hatte das Ziel, neben der Zerstörung von Industrieanlagen vor allem den Widerstandswillen der Bevölkerung zu schwächen. Ergänzend legte das sechs Wochen später verfasste Dehousing Paper die strategischen Ziele des britischen Luftkriegs gegen Deutschland fest.
Die Umsetzung dieser Ziele begann 1942 mit den Luftangriffen auf Lübeck Ende März und Rostock Ende April. Der erste „Tausend-Bomber-Angriff“ richtete sich Ende Mai gegen Köln (Operation Millennium). Im Januar 1943 flog das Bomber Command den ersten großen Angriff auf Berlin. Hier warfen zum ersten Mal Pfadfinder-Flugzeuge Zielmarkierungsbomben ab. Ende desselben Monats griffen auch die USAAF erstmals U-Boot-Werften in Wilhelmshaven an. Im März 1943 begann die Schlacht um die Ruhr mit Luftangriffen auf das Ruhrgebiet, dabei wurde auch das deutsche Rüstungszentrum Essen von der RAF angegriffen und die Krupp-Gussstahlfabrik schwer getroffen, wodurch sich die Produktion der Panzer Tiger und Panther verzögerte, was zu einer Verschiebung des Unternehmens Zitadelle bei Kursk führte. Im Juli 1943 folgte die Schlacht um Hamburg (Operation Gomorrha), in der schätzungsweise 34.000 Menschen ihr Leben im Feuersturm verloren. Dabei gelang es mit dem erstmaligen Einsatz von Window, die deutsche radargestützte Nachtjagd mit Himmelbett-Verfahren und die Flak weitgehend unwirksam zu machen. Daraufhin wurde die deutsche Jägerproduktion zu Lasten der Bomberproduktion beschleunigt und man versuchte den alliierten Vorsprung in der Radartechnik und bei den funktechnischen Gegenmaßnahmen wettzumachen. Das Zahme-Sau-Nachtjagdverfahren wurde eingeführt. An der Front wurden dringend benötigte Flak und Flugzeuge abgezogen, um die Heimatfront zu verstärken. Wegen des Personalmangels wurden erstmals junge Männer und in geringerer Zahl auch Frauen als Flakhelfer herangezogen. In diesem Frühjahr 1943 wurden die Verluste der alliierten Bomberflotten besorgniserregend. Nicht einmal ein Fünftel der Besatzungen der RAF überlebte einen Zyklus von 30 Einsätzen. Die 8. US-Luftflotte verlor durch Abschüsse so viele Flugzeuge, dass sie in diesem Jahr nicht mehr in der Lage war, die für den Erfolg einer Invasion in Westeuropa nötige Luftüberlegenheit herzustellen. Die USAAF konzentrierten sich bei ihren Tagesangriffen vorwiegend auf Industrieziele, während Bomber der RAF bei Nacht die Städte bombardierten. Die US-amerikanischen Bomberverbände hatten zunächst beträchtliche Verluste, beispielsweise bei den Angriffen gegen Schweinfurt und Essen. Als ab Frühjahr 1944 verstärkt Langstreckenjäger (P-38, P-47 und P-51) die Bomber der USAAF begleiteten, gingen die Verlustzahlen deutlich zurück. Mit den massiven Luftangriffen hofften die Alliierten auch, verstärkt Widerstand gegen das NS-Regime hervorzurufen und damit den Krieg verkürzen zu können.
Im Verlauf des Jahres 1944 erhöhte sich die alliierte Luftüberlegenheit derart, dass beinahe täglich Bomber in das Reichsgebiet einflogen. In der Big Week wurden im Februar 1944 ausgewählte Ziele der deutschen Rüstungsindustrie mit 6.000 Bombern von RAF und USAAF angegriffen. Als ab Mai 1944 die kriegswichtigen Raffinerien und Hydrieranlagen, unter anderen die Leunawerke, verstärkt bombardiert wurden, wurde die Treibstoffversorgung des Heeres und insbesondere der Luftwaffe erheblich beeinträchtigt. Mit dem darauf folgenden Ausfall von 90 % der deutschen Benzinproduktion war der Krieg laut Rüstungsminister Albert Speer für das Deutsche Reich auch „produktionstechnisch verloren“. Der Luftangriff auf Ploiești am 19. August 1944 zerstörte eine weitere wichtige Quelle für Treibstoff.
Die schweren Luftangriffe auf Dresden vom 13. bis 15. Februar 1945 töteten zwischen 22.700 und 25.000 Menschen. Sie sind bis heute Gegenstand kontroverser Betrachtungen zwischen militärischer Notwendigkeit oder Bruch des damaligen Kriegsvölkerrechts. Zur selben Zeit wurden bis Ende März 1945 auch kleinere Städte wie Pforzheim, Swinemünde, Würzburg, Hanau, Hildesheim, Wesel und Paderborn noch großflächig zerstört. Im Bombenkrieg starben rund 600.000 Deutsche und 60.595 Briten. Von den 125.000 Freiwilligen des RAF Bomber Command haben mehr als 55.000 Flieger ihr Leben verloren, mehr als in jeder anderen britischen Truppengattung.
Durch den Einsatz des ersten Düsenjägers Messerschmitt Me 262 sollte die alliierte Luftüberlegenheit gebrochen werden; dieser kam jedoch zu spät bzw. wurde falsch eingesetzt. Mit den beiden neuen Entwicklungen des Marschflugkörpers V1 und der ballistischen Fernrakete V2 hoffte die nationalsozialistische Führung auf eine „Wunderwaffe“. Da beide nur eine geringe Treffergenauigkeit hatten, waren sie ungeeignet zur gezielten Zerstörung militärischer Ziele. Von den ab Juni 1944 rund 7500 gegen England gestarteten V1 wurden über die Hälfte von der britischen Flak, die die in den USA neu entwickelten Radar-Abstandszünder (Proximity fuze) einsetzen konnte, sowie den Jagdflugzeugen abgeschossen. Aber in der deutschen Bevölkerung konnte die Hoffnung auf eine Wende zum „Endsieg“ hin wieder geweckt oder wachgehalten werden, etwa in der Flüsterpropaganda: „Da kommt noch was! Das ist noch nicht alles.“ Ihre Funktion war vor allem die Terrorisierung der britischen Zivilbevölkerung. Bis März 1945 wurden etwa 3200 V2-Raketen vorwiegend auf London und später den Hafen von Antwerpen abgeschossen. Die V2-Raketen erreichten auf ihrer ballistischen Flugbahn eine Höhe von über 100 km und stießen damit an die Grenzen des Weltraums vor. Da sie dabei zudem eine fünffache Überschallgeschwindigkeit erzielten, gab es gegen diese Fernraketen keine direkte Abwehr.

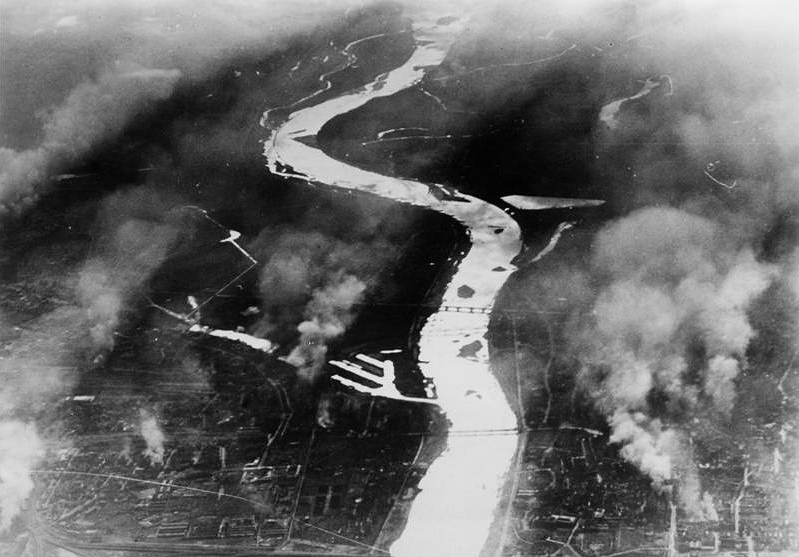
Die Weichselbrücken in Warschau während deutscher Luftangriffe, September 1939
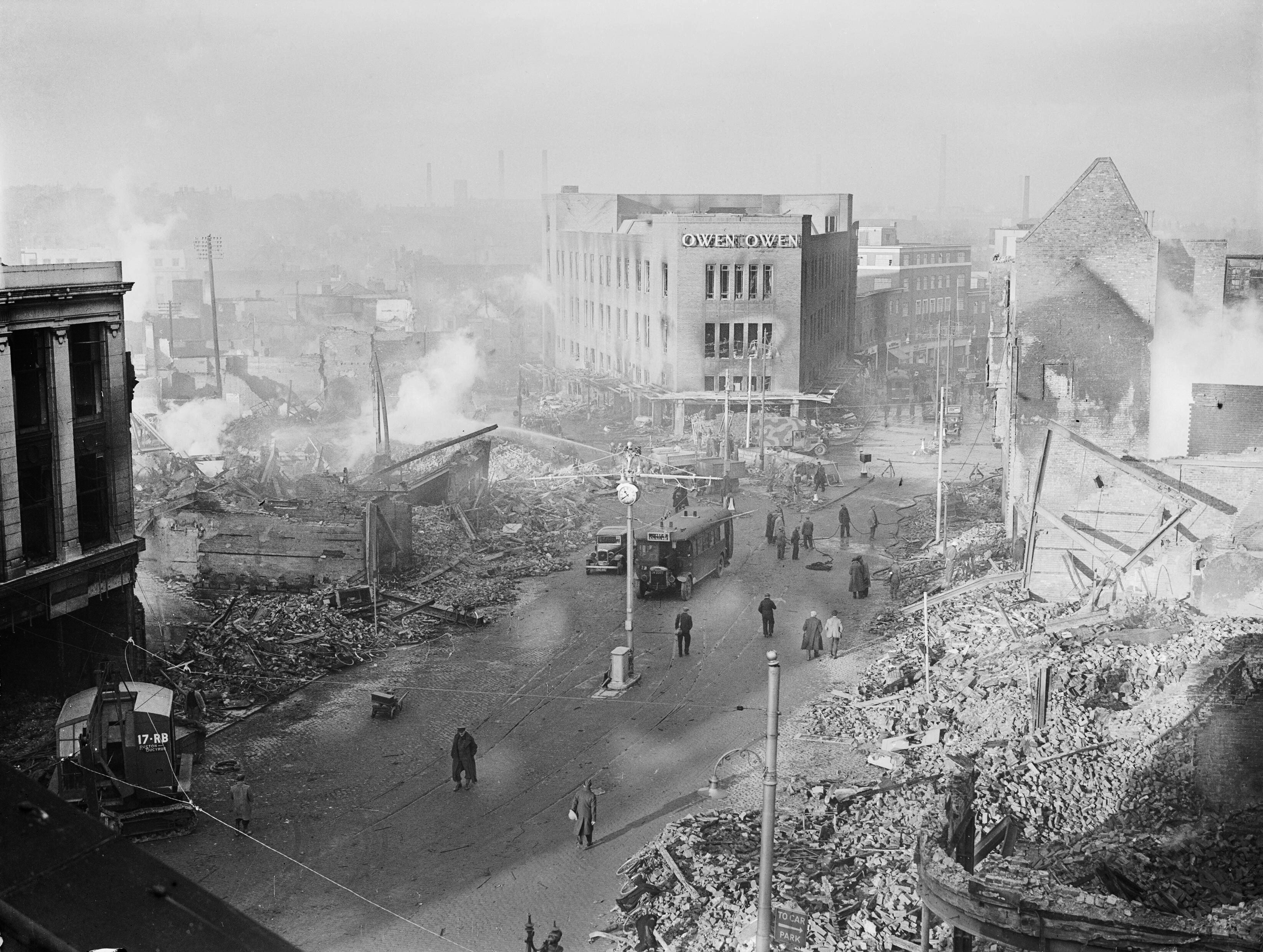
Stadtzentrum von Coventry nach dem deutschen Luftangriff am 14. November 1940
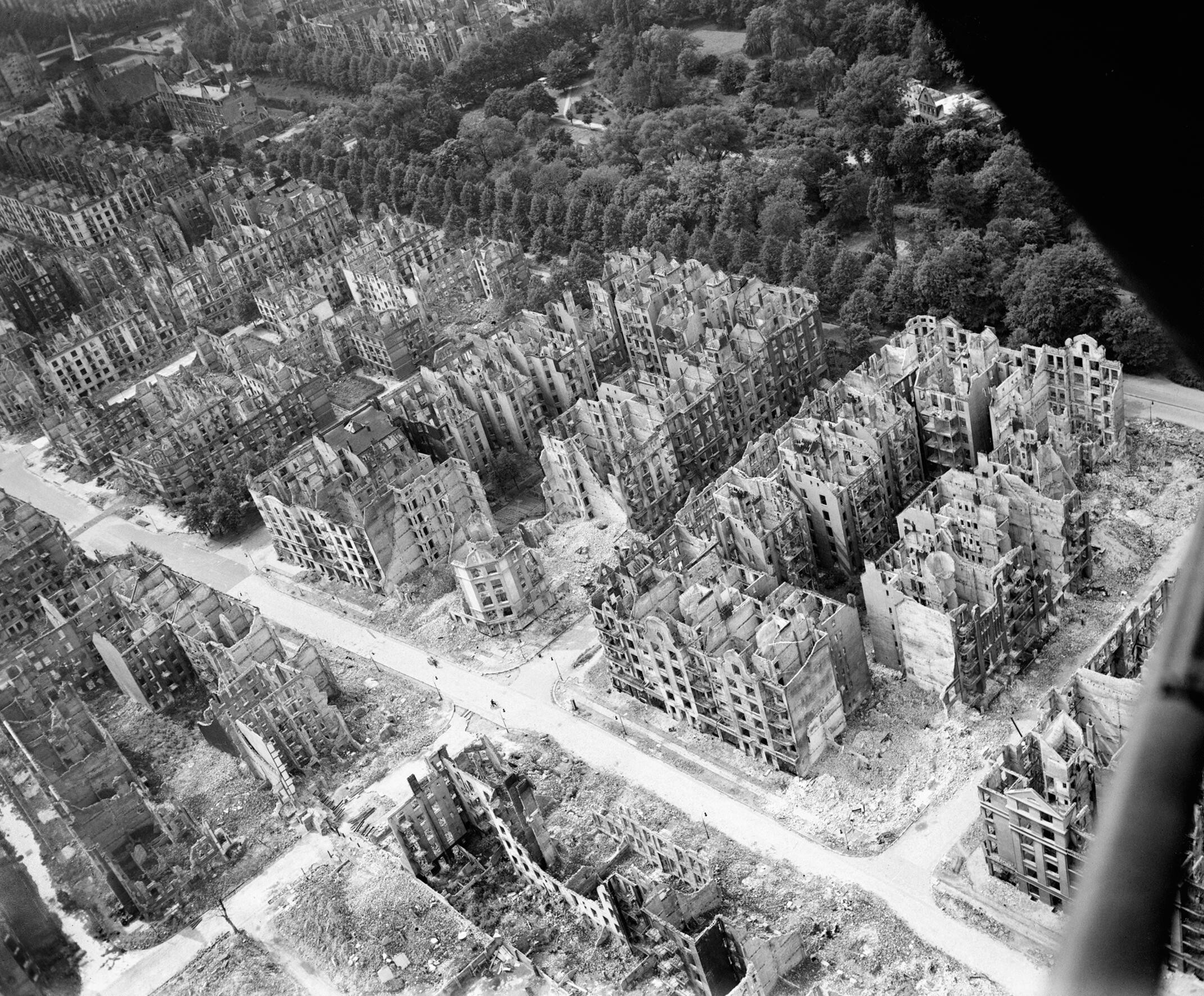
Bei den Luftangriffen auf Hamburg 1943/1945 ausgebrannte Häuserzeilen am Eilbeker Weg
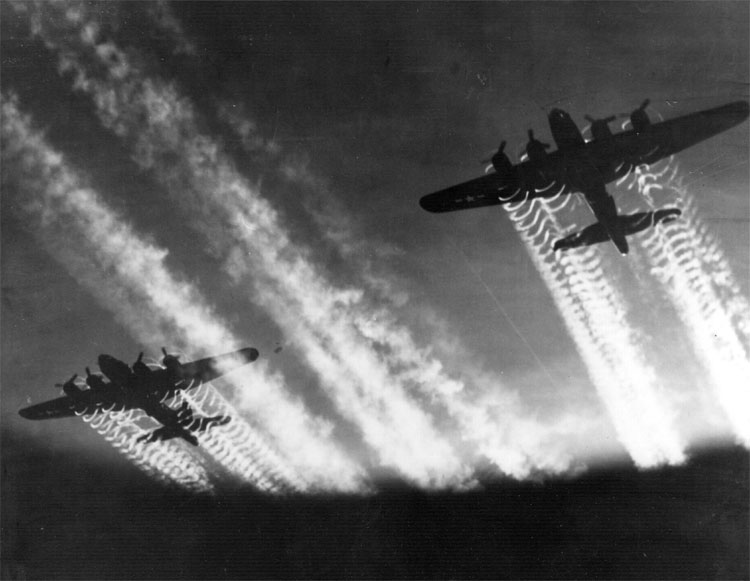
Boeing B-17 am Nachthimmel über Europa
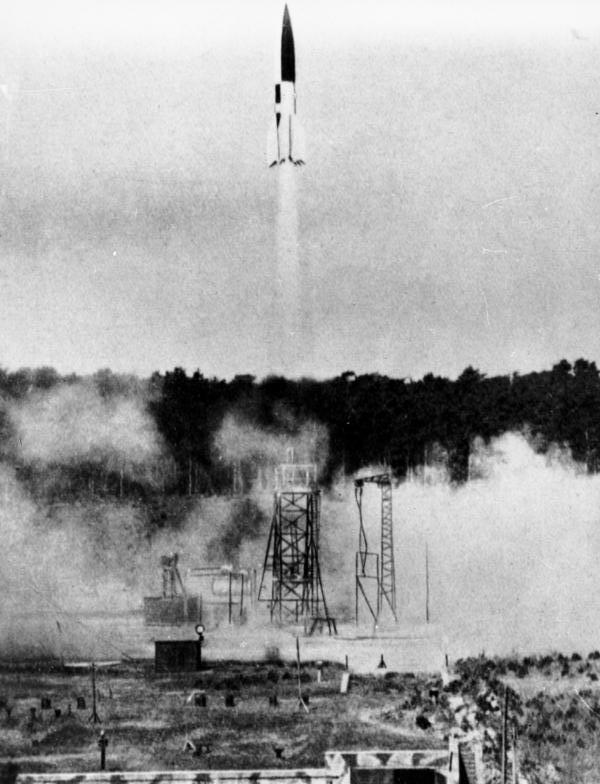
21. Juni 1943: Start einer A4-Rakete (V2) vom Prüfstand VII der Heeresversuchsanstalt Peenemünde auf Usedom
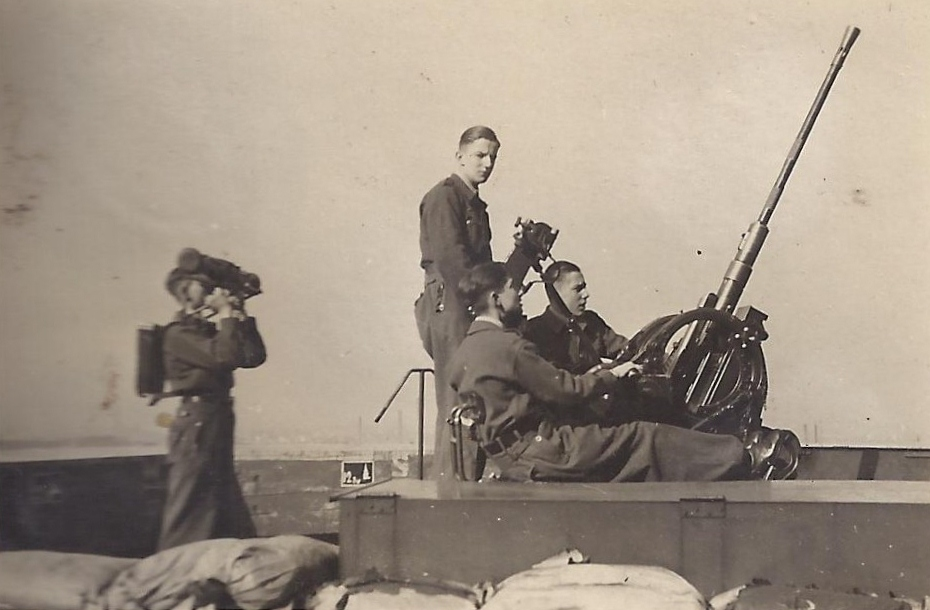
Flakhelfer (Jahrgang 1927), Berlin 1943

#### Asien

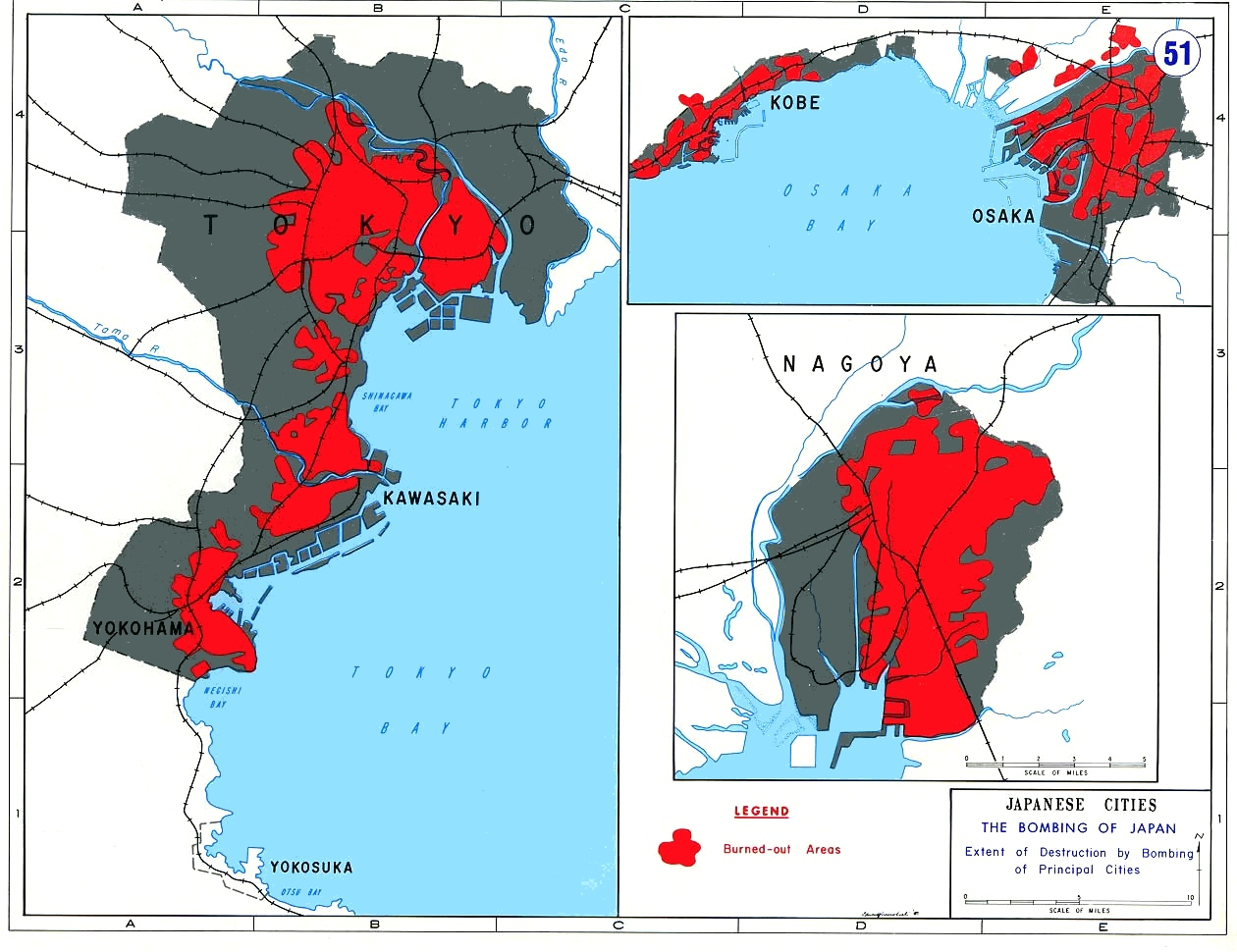
US-Karte zur Verwüstung von Tokio, Kōbe, Kawasaki, Osaka und Nagoya

Im Pazifikkrieg gegen Japan konnte die USAAF nach der Eroberung der Marianen mit dem Langstreckenbomber B-29 Superfortress von Flugplätzen auf Tinian aus ab Ende 1944 die japanischen Heimatinseln angreifen. Relativ erfolglosen Präzisionsangriffen aus großer Höhe folgten nächtliche Flächenbombardements aus relativ geringer Höhe auf japanische Städte. Die US-amerikanischen Luftangriffe auf Tokio im Februar und März 1945 zerstörten die Stadt, die überwiegend aus Holzhäusern bestand, fast vollständig, wobei über 100.000 Menschen starben. Bei den Bombardements anderer Großstädte kamen Hunderttausende von Menschen ums Leben. Während der Operation Starvation wurden 1945 zwölftausend Seeminen um Japan abgeworfen, die 222 Handelsschiffe mit 511.539 BRT versenkten. Das war der finale Schlag in der Seeblockade Japans.
Nach der verlustreichen Schlacht um Okinawa erwarteten die alliierten Streitkräfte einen fanatischen japanischen Widerstand bei der geplanten Landung auf den japanischen Hauptinseln (Operation Downfall). Als sie durch dechiffrierte Nachrichten nach der Kapitulationsaufforderung der Potsdamer Erklärung erfuhren, dass eine Minderheit der japanischen Führung für eine Kapitulation eintrat, beschloss Truman mit Zustimmung der britischen Regierung parallel zum sowjetischen Kriegseintritt durch den Einsatz der Atombombe eine Mehrheit für die Kapitulation zu bewegen. Am 6. und 9. August 1945 wurde je eine Atombombe über Hiroshima und Nagasaki abgeworfen. Das sollte auch ein politisches Zeichen militärischer Stärke in der aufkommenden Blockkonfrontation setzen.

### Seekrieg

#### Atlantik- und U-Boot-Krieg

Geleitzugrouten, Luftüberwachungszonen und Schiffsverluste März bis Dezember 1941

Am 25. August 1939 erhielten alle Schiffe der deutschen Handelsflotte auf hoher See die verschlüsselte Anweisung zur sofortigen Rückkehr in die Heimat. Von der Flotte, die bei Kriegsausbruch fast 4,5 Mio. BRT umfasste, gingen durch Kriegseinwirkungen (Minen, Bomben, U-Boote, Überwasserangriffe, Selbstversenkungen, Kaperung, Seeunfälle usw.) bis zum Kriegsende 3 Mio. BRT verloren.
Mit der Versenkung des britischen Dampfers Athenia am 3. September 1939 begann der deutsche U-Boot-Krieg im Atlantik. Als Propagandaschlag von Konteradmiral Karl Dönitz geplant, gelang es Kapitänleutnant Günther Prien, mit U 47 am 14. Oktober 1939 in die Bucht von Scapa Flow einzudringen und im Hauptstützpunkt der Home Fleet das Schlachtschiff Royal Oak der britischen Marine zu versenken, wobei über 800 Mann ums Leben kamen. Nach dem deutschen Einmarsch in Dänemark und Norwegen (Unternehmen Weserübung) wurde von den Briten im Mai 1940 das strategisch wichtige Island besetzt. Fanden bis zur Mitte des Jahres 1940 hauptsächlich Aktionen durch einzelne U-Boote statt, konnten nach der Eroberung Frankreichs von fünf U-Boot-Stützpunkten (anfangs provisorisch, später mit massiven Bunkern) an der Atlantikküste aus U-Boote wesentlich schneller die Operationsgebiete im Nordatlantik und vor dem Ärmelkanal erreichen. Die alliierten Geleitzüge waren aus Mangel an Begleitschiffen (escorts) nur schwach gesichert. Außerdem setzten die U-Boot-Kommandanten die neue Taktik eines nächtlichen Überwasserangriffs ein, der die nur Unterwasserziele ortenden alliierten ASDIC-Sonargeräte wirkungslos machte.
Die Alliierten verloren 1940 und 1941 je 4,4 Millionen BRT Schiffsraum, denen nur 1,2 und 2 Millionen BRT an Neubauten gegenüberstanden.
Um den Druck auf die britischen Nachschubtransporte zu erhöhen und um den U-Boot-Krieg zu unterstützen, lief im Mai 1941 ein Geschwader aus Gotenhafen mit Ziel Atlantik aus. Es bestand aus dem gerade erst in Dienst gestellten Schlachtschiff Bismarck, dem ebenfalls erst wenige Monate im Dienst befindlichen Schweren Kreuzer Prinz Eugen und einigen Zerstörern. Die Aktion mit dem Decknamen Unternehmen Rheinübung führte zum Untergang des britischen Schlachtkreuzers Hood am 24. Mai 1941 und endete drei Tage später mit der Versenkung der Bismarck. Die deutschen Überwassereinheiten wurden in die Ostsee und nach Norwegen zurückgezogen. In Norwegen sollten sie sowohl eine befürchtete alliierte Landung verhindern als auch zur Bekämpfung der alliierten Versorgungskonvois nach Murmansk dienen und banden dadurch beträchtliche britische Einheiten. Nach mehreren verlustreichen Angriffen auf Geleitzüge wurde Admiral Raeder im Januar 1943 durch Dönitz ersetzt. Dieser sandte die Scharnhorst im Dezember 1943 in das aussichtslose Seegefecht vor dem Nordkap, bei dem sie versenkt wurde.
Nach der Kriegserklärung Deutschlands an die Vereinigten Staaten am 11. Dezember 1941 entsandte Vizeadmiral Dönitz Langstrecken-U-Boote zur Ostküste der Vereinigten Staaten (Unternehmen Paukenschlag), wo sie in den ersten Januartagen 1942 eintrafen. Nachdem auf Hitlers Weisung auch neutrale zentral- und lateinamerikanische Handelsschiffe versenkt wurden, trat Mexiko im Mai in den Krieg ein. Die zunächst schlecht organisierte US-Küstenverteidigung stand den Angriffen auf die Handelsschifffahrt hilflos gegenüber. Als die Verteidigung im Frühjahr zunahm, wichen U-Boot-Kommandanten in die Karibik und den Südatlantik aus. Ab Februar 1942 wurden 21 brasilianische Schiffe von deutschen U-Booten versenkt, allein fünf am 15. August, wobei fast 1000 Seeleute und Passagiere ums Leben kamen. Daraufhin erklärte Brasilien am 22. August 1942 dem Deutschen Reich und Italien den Krieg. Andere deutsche Boote operierten zur selben Zeit im Nordatlantik in Rudeln und konnten so den Druck auf die Konvois aufrechterhalten. In diesem Jahr kam es zu mehreren großen Geleitzugschlachten. Im Herbst desselben Jahres steigerten sich die Erfolge der U-Boote noch weiter, da viele alliierte Geleitkräfte für die Sicherung der Transporte nach Nordafrika (Material für Operation Torch) eingesetzt waren. 1942 wurden 8,2 Millionen BRT alliierten Schiffsraums versenkt; 7,2 Millionen BRT wurden neu gebaut (s. u.).

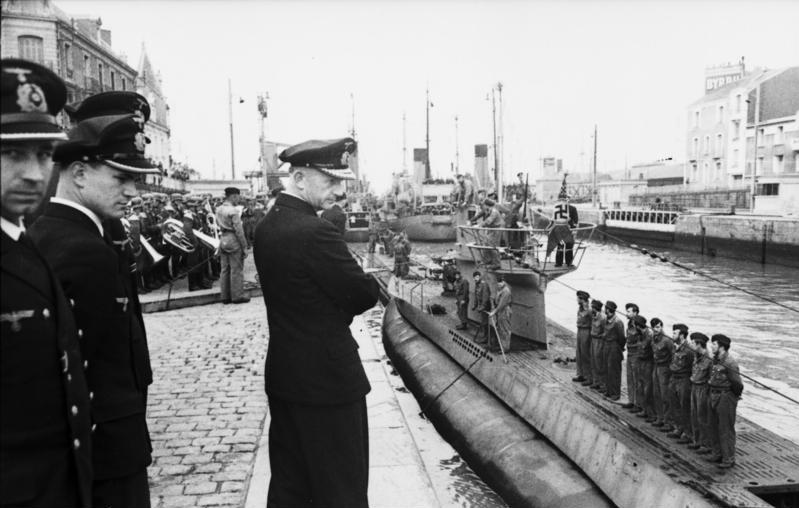
Karl Dönitz beim Einlaufen von U 94 im Hafen von Saint-Nazaire, Juni 1941
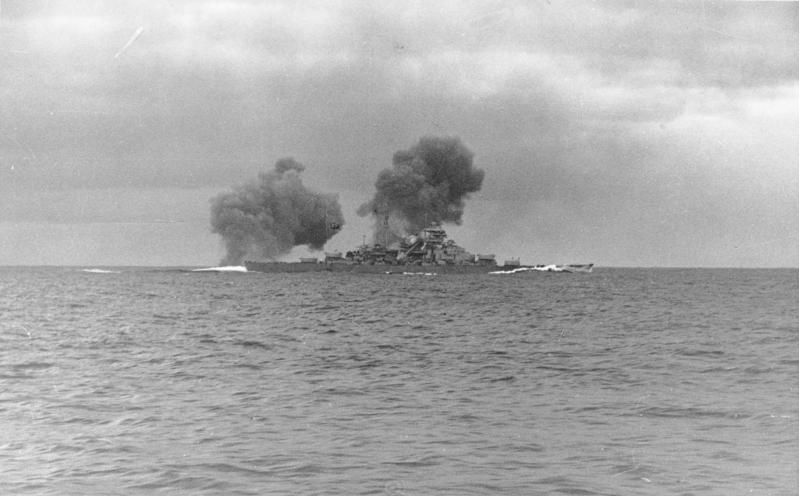
Unternehmen Rheinübung, 24. Mai 1941
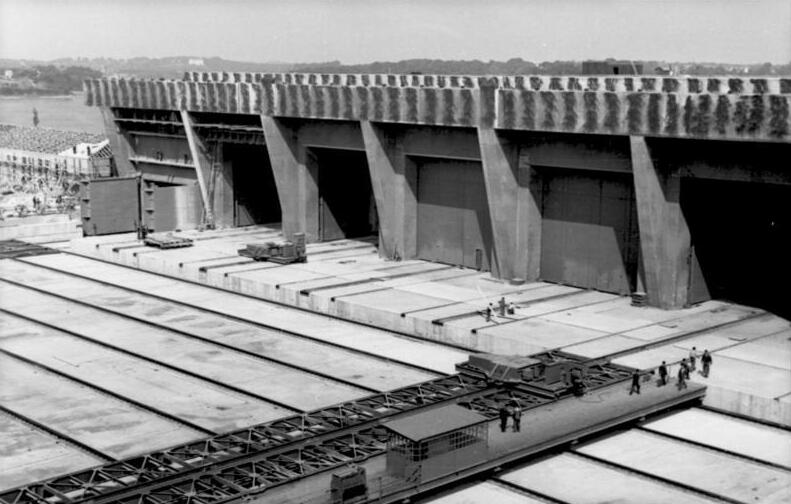
Bau des U-Boot-Bunkers in Lorient, April 1942
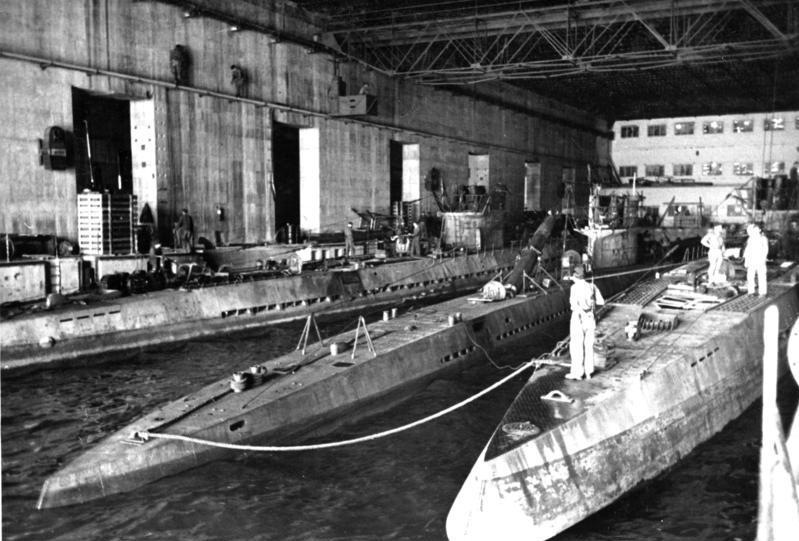
Deutsche U-Boote im Bunker von Brest, 1942

Ende 1942 gelang es britischen Kryptoanalytikern in Bletchley Park bei London, den mit Hilfe der ENIGMA verschlüsselten Funkverkehr der deutschen U-Boote erneut zu brechen. Durch Entschlüsselung des deutschen Funkverkehrs, Unterwasserschallortung von Schiffen und Radarortung von Flugzeugen aus entstand ab 1943 eine katastrophale Situation für die deutschen U-Boote. Im Mai 1943 konnten die Alliierten die Verbesserung der technischen Ausstattung der Begleitschiffe durch Radar, ASDIC-Sonargeräten, automatischen Funkpeilern (Huff-Duff) und Hedgehog-Granatwerfer sowie ihre Luftüberlegenheit mittels Geleitflugzeugträgern in vollem Maße nutzen, sodass in jenem Monat 43 deutsche U-Boote versenkt wurden. Großadmiral Dönitz stellte daraufhin am 20. Mai den U-Boot-Krieg vorübergehend ein. „Damit trat auch im Seekrieg eine entscheidende Wende zugunsten der Alliierten ein.“ 1943 gestattete Portugal dem Vereinigten Königreich entsprechend der Englisch-Portugiesischen Allianz von 1373 die Nutzung von Stützpunkten auf den Azoren. Das verkleinerte die sogenannte Mittelatlantik-Lücke (mid atlantic gap), die für den Schutz von Geleitzügen und die Bekämpfung von U-Booten bedeutend war.
Nach der Landung der Alliierten in der Normandie, Anfang Juni 1944, gingen bald die deutschen U-Boot-Stützpunkte an der französischen Atlantikküste teilweise verloren; einige konnten bis zum Kriegsende als abgeschnittene Festungen verteidigt werden (unter anderem Lorient, Saint-Nazaire und La Rochelle). Die U-Boote wurden in die Nord- und Ostsee sowie norwegischen Küstengewässer zurückgedrängt oder operierten häufiger vor der britischen Ostküste. Das damals modernste U-Boot vom Typ XXI kam bis Kriegsende nicht mehr zum Einsatz. Bei Bekanntwerden der bevorstehenden Kapitulation der Wehrmacht wurde am 4. Mai 1945 die Operation Regenbogen gestartet: Obwohl Dönitz’ Befehl an diesem Tage lautete, alle Schiffe zu übergeben, wurden die meisten U-Boote von ihren Besatzungen selbst versenkt. Die übrigen Boote liefen nach dem 8. Mai mehrheitlich britische oder US-amerikanische Häfen an.
Schiffsraumbilanz des Handelskrieges:
| Jahr   | Verlust dt. U-Boote | Bilanz der Alliierten (Neubauten – versenkte Tonnage) |
| ------ | ------------------- | ----------------------------------------------------- |
| 1939   | 009                 | 00.− 478.000 BRT                                      |
| 1940   | 021                 | 0− 3.188.000 BRT                                      |
| 1941   | 034                 | 0− 2.414.000 BRT                                      |
| 1942   | 088                 | 0− 1.063.000 BRT                                      |
| 1943   | 225                 | + 10.974.000 BRT                                      |
| 1944   | 247                 | + 11.927.000 BRT                                      |
| 1945   | 132                 | 0+ 3.376.000 BRT                                      |
| Gesamt | 782                 | + 19.134.000 BRT                                      |

Im November 1939 startete die deutsche Luftwaffe mit der Verlegung von Seeminen aus der Luft in der Themse. Wegen mangelnder Kooperation zwischen Marine und Luftwaffe wurde die Luftverlegung wenig genutzt. Hauptsächlich durch Schiffe wurden 223.000 Minen verlegt, wodurch 576 britische Schiffe versenkt wurden. Das RAF Bomber Command verlegte unter dem Decknamen Gardening ab 1942 sehr intensiv Minen. Insgesamt über 47.000 Minen wurden ausgelegt, wobei 467 Flugzeuge verloren gingen. Ein Nachkriegsbericht des Bomber Command beansprucht 491 versenkte und 410 beschädigte Schiffe. Im Schnitt hätte demnach jede 50. luftverlegte Mine ein Schiff getroffen. Insgesamt verlegte das Vereinigte Königreich 260.000 Minen auf dem europäischen Kriegsschauplatz (großteils defensiv) und es wurden damit angabegemäß 1.590 Schiffe versenkt.

#### Mittelmeer
Im Luftangriff auf Tarent schaltete die britische Luftwaffe in der Nacht vom 11. zum 12. November 1940 drei Schlachtschiffe der italienischen Regia Marina aus.

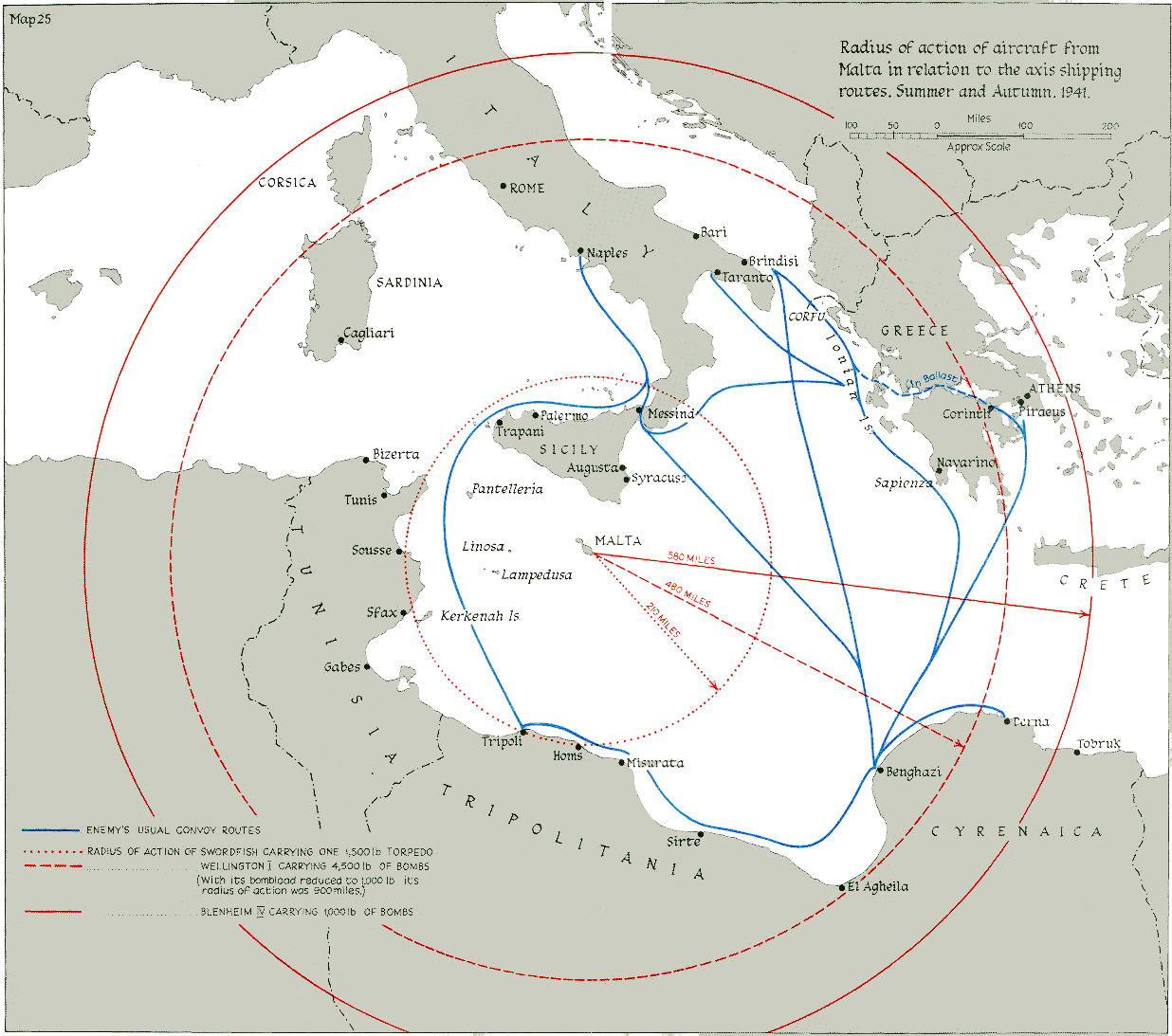
Aktionsradius der alliierten Luftwaffe von Malta, 1941

Im Mittelmeer mussten die Achsenmächte ihre Streitkräfte in Nordafrika versorgen, während die Alliierten zunächst ihre Positionen im Nahen Osten schützen wollten. Malta war ein zentraler Defensivstützpunkt, den die deutsche Luftwaffe während der Belagerung von Malta nicht völlig abriegeln konnte und der die Versorgung der Achsenmächte in Nordafrika stark einschränkte. Die Achsenmächte Deutschland und Italien verfügten im Mittelmeer über 938 größere Handelsschiffe mit 3,2 Mio. BRT. Von diesen gingen bis zum Waffenstillstand von Cassibile 1943 insgesamt 565 Schiffe mit zusammen 2,0 Mio. BRT verloren. Das von Einfuhren über das Mittelmeer abhängige Italien litt sehr stark unter der alliierten Blockade. So konnten von 1940 bis 1943 im Schnitt nur 1,1 Mio. Tonnen Öl pro Jahr importiert werden, während der Bedarf der Streitkräfte auf 8 Mio. geschätzt worden war. Die italienische Flotte litt darunter, dass die Briten einige ihrer Codes entschlüsselt hatten und dass die Deutschen auf der Verwendung ihres maschinellen Codes beharrt hatten, der von den Briten ebenfalls entschlüsselt werden konnte. Das stärkste Hemmnis für die italienische Marine war allerdings die extreme Knappheit ihrer Treibstoffvorräte, so dass sie nicht einmal einen Versuch unternehmen konnte, die Invasion Siziliens im Juli 1943 zu verhindern.
Deutschland versuchte beim italienischen Waffenstillstand von Cassibile im September 1943 die italienische Flotte zu übernehmen, was nur teilweise gelang. Das Schlachtschiff Roma wurde versenkt und zahlreiche weitere Schiffe erbeutet oder zerstört, aber viele Schiffe entkamen dem deutschen Zugriff. Diese Verluste verringerten den Druck auf die britische Marine im Mittelmeer.

#### Indischer Ozean
Die japanische Flotte versuchte mit einem Trägerverband nach der Eroberung von Singapur im April 1942 einen Angriff auf die britische Seeherrschaft im Indischen Ozean. Größere Landungsoperationen waren nicht geplant, da sich das japanische Heer weigerte, seine Kräfte zu zersplittern. Die neu zusammengezogene britische Flotte im Indischen Ozean konnte zum größten Teil ausweichen und weiterhin zum Schutz der alliierten Versorgungsschiffe beitragen. Im Mai 1942 landeten britische Kräfte zum Schutz der Seewege des westlichen Indischen Ozeans in der Operation Ironclad auf der Vichy-treuen französischen Kolonie Madagaskar und eroberten die Insel bis November 1942.

#### Pazifik
Japan war vom Schiffsverkehr zu seinen neueroberten Rohstoffbasen und zwischen den einheimischen Inseln abhängig und damit verwundbar. Von Beginn des Krieges an verlor die japanische Handelsmarine durch die Einwirkungen feindlicher U-Boote, Flugzeuge und Seeminen mehr Schiffsraum, als sie durch Neubau und erbeutete Schiffe hinzugewann. Bis zum Kriegsende wurden fast 9 Mio. BRT versenkt, davon 4,8 Mio. von U-Booten. Die Handelsmarine schrumpfte von 6,1 Mio. BRT im Jahr 1941 auf 1,5 Mio. zum Kriegsende.

#### Kriegsmateriallieferungen an die Sowjetunion

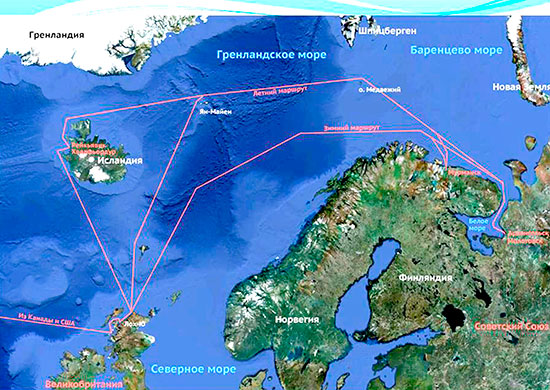
Geleitzugrouten im Nordmeer

Unmittelbar nach dem Überfall auf die Sowjetunion, als Großbritannien selbst noch unter Druck stand, startete es die Versorgung der Sowjetunion durch Nordmeergeleitzüge mit Rüstungsgütern. Von den insgesamt 800 an diesen Geleitzügen beteiligten Schiffen gingen während dieser vierzig Operationen 100 verloren. Am 7. November 1941 verkündete die US-Regierung die Aufnahme der Sowjetunion in das Leih- und Pachtprogramm. Vorausgegangen waren Gespräche zwischen Harry Hopkins und Stalin im Juli in Moskau und am 2. September die Unterzeichnung des Moskauer Protokolls während der Konferenz von Moskau durch Harriman und Lord Beaverbrook.
Die Hälfte der amerikanischen Sowjethilfe kam über den Pazifik unbehelligt von japanischen Streitkräften nach Wladiwostok und anderen Pazifikhäfen, während die deutsche Wehrmacht an der Ostfront ausblutete. Da die Sowjets nur wenige Handelsschiffe im Pazifik hatten, wurden auch amerikanische Schiffe ausgeflaggt. Japan sah sich aber an den japanisch-sowjetischen Neutralitätspakt gebunden, weil man befürchtete, die Sowjetunion könnte den Vereinigten Staaten andernfalls Luftwaffenstützpunkte zur Bombardierung des japanischen Mutterlandes zur Verfügung stellen. Ab Sommer 1942 holten sowjetische Piloten, die in Alaska eingewiesen wurden, Flugzeuge auf der Alaska-Sibirien-Route (ALSIB) ab und flogen sie nach Sibirien. Dazu wurde der Alaska Highway ausgebaut, um keinen Schiffsraum zu binden.

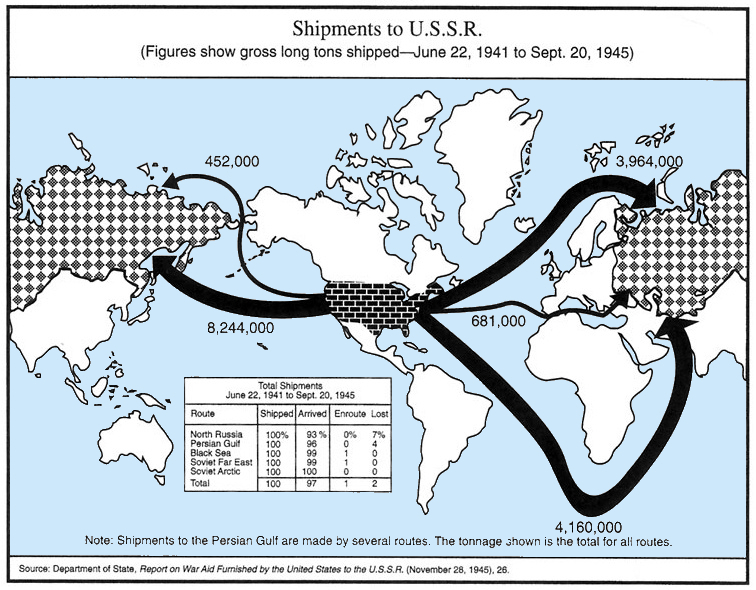
US-Lieferströme an die Sowjetunion

Kriegsmateriallieferungen Großbritanniens und der USA an die Sowjetunion (in Tonnen) via:
|         | Persischer Golf | Pazifik   | Nordatlantik | Schwarzes Meer | sowjetische Arktis | Gesamt     |
| ------- | --------------- | --------- | ------------ | -------------- | ------------------ | ---------- |
| 1941    | 0.013.502       | 0.139.299 | 0.153.977    | –              | –                  | 00.360.778 |
| 1942    | 0.705.259       | 0.734.020 | 0.949.711    | –              | 064.107            | 02.453.097 |
| 1943    | 1.606.979       | 2.388.577 | 0.681.043    | –              | 117.946            | 04.794.545 |
| 1944    | 1.788.864       | 2.848.181 | 1.452.775    | –              | 127.802            | 06.217.622 |
| 1945    | 0.044.513       | 2.079.320 | 0.726.725    | 680.723        | 142.538            | 03.673.819 |
| Summe   | 4.159.117       | 8.243.397 | 3.694.231    | 680.723        | 452.393            | 17.499.861 |
| Prozent | 23,8 %          | 47,1 %    | 22,7 %       | 3,9 %          | 2,5 %              | 100 %      |

## Politische Aspekte

### Kriegsverbrechen

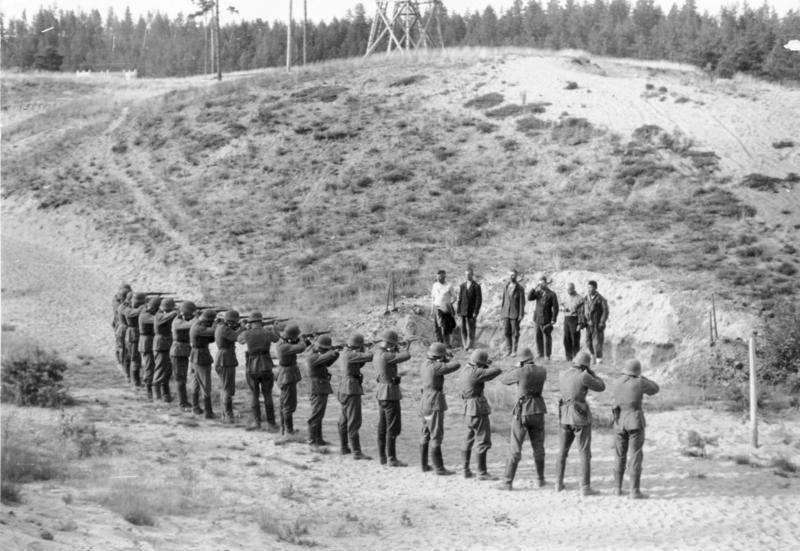
Erschießung angeblicher Partisanen durch Angehörige der Wehrmacht in der Sowjetunion, September 1941

Im Kriegsverlauf wurden nach entsprechenden Befehlen zahlreiche Kriegsverbrechen an Juden, Sinti und Roma und Osteuropäern von deutschen Truppen verübt. Während der Leningrader Blockade verhungerten mehr als eine Million Menschen. In deutschen Sammellagern starben über drei Millionen sowjetische Kriegsgefangene. Es waren keine Vorbereitungen für deren existenzsichernde Unterkunft und Versorgung getroffen worden, obwohl das Oberkommando der Wehrmacht schon im März 1941 für die Wochen nach dem Überfall, den Sommer und Herbst 1941, mit zwei bis drei Millionen sowjetischen Kriegsgefangenen gerechnet hatte. Die Wehrmacht ließ sie aus Gleichgültigkeit oder gezielt verhungern; sie starben an Krankheiten, Misshandlungen, bei der Zwangsarbeit oder wurden ermordet.

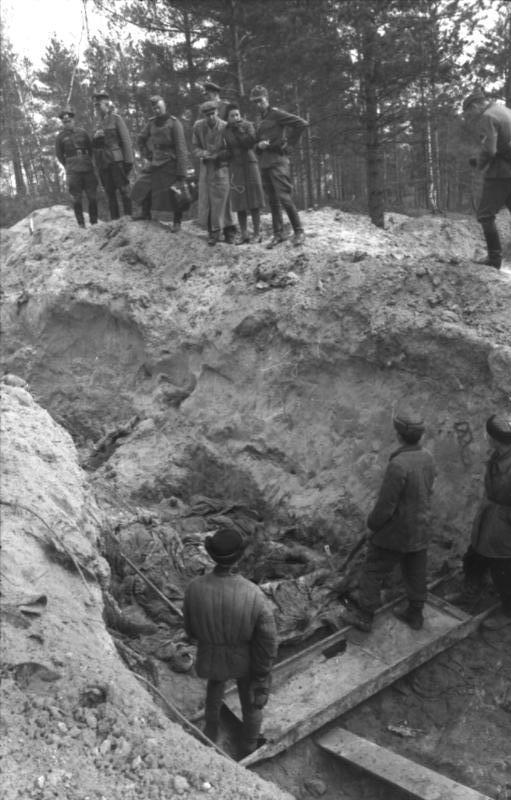
Öffnung eines Massengrabes bei Katyn, März 1943

Truppen der Achsenmächte und der Alliierten verübten in den meisten vom Krieg betroffenen Ländern Vergewaltigungen. In der Wehrmacht wurden 5349 Soldaten wegen Sexualverbrechen verurteilt. Wie groß die Zahl der tatsächlich von Soldaten der Wehrmacht begangenen Vergewaltigungen war, lässt sich aufgrund des mangelnden Interesses der Wehrmachtführung an Strafverfolgungen und der „dürren Quellenlage“ nicht seriös schätzen.
Auch über das Ausmaß der sexuellen Übergriffe durch Soldaten der Roten Armee während ihres Vormarsches auf deutschem Territorium lässt sich nur spekulieren, da keine nur annähernd gesicherten Befunde darüber vorliegen. Der Statistiker Gerhard Reichling schätzt, dass 1,9 Millionen deutsche Frauen und Mädchen während des Vormarsches bis Berlin von Männern der Roten Armee vergewaltigt worden seien, davon 1,4 Mio. in den ehemaligen Ostgebieten, während ihrer Flucht und Vertreibung und 500.000 in der sowjetischen Besatzungszone. Historiker wie Norman Naimark gehen von Zehntausenden, wahrscheinlicher von Hunderttausenden und möglicherweise von bis zu zwei Millionen Opfern aus.
Catherine Merridale schätzt die Opfer von Vergewaltigungen durch Angehörige der Roten Armee auf „Zehn-, höchstwahrscheinlich sogar Hunderttausende deutscher Frauen und Mädchen“. Für Schätzungen der Zahl der deutschen Frauen, die durch Soldaten der westlichen Alliierten vergewaltigt wurden, gibt es bislang keine ausreichende Grundlage.

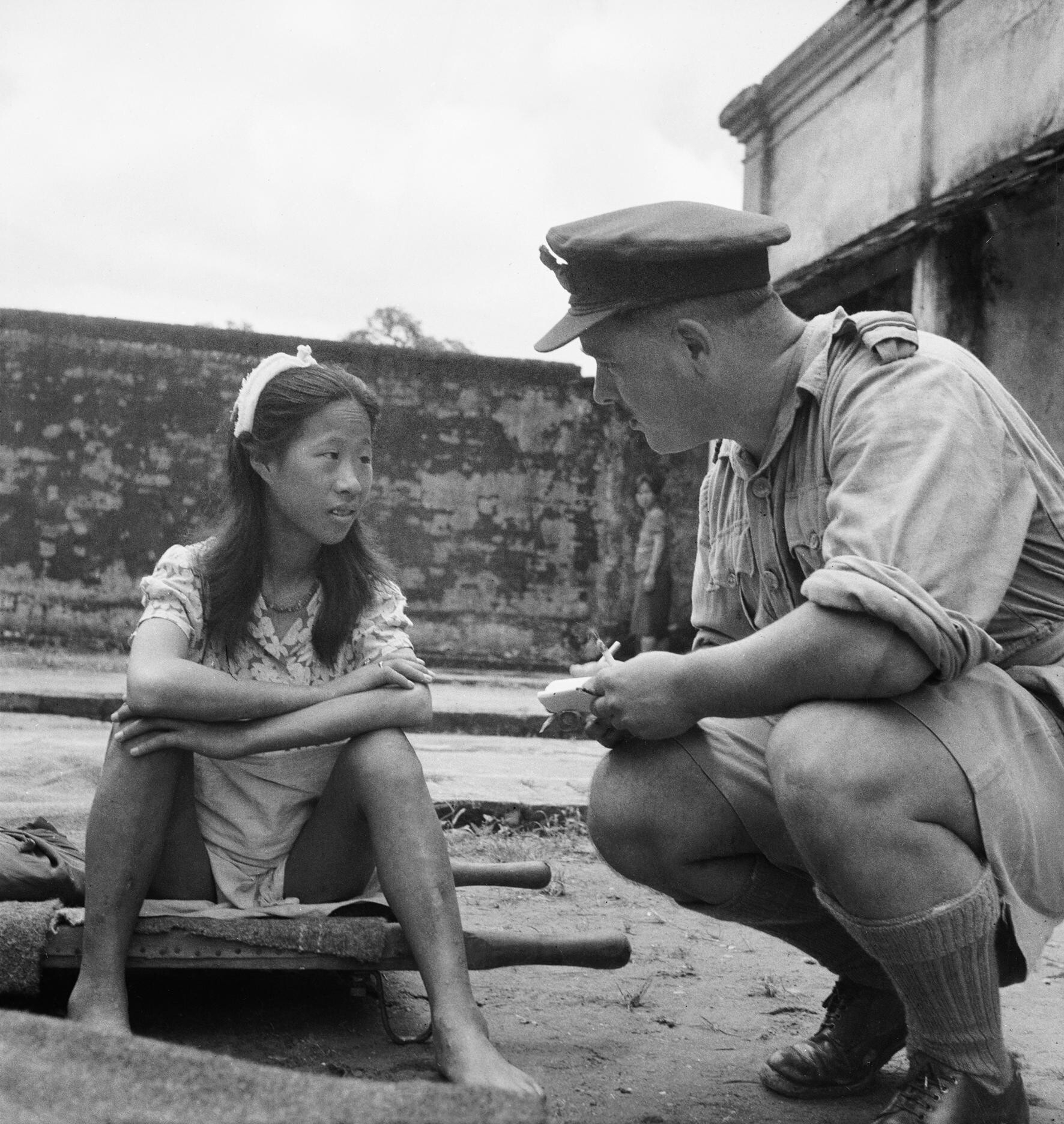
Befragung einer chinesischen „Trostfrau“ in Rangun, 8. August 1945

Japan ging insbesondere gegen Chinesen mit großer Brutalität vor. Dabei kam es zu Kriegsverbrechen japanischer Soldaten in der Republik China (Massaker von Nanking) sowie grausamen medizinischen Experimenten an Gefangenen. Nach chinesischen Angaben sollen zwischen fünf und zehn Millionen chinesische Zivilisten getötet worden sein. Die Bombardierung Shanghais 1937 war der Auftakt des japanischen Eroberungsfeldzuges durch Südostasien. Der Feldzug kostete bis 1945 insgesamt etwa 20 Millionen Menschen das Leben. Die Einheit 731 führte in Lagern grausame Experimente an Gefangenen durch; es sind japanische Menschenversuche mit biologischen Krankheitserregern an Chinesen bekannt geworden. Von 1932 bis 1945 kam es zu Vergewaltigungen von Frauen und Mädchen durch japanische Soldaten in besetzten Gebieten. Die genaue Anzahl der Vergewaltigungen wurde nie ermittelt. Nur in wenigen Fällen, wie die Massenvergewaltigungen während des Massakers von Nanking, liegen genauere Untersuchungen vor. Die vergewaltigten Frauen und Mädchen wurden nach der Vergewaltigung häufig getötet. Eine Strafverfolgung durch die japanische Militärjustiz erfolgte nicht. Die japanische Armee verschleppte zwischen 1932 und 1945 nach Schätzungen 100.000 bis 300.000 Mädchen und Frauen, meist im Alter zwischen 14 und 25 Jahren, als „Trostfrauen“ (ian-fu) in Militärbordelle. Etwa 100.000 davon stammten aus der japanischen Kolonie Korea. Dazu kamen Mädchen und Frauen aus China, Indonesien, Malaysia, Philippinen, Australien und auch aus Japan. Die Frauen und Mädchen mussten Tag für Tag etwa 30 bis 40 Soldaten zu Diensten sein. Bis zum Kriegsende starben etwa 70 Prozent dieser Frauen an Krankheiten, Folter oder Hunger. Noch in den letzten Kriegswochen wurden Tausende der „Trostfrauen“ ermordet. Die Gesamtzahl der Zivilisten, die von Japanern im Zusammenhang mit ihrer kriegerischen Lebensraum-Politik getötet wurden, wird auf sechs bis mehr als 14 Millionen Menschen geschätzt.

Vier Besatzungszonen, Berlin, das Saargebiet und die unter polnischer und sowjetischer Verwaltung stehenden deutschen Ostgebiete, 1945

Nach dem Ende des Zweiten Weltkrieges wurden 24 Deutsche im Nürnberger Prozess gegen die Hauptkriegsverbrecher angeklagt, davon zwölf zum Tod durch den Strang verurteilt, zwei wurden freigesprochen. In zwölf Nachfolgeprozessen wurden 185 Personen aus der nationalsozialistischen Führung, Ärzte, Juristen und führende Personen aus der Wirtschaft und Offiziere aus dem Oberkommando der Wehrmacht angeklagt, davon 24 zum Tod durch den Strang verurteilt (wovon zwölf in Haftstrafen gemildert wurden), 35 wurden freigesprochen. Erstmals in der Geschichte mussten sich Politiker, Militärs und andere Verantwortungsträger persönlich für das Planen und Führen eines Angriffskrieges und für Verbrechen gegen die Menschlichkeit verantworten. In der Nachkriegszeit von vielen deutschen Politikern als Siegerjustiz kritisiert, gelten diese Prozesse heute als Grundlage für das moderne Völkerstrafrecht. In weiteren 745 Kriegsverbrecherprozessen, unter anderen in Hamburg, Dachau und Rastatt, wurden mindestens 677 Todesurteile ausgesprochen, von denen 212 in Haftstrafen umgewandelt wurden. Die Mehrheit der Kriegsverbrecher in SS und Wehrmacht wurde nie vor Gericht gestellt.
Japanische Hauptkriegsverbrecher wurden in den Tokioter Prozessen vom International Military Tribunal for the Far East abgeurteilt. Diese Prozesse endeten mit sieben Todesurteilen, 16 lebenslangen und zwei langjährigen Haftstrafen. In weiteren Prozessen wurden 984 Todesurteile gefällt und in 920 Fällen vollstreckt, 3716 Personen wurden zu Gefängnisstrafen verurteilt und 1000 für nicht schuldig befunden.

### Massenmorde im deutschen Machtbereich

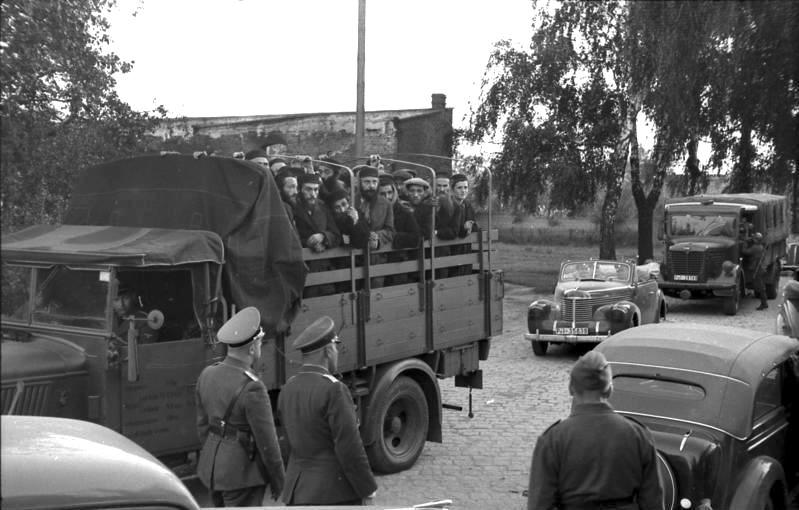
Verhaftung von Juden in Polen, September 1939

Die Entrechtung und Verfolgung der jüdischen Minderheit war ein immanenter Bestandteil der nationalsozialistischen Politik. In zeitlicher Übereinstimmung mit der Ausweitung des Krieges durch den Überfall auf die Sowjetunion radikalisierte sich die Haltung gegenüber der Minderheit zur Vernichtungspolitik. In von der Wehrmacht besetzten Gebieten in Osteuropa ermordeten Einsatzgruppen der Sicherheitspolizei und des SD, Polizeireserveeinheiten und Wehrmachteinheiten unter dem Vorwand der Partisanenbekämpfung Tausende von Juden. Am 18. Dezember 1941 notierte Himmler in seinem Dienstkalender, Hitler habe auf sein Nachfragen das bisherige Vorgehen der Einsatzgruppen bestätigt und befohlen: „Judenfrage / als Partisanen auszurotten“.
Der „Kommissarbefehl“ vom 6. Juni 1941 veranlasste Wehrmachteinheiten und Einsatzgruppen zur Tötung von etwa 5000 kriegsgefangenen Rotarmisten mit tatsächlicher oder angenommener politischer Funktion. In einem Befehl Heydrichs an die Einsatzgruppen (17. Juli 1941) wurden Juden automatisch mit Politkommissaren gleichgesetzt. Bis Dezember 1941 wurden von Einsatzgruppen und Soldaten der Wehrmacht gemäß Partisanen- und Kommissarbefehl ungefähr eine halbe Million Menschen ermordet, fast 99 Prozent davon waren Juden. An vielen Orten unterstützten Wehrmachteinheiten logistisch die Einsatzgruppen. Schon vor Beginn des Feldzuges im Osten gab es Anweisungen, in denen „rücksichtsloses und energisches Durchgreifen besonders gegen bolschewistische Hetzer, Freischärler, Saboteure und Juden“ gefordert wurde. Die Wirklichkeit des Krieges ging noch darüber hinaus, als in den rückwärtigen Heeresgebieten oft ganze Dörfer niedergebrannt und alle Einwohner rücksichtslos erschossen wurden, wenn sie bloß im Verdacht standen, Partisanen Unterschlupf und Essen gewährt zu haben, während die Partisanen selbst rechtzeitig wieder in Wäldern verschwunden waren.

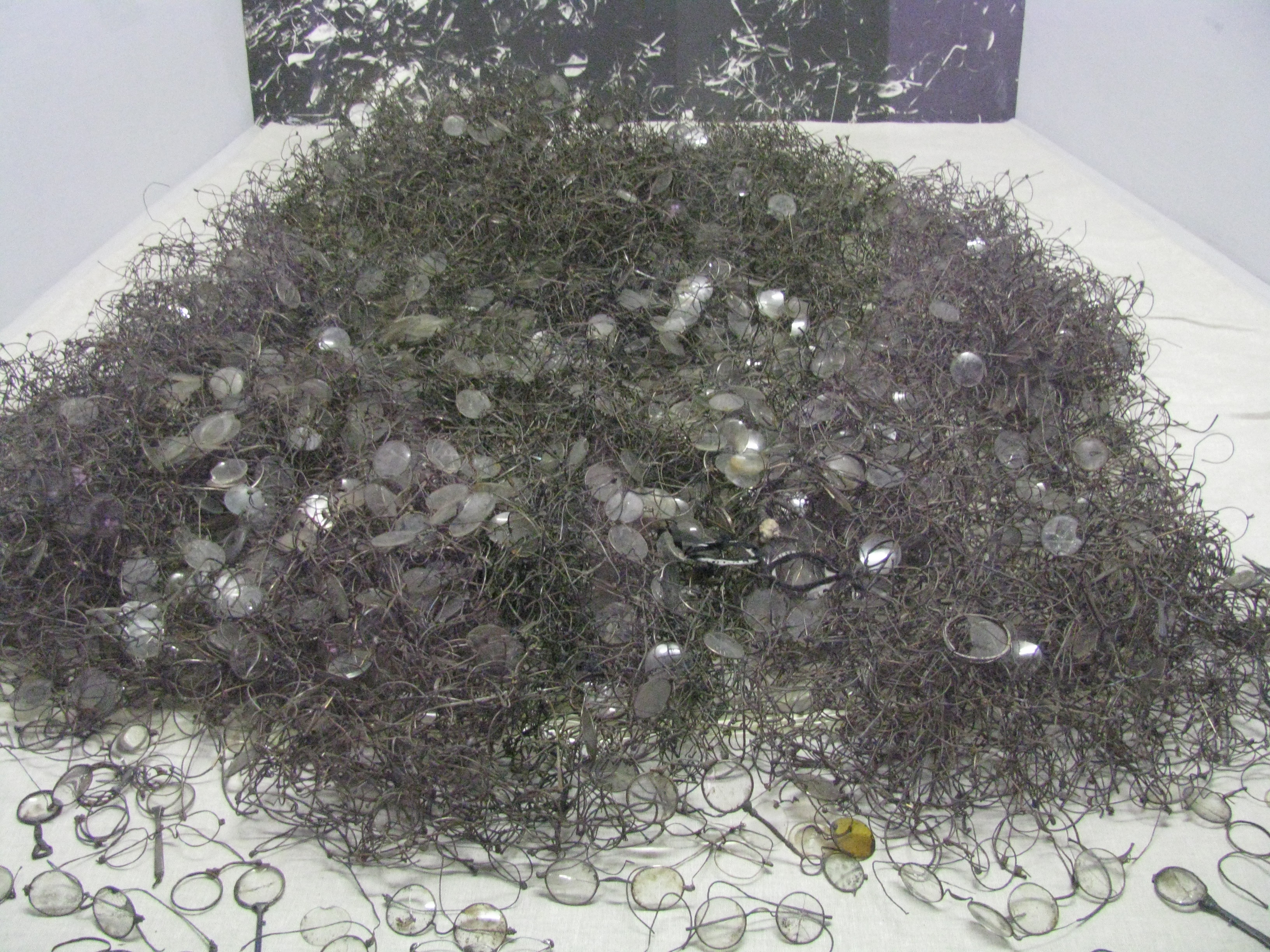
Brillen von ermordeten Juden in Auschwitz (Staatliches Museum Auschwitz-Birkenau). Foto aus dem Jahr 2012

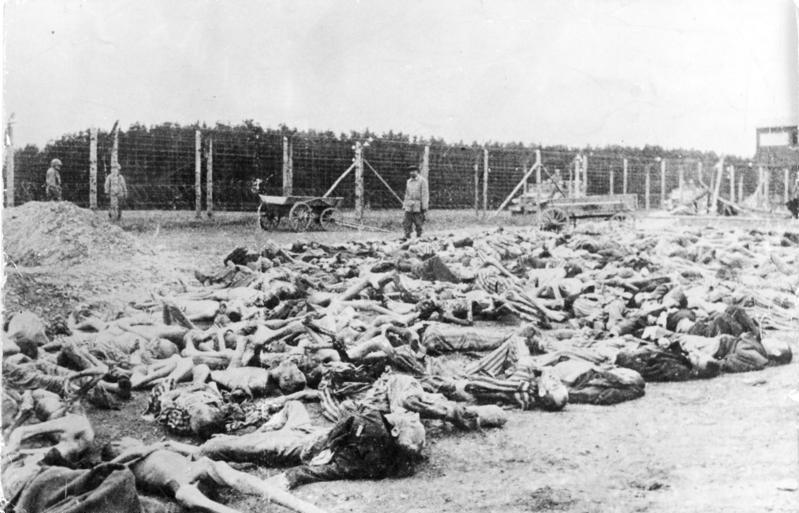
Ermordete Häftlinge im KZ Buchenwald, aufgenommen nach dessen Befreiung, April 1945

Ende 1941/Anfang 1942 entstanden sechs Vernichtungslager im besetzten Polen (Auschwitz-Birkenau, Majdanek, Kulmhof und für die „Aktion Reinhardt“ Belzec, Sobibor und Treblinka). In Birkenau (Auschwitz II) wurde ein neues Tötungsmittel verwendet, das von den Ärzten im Euthanasieprogramm bereits im kleineren Umfang erprobt worden war: kristallisierte Blausäure (Zyklon B). Ende 1942 lebten von 2,3 Millionen Juden im Generalgouvernement keine 300.000 mehr. In einigen Ländern (beispielsweise in Dänemark, wo es zur Rettung der dänischen Juden kam), widersetzten sich die Regierung und/oder die Bevölkerung der Deportation und Ermordung ihrer jüdischen Mitbürger.
Etwa 200.000 Deutsche, die meisten davon Angehörige der Einsatzgruppen und anderer SS-Formationen, waren an den Massenmorden beteiligt. Spätestens im Sommer 1943 hat die große Mehrheit der Deutschen zumindest damit gerechnet, dass die im NS-Herrschaftsbereich lebenden Juden umgebracht werden sollten. Viele hatten Kenntnis von Massenmorden in Osteuropa.
Mindestens 13 Millionen (wahrscheinlich etwa 15 Millionen) Zivilisten wurden von Einsatzgruppen, SS-Angehörigen, Ordnungspolizei, Soldaten der Waffen-SS, Wehrmacht und verbündeten Truppen der Achsenmächte, wie zum Beispiel von der kroatischen Ustascha, ermordet. Die meisten Massenmorde fanden im Rücken der Ostfront auf sowjetischem Gebiet und in Ostpolen statt (mindestens zwölf Millionen). Von den etwa 15 Millionen in Europa ermordeten Zivilisten waren mehr als 6,2 Millionen jüdischer Abstammung, ferner mindestens 220.000 Sinti und Roma, etwa 275.000 „Euthanasie“-Opfer sowie Homosexuelle, Zeugen Jehovas und Freimaurer. An der Ermordung von Geisteskranken waren auch Ärzte beteiligt. Im Generalgouvernement, in den besetzten sowjetischen Gebieten, in Jugoslawien und in Frankreich wurden ungezählte Partisanen nicht nach dem Kriegsvölkerrecht behandelt. In allen besetzten Ländern gab es darüber hinaus zahlreiche Geiselerschießungen.
Der 27. Januar, Tag der Befreiung des KZ Auschwitz durch sowjetische Soldaten im Jahr 1945, ist in der Bundesrepublik seit 1996 offizieller „Tag des Gedenkens an die Opfer des Nationalsozialismus“. International wird seit 2005 dieses Datums als Internationaler Tag des Gedenkens an die Opfer des Holocaust gedacht. In den USA gibt es seit 1980 die Days of Remembrance, die eine Woche dauern und an die Befreiung des KZ Dachau im April 1945 erinnern. In Israel ist Jom haScho’a („Tag des Gedenkens an Shoa und Heldentum“) am oder um den 27. Nisan ein ernster Nationalfeiertag.
In Europa ermordete Juden nach Herkunftsland (Zahlen in 1000, auf- oder abgerundet):
| Polen | SU    | Ungarn | Rumän. | Lit. | Dtld. | CSR | NL  | Frank. | Lett. | Jugo. | Öst. | Griech. | Belg. | Ital. | Lux. | Gesamt |
| ----- | ----- | ------ | ------ | ---- | ----- | --- | --- | ------ | ----- | ----- | ---- | ------- | ----- | ----- | ---- | ------ |
| 2 900 | 1 300 | 564    | 270    | 220  | 165   | 150 | 102 | 78     | 67    | 66    | 65   | 60      | 28    | 7     | 1    | 6 043  |

Ian Kershaw schrieb 2015 in To Hell and Back, dass ungefähr 5,5 Millionen Jüdinnen und Juden im Verlauf der antisemitischen Vernichtungspolitik der NSDAP umgekommen seien, nachdem die Fluchtwege in die USA oder nach Palästina infolge des Weltkrieges versperrt waren.

### Zivilbevölkerung

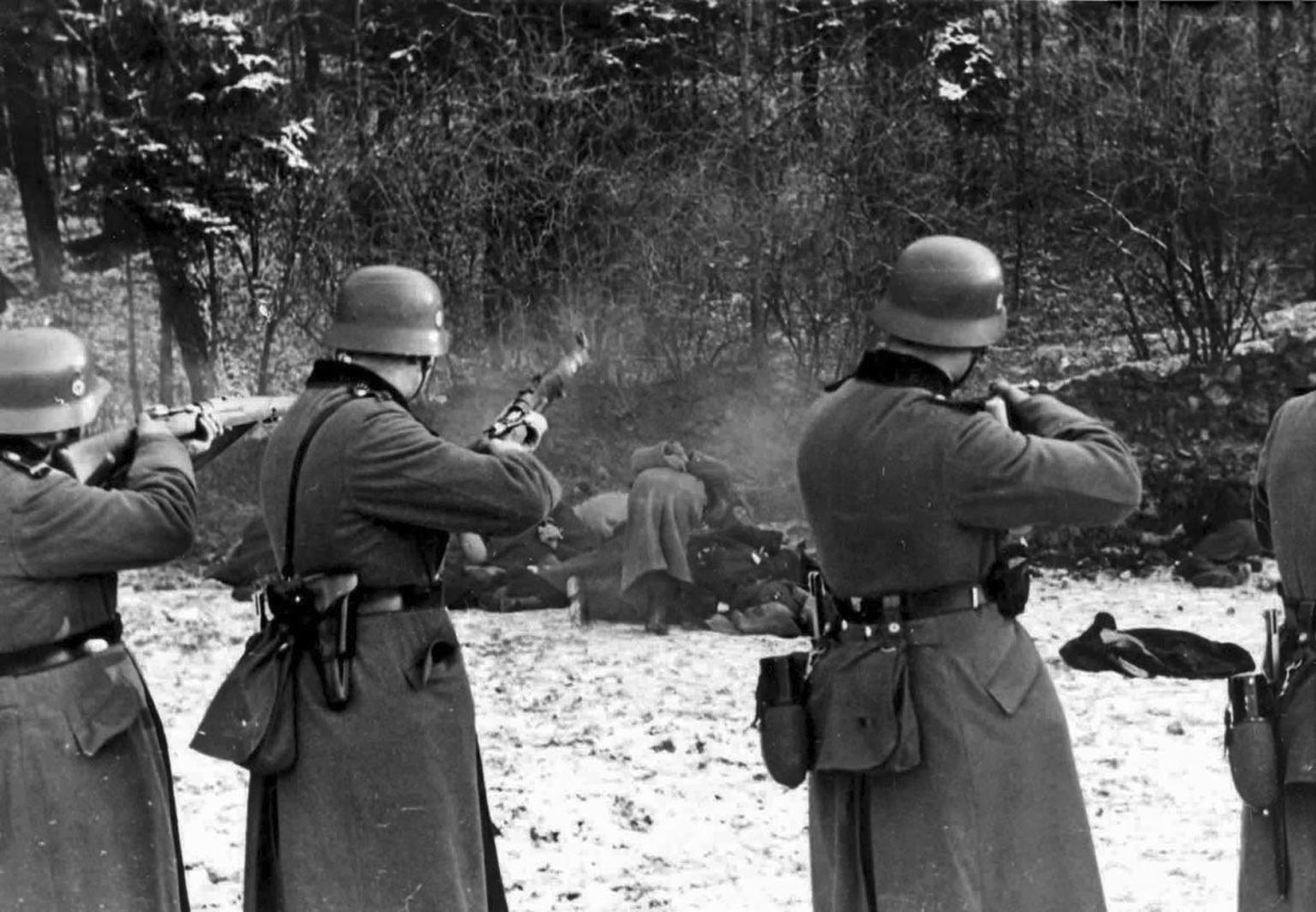
Erschießung von Geiseln in Bochnia (Südpolen), 18. Dezember 1939

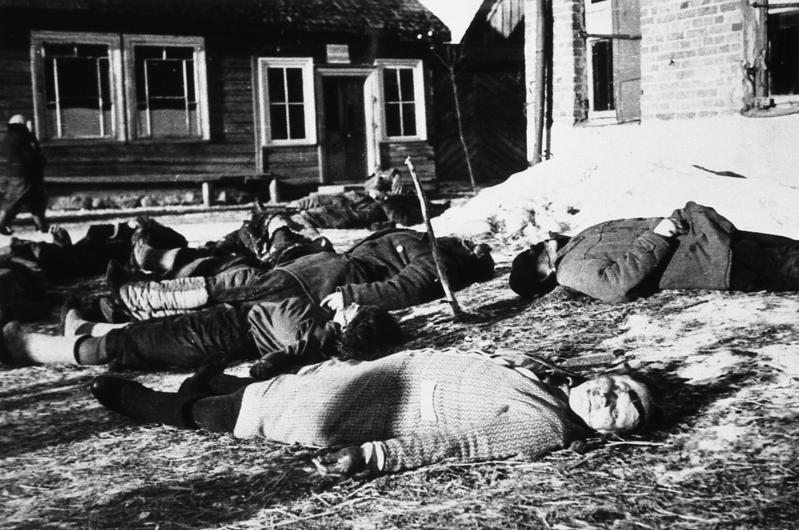
Ermordete Zivilisten bei Minsk, 1943

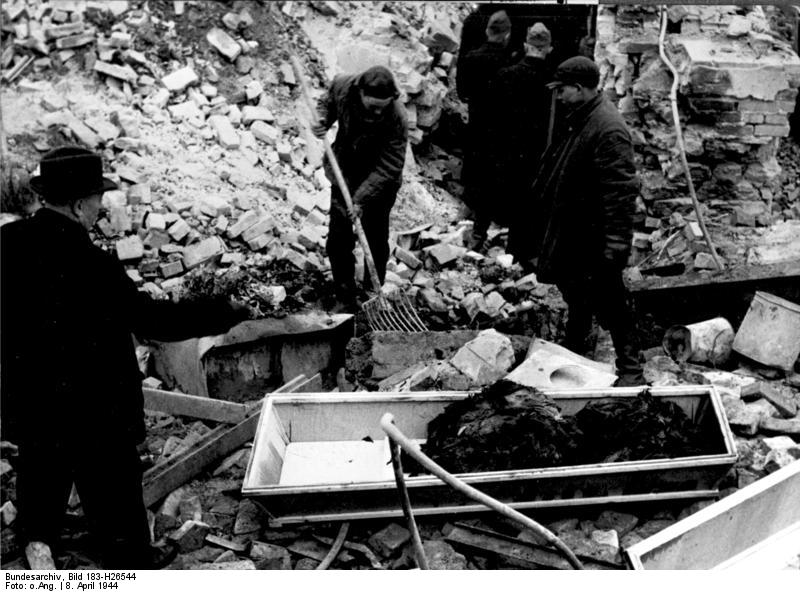
Bergung von Opfern in Berlin nach einem Bombenangriff, 8. April 1944

Von allen beteiligten Staaten hatte die Sowjetunion die meisten zivilen Opfer zu beklagen. Am Beispiel von Leningrad lassen sich die Ausmaße des millionenfachen Hungertodes exemplarisch verdeutlichen: Nachdem die Stadt Anfang September 1941 von deutschen Truppen eingekesselt worden war, konnte die Bevölkerung nicht mehr ausreichend versorgt werden. Während der Leningrader Blockade waren bereits bis zum Sommer 1942 ungefähr 470.000 Menschen gestorben. Die hungernden Menschen alterten so rasch, dass selbst nahe Verwandte sie nicht mehr erkannten. Zuerst wurden Tauben und Möwen, danach Katzen und Hunde verzehrt. (Nicht einmal Pawlows berühmte Versuchshunde im Physiologischen Institut blieben verschont.). Die Schätzungen der Gesamtopferzahl reichen von 700.000 bis 1.100.000 Menschen beim Ende der Blockade am 27. Januar 1944.
In anderen von deutschen Truppen besetzten Ländern Ost- und Südosteuropas (Polen, Serbien, Griechenland) musste die einheimische Bevölkerung ebenfalls einen sehr hohen Blutzoll zahlen, weil dort, vor allem in Polen, ebenso „ein Vernichtungskrieg geführt wurde“. Dazu kamen in Serbien und Griechenland Geiselerschießungen im Rahmen der tatsächlichen oder angeblichen Partisanenbekämpfung.
In den besetzten Ländern Nord- und Westeuropas (Norwegen, Dänemark, Niederlande, Belgien, Luxemburg, Nord- und Westfrankreich, britische Kanalinseln) lag dem Deutschen Reich aus politischen wie militärischen Gründen viel daran, sich als „korrekte Besatzungsmacht“ zu präsentieren, sicherte es doch die Disziplin der Truppe und sparte Ressourcen. Aber auch dort wurden Menschen, die als „rassisch minderwertig“ eingestuft wurden, und all jene, die das Besatzungsregime als widerständig einschätzte, zu keiner Zeit „korrekt“ behandelt. Da im Zweiten Weltkrieg weltweit kein Soldat so üppig bezahlt wurde wie der deutsche, kauften sie „die Länder Europas buchstäblich leer“. Sie verschickten Abermillionen Feldpostpäckchen von der Front in die Heimat. „Schuhe aus Nordafrika, aus Frankreich Samt und Seide, Likör und Kaffee, Tabak aus Griechenland, Honig und Speck aus Russland, Heringe en masse aus Norwegen.“ Die Adressaten waren hauptsächlich Frauen. Im besetzten Teil Frankreichs bekamen die deutschen Soldaten den Beinamen « doryphores » („Kartoffelkäfer“), die alles kahl fressen. Die Kaufkraft der deutschen Soldaten wurde dadurch gestärkt, dass der für die Reichsmark günstige Wechselkurs in Berlin festgesetzt wurde. „Jetzt bekommt man auch wieder allerhand für unser Geld zu kaufen“, schrieb ein Soldat. Die Besatzungsmacht transportierte Lebensmittel, Konsumgüter und Industrieprodukte nach Deutschland, „um auf diese Weise die Deutschen im Reich zu ernähren und bei Laune zu halten.“ Als Folge stiegen in den deutsch besetzten Ländern die Preise; nach und nach wurde fast alles rationiert. Der Schwarzmarkt blühte auf. Einzelne Sparten und Personen verdienten gut an den Deutschen. Renault konnte durch das Motorisierungsprogramm der Wehrmacht seinen Umsatz bis 1942 verfünffachen. Auch viele Bauunternehmen machten in großem Stil Umsatz und Gewinn, indem sie für die Besatzungsmacht Baracken, Straßen, Flugplätze und anderes bauten.
Für die deutsche Bevölkerung hatte der Krieg zunächst keine direkten negativen Konsequenzen. Obwohl im weiteren Verlauf fast alle Waren des täglichen Bedarfs mit Lebensmittelkarten oder Bezugsscheinen rationiert wurden, gab es in den ersten Kriegsjahren keine mangelnde Versorgung mit Gütern. Das lag vor allem daran, dass meist zu Ungunsten der dortigen Bevölkerung viele Erzeugnisse und Rohstoffe aus den besetzten Ländern ins Reichsgebiet transferiert wurden. Zu den Begünstigten zählten 95 Prozent der Deutschen. Sie empfanden den Nationalsozialismus nicht als System der Unfreiheit und des Terrors, sondern als Regime der sozialen Wärme, als eine Art „Wohlfühl-Diktatur.“ Hierzu gehörte auch, dass der Sport nach einer kurzen Pause zu Kriegsbeginn weiterging und zum Beispiel die deutsche Fußballmeisterschaft 1943/44 komplett stattfinden konnte. Erst im Spätjahr 1944 musste der meiste Sport abgesagt werden. Unmittelbare Auswirkungen für die deutsche Zivilbevölkerung gab es durch die zunehmenden alliierten Luftangriffe auf deutsche Städte ab Anfang 1942 und die „Totalisierung“ der Kriegsführung im Jahr darauf.
Die Arbeitskraft der zur Wehrmacht einberufenen Männer wurde durch Kriegsgefangene und Zwangsarbeiter aus West- und Osteuropa teilweise ersetzt. Allein von April bis Dezember 1942 wurden ungefähr 1,3 Millionen zivile Arbeitskräfte, je zur Hälfte Männer und Frauen mit einem Durchschnittsalter von etwa 20 Jahren, nach Deutschland geholt. Hinzu kamen 1942 noch 450.000 sowjetische Kriegsgefangene. Der größte Teil dieser Zivilarbeiter und Kriegsgefangenen wurde in der Industrie eingesetzt. Als seit dem Spätherbst vermehrt Rüstungsarbeiter zum Kriegsdienst eingezogen wurden, fehlten im ersten Halbjahr 1943 der deutschen Kriegswirtschaft 1,5 Millionen Arbeitskräfte, was sich durch die vermehrte Dienstverpflichtung von Frauen nicht ausgleichen ließ. Zwischen Anfang 1943 und dem Kriegsende wurden weitere 2,5 Millionen Zivilarbeiter und Kriegsgefangene nach Deutschland gebracht. Im August 1944 arbeiteten mehr als sieben Millionen „Fremdarbeiter“ in Deutschland, zumeist gegen ihren Willen und unter zunehmend brutaleren Bedingungen. Anfang 1945 war ein Viertel aller Beschäftigten in der deutschen Wirtschaft ausländischer Herkunft. Nur durch deren Einsatz und den von Kriegsgefangenen war es dem Deutschen Reich möglich, den Krieg weiterzuführen, der ohne ihn spätestens im Frühjahr 1942 verloren gewesen wäre. Der Ausländereinsatz in der Landwirtschaft ermöglichte es außerdem, die Versorgungslage der deutschen Bevölkerung bis in die letzte Kriegsphase auf hohem Niveau zu halten, was für die Loyalität der Bevölkerung gegenüber dem Regime ausschlaggebend gewesen ist.
Ab Oktober 1944 wurde der Volkssturm, das heißt „alle waffenfähigen Männer im Alter von 16 bis 60 Jahren“, zum Dienst an der Front einberufen. Der Kulturbetrieb wurde während des gesamten Krieges aufrechterhalten, insbesondere Filme wie „Die Feuerzangenbowle“ dienten der Zerstreuung und Ablenkung vom Kriegsalltag. Aber Kriegsmüdigkeit, Überarbeitung und Erschöpfung sowie das Gefühl, dass man den Ereignissen hilflos ausgesetzt sei, ließen im Herbst 1944 die Abneigung gegen das NS-Regime stärker werden. Auch Hitler selbst geriet dabei in die Kritik, weil er derartiges Leid heraufbeschworen habe. Ein äußerliches Zeichen hierfür war, dass der Hitlergruß jetzt verschwand. Für die Zivilbevölkerung im Osten des Reiches hatten die Kriegseinwirkungen ihren Höhepunkt mit dem Einmarsch und der Besetzung durch die Rote Armee. Im Westen wurde der Einmarsch der britischen und US-amerikanischen Truppen von der deutschen Bevölkerung überwiegend mit Erleichterung zur Kenntnis genommen.

### Kriegspropaganda und Propagandakrieg

#### Deutsche Propaganda

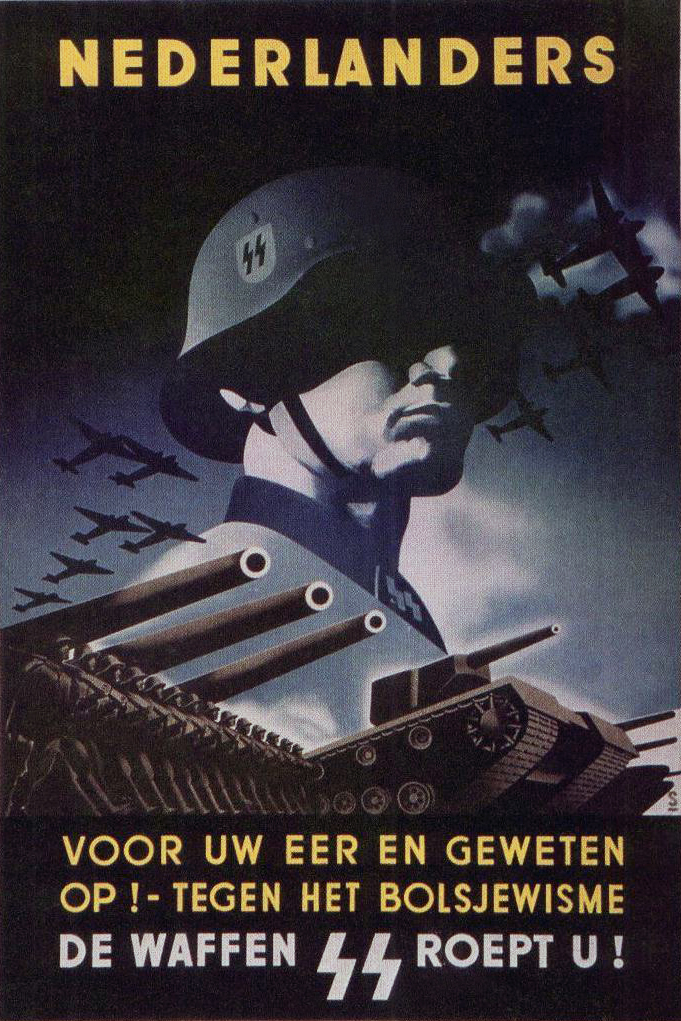
Propaganda-Plakat der Waffen-SS für Niederländer

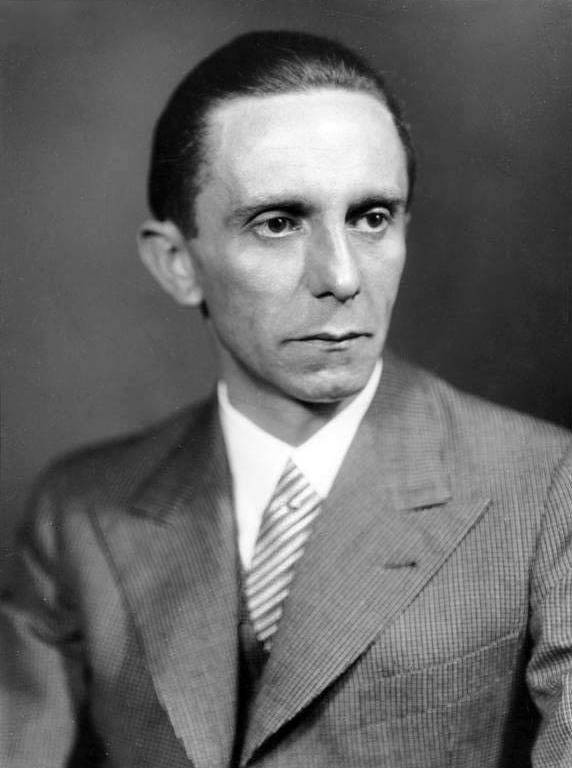
Joseph Goebbels (1897–1945)

Schon vor dem Zweiten Weltkrieg waren in der Wehrmacht Propagandakompanien aufgestellt worden, die die deutsche Bevölkerung im Sinne des NS-Regimes positiv auf die Kriegsereignisse einstimmen sollten. Kriegsberichterstattung per Radio und Wochenschau dienten der Information, der NS-Propaganda und anderen Zwecken (zum Beispiel Glaube an den Endsieg; siehe auch Propagandafilm). Die Deutsche Wochenschau berichtete vor dem Hauptfilm positiv vom Fortgang des Krieges. Leni Riefenstahl folgte mit einem „Sonderfilmtrupp“ den Truppen in Polen. Elend und Leid, Sterben und Tod wurden in allen Medien weitgehend ausgeblendet. Die Volksgenossen lasen die gleichen Zeitungen, sahen die gleichen Wochenschauen, hörten die gleichen Wehrmachtberichte. Es war eine Mixtur aus Dokumentation und Unterhaltung; auch die echten Kriegsbilder vermittelten falsche Kriegs-Bilder.
Während des Krieges beschwor Goebbels in den gleichgeschalteten Medien den bevorstehenden Endsieg und glorifizierte die Erfolge der Wehrmacht, indem er zukünftige Positionen des deutschen Heeres als schon erreicht darstellte. Auch sagte er die Einnahme von Städten voraus, die wenige Tage später tatsächlich eingenommen wurden. Des Weiteren verhöhnte Goebbels Gegner Deutschlands: Er charakterisierte beispielsweise Winston Churchill als „Trunkenbold“ und eiferte damit Hitler nach; in öffentlichen Reden wiederholte er gern dessen Charakterisierungen von Churchill als „Schwätzer“ oder „verlogenes Subjekt“ oder „Faulpelz ersten Ranges“.
Die NS-Führung rechtfertigte den Feldzug gegen die Sowjetunion mit der „Verteidigung des Abendlandes gegen den Bolschewismus“ und gegen die „jüdisch-bolschewistischen Untermenschen“. Den Soldaten der (neuen) Ostfront wurde der Angriff am frühen Morgen des 22. Juni in einer von Offizieren verlesenen Proklamation als „die Sicherung Europas und damit die Rettung aller“ erklärt. Die SS ließ 1942 die Broschüre Der Untermensch publizieren, die mit Hetzartikeln und fratzenhaften Bildern die Russen als rassisch minderwertig darstellte.
Die Auslandsillustrierte Signal erschien 1940 bis 1945, erreichte eine maximale Auflage von 2,5 Millionen Exemplaren und wurde zeitweise in 20 Sprachen gedruckt. Sie hatte acht Farbseiten und warb für eine „Neue Ordnung“ in Europa mit dem angeblichen Ziel der Abwehr gegen den Bolschewismus. Die Pariser Zeitung (1941–1944), mit einer deutschen und einer französischen Ausgabe, veröffentlichte Beiträge bekannter französischer Persönlichkeiten wie Alphonse de Châteaubriant, Georges Oltramare, Lucien Rebatet und versuchte, prodeutsche Sympathien vornehmlich über die kulturelle Ausstrahlung Deutschlands zu verbreiten. Daneben gab es viele weitere Publikationen, die im Ausland die deutsche Perspektive verbreiteten.
Im August 1942 äußerte Goebbels in einer Propaganda-Anweisung die Besorgnis, „dass sich das deutsche Volk zur Zeit in weiten Kreisen in dem Glauben wiegt, die militärischen Ereignisse im Osten […] würden zu einem baldigen Kriegsende führen“. Erst nach der Niederlage in Stalingrad (Ende Januar 1943) kann von einer „Talsohle der Stimmungslage“ in der deutschen Bevölkerung gesprochen werden. Am 18. Februar 1943 rief Goebbels die deutsche Bevölkerung in der Sportpalastrede zum totalen Krieg auf. Doch trotz zunächst positiver Reaktionen in der Bevölkerung erzielte sie ihren Zweck, die personellen und materiellen Ressourcen zu mobilisieren, nur begrenzt; ihre Wirkung ließ schnell nach. Im weiteren Verlauf forderte die nationalsozialistische Propaganda den Widerstandswillen der Bevölkerung „bis zum Endsieg“, gegen den „angloamerikanischen Bombenterror“ und die „rasende Rachsucht“ der Roten Armee immer stärker, je näher die Alliierten auf die Reichsgrenzen vorrückten.

#### Britische und US-amerikanische Propaganda

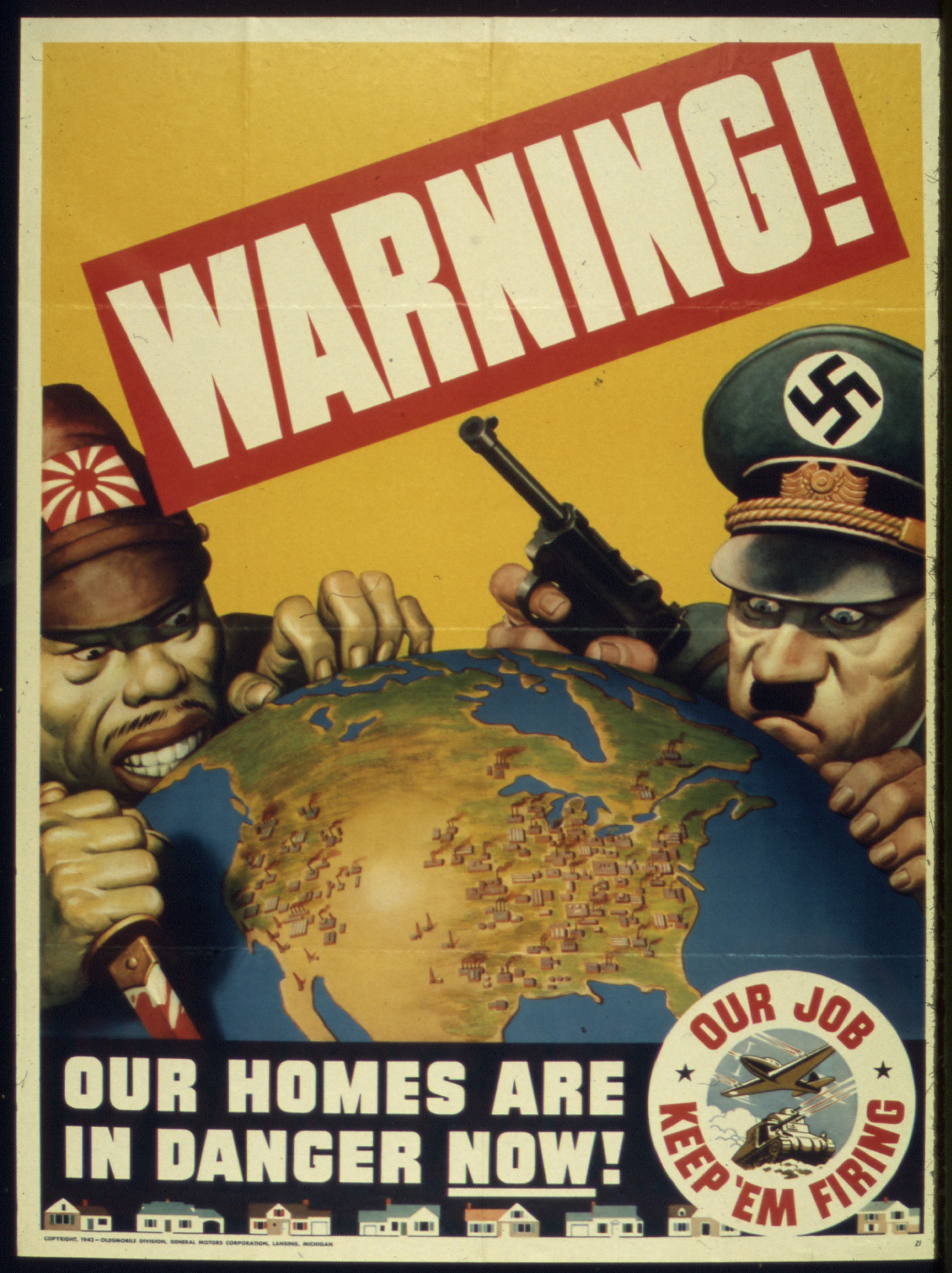
Propagandaplakat des War Production Board

Auch in Großbritannien wurde Propaganda gegen den Kriegsgegner gemacht. 1940 gelang es Churchill in mehreren berühmten Reden, darunter der „Blut-Schweiß-und-Tränen-Rede“ und ihrer Fortsetzung (We Shall Fight on the Beaches), das Einverständnis der britischen Bevölkerung für Krieg und Widerstand gegen Deutschland zu gewinnen. Folglich ließ er auch das sogenannte Friedensangebot, den „Appell an die Vernunft, auch in England“, den Hitler in seiner Reichstagsrede vom 19. Juli 1940 an Großbritannien richtete, innerhalb einer Stunde zurückweisen.
Die USA stellten nach dem japanischen Angriff auf Pearl Harbor und der deutschen Kriegserklärung im Dezember 1941 die doppelte Bedrohung aus West und Ost heraus – die Gefahr eines Zweifrontenkrieges aus US-Sicht. Es wurde eine intensive Film- und Rundfunkpropaganda betrieben. Die Filmreihe Why We Fight ist das bekannteste Beispiel. 1942 brachten sie eine Illustrierte mit dem Namen Victory (analog zur deutschen Illustrierten Signal) heraus.

#### Japanische Propaganda
Japan versuchte mit dem antikolonialen Slogan „Asien den Asiaten“ in Verbindung mit dem Versprechen einer „großasiatischen Wohlstandssphäre“ die Völker Asiens zu gewinnen. Viele Kolonialvölker in Südostasien waren nicht unglücklich, als ihre europäischen Herren beschämend schnell geschlagen wurden, lernten dann aber schnell, dass sie erobert und nicht befreit worden waren. Aussichten auf propagandistische Erfolge in China gab es aufgrund des grausamen japanischen Regimes dort nicht.

#### Sowjetische Propaganda
Dass die sowjetische Führung die Westmächte zunächst als Aggressoren verurteilt hatte, die den befürworteten Verhandlungsfrieden nach der Niederlage Polens ablehnten, war eine peinliche Ausgangslage für die weitere Propaganda, geriet aber durch den deutschen Überfall schnell in Vergessenheit. Innere Probleme versuchte man mit patriotischen Slogans zu überspielen. Flugblätter in marxistischem Jargon für deutsche Soldaten geschrieben und die Appelle des Nationalkomitees Freies Deutschland und des Bundes Deutscher Offiziere zeigten wenig Wirkung. Allerdings beförderten die hart erkämpften Siege der Roten Armee deren Prestige und weckten in den besetzten Ländern die Hoffnung auf Befreiung. Dies kam auch den kommunistischen Parteien in vielen Ländern zugute.

#### Rundfunkpropaganda
Der Zweite Weltkrieg begann in Europa mit einem fingierten, angeblich polnischen Überfall auf den Sender Gleiwitz am Abend des 31. August 1939. Die deutsche Bevölkerung wurde am nächsten Tag stündlich durch Rundfunksondermeldungen unterrichtet, dass der Führer der Wehrmacht befohlen habe, in Polen einzumarschieren. So, wie er mit einer Lüge im Rundfunk begonnen hatte, endete er auch mit einer Lüge im Rundfunk: Am 1. Mai 1945, abends, gab Dönitz über den Hamburger Deutschlandsender Hitlers Tod bekannt. Dieser habe ihn „an der Spitze seiner Truppen“ ereilt.

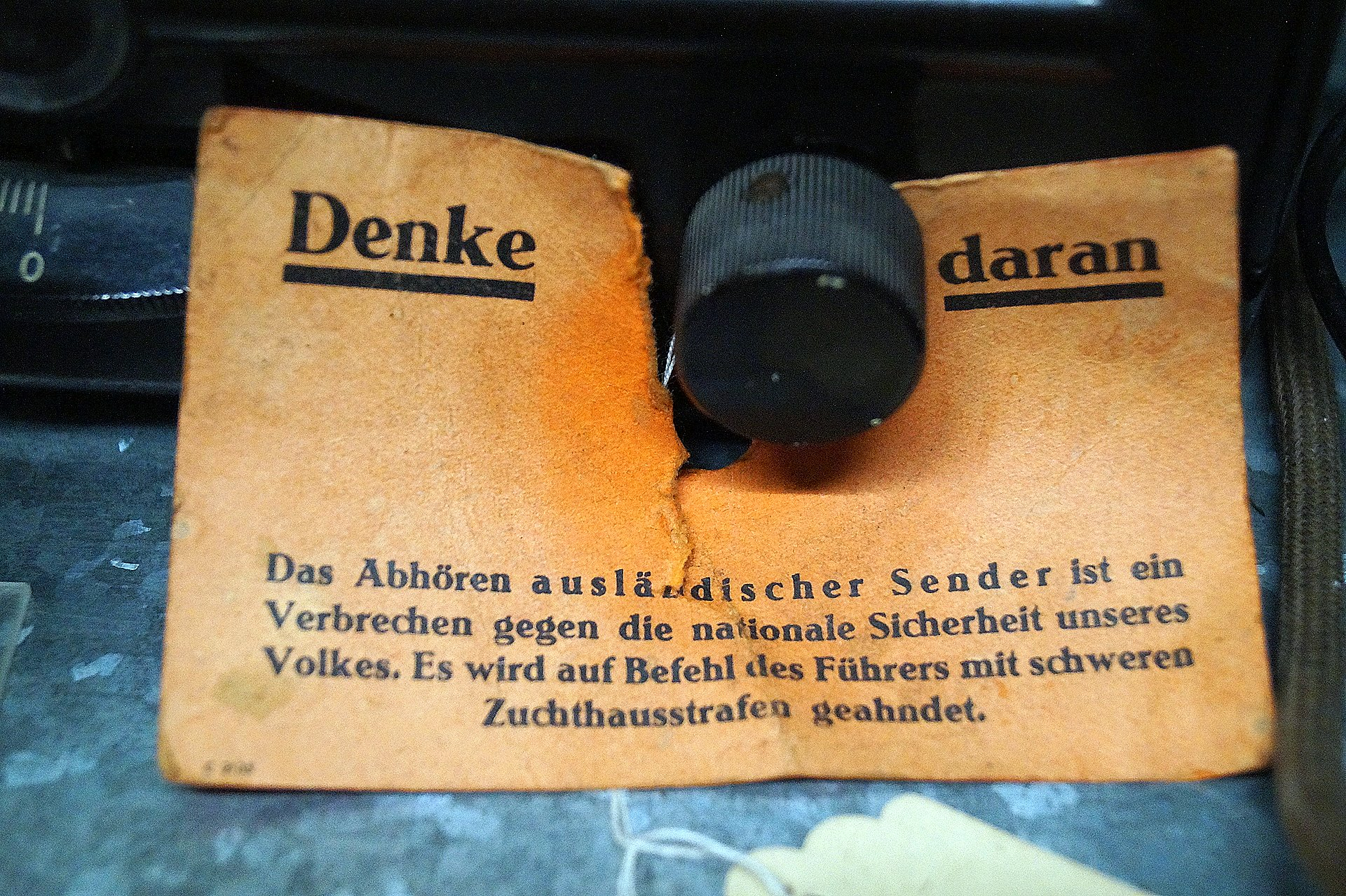
Hinweis auf das Abhörverbot ausländischer Sender, der jedem Volksempfänger beim Kauf beigelegt war

In Deutschland bedrohte seit Kriegsbeginn die Verordnung über außerordentliche Rundfunkmaßnahmen das Hören ausländischer Sender mit schweren Strafen. Dagegen war in Großbritannien das Hören deutscher Sender erlaubt. Während des Krieges nahm die Anzahl der Propagandasendungen in allen beteiligten Ländern zu. Auf deutscher Seite wurden britische und US-amerikanische Immigranten, die mit der NS-Politik sympathisierten, engagiert, um Briten auf Englisch anzusprechen. Die bekannteste Moderatorin war „Axis Sally“, deren Sendungen vom Großdeutschen Rundfunk ausgestrahlt wurden. Goebbels lancierte außerdem den Auslandsrundfunksender „Germany Calling“, dessen Moderatoren, vor allem der irisch-US-amerikanische Nationalsozialist William Joyce, unter dem Spitznamen „Lord Haw-Haw“ bekannt wurden. Der US-amerikanische Rundfunkjournalist Edward R. Murrow kreierte 1940 eine neue Sendeform, indem er in Livereportagen für die CBS direkt aus dem von der Luftwaffe bombardierten London berichtete. Seine Sendungen „This is London“ fesselten Millionen Zuhörer in den USA an die Radiogeräte und trugen dazu bei, die isolationistische Stimmung in den USA zurückzudrängen. Im Mai 1942 sendete BBC erstmals glaubwürdige Berichte über die Ermordung polnischer Juden. Weil das Hören von sogenannten Feindsendern in Deutschland streng verboten war, gab fast niemand, der aus dem Radio Bescheid wusste, sein Wissen an andere weiter – wenn doch, konnte ihm sogar „in besonders schweren Fällen“ die Todesstrafe drohen. Die wöchentlichen Berichte in der „Weltchronik“ von Jean Rudolf von Salis über den Schweizer Landessender Beromünster galten Millionen von Hörern in Mitteleuropa als objektive Beurteilung der politischen und militärischen Lage in Europa. Sicher ist, dass es dem NS-Regime nicht gelungen ist, seine Sicht der Dinge vollständig durchzusetzen. Im Mai 1942 sendete die BBC glaubwürdige Meldungen über die Ermordung polnischer Juden, die einen Monat später, am 26. Juni, erneut ausgestrahlt wurden.
Der deutsche Wehrmachtbericht wurde im Großdeutschen Rundfunk täglich um die Mittagszeit vor den folgenden Nachrichten ausgestrahlt. Hinzu kamen die im Radio mit Fanfarenstößen eingeleiteten Sondermeldungen über herausragende Erfolge. Wehrmachtberichte erwähnten auch Kampfhandlungen der feindlichen Streitkräfte, beispielsweise die Luftangriffe der Alliierten auf Kriegsziele und Städte im Reichsgebiet. Sie besaßen amtlichen Charakter und waren die maßgebliche Quelle für die Kommentierung des Kriegsgeschehens in den Medien. Die 2080 gesendeten Wehrmachtberichte sind, so der Archivar Erich Murawski 1962, ein Gemisch aus nüchternem Militär-Rapport und politischer Propaganda und gelten Historikern daher als ebenso wertvolle wie fragwürdige Sekundärquelle. Berichtet wurde in knapper Form; ausführlicher und teilweise übertrieben, wenn Erfolge zu vermelden waren. Sie vermieden weitgehend direkte Falschmeldungen, operierten mit Auslassungen, tendenziösen Hervorhebungen, Verharmlosungen sowie mit Beschönigungen und Verschleierungen. Aktuelle Untersuchungen betonen stärker den propagandistischen Charakter des Wehrmachtberichts. Der deutsche Militärhistoriker Jörg Echternkamp nennt die Praxis der Darstellung der „beschönigende[n] ‚Frontbegradigung‘ im Wehrmachtbericht“ in einer Reihe mit propagandistischen Verlautbarungen, die über den „wahren Sachverhalt“ des Kriegsverlaufs „hinwegtäuschen“.
Im Krieg in Ostasien setzten die Japaner ab 1943 verstärkt auf Rundfunkpropaganda gegen die Amerikaner, indem sie über Radio Tokyo die Sendung „The Zero Hour“ ausstrahlten. Für die überwiegend weiblichen Moderatoren, die Amerikanisch mit einem japanischen Akzent sprachen, bürgerte sich im GI-Sprachgebrauch der Begriff Tokyo Rose ein.

#### Flugblätter
Im Zweiten Weltkrieg wurden in Europa ungefähr 20 Milliarden Kriegsflugblätter hinter den feindlichen Linien abgeworfen, und es ist anzunehmen, dass die Mehrzahl der Bewohner der am Krieg beteiligten Länder von den Flugblattinhalten erreicht wurden.

### Deutscher Widerstand gegen den Nationalsozialismus

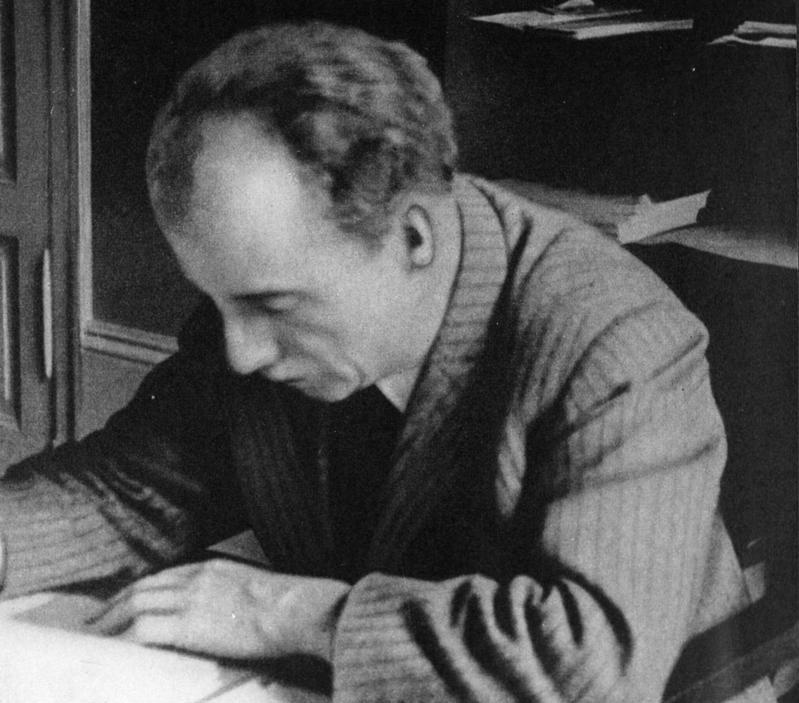
Kurt Huber, Mitglied der Widerstandsgruppe „Weiße Rose“, 1943 hingerichtet

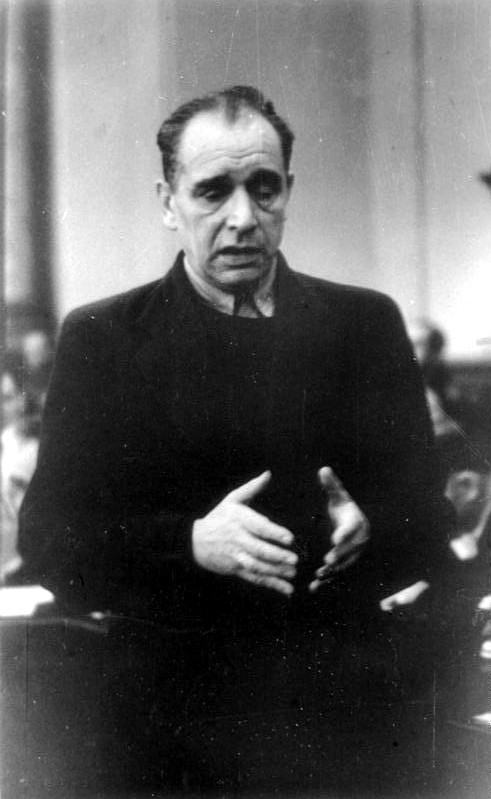
Julius Leber, Mitglied der Widerstandsgruppe „Kreisauer Kreis“, 1944 vor dem Volksgerichtshof, 1945 hingerichtet

Die Mehrheit der deutschen Bevölkerung stand dem Kriegsbeginn zunächst skeptisch gegenüber, ließ sich dann von den folgenden Siegesmeldungen blenden. Aus Angst vor Strafen wagten nur wenige Menschen, sich aktiv gegen den Krieg auszusprechen. Zentren des zivilen Widerstands waren die „Weiße Rose“ (1942/43), der „Kreisauer Kreis“ (1940/44) und die „Rote Kapelle“ (1933/42).
Wenngleich die Wehrmacht prinzipiell hinter Hitlers Ideen stand und seine Kriegsführung mittrug, sahen ab 1943 einige Generäle die zwangsläufige Niederlage deutlich vor Augen und setzten daher auf einen Waffenstillstand, um der Wehrmacht und der deutschen Bevölkerung Zeit zur Umgruppierung des Heeres und Neuorganisation des Staates zu geben. Am 20. Juli 1944 verübten einige Widerständler ein Attentat auf Hitler im Führerhauptquartier „Wolfsschanze“. Der Versuch, Hitler zu töten, misslang aber ebenso wie der anschließende Versuch eines Staatsstreichs in Berlin (→ Operation Walküre). Die Attentäter wurden hingerichtet. Einige wenige Soldaten lehnten den Krieg aus ideologischen Gründen ab und versuchten, ihn durch Sabotagemaßnahmen zu verkürzen. Die weit überwiegende Mehrheit kämpfte bis zum Schluss weiter. Zahlreiche deutsche Soldaten und Hilfsverbände (unter anderem Polizeireserve) beteiligten sich an Kriegsverbrechen, was Widerstand der Bevölkerung in den besetzten Gebieten provozierte oder begünstigte.

### Alliierte Kriegskonferenzen

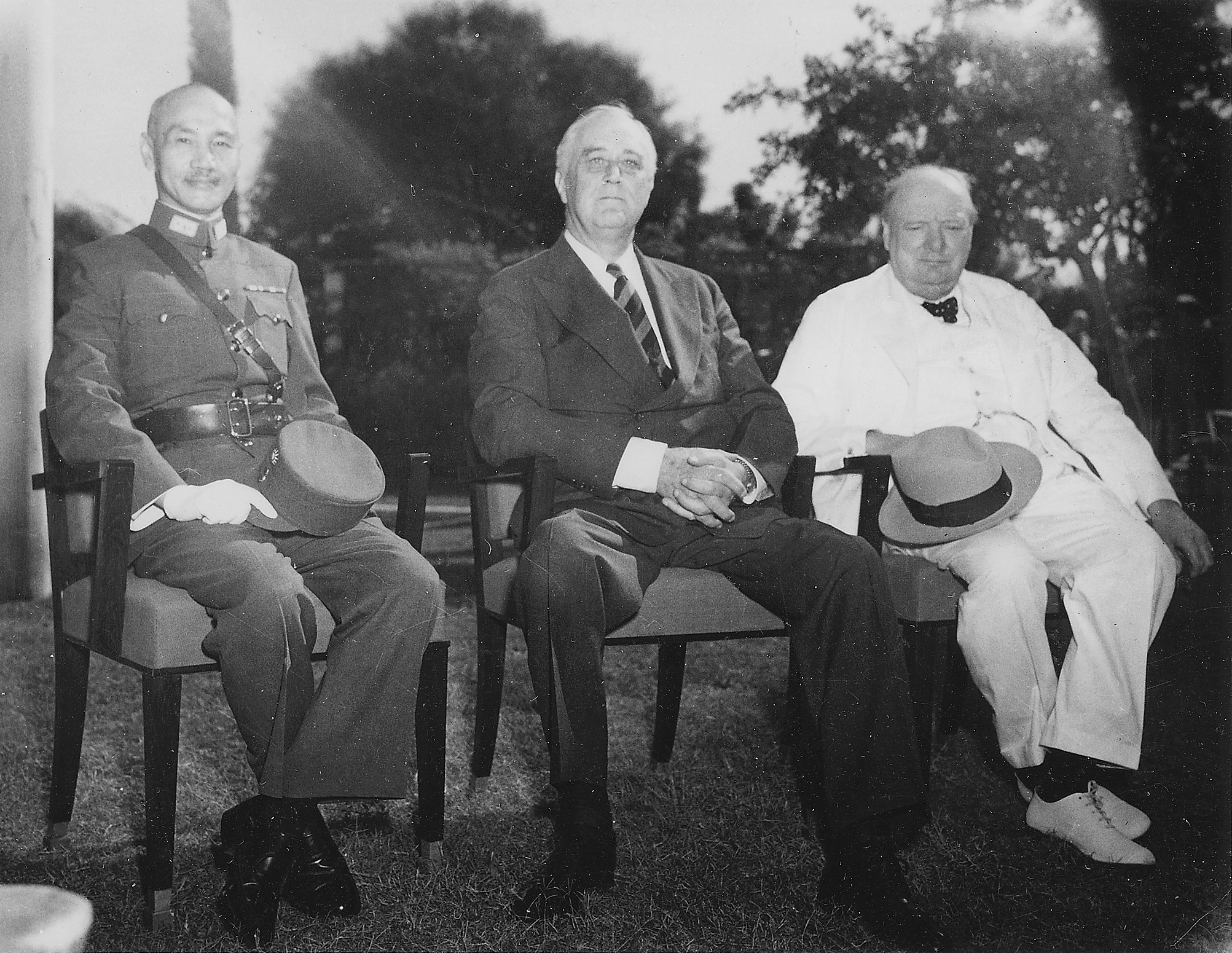
Chiang Kai-shek, Roosevelt und Churchill in Kairo, 25. November 1943

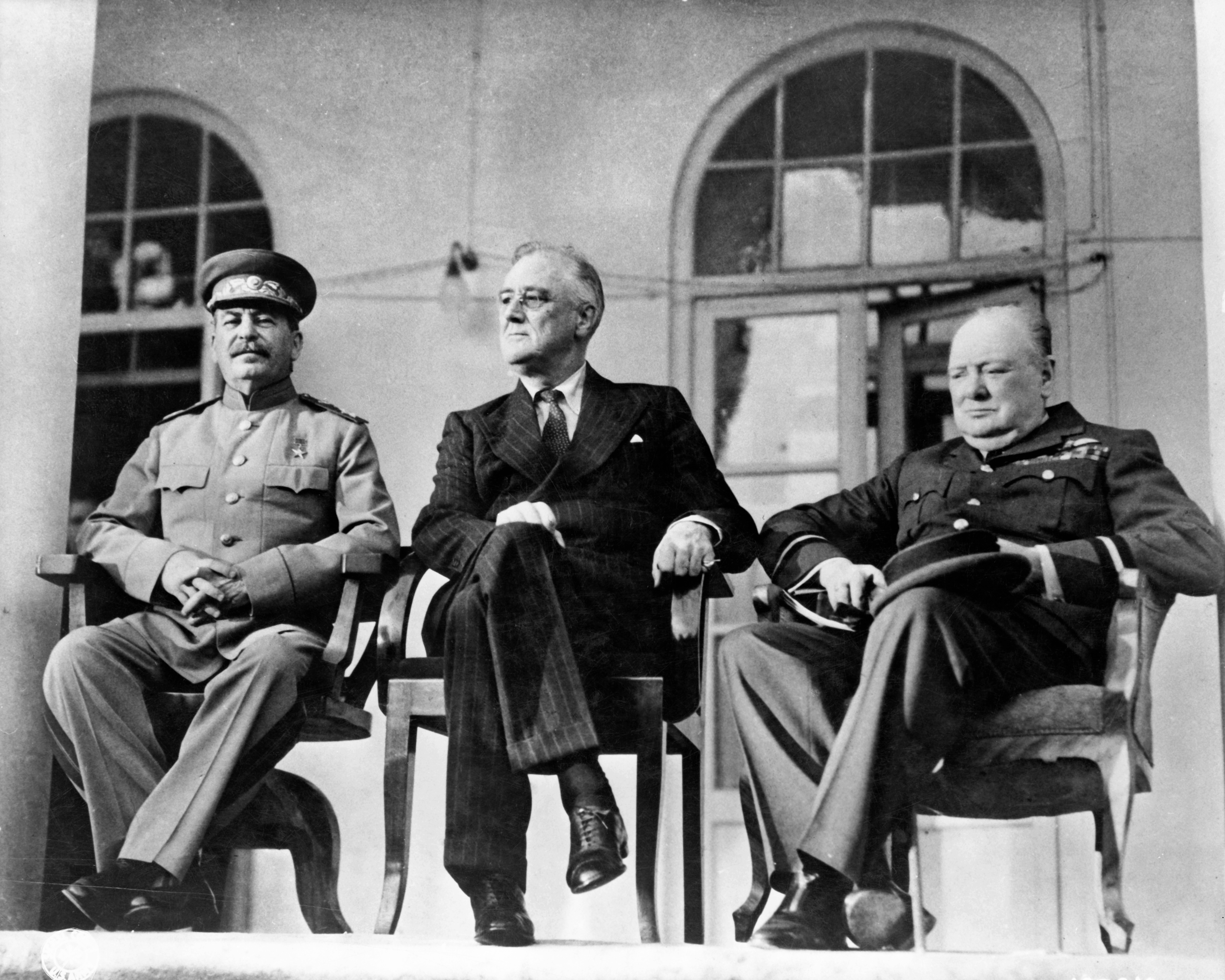
Stalin, Roosevelt und Churchill in Teheran, 28. November 1943

Auf der Arcadia-Konferenz (Dezember 1941 / Januar 1942 in Washington) vereinbarten Churchill und Roosevelt als wichtigsten Beschluss, zuerst die deutsche Gefahr auszuschalten: „Germany first“. Mit der Deklaration der Vereinten Nationen schlossen sich zunächst 26 Länder am 1. Januar 1942 zusammen und verpflichteten sich, keinen Separatfrieden zu schließen. In Casablanca (Januar 1943) einigten sie sich darauf, zuerst den Krieg in Nordafrika mit der Eroberung Tunesiens im Sommer 1943 zu Ende zu bringen und dann weiter auf Sizilien und in Süditalien fortzusetzen. Die Invasion Westeuropas wurde auf 1944 verschoben und die bedingungslose Kapitulation der Achsenmächte als Kriegsziel verkündet. Während der Quadrant-Konferenz in Québec (August 1943) wurde die Operation Overlord (Invasion in der Normandie) beschlossen und General Frederick E. Morgan beauftragt, einen detaillierten Plan zu entwerfen. In Kairo vereinbarten Roosevelt, Churchill und Chiang Kai-shek, den Krieg in Ostasien bis zur bedingungslosen Kapitulation Japans fortzusetzen. Auf der Moskauer Außenminister-Konferenz (19. Oktober bis 1. November 1943) koordinierten Hull, Eden und Molotow die weitere Zusammenarbeit, erörterten den Eintritt der UdSSR in den Krieg gegen Japan und formulierten unter anderen die Moskauer Deklaration: Entmilitarisierung, Entnazifizierung, Demokratisierung und Dezentralisierung Deutschlands. Gegenstand der Teheran-Konferenz (28. November bis 1. Dezember 1943) war die Absprache zwischen Roosevelt, Churchill und Stalin über die weitere Vorgehensweise auf dem europäischen Kriegsschauplatz im Jahr 1944 und die Zeit nach einem Sieg der Alliierten über Deutschland. In Jalta (Februar 1945) wurde Deutschland in vier Besatzungszonen aufgeteilt. Für Ostmitteleuropa und den Balkan wurden Einflusszonen verabredet. Stalin versprach, dass die Sowjetunion zwei Monate nach der deutschen Kapitulation in den Krieg gegen Japan eintreten werde. Auf der Potsdamer Konferenz sollten die Grenzziehungen in Europa und die deutschen Reparationsleistungen, die Verwaltung des besetzten Deutschlands sowie der noch andauernde Pazifikkrieg besprochen werden.

## Kriegsfolgen und Opfer

### Opferzahlen

Menschenverluste des Zweiten Weltkrieges

Während des Zweiten Weltkrieges wurden Schätzungen zufolge über 65 Millionen Menschen getötet. Es kamen mehr Zivilisten um als Soldaten bei Kampfhandlungen. Am stärksten betroffen war die Sowjetunion mit etwa 27 Millionen getöteten Menschen, davon ungefähr die Hälfte als Soldaten, von denen drei Millionen in deutscher Kriegsgefangenschaft starben. In den sowjetischen Opferzahlen sind die etwa 650.000 getöteten Soldaten der 1939/40 von der UdSSR annektierten baltischen Staaten enthalten.
Grundsätzlich gilt, dass Zahlenangaben zu den Toten des Weltkriegs oft methodisch nicht gesicherte Schätzwerte darstellen, die in der Literatur unterschiedlich angegeben werden. Die folgende Tabelle basiert, sofern nicht in gesonderten Einzelnachweisen angegeben, auf Daten aus dem zehnten Band der vom Militärgeschichtlichen Forschungsamt herausgegebenen Reihe Das Deutsche Reich und der Zweite Weltkrieg 2008. Darin sind neutrale Staaten und Kolonien nicht berücksichtigt. Die wiedergegebenen Schätzungen gehen meist auf offizielle Angaben der jeweiligen Regierungen zurück. Die Zahl der Kriegstoten der in der Tabelle genannten Staaten ergibt eine Summe von etwa 66 Millionen, darunter mindestens 59 % Zivilisten.
| Land             | Soldaten   | Zivilisten | Gesamt     |
| ---------------- | ---------- | ---------- | ---------- |
| Australien       | 30.000     |            | 30.000     |
| Belgien          | 10.000     | 50.000     | 60.000     |
| Brasilien        | 463        | 1.000      | 1.463      |
| Bulgarien        | 32.000     |            | 32.000     |
| Republik China   | 3.500.000  | 10.000.000 | 13.500.000 |
| Dänemark         | 500        | 1.500      | 2.000      |
| Deutschland      | 5.318.000  | 1.170.000  | 6.488.000  |
| Finnland         | 89.000     | 2.700      | 091.700    |
| Frankreich       | 210.000    | 150.000    | 360.000    |
| Griechenland     | 20.000     | 160.000    | 180.000    |
| Großbritannien   | 270.825    | 62.000     | 332.825    |
| Indien           | 24.338     | 3.000.000  | 3.024.338  |
| Italien          | 240.000    | 60.000     | 300.000    |
| Japan            | 2.060.000  | 1.700.000  | 3.760.000  |
| Jugoslawien      | 410.000    | 1.280.000  | 1.690.000  |
| Kanada           | 42.042     | 1.148      | 43.190     |
| Luxemburg        | 2.944      | 657        | 3.601      |
| Malta            |            | 1.000      | 1.000      |
| Neuseeland       | 10.000     |            | 10.000     |
| Niederlande      | 22.000     | 198.000    | 220.000    |
| Norwegen         | 7.500      | 2.500      | 10.000     |
| Österreich       | 100.000    | 130.000    | 230.000    |
| Philippinen      | 57.000     | 943.000    | 1.000.000  |
| Polen            | 300.000    | 5.700.000  | 6.000.000  |
| Rumänien         | 378.000    |            | 378.000    |
| Sowjetunion      | 13.000.000 | 14.000.000 | 27.000.000 |
| Spanien          | 4.500      |            | 4.500      |
| Südafrika        | 9.000      |            | 9.000      |
| Tschechoslowakei | 20.000     | 310.000    | 330.000    |
| Ungarn           | 360.000    | 590.000    | 950.000    |
| USA              | 407.316    |            | 407.316    |

Insgesamt sind von 5,7 Millionen Kriegsgefangenen der Roten Armee 3,3 Millionen ums Leben gekommen, die meisten von ihnen verhungert, aber auch Krankheiten, Misshandlungen, Erschießungen oder der Haft in einem Sonderlager zum Opfer gefallen. Dies bedeutet, dass nahezu 58 % der sowjetischen Kriegsgefangenen in deutscher Gefangenschaft starben. Die Zahl der in deutschem Gewahrsam zu Tode gekommenen westalliierten Kriegsgefangenen war im Verhältnis deutlich geringer. So starben von 1,8 Millionen in deutsche Kriegsgefangenschaft geratenen französischen Soldaten knapp 50.000, das sind 2,8 %. Von den 3,1 Millionen deutschen Kriegsgefangenen in sowjetischem Gewahrsam kamen 1,1 Millionen (35 %) um. China, wo der Krieg schon Mitte 1937 mit der japanischen Aggression begann, hatte mit ungefähr 14 Millionen im Krieg getöteten Menschen die zweithöchste Anzahl an Todesopfern zu beklagen. Aber auch in Indien verhungerten 1943 und 1944 mehr als zwei Millionen Zivilisten, davon die allermeisten in Bengalen, nachdem die Reisimporte aus dem japanisch besetzten Burma ausblieben.

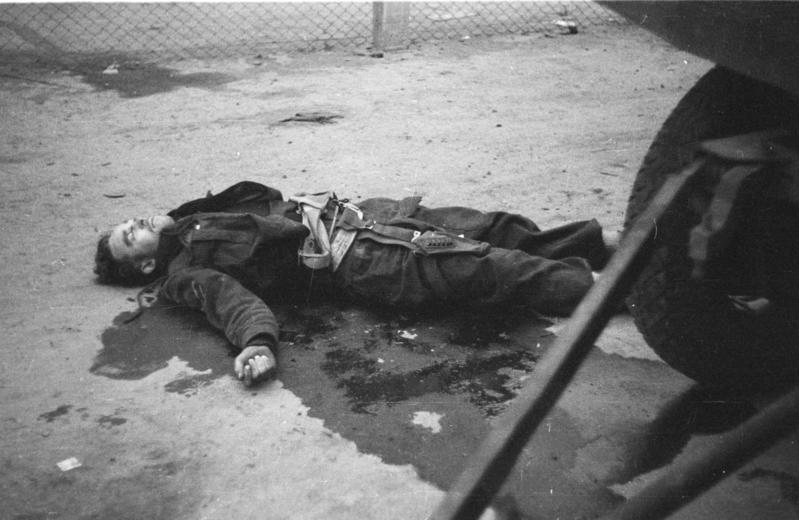
Bei der Operation Chariot am 28. März 1942 in Saint-Nazaire gefallener britischer Soldat
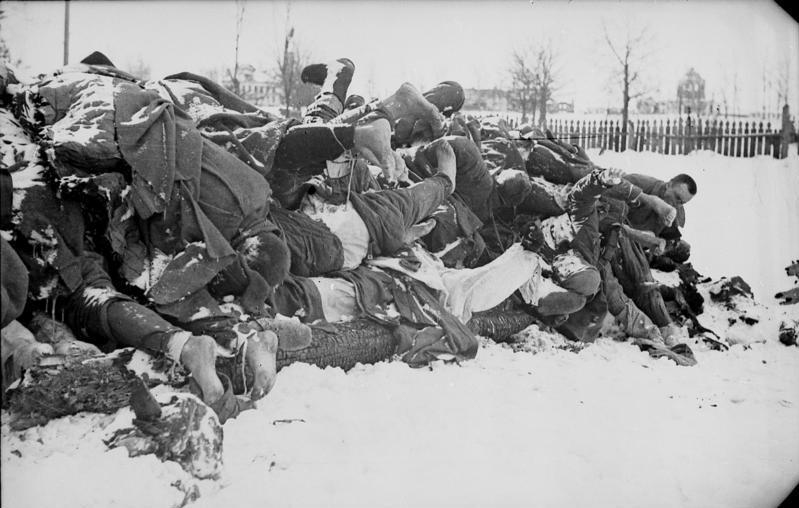
In der Schlacht um Cholm gefallene Soldaten der Roten Armee, Januar – Juni 1942
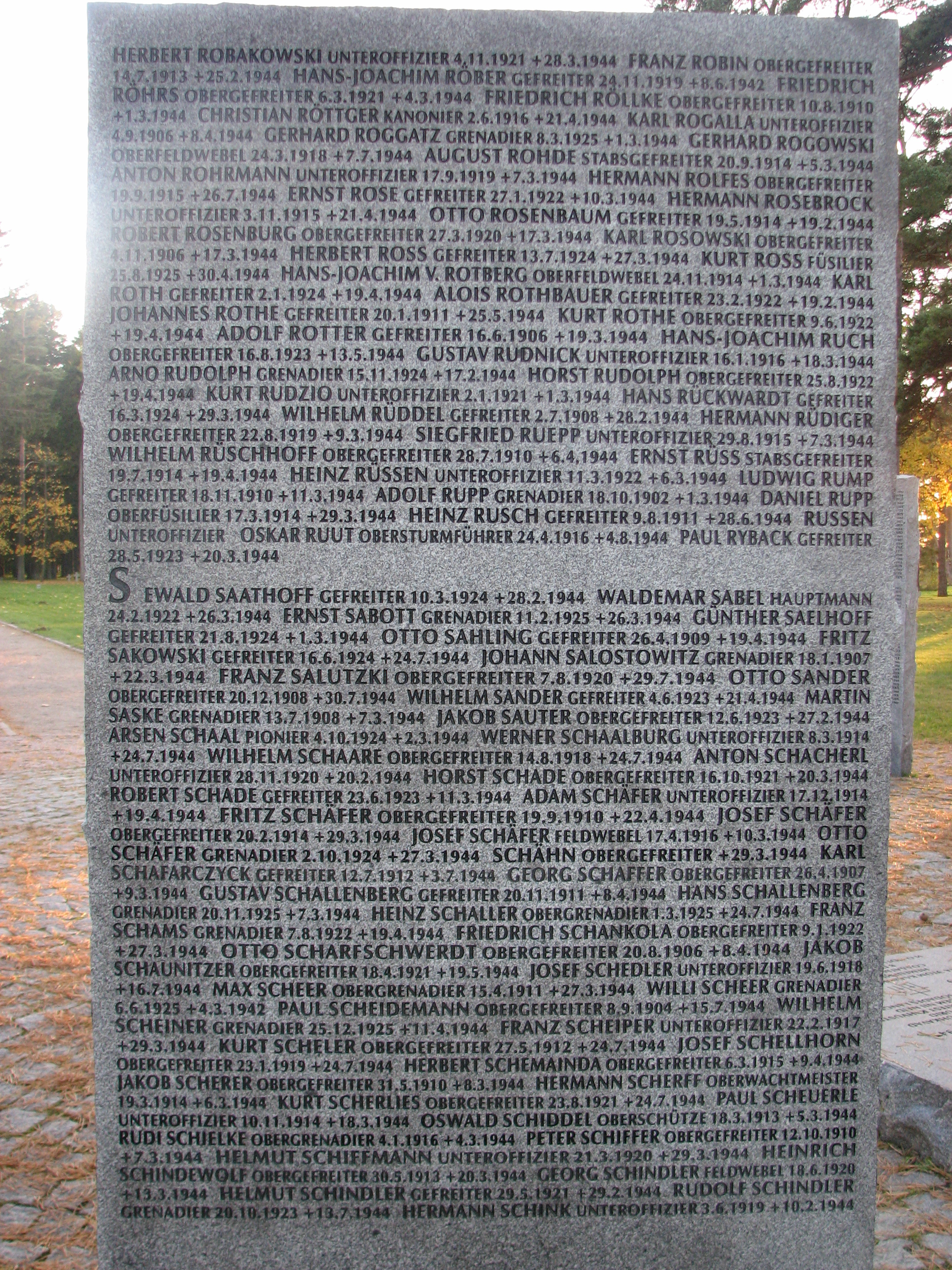
Namensliste der Gefallenen, Soldatenfriedhof in Toila, Estland, mit 1.500 deutschen und 600 estnischen Gefallenen des Zweiten Weltkrieges
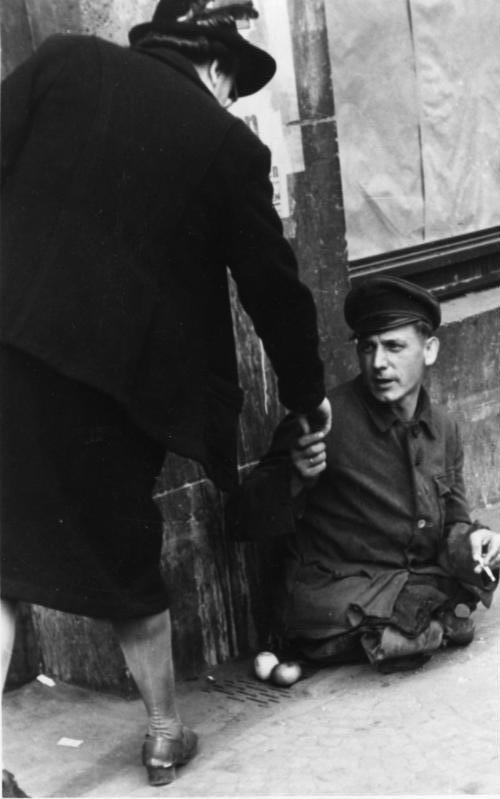
Bettelnder Kriegsinvalide in Essen, 1948

Zu den deutschen Kriegsversehrten müssen zahlreiche als Deserteure verurteilte Soldaten hinzugezählt werden, die depressiv oder geisteskrank und deshalb unfähig zum Militärdienst waren und dennoch verurteilt wurden, um die „Moral der Truppe aufrecht“ zu erhalten. Das geschah nicht nur in Deutschland, sondern auch in anderen kriegsbeteiligten Staaten.
Es gab viele tote Zivilisten durch Bombardierungen von Großstädten wie Chongqing, Warschau, Coventry, London, Köln, Düsseldorf, Hamburg, Tokio, Dresden und im Ruhrgebiet. Sehr viele Zivilisten kamen bei den Schlachten um Stalingrad, Breslau, Königsberg, während der Leningrader Blockade und der Aushungerung von Charkow ums Leben. Die Versenkung der Flüchtlingsschiffe Armenija, Wilhelm Gustloff, Goya, Steuben und Cap Arcona forderte Zehntausende Opfer. Im harten Winter 1944/45, in Straflagern der Sowjetunion und bei gewaltsamen Vertreibungen von Menschen nach dem Krieg starben weitere, ungezählte Menschen (zum Beispiel Sudetendeutsche infolge der Beneš-Dekrete). Vielen Menschen war es nicht möglich, aus dem nationalsozialistischen Herrschaftsbereich zu fliehen, weil Staaten (wie die USA oder die Schweiz) zeitweise die Grenzen schlossen und (auch jüdischen) Flüchtlingen kein Asyl gewährten.
Die beiden Atombombenabwürfe auf Hiroshima und Nagasaki töteten direkt oder indirekt bis Ende 1945 mehr als 230.000 Menschen.

### Kriegsgefangene und Zwangsarbeiter

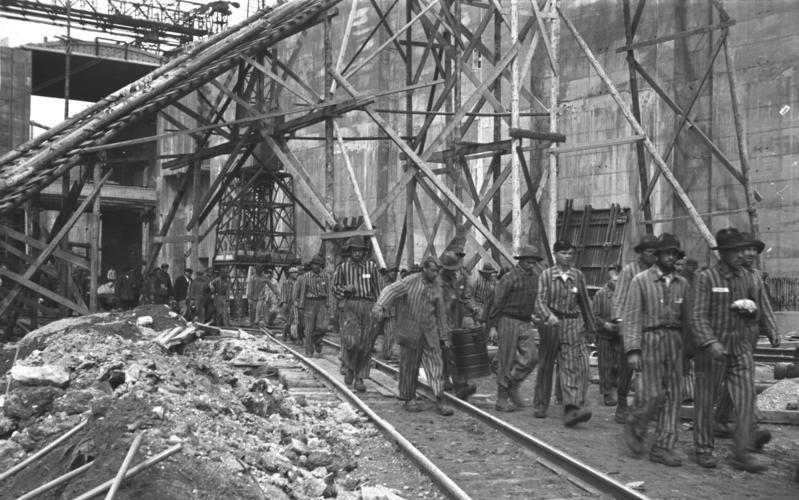
Zwangsarbeiter beim Bau des U-Boot-Bunkers Valentin in Bremen, 1944

Insgesamt gerieten 11 Millionen Angehörige der Wehrmacht und der Waffen-SS in Kriegsgefangenschaft, davon 7,7 Millionen auf Seiten der Westmächte und 3,3 Millionen auf Seiten der UdSSR.
Zur Zwangsarbeit unter dem NS-Regime wurden zwischen sieben und elf Millionen Menschen fast überall im Deutschen Reich und den besetzten Gebieten eingesetzt. Zum Teil arbeiteten sie in Fabriken neben KZ-Häftlingen unter ähnlich menschenunwürdigen Bedingungen, zum kleineren Teil glichen die Lebensbedingungen denen der Arbeit gebenden Handwerker- und Bauernfamilien. Der für sie als oberster Verantwortlicher ernannte Gauleiter Fritz Sauckel wurde 1946 im Rahmen der Nürnberger Prozesse zum Tode verurteilt und hingerichtet. Nach Kriegsende wurden deutsche Kriegsgefangene ebenfalls als Bestandteil der Reparationsleistungen zu Zwangsarbeit verpflichtet, vor allem in der Sowjetunion (bis 1956), aber auch in Westeuropa.
Nach Kriegsende gab es in Europa 6,5–12 Millionen als „Displaced Persons“ bezeichnete Personen, bei denen es sich in der Mehrzahl um befreite Kriegsgefangene, Zwangsarbeiter aus ehemals besetzten Staaten und KZ-Häftlinge handelte. Diese wurden bis zu ihrer Repatriierung oder Aufnahme in Drittstaaten in sogenannten DP-Lagern untergebracht.

### Materielle Schäden und Kriegskosten

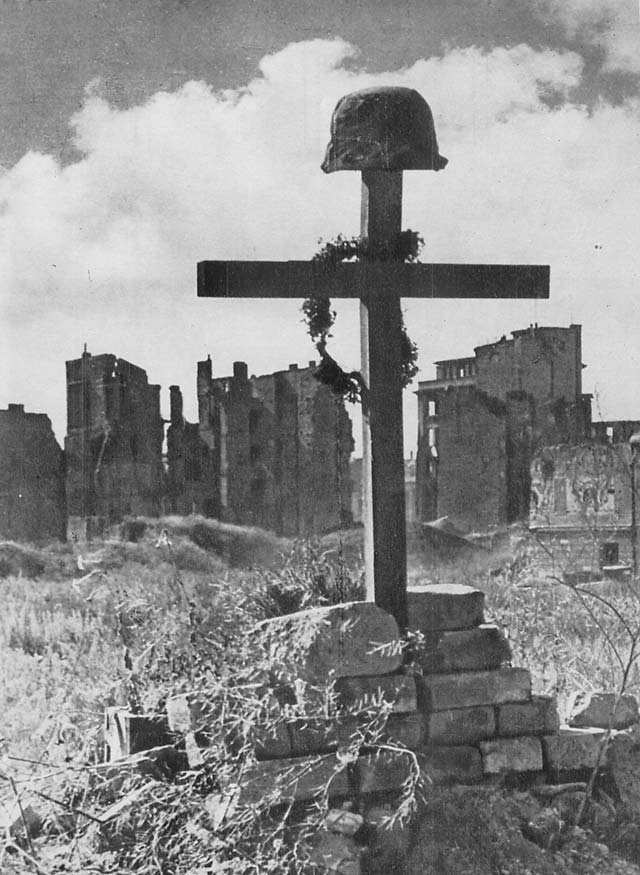
Das Grab eines polnischen Soldaten, Warschauer Aufstand, 1944

Auch die materiellen Schäden waren enorm. In Deutschland verloren etwa vier Millionen Menschen ihre Wohnung, und es mussten 400 Millionen Kubikmeter Schutt weggeräumt werden. In Köln, wo vor dem Krieg 750.000 Menschen gelebt hatten, waren es nur noch 40.000. Die „Trümmerfrauen“ wurden zu einem Symbol des Aufräumens und des Wiederaufbaus. Das Deutsche Reich hatte Gebietsverluste von 114.549 km², die 24,3 % des Territoriums von 1939 entsprachen. Etwa 12 Millionen Deutsche verloren ihre Heimat (siehe Flucht und Vertreibung Deutscher aus Mittel- und Osteuropa 1945–1950). In Frankreich wurden zwei, in Japan drei und in der Sowjetunion sechs Millionen Wohnungen zerstört. Fast die Hälfte der Eisenbahnschienen war beschädigt: in Deutschland 34.000 km, in Japan 50.000 km, in Frankreich 37.000 km.
Die späteren Siegermächte gingen im Abschlussprotokoll von Jalta davon aus, dass das Deutsche Reich einen Schaden von 20 Milliarden Dollar in Europa angerichtet habe. Bezogen auf das jährliche Sozialprodukt lag der Schaden in Deutschland (4,8 Mrd. Dollar) bei 140 Prozent, in Frankreich (2,1 Mrd. Dollar) bei 130 Prozent, in Polen (2 Mrd. Dollar) bei 300 Prozent und in der UdSSR (12,8 Mrd. Dollar) bei 250 Prozent. Die Sowjetunion sollte deswegen Reparationen im Wert von 10 Milliarden Dollar erhalten.
1942 betrugen Deutschlands Ausgaben für die Kriegsführung 140 Mrd. RM (entsprechend heute: 673 Mrd. EUR). Dem standen nur Reichseinnahmen in Höhe von 69 Mrd. RM (heute: 332 Mrd. EUR) gegenüber. Der Rest wurde durch neue Anleihen finanziert. Die Kriegskosten des Deutschen Reiches (zum Beispiel Wehrsold für Millionen Soldaten, Kriegerwitwenrenten und die Produktionskosten für Rüstungsgüter) beliefen sich bei Kriegsende insgesamt auf 156 Mrd. Dollar (Zum Vergleich: USA: 206 Mrd. Dollar, Großbritannien: 78 Mrd. Dollar). Deutschlands Kriegskosten (156 Mrd. Dollar) und seine Kriegsschäden (4,8 Mrd. Dollar) (siehe oben) ergaben die gigantische Summe von 160,8 Mrd. Dollar (entsprechend heutiger Kaufkraft und inflationsbereinigt: 2,8 Billionen US-Dollar).

## Nachwirkungen
Infolge des Zweiten Weltkriegs schieden Deutschland, Italien und Japan aus dem Kreis der militärischen Großmächte aus. Die westeuropäischen Staaten Frankreich, Niederlande und Großbritannien wurden so weit geschwächt, dass sie in den auf das Kriegsende folgenden Jahrzehnten ihre Kolonialreiche aufgeben mussten. Die USA und die Sowjetunion traten als neue Weltmächte und aufgrund der atomaren Rüstung als sogenannte Supermächte auf.

### Europa
Bereits im Mai 1944 hielt Island ein Verfassungsreferendum ab und löste die Personalunion mit Dänemark auf.
Nach dem Ende des Zweiten Weltkrieges in Europa berieten die Hauptsiegermächte im Juli und August 1945 in Potsdam über die weitere Zukunft Europas und Deutschlands. Die Zielrichtung der gefassten Potsdamer Beschlüsse hatte sich bereits auf der Konferenz von Jalta im Februar 1945 angedeutet.
Deutschland wurde in vier Besatzungszonen eingeteilt; seine Ostgebiete (Hinterpommern, Neumark, Schlesien, Ostpreußen) wurden vorbehaltlich einer endgültigen Friedensregelung der Verwaltung Polens und der Sowjetunion unterstellt. Polen erhielt dadurch eine neue Grenze im Westen (Oder-Neiße-Grenze) und im Osten. Das durch die Bestimmungen des Münchner Abkommens von 1938 von Deutschland eingegliederte Sudetenland fiel an die Tschechoslowakei zurück, da die faktische Annexion im Zuge der Zerschlagung der Tschechoslowakei durch das Deutsche Reich nachträglich für nichtig erklärt wurde. Österreich wurde als Staat wiederhergestellt – dies hatten die späteren Siegermächte bereits 1943 in der Moskauer Deklaration angekündigt – und ebenfalls in vier Besatzungszonen eingeteilt, bis es 1955 mit dem Österreichischen Staatsvertrag unabhängig wurde.
Aufgrund der durch die drei Hauptsiegermächte de facto beschlossenen Gebietsverkleinerung Deutschlands wurden nach unterschiedlichen Angaben zwischen 12 und 14 Millionen Deutsche (Schlesier, Sudetendeutsche, Ostpreußen, Pommern, Ostsachsen (Kreis Reichenau), Ostbrandenburger, Donauschwaben und Danziger) aus ihrer angestammten Heimat vertrieben (→ Flucht und Vertreibung Deutscher aus Mittel- und Osteuropa 1945–1950). Lange wurde dabei die Zahl der Todesopfer mit zwei Millionen oder gar mehr angegeben. Neuere Untersuchungen stellen dar, dass diese Zwei-Millionen-Zahl als Ergebnis von Bevölkerungsbilanzen berechnet wurde, während gesicherte Personendaten auf der Grundlage von Todesfallmeldungen zu einer Zahl von rund 500.000 Opfern führen. 3,5 Millionen Polen verloren durch die anschließende Westverschiebung der polnischen Ostgrenze ihre Heimat.
Die baltischen Staaten Estland, Lettland und Litauen, die während des Krieges ihre Unabhängigkeit verloren hatten, konnten diese im Gegensatz zu den kleineren westeuropäischen Ländern nicht zurückgewinnen und blieben Sowjetrepubliken. Sie wurden sowjetisiert und wehrten sich durch eine Guerillabewegung (Waldbrüder). Die Westalliierten weigerten sich, diese Annexion anzuerkennen.
In Teilen Osteuropas, so im Baltikum, in Polen und in der Ukraine, kam es bereits vor Kriegsende zu von nationalistischen Organisationen (Waldbrüder, OUN) geführten, bis in die frühen 1950er-Jahre andauernden Untergrundaktionen gegen Sowjetisierung und Stalinismus. Nach dem Tod Stalins im März 1953 entlud sich der Widerstand gegen die etablierten Systeme sowjetkommunistischer Prägung in mehreren von der Roten Armee niedergeschlagenen Volksaufständen (Aufstand vom 17. Juni 1953 in der DDR, Ungarischer Volksaufstand 1956).
Jugoslawien, das unter der Besetzung einen langen Kampf gegen Besatzungstruppen und einen Bürgerkrieg durchlitten hatte, konnte substanzielle Gebietsgewinne auf Kosten Italiens (hauptsächlich Istrien und adriatische Inseln) erzielen und Tito konnte eine kommunistische Herrschaft außerhalb der sowjetischen Kontrolle errichten. Griechenland, dem durch den deutschen Rückzug weitere Verwüstungen erspart blieben, erhielt den Dodekanes von Italien. Der griechische Bürgerkrieg aus der Besatzungszeit wurde noch jahrelang fortgesetzt.

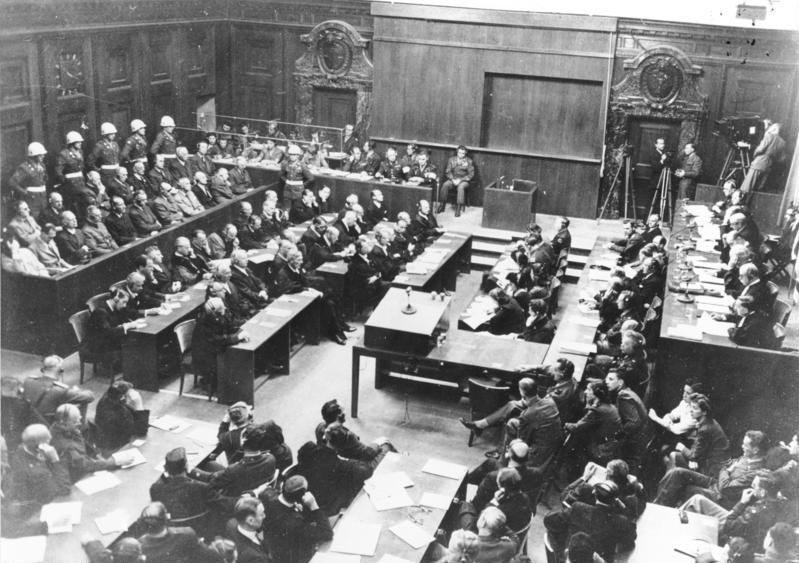
Verhandlungssaal der Nürnberger Prozesse, 30. September 1946

Die deutschen und japanischen Kriegsverbrechen wurden in mehreren Prozessen (zum Beispiel Nürnberger Prozesse und Tokioter Prozesse) verhandelt. Das Stuttgarter Schuldbekenntnis einiger führender evangelischer Christen zu Versäumnissen in der Zeit des Nationalsozialismus im Oktober 1945 blieb eine seltene Ausnahme im beginnenden, von den Alliierten erzwungenen Entnazifizierungs-Geschehen.
Die zum größten Teil zerstörten Städte und der Mangel an Lebensmitteln – insbesondere fehlende Rohstoff- und Düngemittel – verursachten unter der Bevölkerung ein Leben in Armut. Weil viele Männer im Krieg gefallen oder in Kriegsgefangenschaft geraten waren, mussten „Trümmerfrauen“ den Schutt in den Städten beseitigen. Die Bedeutung dieser wird jedoch durch die Forschung inzwischen mehr und mehr angezweifelt. Lebensmittel waren nur über Lebensmittelmarken oder aus eigenem Anbau zu haben, weshalb Stadtbewohner massenhaft aufs Land fuhren, um Sachgüter gegen Lebensmittel einzutauschen. Darüber hinaus verloren zu damaliger Zeit weltweit führende deutsche Wirtschaftsunternehmen bedeutende Patente und Warenzeichen. Diese Situation änderte sich erst durch den bald darauf einsetzenden weltweiten Nachkriegsboom, der in Deutschland vielfach als Wirtschaftswunder bezeichnet wurde.
Entgegen aller Wahrscheinlichkeit und mit erstaunlichem Tempo bildete sich ein neues Europa, das zwar in sich geteilt war, dessen Teile aber bald auf solideren Fundamenten ruhten, als es direkt nach Kriegsende vorstellbar gewesen wäre. Inmitten der bleibenden physischen und moralischen Narben, die der Weltkrieg hinterlassen hatte, tat sich die Möglichkeit eines Europas auf, das stabiler und prosperierender sein würde, als es sich die Menschen je hätten vorstellen können.

### Afrika
Italien verlor seine Kolonialgebiete. Libyen wurde unabhängig, Eritrea in das wieder unabhängig gewordene Äthiopien eingegliedert, und Italienisch-Somaliland wurde mit Britisch-Somaliland etwas später als Staat Somalia unabhängig. Frankreich versuchte seine afrikanischen Kolonien noch durch die Niederschlagung des Madagaskar-Aufstandes zu verteidigen; aber der Algerienkrieg zerstörte die Vierte Französische Republik, ohne die französische Vorherrschaft wiederherstellen zu können. Auch die britische Herrschaft verfiel. In Südafrika gewannen die Nationalisten, die gegen den Eintritt in den Zweiten Weltkrieg gestimmt hatten, die Nachkriegswahlen und unterdrückten mit ihren rassistischen Ideen im Apartheidsregime den Großteil der Bevölkerung.

### Amerika
Das verteidigungspolitische Denken der USA im neuen Zeitalter der Langstreckenbomber wurde von der Angst vor einem neuen Überraschungsangriff beherrscht. Möglichen Gefahren wollte man frühzeitig schon im Vorfeld begegnen und das Hauptquartier der Vereinten Nationen wurde in New York errichtet. Die Bedeutung von Hawaii und Alaska während des Krieges trug dazu bei, dass diese später eigenständige Bundesstaaten der USA wurden.

### Asien und Pazifik

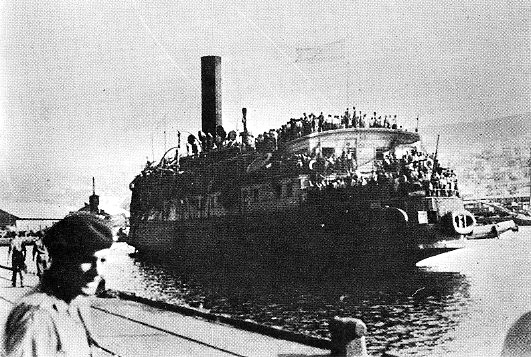
Ankunft der Exodus in Haifa, 1947

Syrien und der Libanon als ehemalige Mandatsgebiete des Völkerbundes unter französischer Verwaltung wurden unabhängig. Die Besetzung des Iran durch die Sowjetunion und das Vereinigte Königreich ließ sich 1945 nicht mehr begründen. Der Abzug der Sowjets erfolgte aber erst auf massiven internationalen Druck vor allem der Vereinigten Staaten. Im Mandatsgebiet Palästina hatte sich der Führer der arabischen Nationalisten den Achsenmächten angeschlossen und sich diskreditiert, so dass eine glaubwürdige Vertretung dieser Interessen fehlte. Die Notlage der Holocaustüberlebenden führte zu einem Migrationsdruck (Alija) nach Palästina und nach längeren Auseinandersetzungen zogen sich die Briten 1948 aus dem Mandatsgebiet zurück. Die UN teilten das Gebiet in zwei Staaten auf; der neu gegründete Staat Israel erleichterte die Einwanderung und wurde zu einem sicheren Hafen für einwanderungswillige Juden.

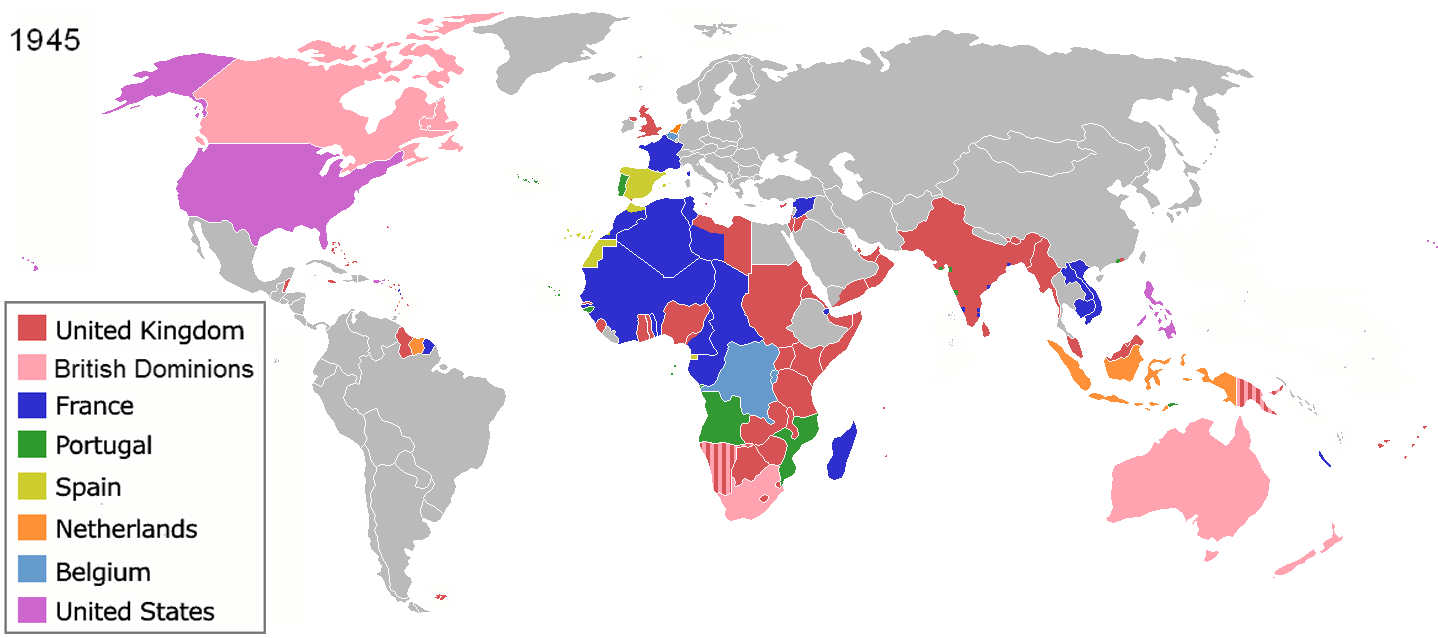
Kolonialmächte und Kolonialgebiete 1945

Die britischen Kolonien in Südasien wurden durch die neue Labourregierung in die Unabhängigkeit entlassen. Der Krieg hatte zwar die ökonomische Entwicklung des indischen Subkontinents durch den Bau und die Modernisierung von Fabriken und Hafenanlagen befördert, gleichzeitig waren aber auch religiöse Spannungen geschürt worden. Die Teilung Indiens war von Gewaltausbrüchen begleitet und die religiösen Konflikte begleiteten die unabhängigen Staaten Indien, Pakistan, Birma, Ceylon (Sri Lanka) und schließlich Bangladesch.
Für Französisch-Indochina hatte Roosevelt das Office of Strategic Services (OSS) mit den Nationalisten unter Ho Chi Minh gegen die Japaner zusammenarbeiten lassen und keine französische Kolonialherrschaft mehr vorgesehen. Aufgrund der Entwicklungen in Nachkriegseuropa änderten die Vereinigten Staaten ihre Politik und unterstützten die Franzosen beim Versuch, die Kolonialherrschaft wiederherzustellen. 1946 begann der Indochinakrieg.
Nach der Kapitulation Japans riefen Sukarno und Hatta im Machtvakuum am 17. August 1945 die Unabhängigkeit Indonesiens aus. Die Niederlande wollten ihre Kolonialherrschaft im vier Jahre währenden Indonesischen Unabhängigkeitskrieg wiedererrichten.
Die Philippinen, deren Unabhängigkeit die USA vor dem Krieg für 1944 angekündigt hatten, wurden 1946 mit dem Vertrag von Manila in die Unabhängigkeit entlassen.
Die japanische Kolonie Korea sollte nach einer Übergangszeit unter amerikanischer und sowjetischer Militärverwaltung unabhängig werden. Es folgten die Teilung Koreas entlang des 38. Breitengrades und die Gründung von Nordkorea und Südkorea sowie der Koreakrieg.
Japan musste die besetzten pazifischen Inseln an Australien und Großbritannien zurückgeben; es verlor Formosa (Taiwan) an China, Südsachalin und die Kurileninseln an die Sowjetunion; das Japanische Südseemandatsgebiet mit den Karolinen, den Marshallinseln und den Nördlichen Marianen kam unter amerikanische Verwaltung und die Inseln wurden später unabhängig. Die alliierte Besetzung Japans endete mit dem Friedensvertrag von San Francisco von 1951, der die Souveränität Japans wiederherstellte. Einige japanische Inseln, darunter die Ryūkyū-Inseln, blieben bis 1972 unter amerikanischer Militärverwaltung.
China erhielt die Kontrolle über die Mandschurei und Formosa wurde von Japan zurückgegeben. In China folgte ein Wettlauf um die niedergelegten Waffen der japanischen Armee; der Chinesische Bürgerkrieg entbrannte 1945 erneut und führte bis 1949 zur Teilung Chinas in die heutige Volksrepublik China und die Republik China (Taiwan).

### Gründung der Vereinten Nationen

Gründung der Vereinten Nationen, 25./26. Juni 1945

Am 9. November 1943 unterzeichneten Delegierte von 44 Nationen in Washington die Gründungserklärung der Nothilfe- und Wiederaufbauverwaltung der Vereinten Nationen, um die Kriegsfolgen für die besetzten Länder und deren Bevölkerung nach der Befreiung zu lindern. Sie sollte in den befreiten Gebieten als Soforthilfe dem Mangel an Nahrung, Kleidung und medizinischer Versorgung begegnen sowie die Produktion und den Transport solcher Güter unterstützen.
Im Juli 1944 wurde auf der United Nations Monetary and Financial Conference von Bretton-Woods die künftige internationale Finanz- und Wirtschaftsordnung besprochen. Die Gründung des Internationalen Währungsfonds und der Weltbank wurde beschlossen. Die Verhandlungen zur Gründung einer internationalen Handelsorganisation (ITO) scheiterten dabei, ebneten aber den Weg für den späteren Abschluss eines Allgemeinen Zoll- und Handelsabkommens (GATT).
Mit der Gründung der „Organisation der Vereinten Nationen“ (UNO) auf der Konferenz von San Francisco und dem Inkrafttreten der Charta der Vereinten Nationen am 24. Oktober 1945 wurde der Versuch unternommen, das informelle Kriegsbündnis der Anti-Hitler-Koalition in eine permanente Institution zur Wahrung des Weltfriedens zu transformieren. Die Initiative hierzu war maßgeblich von dem verstorbenen US-Präsidenten Franklin D. Roosevelt ausgegangen. Kernpunkt der Charta war die Schaffung eines Systems, das die friedliche Beilegung von Streitigkeiten und die kontrollierte Intervention bei Verstößen ermöglichen sowie die internationale Zusammenarbeit fördern sollte. Eine besondere Rolle als Garanten des Weltfriedens wurde dabei für die Hauptsiegermächte USA, Sowjetunion, Großbritannien, Frankreich und China vorgesehen, die permanente Sitze und ein Vetorecht im Sicherheitsrat der Vereinten Nationen erhielten. Am 10. Dezember 1948 wurde die Allgemeine Erklärung der Menschenrechte verabschiedet, auf deren Grundlage später weitere international bindende Menschenrechtsabkommen entstanden sind, darunter die Konvention über die Verhütung und Bestrafung des Völkermordes.

### Blockbildung und Kalter Krieg
Der Zweite Weltkrieg ging sowohl in Europa als auch in Asien relativ nahtlos in den Kalten Krieg über. Schon während des Krieges gab es Differenzen zwischen der Sowjetunion und den westlichen Alliierten, die zugunsten des gemeinsamen Ziels nicht in den Vordergrund gestellt wurden. An diesen Differenzen war nicht allein die Sowjetunion schuld. Die Atombomben auf Hiroshima und Nagasaki lösten einen Rüstungswettlauf zwischen den USA und der UdSSR aus. Ebenso waren die großen Erweiterungen des sowjetischen Einflussbereiches nach Westen und das beständige kommunistische Vordringen in Ostasien nicht nur ein Ergebnis des Zweiten Weltkrieges, sondern auch ein Grund für den Kalten Krieg.

NATO und Warschauer Pakt während des Kalten Krieges, 1949 bis 1990

In einer Rede in Fulton, Missouri, gebrauchte Winston Churchill 1946 erstmals öffentlich das Bild des „Eisernen Vorhangs“ zur Beschreibung des nunmehr geteilten Europa. Ab etwa 1947 kam es zunehmend zu Spannungen zwischen den einstigen Verbündeten (Truman-Doktrin, Zwei-Lager-Theorie). Während die Westmächte in ihren Einflusszonen die parlamentarische Demokratie förderten, errichtete die Sowjetunion in den Staaten Osteuropas sogenannte Volksdemokratien unter Führung der Kommunisten. In der Folge verschärften sich die Spannungen und führten zu einer unversöhnlichen Gegnerschaft der einstigen Verbündeten, zur lange dauernden Teilung Deutschlands und Europas und zum Beginn des Kalten Krieges. 1949 wurde die NATO gegründet; als Reaktion auf die westdeutsche Wiederbewaffnung und den NATO-Beitritt der Bundesrepublik Deutschland (1955) folgte als Gegenstück der sogenannten Ostblockstaaten der Warschauer Pakt. Mit dem Zusammenbruch der osteuropäischen Diktaturen im Zuge der Revolutionen im Jahr 1989, der deutschen Wiedervereinigung und der mit dem Zerfall der Sowjetunion einhergehenden Wiederherstellung des Selbstbestimmungsrechts der Völker der früheren sowjetischen Republiken wurden weitere Nachwirkungen des Zweiten Weltkrieges beseitigt.

### Aufarbeitung und Rezeption
Das gewaltige Ausmaß des Zweiten Weltkrieges hat sich in mehreren Sprachen niedergeschlagen. So wird er im Deutschen häufig nur als „der Krieg“ bezeichnet. Ebenso ist für die verhältnismäßig lange und prosperierende Friedenszeit, die dem Krieg in den Industrieländern folgte, in der deutschen und in anderen Sprachen der Begriff der Nachkriegszeit (englisch: postwar period) als sprachliche Abgrenzung zum Kriegsgeschehen entstanden, die selten auf andere Kriege angewandt wurde. Darüber hinaus haben kriegsverwandte Begriffe aus ihrer Herkunftssprache Eingang in die Sprachen anderer ehemaliger Kriegsteilnehmer gefunden, beispielsweise „Blitzkrieg“, „Morale bombing“, „Baedeker Blitz“ oder „Ketsu-gō“.
Einige Historiker sprechen von einem zweiten Dreißigjährigen Krieg, mit dem sie die Zeitspanne zwischen 1914 und 1945 meinen, weil der Zweite Weltkrieg ohne den Verlauf und die Folgen des Ersten Weltkrieges nicht zu verstehen sei. Die Führung des NS-Staates habe alles daran gesetzt, eine Niederlage wie 1918 durch Stabilisierung der Heimatfront und Radikalisierung der Kriegsführung zu verhindern. Dolchstoßlegende, Diktatfrieden von Versailles und militanter Antisemitismus hätten über die Zwischenkriegszeit hinweg den Boden für die aggressive NS-Außenpolitik zur Neuordnung Europas bereitet. Beide Kriege hätten auch gemein, dass der Gegner durch Feindbilder „verteufelt“ und die Grenze zwischen Soldaten und Zivilisten verwischt worden sei. Demgegenüber gebe es aber auch wichtige Unterschiede: zum Beispiel die Einzigartigkeit des Zweiten Weltkriegs, die im Zivilisationsbruch der Shoa liege, oder den fast bedenkenlosen Einsatz von Massenvernichtungswaffen gegen Zivilisten wie in Hamburg und Dresden, Hiroshima und Nagasaki. Erstmals sprach Charles de Gaulle im September 1941 in einer Radioansprache von London aus von „la nouvelle Guerre de Trente Ans“.
Die wissenschaftliche Aufarbeitung des Zweiten Weltkrieges unternahmen zuerst US-amerikanische Historiker. Ungefähr 300 ehemalige deutsche Offiziere arbeiteten auf der Grundlage eigener Erfahrungen und des überlieferten Aktenmaterials ebenfalls für die deutsche Sektion der Historical Division. Zahlreiche Generalsmemoiren, Erlebnisberichte und Unterhaltungsliteratur, in denen Kriegsverbrechen und die Morde an den europäischen Juden ausgeblendet wurden, trugen zum Mythos der sauberen Wehrmacht bei. Die Wehrmachtsberichte für die Historical Division dienten nach 1945 im aufkommenden Kalten Krieg auch als Türöffner auf dem Weg zur Wiedererlangung der deutschen Souveränität, da die USA nun genau wissen wollten, wie man gegen die Rote Armee kämpft.
In Italien bildete sich der Brava-Gente-Mythos, nach dem die anständigen Italiener zunächst 20 Jahre unter faschistischer Herrschaft der Schwarzhemden und dann zwei Jahre lang unter nationalsozialistischer Okkupation gelitten und keine Kriegsverbrechen begangen hätten. Die Erinnerung an den antifaschistischen Widerstand gegen Mussolinis Italienische Sozialrepublik bot der Bevölkerung einen einigenden Mythos. In Japan bildete sich ein Opfermythos, da es das einzige Land ist, auf das Atombomben abgeworfen wurden. Hiroshima sowie die Gefallenenverehrung im Yasukuni-Schrein (auch für hochrangige verurteilte Kriegsverbrecher) prägen die nationale Erinnerung.

## Visualisierung des Weltkrieges

### Zeitgenössische Farbfotografien
- Oliver Das Gupta: Der Krieg in Farbe – Bilder des Imperial War Museum. In: Süddeutsche Zeitung. 23. April 2017.

### Reportagen
- Why We Fight (1942–1945): Unter der Leitung des Hollywood-Regisseurs Frank Capra wurden sieben zeitgenössische Reportagen mit einer Laufzeit von je 40 bis 76 Minuten hergestellt.
  - Prelude to War (dt. „Vorspiel zum Krieg“) (1942) (Video – Internet Archive)
  - The Nazis Strike (dt. „Der Nazi-Schlag“) (1943) (Video – Internet Archive)
  - Divide and Conquer (dt. „Teile und herrsche“) (1943) (Video – Internet Archive)
  - The Battle of Britain (dt. „Die Schlacht um Großbritannien“, Teil 1) (1943) (Video – Internet Archive)
  - The Battle of Russia (dt. „Schlacht um Russland“) (1943) (Video – Internet Archive)
  - The Battle of China (dt. „Die Schlacht um China“) (1944) (Video – Internet Archive)
  - War Comes to America (dt. „Der Krieg kommt nach Amerika“) (Video – Internet Archive)
- Global War – Der Zweite Weltkrieg
  - Teil 1: Der Faschismus breitet sich aus, 2005.
  - Teil 2: Das Wiederherstellen der Kräfte, 2005.
  - Teil 3: Die Befreiung, 2005.
  - Teile 1 bis 3, 2008 (1 DVD).
- Der Zweite Weltkrieg – Die DVD-Enzyklopädie, 2003.
- Zweiter Weltkrieg (Stalingrad-Box), 2003.
- Der Zweite Weltkrieg in Original-Farbaufnahmen 1–3, 2002.
- Das war der Zweite Weltkrieg. Großbritannien 2009. Gezeigt in: ARD alpha, 4. Mai 2018.
- Die Welt im Krieg („The World at War“), 26-teilige BBC-Dokumentation, 1973.

### Spielfilme
- Liste von Kriegsfilmen – Zweiter Weltkrieg

### Museen
- Museen über den Zweiten Weltkrieg